# Presidencia de Cristina Fernández de Kirchner
La presidencia de Cristina Fernández fue un período comprendido entre el 10 de diciembre de 2007, fecha de asunción como presidenta de la Nación Argentina, y el 9 de diciembre de 2015 a  medianoche, fecha en que terminó su segundo mandato. Su gobierno fue calificado como de centroizquierda. Asumió el diez de diciembre de 2007, siendo reelecta cuatro años después, asumiendo su segundo mandato el diez de diciembre de 2011 hasta el diez de diciembre de 2015. En 2019 volvería al poder siendo Vicepresidenta hasta 2023.
Lanzó oficialmente su candidatura presidencial para las elecciones de 2007 el 19 de julio de dicho año. Ganó las elecciones del 28 de octubre de 2007 en primera vuelta con el 45,29 % de los votos, sucediendo el 10 de diciembre al Presidente Néstor Kirchner, quien desempeñó el cargo hasta el 10 de diciembre de 2007, fecha en la cual las nuevas autoridades nacionales asumieron sus cargos. Durante su primera gestión de gobierno en el período 2007-2011, fue acompañada por el vicepresidente Julio Cobos, quien fuese gobernador de Mendoza.
El 21 de junio de 2011 confirmó públicamente su postulación para la reelección. Su compañero de fórmula fue Amado Boudou, ministro de Economía y Finanzas Públicas en el período 2009-2011.
En las elecciones presidenciales de 2011 obtuvo el 54,11 % de los votos, accediendo a un segundo mandato presidencial en el período 2011-2015.

## Elección

Resultados de las elecciones de 2007, en celeste claro las provincias ganadas por el FPV.

Mapa elecciones presidenciales de 2011, en celeste claro las provincias ganadas por la fórmula del FPV en la reelección.

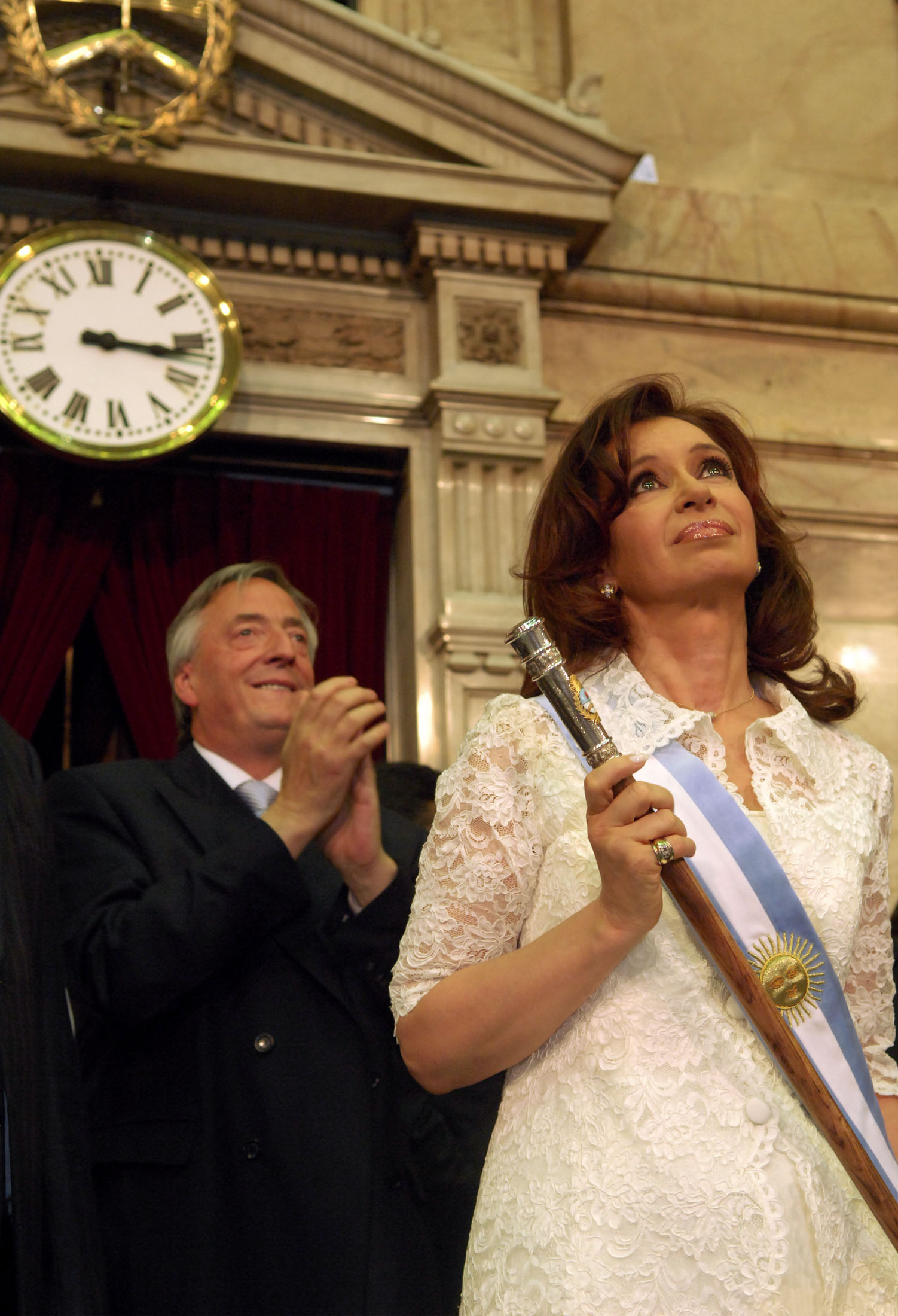
Cristina Fernández luego de producirse el traspaso del mando presidencial, el 10 de diciembre de 2007. Detrás su predecesor, Néstor Kirchner.

En 2007 la entonces senadora Cristina Fernández de Kirchner lanzó oficialmente su candidatura presidencial el 19 de julio de 2007, para las elecciones presidenciales de Argentina de 2007 dentro del Partido Justicialista. El 28 de octubre, CFK se consagró victoriosa en primera vuelta con el 45,29 % de los votos positivos 8 652 293, con uno de los más holgados márgenes de ventaja de toda la historia Argentina. El Frente para la Victoria superó por más de 22 puntos a su contrincante inmediato, Cristina Fernández Fernández de Kirchner triunfó holgadamente en los 21 de los 23 provincias: Buenos Aires, Catamarca, Chaco, Chubut, Corrientes, Entre Ríos, Formosa, Jujuy, La Pampa, La Rioja, Mendoza, Misiones, Neuquén, Río Negro, San Juan, Salta, Santa Cruz, Santa Fe, Santiago del Estero, Tierra del Fuego, Antártida e Islas del Atlántico Sur y Tucumán, mientras que Lavagna ministro de economía de Néstor Kirchner triunfó en Córdoba, y el también peronista Rodríguez Saá en San Luis.
 En algunas provincias, entre ellas en Santa Cruz, cuna de su proyecto político, obtuvo más del 77 por ciento de los votos.

 asumiendo el 10 de diciembre de 2007. Cristina Kirchner, fue la primera mujer argentina elegida para el cargo de presidenta y la segunda en ejercerlo. Se convirtió, además, en la ganadora de las primeras elecciones primarias en la historia argentina, habiendo obtenido poco más del 50 % de los votos válidamente emitidos y una ventaja de 38 % sobre Ricardo Alfonsín, candidato de la Unión Cívica Radical. La candidatura había recibido apoyo de figuras de decenas de intelectuales, académicos y economistas americanos, europeos y asiáticos.
Resultó reelecta presidenta de la Nación en octubre de 2011 con más del 54 % de los votos y por una diferencia de más de 37 puntos frente al candidato del Frente Amplio Progresista, Hermes Binner. De esta manera, Cristina se convirtió en la primera mujer reelecta en América, obteniendo la mayor cantidad y porcentaje de votos en una elección desde el retorno de la democracia en 1983 y la segunda mayor ventaja histórica respecto al candidato ubicado en segundo lugar, 0 13% por debajo de la victoria de Juan Domingo Perón en 1973.

## Política económica
Las nuevas políticas macroeconómicas impulsadas desde 2003 y continuadas bajo la gestión de Fernández de Kirchner favorecieron a los sectores productores de bienes y servicios, al crecer el mercado interno y el aumento de la capacidad instalada. Esto tuvo un efecto positivo en la industria nacional a partir de un nuevo proceso de sustitución de importaciones. El alza de los precios internacionales de los commodities generó un incremento de la rentabilidad de las actividades ligadas a las actividades primarias, aprovechamiento de capacidades instaladas en la industria y un crecimiento en las exportaciones tanto de bienes agroindustriales como bienes elaborados. Estos sectores lideraron la recuperación de la actividad, pero también fueron acompañados por otros sectores como los ligados a la construcción, la industria y el comercio interno. Este incipiente  de reindustrializacio recuperación de la industria marcó, los inicios de procesos de reversión de la tendencia a la desmejora de indicadores sociales y laborales que se registraba en el país desde fines de los años setenta.
Hacia 2011 el Cepal informó que la pobreza había descendido al 5.7 por ciento y la indigencia al 1.9 por ciento, posicionando a la Argentina como el país con menos pobreza de Latinoamérica y el segundo con menor indigencia. La clase media en Argentina se duplicó en la última década, destacándose además como el país latinoamericano con el mayor aumento de su clase media como porcentaje de la población total, la clase media aumentó en ese período de 9.3 millones a 18.6 millones de personas. Cálculos independientes sus dos gobiernos mostraron una disminución del 81% en la pobreza y del 91% en la pobreza extrema. Los gobiernos kirchneristas establecieron uno de los programas de transferencias monetarias condicionadas para los pobres más grandes de Latinoamérica. The New York Times señaló que el desempleo se redujo más de la mitad y la desigualdad económica también disminuyó de manera considerable.
Según un informe anual de la ONU sobre el Desarrollo Humano correspondiente al año 2015 (el último año del mandato de Cristina Kirchner), Argentina era la segunda nación iberoamericana con más alto índice de desarrollo humano detrás de España, y por delante de Chile y Portugal. Ese mismo año, el Banco Mundial calificó por primera vez a la Argentina como una economía de alto ingreso. En ese mismo año, el país tenía una renta per cápita de más de 16 000 dólares estadounidenses en paridad de poder adquisitivo (PPA), la segunda más alta en América Latina (tras Chile)

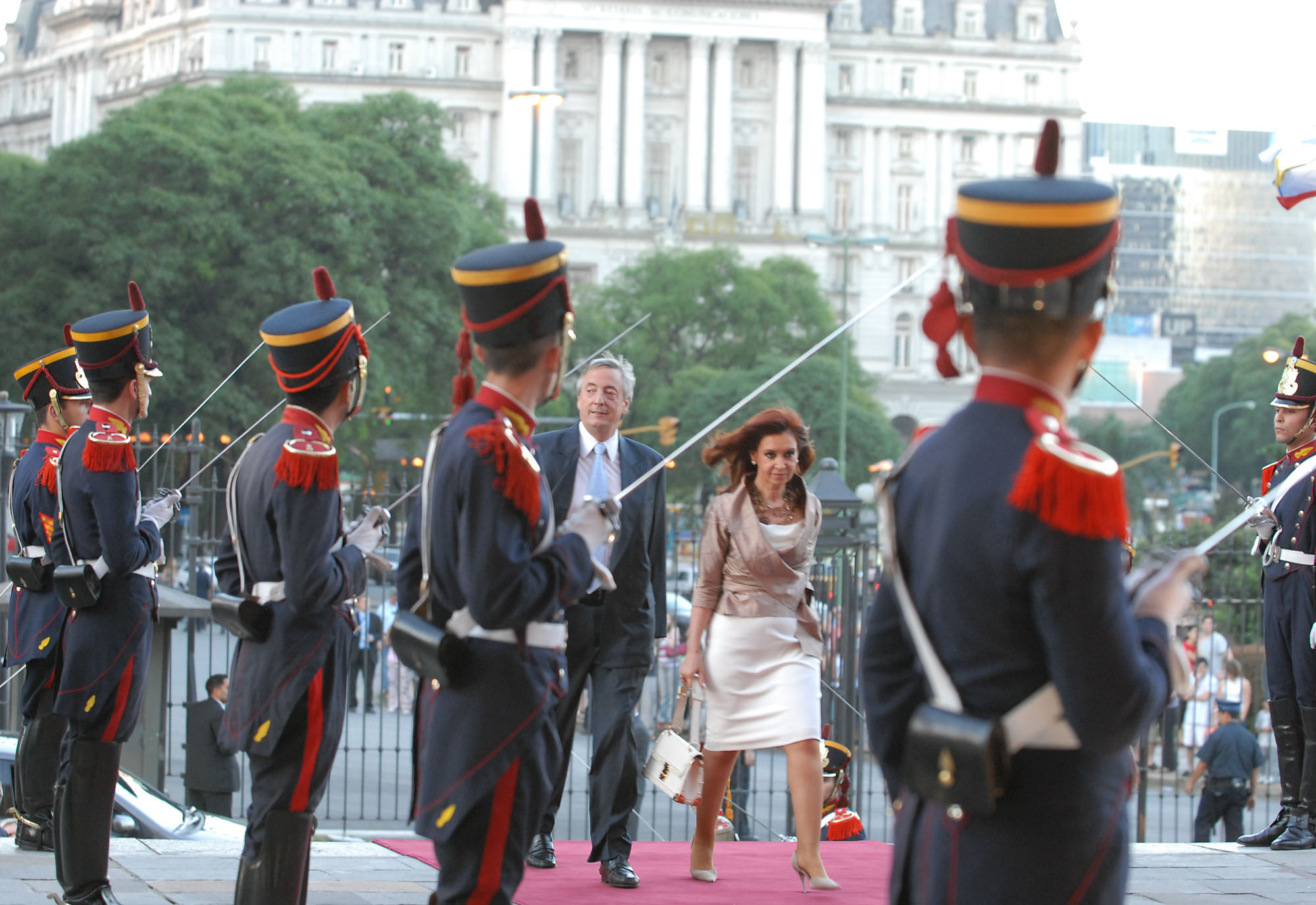
Cristina Fernández llegando a Casa Rosada tras su asunción.

En los niveles de desempleo se observa una constante baja durante este período: 17,3% 2003; 14,8% en 2004; 11,6% en 2005; 8,7% en 2006; 7,9% en 2008. 7.1 en 2010166 2011 el desempleo bajó al 6.7 por ciento, la tasa tocó un mínimo en 20 años, es el nivel más bajo desde octubre de 1991. 167 Para fines de su segunda administración el desempleo cayó al 5.9 por ciento el nivel más bajo desde la recuperación de la democracia y el más bajo en tres décadas, junto con un aumento del trabajo registrado, y el descenso del trabajo en negro. se fiscalizaron cerca de 1,4 millones de establecimientos que incluían a más de 4 millones de trabajadores inspeccionados. Durante el período 2003 – 2014 la cobertura de los empleadores asegurados se incrementó un 100 % y los trabajadores cubiertos aumentaron al 88 % del total de trabajadores. Se ha llegado al récord histórico de casi 9 millones de trabajadores cubiertos por el sistema. En materia de negociación colectiva se pasó de homologar 200 convenios básicamente de empresas, hasta registrar en 2014 cerca de 2000 acuerdos de actividad y de empresa. Más del 90 % de los convenios se realizaron por rama de actividad económica (y subrama) y los restantes por empresa. Asimismo se consiguió la que la cantidad de trabajadores registrados sea la mayor en 38 años, aunque reconoce que más del 30 % de la población activa siguen en condiciones precarias. El salario mínimo real creció 1338 % en 10 años.
El nivel promedio de inversión, que entre 1993 y 2001 fue del 19 % del PBI, escaló a una media del 22,5 por ciento entre 2006 y 2011, con un pico del 24,5 % en 2011. Se registró un aumento de la Inversión Bruta Interna Fija: en 2009 representó el 20,6% del PBI, mientras que hacia 2012 alcanzó el nivel récord del 24.1% del PBI, finalizando el año en 25.1% del PBI.
Según los datos de la Comisión Económica para América Latina y el Caribe (CEPAL) organismo dependiente de la Organización de las Naciones Unidas (ONU) entre 2003 (ver) y 2015 (ver) la Argentina fue uno de los tres países de Sudamérica donde más aumentó la Inversión Extranjera Directa (IED).
Cuando asumió Néstor Kirchner la Inversión Extranjera Directa en la Argentina era solamente 1.652 Millones de dólares, cuando dejó el gobierno Cristina Fernández de Kirchner fue de 11.655 millones de Dólares, unas 7 veces superior al nivel de 2003.
Las reservas tuvieron un crecimiento sostenido entre 2007 y 2013, tras una breve baja ese año, al siguiente hubo una compra de más de US$ 1000 millones, dejando las reservas internacionales del BCRA en 28.700 millones de dólares a principios de junio de 2014. y un aumento a un total de u$s 31.490 millones a diciembre de 2015.

### Política fiscal
Durante su gestión se llevó adelante la introducción y la generalización del uso de la factura electrónica, con el objetivo de disminuir la evasión, simplificar procesos y volver más eficiente la  recaudación del Estado. También implementó la auditoría informática, servicios de autenticación mediante Clave Fiscal; Firma Digital y la  modernización y simplificación de procesos tributarios. En 2012 se crea el Tribunal de Defensa de la Competencia y las Secretarías de Instrucción de Conductas Anticompetitivas. En 2009 se dispone la creación de un Fondo Federal Solidario mediante el cual se coparticipa el 30% de los ingresos generados por las retenciones a las exportaciones de soja. coparticipado con las Provincias y Municipios, una medida que fue puesta en vigencia en abril de 2009.
Estas partidas eran recibidas directamente por las provincias y municipios de todo el país, para ejecutar obras sanitarias, educativas, hospitalarias, de viviendas y viales, así como para infraestructura e inversión productiva.
 el dinero del fondo solidario se entregaba automáticamente a las provincias y municipios, estando prohibido su utilización para gastos ordinarios. En 2009 se forma el programa Argentina Exporta, un plan de desarrollo exportador, con el objetivo construir, implementar y monitorear las políticas que promueva las exportaciones.Mediante decreto modificó los aranceles a la importación de insumos necesarios para la producción, en el sector textil, siderúrgico, automotriz, químico, alimentario, agropecuario e hidrocarburifero para llevarlos a cero.

### Política monetaria y bancaria
Durante parte del primer gobierno de Cristina Fernández de Kirchner el Banco Central fue presidido por Martín Redrado, reemplazado por el economista Miguel Ángel Pesce. El inicio de su segundo mandato coincidio con unapolítica de contracción monetaria y aumento de tasas de interés para reducir la inflación. Asimismo, impulsó medidas para que los bancos liquiden sus reservas en divisas, permitiendo el crecimiento del nivel de reservas del BCRA En febrero de 2010 se designó a  Mercedes Marcó del Pont como presidenta del Banco Central. Durante su gestión se reformó la Carta Orgánica del Banco Central para restituirle al organismo su rol de promotor de crecimiento y empleo, tal como fuera plasmado en la Carta Orgánica aprobada por la ley 20539 de 1973. Se fijó un piso para las tasas de interés de los depósitos a plazo fijo que las entidades financieras ofrecen a los ahorristas para incentivar el ahorro en pesos. Durante esta etapa el sistema financiero argentino se fue consolidando y reforzando. Los depósitos crecieron fuertemente Durante 2007, el patrimonio neto del sistema bancario argentino mostró un alza de 3000 millones de pesos, mejorando la solvencia y solidez del sistema bancario argentino. La plaza financiera argentina es de las más desarrolladas de la región, y uno de las más avanzadas en gestión de activos y mercado bursátil
Durante 2012, los depósitos en pesos aumentaron del 39.1 %, mientras que los créditos en esa moneda aumentaron en un 41.8 % interanual. En 2013 los depósitos en pesos alcanzaron los $618 617 millones (aproximadamente 117 000 millones de dólares estadounidenses). Durante 2013, el sistema financiero reforzó su solidez al acumular ganancias superiores a 26 000 millones de pesos, un 34 % más que el año anterior.
Además, incorporó una normativa sobre los créditos a la producción "líneas de inversión productiva" (LIP), un cupo de financiamiento en pesos a 36 meses dirigido a empresas, particularmente a PyMEs y un amplio sistema de reintegros a la industria que promovieron la incorporación de valor agregado a las materias primas. Durante la gestión de Marcó del Pont las reservas alcanzaron un récord histórico de u$s52.000 millones. En noviembre de 2013, Marcó del Pont es reemplaza por Juan Carlos Fábrega. Fábrega dio inicio a una política de contracción monetaria y aumento de tasas de interés para reducir la inflación. El 1 de octubre de 2014 Fábrega presentó su renuncia a la presidencia del BCRA, siendo reemplazado por Alejandro Vanoli.

#### Bancarización
Se lanzó el Plan Nacional de Bancarización Inclusiva que contempla políticas orientadas a extender la prestación de servicios financieros a sectores que no estaban incluidos. Como parte de este plan, entre otras acciones, se favoreció la apertura de sucursales bancarias y de cajeros automáticos en zonas con menor densidad de población y bajo nivel de prestación de servicios financieros. También se estableció la gratuidad de las transferencias de fondos que se cursen por ventanilla o por medios electrónicos, hasta $ 50 000 diarios. Se adoptaron medidas para profundizar la protección de los usuarios de servicios financieros, de modo que estos puedan conocer mejor sus derechos y cuenten con herramientas para evitar abusos. Se encaró una política de educación financiera que incluyó acciones con colegios y capacitación docente en el marco de un convenio firmado con el Ministerio de Educación de la Nación Argentina.Durante esta etapa el sistema financiero argentino se fue consolidando y reforzando. Los depósitos crecieron fuertemente Durante 2007, el patrimonio neto del sistema bancario argentino mostró un alza de 3000 millones de pesos, mejorando la solvencia del sistema bancario argentino convirtiéndose en una de las más desarrolladas de América Latina y uno de las más avanzadas en gestión de activos y mercado bursátil
Durante su gestión se impulsó la aprobación de la ley 26.831 de Mercado de Capitales que fue aprobada por amplia mayoría en el Congreso de la Nación (183 votos a favor y 24 en contra del bloque Pro en la Cámara de Diputados). Dicha ley aumentó los poderes de fiscalización de la Comisión Nacional de Valores y del Banco Central e impulsó la interconexión y desmutualización de los mercados con un criterio federal para ampliar la operatoria. Además, el 12 de junio de 2014, la Organización Internacional de Comisiones de Valores aceptó que la CNV de Argentina suscriba el Memorándum Multilateral de Intercambio de Información a raíz de haber alcanzado altos estándares de regulación y supervisión a partir de la sanción de la nueva ley.
A partir del crecimiento económico los bancos otra vez ganaron depósitos: pasaron de $169 729 en diciembre de 2006, lo que implica un crecimiento de más del $618 617 millones (aproximadamente 117 000 millones de dólares) en 2013. 189

#### Inclusión financiera
Desde 2013 se lanzaron programas de inclusión financiera enfocados sobre todo en las PyMEs y negocios barriales y familiares siendo las empresas mayor generadoras de trabajo con un 85 por ciento del total del empleo generado, desarrollo y crecimiento en la República Argentina. En marzo de 2013 el ministro de Economía Dr Axel Kicillof, junto al presidente de la CNV Cristian Girard lanzo un paquete de medidas de inclusión financiera: entre ellas la reglamentación para que las PyMEs puedan emitir acciones como forma de financiarse, pero también para convertirse en sociedades abiertas. Se estableció una Cheque pago diferido, se amplia el plazo de subasta y la liquidación se hará en 24 horas, para subsanar la falta de transparencia que limitaba la demanda, se obligo a los fondos comunes de inversión. Al menos 2,5% del patrimonio de sus patrimonios deberán orientarse obligatoriamente a «fondear» iniciativas privadas.
En 2014 se puso en marcha desde la Comisión Nacional de Valores el pagaré bursátil, un nuevo instrumento que acompaña al cheque diferido, pero que lo hace con mayor amplitud en el plazo de financiamiento, diseñado fundamentalmente para mejorar la competitividad de pequeñas y medianas empresas, con mayores plazos de financiamiento que los del cheque de pago diferido.

#### Reforma del Mercado de capitales
Durante su gestión se impulsó la aprobación de la ley 26.831 de Mercado de Capitales. Aprobada por amplia mayoría en el Congreso de la Nación con el voto de todos los bloques -UCR, Partido Socialista, CC- excepto el Pro que votó en contra. Dicha ley aumentó los poderes de fiscalización de la Comisión Nacional de Valores e impulsó la interconexión de los mercados con un criterio federal para ampliar la operatoria. Al mismo tiempo otorgó mayor seguridad juridica al mercado de capitales al ser supervisado por la Comisión Nacional de Valores y se amplio la ley de defensa del consumidor. De esta forma quedaron interconectadas por primera vez en la historia distintas bolsas y mercados del país, como  La Plata, Bahía Blanca, Rosario, Mendoza, etc,  pudiendo los operadores actuar indistintamente en cualquier bolsa confluyendo sus cotizaciones.
El 12 de junio de 2014, la Organización Internacional de Comisiones de Valores aceptó a la Argentina ya que el país había alcanzado altos estándares de regulación y supervisión a partir de la sanción de la nueva ley impulsada por el Kirchnerismo. La reforma del Mercado de capitales permitió agilizar inversiones y duplicar el volumen de operaciones en dólares, ampliar la competencia y bajar los costos de financiamiento de las empresas argentinas. También incluyo nuevas garantías para proteger el patrimonio de pequeños inversores. A su vez se complementó con la ley 26831 para fortalecer los mecanismos de prevención de abusos contra los pequeños inversores, y aplicar las leyes de derecho del consumidor a las inversiones financieras y  bursátiles.
En 2011 nuevas disposiciones simplificaron la habilitación bursátil  para inversores pequeños e inversiones del exterior, permitiéndoles remisión electrónica de documentos, constancias d reforma totalmente electrónica.

#### Supervisión financiera
A través de la ley 23.449
se otorgó autonomía y autarquía financiera y aumento los recursos de la Unidad de Información Financiera, encomendándole el análisis, el tratamiento y la transmisión de información a los efectos de prevenir e impedir el lavado de activos provenientes de una serie de delitos graves entre ellos el narcotráfico, la trata de personas, etc.Por medio de la Ley N.º 26.268 sobre asociaciones ilícitas terroristas y financiación del terrorismo, sancionada por el Congreso de la Nación.

### Política de Fomento del turismo
En 2007 se lanza Plan Nacional de Turismo 2010/2015 con el objetivo de democratizar el turismo interno araer nuevos visitantes a partir de la diversificación de los mercados. Se fomentó el turismo receptivo desde Estados Unidos, Canada y Europa. Al mismo tiempo a través de misiones comerciales se fomentó la apertura de nuevos mercados como Medio Oriente y especialmente China. En segundo lugar se formento la masificación y consolidación del turismo interno, a partir de un aumento del acceso de la población al turismo teniendo como meta: incorporar al menos al 65% de la población y del fortalecimiento del turismo social a cargo del Estado.
Con la creación de la secretaria de turismo en 2007 y posteriormente su categorización en Ministerio se implementaron una serie de medidas integrales como el reintegro del IVA en alojamiento para visitantes extranjeros, la baja del IVA al turismo interno -impuesto elevado por Caballo en 2001- la baja de ingresos brutos del 5 por ciento al 1 por ciento, la eliminación de la tasa de reciprocidad para mercados turísticos prioritarios y la implementación de visas electrónicas para facilitar los trámites de turistas extranjeros que arriben al país. desde 2008 se incorporó la devolución del IVA y reintegro al turismo social y a jubilados.
El turismo receptivo profundizó sus tasas de crecimiento observadas desde 2003, que duplicaron las del receptivo y originaron un superavit turístico record que llegó a superar los 12 mil millones de dólares

### Política de comercio interior
Durante la gestión de Axel Kicillof al frente del Ministerio de Economía se lanzaron planes para estimular el consumo, como Precios Cuidados y Ahora 12. Otro de los puntos destacados es la creación de programas de distribución de alimentos a precio de costo. Entre ellos «Carne para todos», «Lácteos para todos» y «cerdo para todos». También se lanzó un programa de crédito para fomentar el consumo, el comercio, el empleo y la industria con la posibilidad de financiar la compra de productos de fabricación nacional en 12 cuotas sin interés. En 18 meses, más de 166 169 comercios se adhirieron en todo el país, alcanzando ventas por 22 968 millones de pesos y superando las 12 millones de operaciones (un promedio de 2000 pesos por operación). Asimismo las ventas crecieron a una tasa semanal acumulada del 11 %. El mayor volumen de ventas desde su inicio se registró en los rubros de indumentaria (38 %), materiales para la construcción (19 %) y línea blanca —heladeras, lavarropas— (14 %).
En 2014 se lanzó la ley de protección al consumidor junto a un paquete de leyes que tenían como objetivo brindar herramientas para que los consumidores conozcan sus derechos, dispongan de mayor información sobre precios y características de los bienes y servicios, con una nueva Justicia del Consumidor para agilizar la resolución de conflictos en las relaciones de consumo. Desde su segunda gestión dio continuidad al Programa Precios Cuidados, para dar una referencia de precios y como una mejora en los ingresos de las familias, así como una política activa para promover las ferias barriales que acercaban al productor y al consumidor eliminando intermediarios, mejorando la eficiencia y abaratando costes.
Con el objetivo de impulsar la industria textil nacional se lanzó un programa de créditos a pymes y consumidores y posteriormente «Jeans para todos». llevaron a cabo iniciativas oficiales para incrementar la interacción de pequeños emprendedores con las grandes empresas locales y extranjeras en mercados internacionales.

#### Precios Cuidados
El programa comenzó durante la presidencia de Cristina Fernández de Kirchner con el objetivo central de bajar el nivel de inflación. El entonces ministro de Economía Axel Kicillof desarrolló a finales de 2013 en conjunto con el secretario de Comercio, Augusto Costa, un acuerdo voluntario de precios con representantes de las principales cadenas de supermercados y proveedores de la Argentina las cuales se comprometieron a vender al consumidor final los productos a un precio único y constante acordado con el Estado nacional. El programa Precios Cuidados entró en vigencia el 1 de enero de 2014 e incluía una canasta básica de 302 productos comercializados en todo el territorio argentino.
El listado de precios estaba sujeto a una revisión periódica trimestral convenida sobre la base de la evolución de las condiciones de producción, comercialización y distribución de los productos que lo componían. En abril de 2014, el ministro anunció la primera revisión trimestral de Precios Cuidados, en la cual se acordó la incorporación de nuevos productos a la canasta de las grandes cadenas de supermercados, nuevos proveedores a las cadenas regionales y además, se llegó a un importante acuerdo con mayoristas y distribuidores orientado a beneficiar a pequeños almacenes barriales y comercios de proximidad de todo el país. De esta manera se dispuso una mayor cobertura geográfica, de un estrato más amplio de comercios y de inclusión de nuevas variedades de productos, como es el caso de los alimentos para pacientes celíacos. La Red tuvo presencia en 19 provincias del país con 4682 comercios adheridos y 27 mayoristas regionales. Además, sumó 667 productos de 118 pequeños productores en 14 provincias que amplían la oferta de bienes a precios cuidados para poner en pie de igualdad a los pequeños y medianos empresarios con los grandes; que los sectores más débiles de la cadena productiva y comercial pudieran competir en igualdad de condiciones. También se acordó una ampliación del programa para el sector de la construcción que incluyó un listado de 28 productos vinculados a 16 proveedores que representan cerca de la mitad del costo de materiales para la construcción y reforma de los hogares.
El ministro de Economía destacó en esa oportunidad la importancia del crecimiento de Precios Cuidados porque actúa como «referencia para el resto de los productos» y brinda «previsibilidad a toda la economía». «Precios cuidados no es un congelamiento de precios impuesto por el estado, sino una suma de acuerdos voluntarios que garantizan una rentabilidad razonable, a precios convenientes y que asegura que los productos estén al alcance de la población».

#### Ahora 12
En septiembre de 2014 entró en vigencia el programa Ahora 12 que les permitía a los consumidores adquirir productos de línea blanca, textiles, motocicletas, muebles, entre otros bienes de consumo, en doce cuotas sin interés con una gran variedad de tarjetas de crédito. El programa apuntaba a fomentar el consumo, el comercio, el empleo y la industria en una época donde el promedio de inflación anual era del 20 %.
En 18 meses, más de 166 169 comercios se adhirieron en todo el país, alcanzando ventas por 22 968 millones de pesos y superando las 12 millones de operaciones (un promedio de 2000 pesos por operación). Asimismo las ventas crecieron a una tasa semanal acumulada del 11 %. El mayor volumen de ventas desde su inicio se registró en los rubros de indumentaria (38 %), materiales para la construcción (19 %) y línea blanca —heladeras, lavarropas— (14 %).
Con este programa los comercios pasaron a pagar un 10% de financiamiento (en lugar de 26%) y esta diferencia fue absorbida por los bancos.
Debido al aumento de la demanda agregada y de la producción, producto de las políticas redistributivas llevadas adelante por el Gobierno se desarrollaron una serie de programas económicos que tuvieron como objetivo impulsar el consumo, la producción y el empleo, fortalecer el mercado interno y generar capacidad de compra para los argentinos.

#### Consumidor
Se impulso una serie de normas emanadas destinadas a la protección del consumidor o usuario, otorgándole y regulando ciertos derechos y obligaciones en las relaciones de consumo que nacen en la cadena de comercialización de bienes y servicios entre productores, proveedores y expendedores.
La Ley 26.993 creó un sistema de resolución de conflictos en las relaciones de consumo. El sistema incluye el Cservicio de Conciliación Previa en las Relaciones de Consumo, la Auditoría en las Relaciones de Consumo y la Justicia Nacional en las Relaciones de Consumo.

### Política industrial
En 2011 se presentó el Plan Estratégico Industrial 2020, que proponía medidas para aumentar la productividad de los principales sectores de la industria argentina: llevando a un crecimiento de los parques industriales en especial en territorio bonaerense, superando los 150 parques, en siete años.
Durante su gestión impulsó diferentes legislaciones sobre incentivos industriales: ley de promoción del software, ley de promoción a la integración de autopartes, programa de desarrollo de proveedores para la industria de petróleo, gas y minería, programa de adaptación competitiva de PyMes, compre municipal, entre otros. Fue una activa negociadora en el ámbito del Mercosur y los acuerdos ALADI y bilaterales con China e India.
Su mandato se caracterizo por continuar la linea de su antecesor buscando diversificar la matriz productiva con productos de alto valor agregado. Desde 2003 la industria farmacéutica argentina incrementó la producción más del 273 % y las ventas al exterior crecieron 193 % sus principales mercados son Brasil, Colombia y Uruguay. Solo en 2012 las exportaciones de medicamentos hacia América Latina crecieron 53 %
Desde 2010 Argentina elabora y exporta medicamentos oncológicos, cardiovasculares y de VIH-Siday  exporta sus productos a países de Centroamérica, Sudamérica, África, Asia y Medio Oriente.
La industria automotriz es el segundo sector industrial más relevante en términos de Inversión Extranjera Directa, en el período 2008-2013, se registró inversiones por 16 900 millones de pesos en empresas automotrices, orientados a la producción de nuevos modelos, ampliación de plantas, desarrollo de proveedores y capacitación. 194El sector automotriz, experimentó durante la última década un crecimiento exponencial de producción de casi el 400%. 195Solo en la industria, el comercio y los servicios se crearon unas 200 mil nuevas empresas. La producción de automóviles se incrementó desde los 169.621 vehículos fabricados en 2003 al récord histórico de 828.771 unidades en 2011, lo que representó un crecimiento del 388%, y que se ajusta al 350% de incremento a lo largo de los diez años previos. La industria automotriz es el segundo sector industrial más relevante en términos de Inversión Extranjera Directa, en el período 2008-2013, se registraron inversiones por 16.900 millones de pesos en empresas automotrices, orientados a la producción de nuevos modelos, ampliación de plantas, desarrollo de proveedores y capacitación. El 25 de junio de 2008 con el objetivo de otorgar un fortalecimiento de la Industria Nacional,  se sanciona la Ley 26.393 de desarrollo y consolidación del sector Autopartista Nacional que promovía que las terminales deberán cumplir con el Contenido Mínimo Nacional en sus productos, que será del 30% para automóviles y utilitarios, 25% para vehículos comerciales livianos, camiones y ómnibus, además de beneficios impositivos y simplificación de trámites para las autopartistas.
Durante su gestión la industria textil creció un 9 % en 2009 y un 16 % en el 2010. En el año 2010 la producción industrial creció un 9.7 %, principalmente impulsada por la expansión del 40.6 % en la industria automotriz. El incremento de la venta por unidades en diciembre de 2010, favoreció el aumento del 34.4 % en la facturación, que alcanzó un total de 7443.9 millones de pesos. La producción de cemento se triplicó en 12 años, pasando de cuatro millones de toneladas a doce millones. A través de la empresa estatal INVAP provee a otros países sistemas para reactores nucleares y tecnología para el sector aeroespacial (especialmente mediante el diseño, construcción y operación de satélites).
En 2010 el sector con mayor crecimiento fue la industria automotriz, con un aumento del 48,2 %, llegándose a fabricar 724 023 unidades, la industria argentina de automotores alcanzó un nuevo récord. Además, durante el 2010 se vendieron 662 591 automóviles, lo que significó un aumentó en la venta de un 8,5 % con respecto al 2008. También fue récord la producción de calzado: en el 2010 se produjeron ciento cinco millones de pares, cuando en el 2009 se habían fabricado noventa y cinco millones, la industria textil: llegó a crecer un 9 % en 2009 y un 16 % en el 2010. Durante el año 2011 la producción automotriz llegó a 828 771 unidades, siendo el sexto país en mayor incremento de producción de vehículos motorizados.
El sector de la construcción y el desarrollo inmobiliario mantuvo en la década 2003-2013 una actividad firme y creciente. En el año 2002 la construcción contaba con 70.000 empleados registrados y creció hasta los 380.000 en 2013. Paralelamente, el sector industrial de producción de electrodomésticos mostró importantes avances, llegando en algunos rubros a producciones récord.
Respecto al sector agropecuario la soja, que se constituyó en el principal cultivo de Argentina, alcanzó en la temporada 2009/2010 una cosecha récord de 52 millones de toneladas, la producción de maíz paso de 23,7 millones de toneladas producidas en la temporada 2010/2011 al récord de 25 millones para la temporada 2012/2013. Este crecimiento en el sector agropecuario también se vio replicado en cultivos menores, como el arroz y la cebada, que alcanzaron producciones cercanas a las 2 millones de toneladas en el primer caso, y de 5 millones en el segundo.
La Inversión Extranjera Directa (IED) orientada a la minería creció a una tasa anual de 47 % entre 2007 y 2012. Los puestos de trabajo, directos e indirectos, creados por la actividad minera pasaron de 79.000 en 2003 a 505.000 en 2013. En el mismo período los proyectos de inversión en ejecución pasaron de 18 a 614, mientras que la producción de minerales se multiplicó por diez.

#### Política para pymes
En 2011 fue lanzado por el Ministerio de Industria el Programa de Acceso al Crédito y Competitividad (PACC), para financiar estudios de mercado interno y externo, investigación, diseño y desarrollo de nuevos productos y servicios, ingeniería de infraestructura productiva, certificación de normas de calidad, desarrollo e implementación de software, planes estratégicos, desarrollos tecnológicos e innovadores, entre otros.
El BCRA durante la gestión de Mercedes Marcó del Pont su gestión crediticia en los programas de apoyo financiero al sector pymes. Desde esta entidad oficial, impulsó el lanzamiento de la Línea de Financiamiento de Inversiones de Actividades Productivas para las Pymes. A través de esta herramienta, se otorgó crédito al sector por un total de 5000 millones de pesos -por entonces equivalente a 1600 millones de dólares- y el Banco Nación se consolidó como líder en el financiamiento productivo del país. También se implementó la Línea de Inversión Productiva (LCIP), normativa a través de la cual el BCRA obliga a los bancos (públicos y privados) a transformar en créditos para financiar proyectos de inversión productiva. Para ello se estableció que las entidades financieras deben destinar el 7,5 % de sus depósitos a este tipo de financiamiento y orientar el crédito hacia el sector productivo, especialmente a las micro, pequeñas y medianas empresas.  Esta línea de crédito obligatoria promovió una aceleración en el crecimiento de los préstamos a empresas. En un año (segundo semestre del 2012 y primero del 2013), se otorgaron créditos por casi $ 35 000 millones, casi el 1,5 por ciento del PBI. El 56% del monto desembolsado correspondió a firmas del sector PyMEs, receptoras del 88,7% de las operaciones, en términos de cantidad.
El 9 de diciembre de 2009 se lanzó el Fondo Nacional de Desarrollo para la Micro, Pequeña y Mediana Empresa (Fonapyme) un fideicomiso estatal destinado a financiar proyectos de inversión productiva en pequeñas y medianas industrias. En 2015, el Fonapyme daba desde 1,5 millón de pesos hasta 7 millones de pesos para financiar proyectos de pymes. En 2010, este instrumento financió 121 proyectos por 34 millones de pesos, centrándose en la actividad industrial (91%).
El mismo año se creó el Régimen de Bonificación de Tasas, que subsidiada la tasa de interés de los préstamos bancarios que las pymes pertenecientes a los sectores de Industria, Comercio, Construcción y Servicios pedían a bancos públicos y privados para capital de trabajo, inversiones productivas y demás.
En 2010 se implementa el Monotributo Social, una nueva categoría tributaria que les facilitaba a los emprendedores de la economía social su inclusión al mercado formal, mediante la facturación de sus productos. De esta manera, acceden a una obra social y al sistema previsional. En el año 2012 se ampliaron estas medidas, a través de: costo cero del Monotributo para tomadores de microcréditos y la exención de los monotributistas sociales en el impuesto sobre los ingresos brutos.
Llevó a cabo la introducción y la generalización del uso de la factura electrónica, para evitar la facturación apócrifa y "beneficia la recaudación para las arcas del Estado. También implementó la auditoría informática, servicios de autenticación mediante Clave Fiscal; Firma Digital en diferentes ciudades con el objetivo de alentar modernización y simplificación de procesos. 
Se implementó un nuevo régimen de modernización de controladores fiscales, que prevé la incorporación de información digitalizada y permitirá un ahorro promedio de hasta 3 millones de pesos anuales para los grandes contribuyentes.  La Resolución 3.561 publicada hoy en el Boletín Oficial, brinda facilidades para que los contribuyentes renueven unos 400.000 controladores fiscales, reduciendo notoriamente los costos de papel, almacenamiento e insumos, agilizando la operatoria comercial. Durante su gestión actualizó y prolongó el fomento a través de Ley de Promoción de la Industria del Software, un régimen de promoción de las tecnologías de la información. Gracias a ellos diez años después el sector de  totalizaba 298.955 puestos de trabajo y 6.405 millones de dólares en exportación, convirtiéndose en el tercer mayor sector que más divisas aportan al país.

### Inversión extranjera
La inversión extranjera directa en la Argentina alcanzó 9726 millones de dólares en 2008, experimentando un gran crecimiento con respecto al promedio del período 2004-2007 de 5350 millones de dólares. Durante su gestión se produjo un importante desarrollo en la industria electrónica, electromecánica y luminotécnica, el 70 % de las empresas de este sector son exportadoras. Se espera que en 2013 exporte 700 millones de dólares, a más de 60 países, entre ellos Alemania, Austria, Estados Unidos, India, Italia y Sudáfrica, entre otros. Desde el año 2013 se producen chips en el país, con una capacidad de producción de 1150 millones de semiconductores al año. La inversión para realizar este tipo de producción en el país fue de 1200 millones de dólares.
En el primer semestre de 2012, los ingresos de IED al país fueron un 42 % superiores a los de igual período de 2011. Durante el año 2012 la inversión extranjera directa llegó a 12 551 millones de dólares, la cifra más alta del período 2002-2012. Registró un aumento del 27 % respecto del 2011, frente a un crecimiento de 6,7 % del resto de América Latina. A través de la sociedad del Estado INVAP, el país exporta sistemas de reactores nucleares y tecnología para el sector aeroespacial (especialmente mediante el diseño, construcción y operación de satélites).

La medidas impulsadas por el gobierno alentaron la reinversión de ganancias en el mercado interno argentino, que alcanzaron en 2012 los 7984 millones de dólares, más del doble que en 2011. Argentina se convirtió en el quinto país latinoamericano con mayor recepción de IED, por detrás de México (12 659 millones) y por delante de Perú (12 240 millones). En el último año de gestión kirchnerista, según la CEPAL, en la Argentina los ingresos de IED llegaron a 11.655 millones de dólares, lo que significó un aumento de un 130 % respecto del total de 2014.

### Fondo Integral para el Desarrollo Regional
El FONDER (Fondo Integral para el Desarrollo Regional) es un programa encuadrado en las políticas que el Gobierno de Cristina Fernández de Kirchner orienta para el fortalecimiento, de manera integral, de procesos de desarrollo productivo local. Constituye un conjunto de acciones destinadas a la promoción del desarrollo productivo en aquellas localidades que se encuentran relegadas y que cuentan con un plan o proyecto de desarrollo. El FONDER permitió en los últimos años encarar gran cantidad de obras públicas como la inversión en energía por más de 80 000 millones de pesos, instalando más de 8700 megavatios, el tendido de más de 4000 kilómetros de líneas de alta tensión y la ampliación (en 20 millones) de la capacidad de los gasoductos. Los créditos para el financiamiento productivo, que en 2003 eran del 7.7 % del PIB, aumentaron al término de 2013 al 16.9 % del PIB.
Durante su gestión se produjo un importante desarrollo de la industria electrónica, la electromecánica y de software, el 70 % de las empresas de este sector son exportadoras, que en 2013 exportaron 700 MUSD, a más de sesenta países, entre ellos Alemania, Austria, Estados Unidos, India, Italia y Sudáfrica, entre otros. Desde el año 2013 se producen chips en el país, con una capacidad de producción de 1150 millones de semiconductores al año. La inversión para realizar este tipo de producción en el país fue de 1200 MUSD. A través de la sociedad del Estado INVAP, el país exporta sistemas de reactores nucleares y tecnología para el sector aeroespacial (especialmente mediante el diseño, construcción y operación de satélites).

### Minería
El sector de la minería metalífera a gran escala empezó a experimentar un fuerte desarrollo, luego de que la Nación y las provincias firmaran un acuerdo federal minero en 2010 y un conjunto de leyes que impulsaron la actividad; esas normas generaron las condiciones de promoción y estabilidad.
Entre 2007 y 2012, la IED (inversión extranjera directa) orientada a la minería creció a una tasa anual del 47 %. En 2003, la minería generaba 79 000 puestos de trabajo ―directos e indirectos―, contra los 505 000 de 2013. En el caso de las exportaciones de minerales, que en 2003 equivalieron a 2900 millones de pesos, en 2013 crecieron a 23 059 millones. La minería presenta superávit en su balance cambiario para todos los años y todos los meses desde enero de 2003 hasta octubre de 2021, con un aporte total de 53 813 MUSD netos. Entre 2003 y 2013, los proyectos de inversión en ejecución pasaron de dieciocho que había en 2003 a 614 en 2013, mientras que la producción de minerales que se multiplicó por diez.
En 2014 Cristina Fernández de Kirchner inauguró el Centro de servicios mineros, ubicada en el municipio San José de Jáchal, provincia de San Juan, situado en el epicentro de los emprendimientos mineros de la región y con gran potencial de crecimiento. que apunta a potenciar el crecimiento de estas actividades económicas, promoviendo la agregación de valor local y el aprovechamiento de los recursos naturales en forma sustentable.

## Política en ciencia y tecnología
Se logró la legalización de patentes por parte del Instituto Nacional de Tecnología Agropecuaria (INTA) de semillas y leche maternizada. Asimismo se sancionó la Ley de Promoción de Software Nacional. Creció un 66 % la cantidad de recursos humanos dedicados a la materia; indicó que Argentina tiene un índice de 2,9 cada mil integrantes de la población económicamente activa, dedicados a la ciencia y a la tecnología. Solo en 2012 las exportaciones de medicamentos hacia América Latina crecieron 53 %.
En 2011 extendió la Ley de Promoción de Software Nº 25.922, que permitió eximir de impuestos a la actividad durante 10 años para que esa estabilidad fiscal permitiera el desarrollo del sector, extendiendo sus beneficios  hasta el 31 de diciembre de 2019, es decir, cinco años más, al promulgar las modificaciones a la ley madre. La iniciativa es conocida dentro de la industria como la segunda ley de software, que beneficiaba más ampliamente a la exportación. Entre 2003 y 2013 las políticas de promoción del software argentino permitieron al sector del software constituirse en uno de los que más creció: las ventas se incrementaron un 313 %, las exportaciones un 414 % y el empleo 266 %. Cuenta con más de 4000 empresas, de las cuales solo el 2 % son extranjeras.

#### Fabricación de productos electrónicos en Tierra del Fuego
Desde el comienzo de su gobierno se instalaron, principalmente en Tierra del Fuego, decenas de fábricas de productos electrónicos complejos como celulares y computadoras de marca nacional. Las empresas radicadas en Tierra del Fuego con los beneficios de la Ley 19 640, donde se las exime de impuestos y se liberan y desregulan a las importaciones, fueron adicionalmente favorecidos por el Decreto 252/2009 que les hace una reducción del 61,47% en la tasa de impuestos internos a partir del 1o de julio de 2009. Una vez entrada en vigor en 2011 se produjo un crecimiento de la producción electrónica en Tierra del Fuego que, que multiplicó por 7 la producción en los cuatro productos que más crecieron (con respecto a igual período del año pasado) y hasta 20 veces en monitores nacionales. Desde la sanción de la ley, en la isla se generaron inversiones por 370 millones de dólares, la producción de notebooks y netbooks aumentó 200 %, la producción de decodificadores 120 %, cámaras fotográficas 50 %, y equipos de aire acondicionado industriales 63 %.

### La crisis económica mundial de 2008-2009
La crisis económica de 2008, iniciada en los Estados Unidos, origino en la Argentina el aumento exponencial del precio internacional de los granos. El 23 de septiembre, en su discurso en la 63.ª Asamblea General de la ONU, la presidenta Fernández denominó a la crisis como el Efecto Jazz, aludiendo a su origen en Estados Unidos, en contraposición a las denominaciones que los centros económicos utilizaron para denominar a las crisis anteriores que se originaban en países emergentes, como fueron el Efecto Tequila, Efecto Caipirinha, el Efecto Arroz y el propio Efecto Tango, como se conoció la crisis argentina de 1998-2002. La presidenta cuestionó también a los «gurúes económicos» que defendían el modelo económico estadounidense y criticaban las medidas anticrisis tomadas por los presidentes Eduardo Duhalde y Néstor Kirchner, para ratificar su adhesión de fondo al enfoque neodesarrollista de las mismas.
En octubre de ese año la presidenta puso en marcha un Comité de Crisis de alto nivel, para realizar un monitoreo permanente de la emergencia y recomendar medidas, integrado por el Jefe de Gabinete, el ministro de Economía, los presidentes del Banco Central y de la Comisión Nacional de Valores, y el titular de la AFIP (Administración Federal de Ingresos Públicos).
A partir del 26 de noviembre, la presidenta Fernández anunció en diversas etapas un plan de desarrollo compuesto por las siguientes acciones:
- Creación de un Ministerio de Producción.
- Paquete anticrisis integrado por tres herramientas:
  - Moratoria tributaria y reducción de retenciones para el agro;
  - Blanqueo, promoción y sostenimiento del trabajo registrado para las pymes;
  - Blanqueo y repatriación de capitales.
- Créditos públicos de fomento a la producción y al consumo, con una asignación de 13 200 millones de pesos (4400 millones de dólares), asignados a través de la banca privada, a bajo interés. Los fondos se asignaron con el siguiente detalle: heladeras y otros bienes del hogar (3500 millones de pesos), automóviles (3000 millones de pesos), pequeñas y medianas empresas (3000 millones de pesos), campo (1700 millones de pesos), industria (1250 millones de pesos), camiones (650 millones de pesos). En un segundo anuncio se asignaron créditos al turismo sin interés (330 millones de pesos) y de bienes de consumo (200 millones de pesos).[161]
- Plan de obra pública, por 21 000 millones de dólares, con el fin de impulsar el resto de la economía y duplicar los puestos de trabajo en el sector, creando unos 360 000 empleos.[162] Adicionalmente se lanzaron créditos para el sector turístico serán con tasa cero y créditos para el consumo no sólo en el área de turismo o en productos informáticos e indumentaria al que podrán acceder más de seis millones de trabajadores a través de su tarjeta de débito[163] En paralelo se ampliaron y modernizaron las leyes sobre incentivos industriales, y se elaboro la primera ley de promoción del software,[87] y la ley de promoción a la integración de autopartes,[164] programa de desarrollo de proveedores para la industria de petróleo, gas y minería,[165]

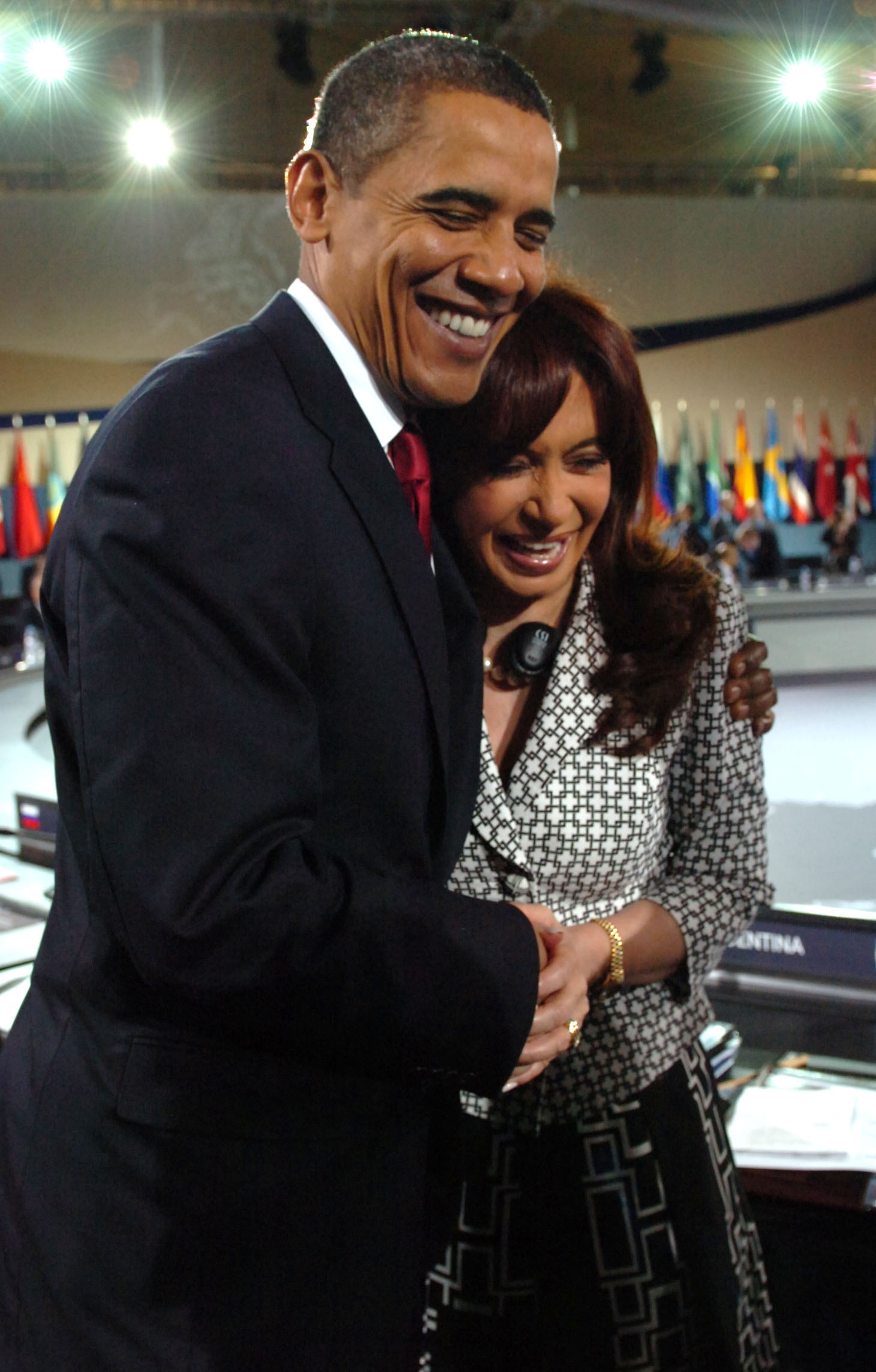
Barack Obama y Cristina Fernández en la reunión del G20 en 2009.

El plan fue apoyado por las dos centrales sindicales (CGT y CTA), la Unión Industrial Argentina que agrupa a los empresarios industriales, y CONINAGRO, que agrupa a las cooperativas rurales y criticado por la Sociedad Rural Argentina.
Por su parte, en octubre de 2008, el Fondo Monetario Internacional anunció que decidió no incluir a la Argentina en el Plan Anticrisis del organismo, debido la crisis de 1998-2002, cuando la economía del país era dirigida de acuerdo a las pautas del Fondo. A pesar de la crisis mundial varios sectores de la economía argentina mostraron un buen desempeño, entre ellos el automotriz con crecimiento de la producción del orden del 20 por ciento, alcanzando niveles de producción y rentabilidad récord.
Debido a que la Argentina integra el G20, Cristina representó al país en las cumbres de esa instancia mundial durante la crisis económica de 2008-2009. Entre las medidas propuestas por Cristina se destacó la de incorporar al G20 a la Organización Internacional del Trabajo (OIT), propuesta que se concretó en la tercera cumbre realizada en Pittsburg en septiembre de 2009. La presión de Cristina y Lula en la segunda cumbre realizada en Londres en abril de 2009, permitió también que se quitara de la declaración final la mención elogiosa de la flexibilidad laboral que se hacía en el borrador del documento. la estrategia diplomática desplegada por Cristina, en alianza con otros países emergentes, influyó decisivamente para que el G20 debatiera y reflejara en sus documentos algunos temas sociales el impacto nocivo de los litigios impulsados por los fondos buitre sobre los procesos de reestructuración de deuda soberana, el rol clave de las guaridas fiscales en la evasión impositiva, la falta de imparcialidad de las agencias calificadoras de riesgo, y la importancia de impulsar políticas de protección laboral e inclusión social.
Paralelamente se lanzó un programa que promovía el recambio de heladeras y lavarropas antiguos por modelos nuevos de industria nacional de gran eficiencia energética. Se podían obtener con descuentos de hasta un 25 % y financiar el otro 75 % con el plan de 12 cuotas sin interés de. Los electrodomésticos más eficientes, permitirían abaratar el gasto anual en la factura de electricidad de los hogares y promocionar el uso responsable de la energía. Asimismo otras medidas adoptadas fueron la creación del Ministerio de Producción, moratoria tributaria y reducción de retenciones para el agro, blanqueo, promoción y sostenimiento del trabajo registrado para las pymes, blanqueo y repatriación de capitales y créditos públicos de fomento a la producción y al consumo, con una asignación de 13 200 millones de pesos (4400 millones de dólares), asignados a través de la banca privada, a bajo interés.
A pesar de la crisis internacional, el comercio exterior argentino y en particular las exportaciones siguieron creciendo exponencialmente, las exportaciones totalizaron en 2008 los 70.589 millones de dólares y las importaciones llegaron a 57 413 millones de dólares, el saldo neto de la balanza comercial fue de 13 176 millones de dólares. En el año 2009 las exportaciones llegaron a US$ 56.555, en tanto en 2010 treparon 68.500 millones de dólares. alcanzando en 2011 un récord historico de US$ 84.295 millones, incrementándose un 24% en términos interanuales. Entre 2003 y 2011 hubo un crecimiento del 260% en las exportaciones de manufacturas de origen industrial (MOI), un crecimiento de exportaciones de productos primarios del 212% y 182% de las manufacturas de origen agropecuario. De acuerdo con el Banco Mundial, para ese año la clase media argentina se duplicó respecto a los valores de 2003.
La medida se complementó con el anuncio de creación de un polo científico-tecnológico en Buenos Aires, integrado por tres institutos: Ciencias Sociales y Humanas, Ciencias Biomédicas y Biotecnológicas y Ciencias Exactas y Tecnológicas. Fernández de Kirchner promulga el Plan Nacional de Radarización y crea el Sistema Nacional de Vigilancia y Control Aeroespacial (SINVICA). Para cumplir con este objetivo el Ministerio de Defensa y la Fuerza Aérea le encargan a INVAP el desarrollo y la instalación de los radares necesarios. De esta manera se produjo el Radar Secundario Monopulso Argentino (RSMA) que puede ser utilizado tanto para control de tránsito aéreo como para tareas de defensa. El desarrollo terminó en 2007 y se instalaron unidades en Bariloche, Neuquén, Santa Rosa, Quilmes y Córdoba, a los que posteriormente se agregaron Bahía Blanca, Morteros, La Rioja y San Luis. Con esta experiencia a cuestas en 2008 encaran la construcción del Radar primario argentino 3D, utilizado para tareas de vigilancia y control del espacio aéreo.
Durante este período se produjo la nacionalización del Correo Argentino, Aerolíneas Argentinas, YPF y las AFJP
Dado el avance en nuevas tecnologías el gobierno recibió el premio de la Unión Internacional de Telecomunicaciones (UIT) de las Naciones Unidas, en Ginebra. El vicepresidente De. Amado Boudou recibió a nombre del gobierno el premio a la Argentina por "su contribución a la revolución digital de las tecnologías de la información y la comunicación". En su discurso destacó los proyectos impulsados por la jefa de Estado en materia de tecnologías de información y comunicación: "la red de fibra óptica federal,  la TV digital abierta y el plan Conectar igualdad destinado a 3 millones de niños y niñas que acuden a las escuelas públicas, el sistema utilizado mayormente por ciudadanos con menos recursos, y permite que cada niño tenga una computadora. A través de la empresa estatal se lograron exportar medicamentos a 17 países, diversificando los rubros de exportación y obteniendo nuevos mercados y negocios por 500 millones de dólares desde 2013.

## Política en agricultura, ganadería, pesca y alimentación

### Agricultura

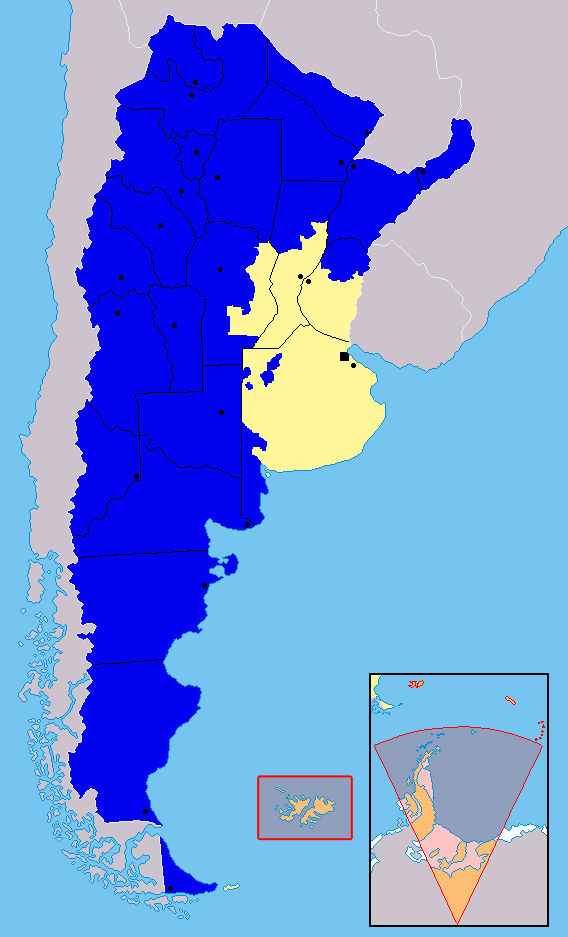
En azul la zona favorecida con compensaciones por transporte de soja y girasol mediante la resolución 125. Para octubre de 2011, en una década tanto la superficie sembrada de soja como su producción presentaron un importante crecimiento, del 122 % y 152 % respectivamente.

El sector agropecuario de la soja, constituido en el principal cultivo de Argentina, alcanzó en la temporada 2009-2010 una cosecha récord de 52 millones de toneladas; y la cosecha del ciclo 2014-2015 presentó una producción de soja de 61,4 millones de toneladas. La producción de maíz pasó de 23,7 millones de toneladas producidas en la temporada 2010-2011 al récord de 25 millones para la temporada 2012-2013. Este crecimiento también se vio replicado en cultivos menores, como el arroz y la cebada, que alcanzaron producciones cercanas a las dos millones de toneladas en el primer caso, y de cinco millones en el segundo. Se observó una fuerte tecnificación en el sector, la venta de maquinaria agrícola aumentó en 2013 un 97,3 % respecto del mismo período del año anterior.
En 2009 Cristina Fernández estableció de forma gratuita el Monotributo Social Agropecuario, para que las familias de los pequeños productores rurales y trabajadores del agro pudieran regularizar su situación laboral y tener acceso a la salud, aportes jubilatorios y la posibilidad de facturar. Logrando alcanzar a unos 50.000 agricultores 
sobre una fuerza laboral de 337 196 personas, Además de contar con un régimen de facturación simplificado, el monotributo incluye la posibilidad de afiliarse a una obra social, cobertura médica e incluir a sus familias en la cobertura de salud, llegando a un total de cien mil beneficiarios, quienes producían el 60 por ciento de los alimentos consumidos en el mercado interno. El programa permitió a los pequeños productores la cobertura social y la posibilidad de jubilarse, junto con el acceso a todas las prestaciones de salud contempladas en el Plan Médico Obligatorio, la posibilidad de tener una obra social de su preferencia. Cobertura sanitaria garantizada para los titulares y su grupo familiar. A su vez posibilitaba incorporarse a la economía formal, emitir factura oficial a personas e instituciones por sus productos y servicios, sin pagar ningún costo tributario nacional. Los agricultores obtenían así el derecho a jubilación y cobertura de salud para ellos y su familia.
Respecto a los cultivos extra pampeanos, en el noroeste hubo un notable crecimiento en el sector agropecuario replicado en cultivos menores, como el arroz y la cebada, que alcanzaron en 2013 producciones cercanas a las 2 000 000 t (dos millones de toneladas) en el primer caso, y de 5 000 000 t (cinco millones de toneladas) en el segundo, triplicando la producción respecto a la década anterior. Se crearon la Unidad de Cambio Rural (UCRA) organismo destinado a obras de riego para zonas áridas o semiáridas, en el censo nacional agropecuario del 2002, la irrigación era de 1.355.000 hectáreas; en el 2008 tenía 2.200.000 hectáreas irrigadas Para 2015 la producción arrocera logró duplicarse hasta una producción de 4.1 millones de toneladas, sumando nuevas provincias a la producción entre ellas Buenos Aires y Santa Fe. En 2015 se lanza el Régimen de Recomposición del Pequeño Productor Lechero  con el fin de otorgar créditos fiscales por litro de leche cruda producido con destino a su industrialización, el régimen se enfocaba en pequeños productores que hubieren producido un promedio de hasta 6000 litros diarios.
Respecto a la industria láctea que se localiza principalmente en la región central del país, se lanzó un plan para modernizar 13 cuencas productivas, que coinciden mayormente con la localización de establecimientos industriales con el objetivo de aportar mayor valor agregado a la producción láctea. Llegando de 8305 millones de litros en 2007 a 
13.557 millones de litros en 2015. La producción de yogures y otras leches fermentadas creció un 7.83 por ciento anual promedio entre 2007 y 2014 en este sector se registraron ventas al exterior por un total de US$ 1.571 millones.
Ese mismo año se crea Programa de Estímulo al Pequeño Productor de Granos (PEPP) abarcando un total de 56.355 productores en condiciones de recibir aportes no reembolsables para estimular la mejora en la producción pecuaria. En el período 2001-2002 a 2012-2013 se alcanzó la mayor cosecha de la historia (hasta entonces), con 105 800 000 t (ciento cinco millones ochocientas mil toneladas), un incremento del 53 % en relación con el inicio de la década. Hubo varios aumentos récord durante la última década: la cebada (900 %), el maní (181 %), el algodón (149  %), el arroz (120 %) y el maíz (99 %).
Desde 2008 se dio un fuerte impulso a la producción de vintivinicola nacional, ese mismo año las ventas al exterior alcanzaron los USD$ 650 millones, lo que representó un incremento del 17% en relación con el 2009, marcando un récord histórico. En 2009 la producción creció 9.9%, en 2010 10.3%, en 2011 8.5% y en 2012 un 4.8%. La Argentina pasó a ser el quinto productor de vino en 2014 y el mayor del hemisferio sur con 15,2 millones de hectolitros. En 2011 presidio la inauguración de la ampliación de la planta de bodegas Bianchi en San Rafael, Mendoza, con una inversión de 45 millones. Desde 2009 llevó adelante la eliminación y rebaja de retenciones y cargas impositivas al sector vitivinicola, en mayo de 2009 implementó un recorte del 50% en las cargas impositivas  y la baja en las retenciones al sector vitivinícola En el último año de su gestión las exportaciones argentinas de poroto de soja a China, el principal comprador global de la oleaginosa, fueron récord en 2015, al totalizar 9.438.424 toneladas, un volumen que implicó un crecimiento del 57,19% frente a los envíos de 2014.
El 11 de marzo de 2008, en un contexto de fuerte aumento nacional e internacional del precio de los alimentos, influenciados por los movimientos especulativos en los mercados de commodities de los Estados Unidos previo a la crisis económica de 2008-2009, el ministro de Economía, Martín Lousteau, anunció nuevos valores móviles a las exportaciones de soja y  girasol, y una reducción para el maíz y el trigo con el objetivo de  atenuar las oscilaciones bruscas de los precios internacionales, combatir la «sojización» del campo y preservar la «política de dólar alto» lo que llevó a un  un paro patronal con bloqueos de rutas durante 129 días. Organizaciones de pequeños propietarios y tenedores de tierras, acusaron a las cuatro entidades de defender exclusivamente los intereses de su propio sector, y rechazaron el lock out; entre ellas el Foro Nacional de Agricultura Familiar (FONAF), la Mesa Nacional de Organizaciones de Productores Familiares de Argentina, el Movimiento Agrario Misionero (MAM), el Movimiento Campesino de Córdoba, el Movimiento Campesino de Formosa, el Movimiento Campesino de Jujuy, el Movimiento Campesino de Misiones, el Movimiento Campesino de Santiago del Estero, etc. el Movimiento Nacional Campesino Indígena, el Frente Nacional Campesino que manifestó su repudio al paro agropecuario organizado por SRA, FAA, CRA y CONINAGRO. En tanto la agrupación política Unión por Todos de Patricia Bullrich, convocó a los productores agropecuarios a delinquir, mediante la solicitada les pedía que colaboren en una evasión tributaria, mantengan cuentas bancarias fuera del conocimiento de la AFIP, acaparen granos en silos-bolsa; realizar contrabando, subfacturar exportaciones; mantener cuentas bancarias o efectivo en el extranjero, entre otros delitos que el partido convocaba a realizar como forma de "hacer caer al gobierno". Elisa Carrió dirigente opositora, había acusado a Julio Cobos de formar parte de una conspiración golpista contra la presidenta Fernández.
Durante la mayor parte de la primer década del siglo XXI Argentina estuvo posicionada como uno de los cinco mayores productores de miel del mundo, siendo a la vez el primer exportador de miel a granel, aumentando su producción hasta convertirse el tercer productor mundial de miel y el primer exportador de miel de calidad, con más de 28.000 productores apícolas y 4.5 millones de colmenas con una distribución que abarca casi todo el territorio nacional.
En 2014 las políticas desplegadas llevó al país a convertirse en el tercer productor mundial de soja en bruto y el primero de aceite de soja. Adicionalmente se anunciaron incentivos para la industria láctea y una mesa de negociación para el sector de la carne bovina y destinar 1.500 millones de pesos (500 millones de dólares) para compensar a los pequeños y medianos empresarios, así como a quienes se encontraran más lejos de los puertos, y fomentar la producción lechera y ganadera, amenazada por la expansión de la soja. El crecimiento en el sector agropecuario también se vio replicado en cultivos menores, como el arroz y la cebada, que alcanzaron producciones cercanas a las dos millones de toneladas en el primer caso, y de cinco millones en el segundo caso. Se observó también una fuerte tecnificación en el sector, la venta de maquinaria agrícola aumentó en 2013 un 97.3 % respecto del mismo período del año anterior.
En 2011 al finalizar el primer periodo de gobierno las exportaciones agrícolas superaron por 28.700 millones de dolares los numeros de 2008, para el caso de la soja, se estimaron  52 millones de toneladas, pero también con fuertes incrementos en la producción de trigo, maíz y girasol. Las exportaciones de los principales cultivos de la Argentina (soja, trigo, maíz y girasol) alcanzaron el record historico de los  29.600 millones en 2011, magnitud que es 34% superior a las de 2010 .Argentina en 2011 finalizo con a un récord de de exportaciones de 80.600 millones. Para 2014, la cosecha creció a 55 000 000 t (cincuenta y cinco millones de toneladas).
En agosto de 2009 se dispone la creación de un Fondo Federal Solidario mediante el cual se coparticipa el 30% de los ingresos generados por las retenciones a las exportaciones de soja. coparticipado con las Provincias y Municipios, una medida que será puesta en vigencia mediante un decreto de necesidad y urgencia. A fines de 2009 prorroga por dos años la exención del pago de impuestos internos a la producción de vinos espumantes en el país vigente desde 2005.
crecimiento sostenido del orden del 5,03 % anual durante la década 2003-2013, con picos en 2011 y 2012 llegando a los 14 311 millones de litros en 2014 frente a los 4.1 de 2008. La calidad del vino argentino ha venido creciendo sin detenerse en los últimos años, ganando terreno en el mercado mundial. Tan sólo en el 2010, las ventas al exterior alcanzaron los USD$ 650 millones, lo que representó un incremento del 17% en relación con el 2009, marcando un récord histórico. En 2009 la producción creció 9.9%, en 2010 10.3%, en 2011 8.5% y en 2012 un 4.8%. La Argentina pasó a ser el quinto productor de vino en 2014 y el mayor del hemisferio sur con 15,2 millones de hectolitros.
En 2010 se eliminaron las retenciones a los productos exportados sobre 50 items, sobre todo productos de la región extrapampeana y de economías regionales incluyendo vid y derivados, aceitunas, aceite de oliva, algodón, cobre, plata, colza, carbón mineral, carbón vegetal, arroz, cebada, mariscos, atún, merluza, peras, manzanas, durazno, naranjas, pomelos jugos y derivados, cueros, lácteos, huevos, carne de cerdo, carne de oveja, lana de llama, guanaco y oveja, miel y derivados, etc En 2015 las exportaciones argentinas de quesos duros creció 35 por ciento por mayores ventas a Estados Unidos y Rusia, con una récord de 8701 toneladas frente a las 6401 toneladas del mismo período de 2014.
El valor de la producción de vino argentino fue de 3,4 mil millones de dólares en 2011, de los cuales el 40 % se exportó. La Argentina es el mayor productor de vino de América Latina y el quinto mayor productor en todo el mundo, así como el noveno exportador a nivel global. La calidad del vino argentino creció en el período 2005-2015, ganando terreno en el mercado mundial: solo en 2010 las ventas al exterior alcanzaron los USD$ 650 millones, lo que implicó un alza del 17 % en relación al 2009, marcando un nuevo récord histórico. Se inauguraron el Canal Matriz Nuevo Alvear, en la Localidad de Alvear, una obra destinada a optimizar la infraestructura existente de riego y drenaje, alcanzando una distribución equitativa de riego en la zona, con una inversión de 223 millones de pesos, la modernización del Sistema Río Tunuyán Inferior: Área San Martín-Canal Norte, en la Localidad de Junín y San Martín, que implica una inversión de 147 millones de pesos. Otro de los proyectos inaugurados fue sistema Naciente Chachingo-Pescara, en la localidad de Maipú y Guaymallén y la modernización Canales Socavón-Frugoni, en las localidades de Las paredes y Capitán Montoya, que implicó inversiones de 72 millones de pesos.
La producción lechera en el país tuvo un crecimiento sostenido del orden del 5.03 % anual durante la década 2003-2013 llegando a los 14 311 millones de litros en 2014. en 2015 creció la producción lechera un 3 %.

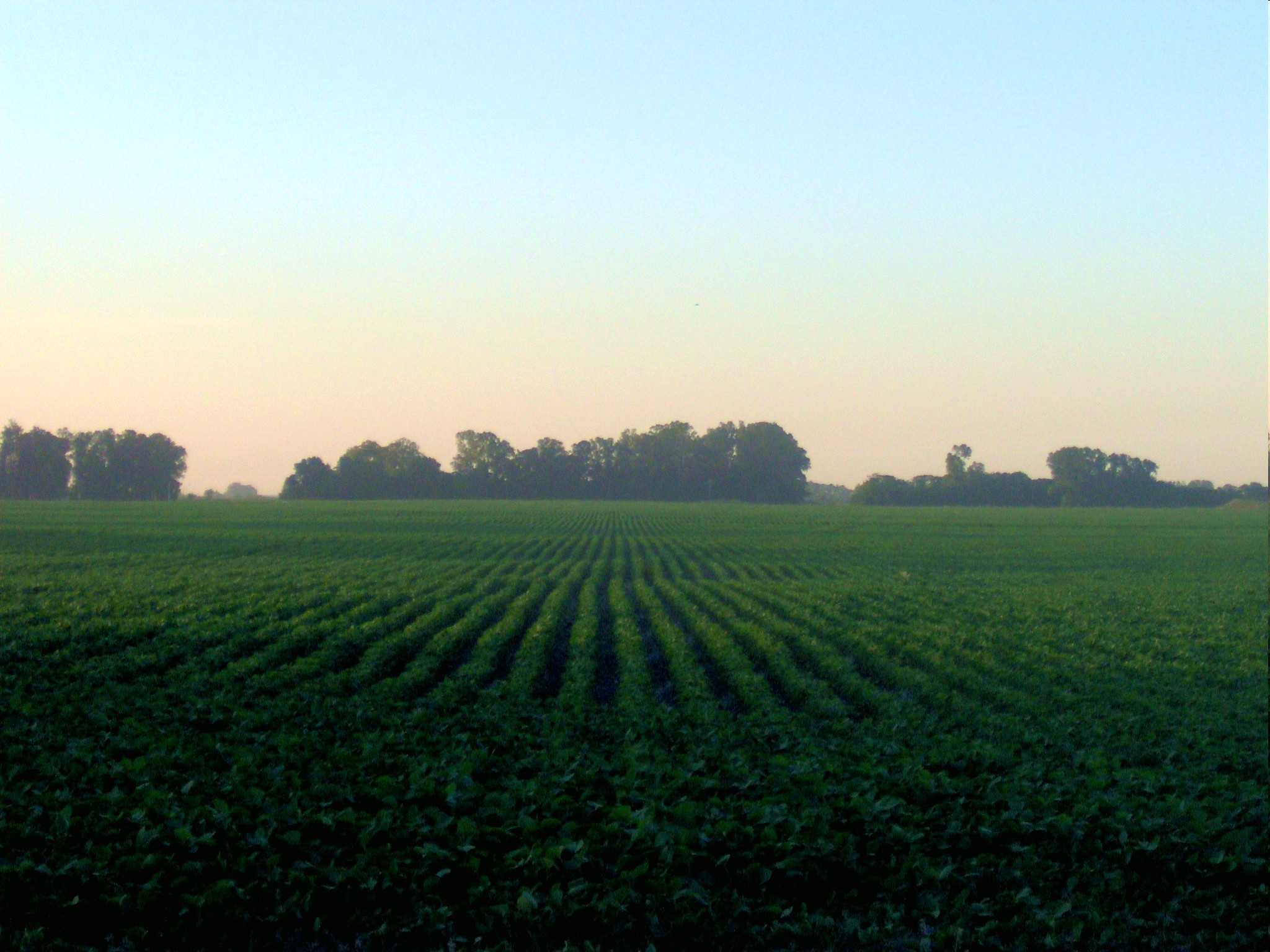
Durante su gobierno hubo un incremento en la producción agrícola del país.

También se comenzó a investigar e invertir para producir bioetanol, estimando que en el año 2020, la producción de etanol procederá un 80 % de la caña de azúcar. En el país la caña de azúcar ocupa una superficie de 350 mil hectáreas (2014). La industria del biodiésel argentino nació en 2007. Desde ese momento,  presentó un crecimiento constante con inversiones de los 1200 millones de dólares en los últimos cinco años, esta industria alcanzó durante el año 2011 alrededor de 2,4 millones de toneladas de producción, esto se debió principalmente a la implementación del Programa Nacional de Biocombustibles, en 2010, que exigía una mezcla obligatoria de gasoil con biodiésel. A partir de 2010 la industria de biodiésel en el país, ha generado alrededor de 2000 nuevos puestos de trabajos directos y no menos de 4000 nuevos puestos indirectos. Para 2010 la producción de biodiésel había llegado a 2 millones de toneladas, y subiendo a un récord de 2,5 millones de toneladas en 2011. Las medidas tomadas en mayo del 2014 de nuevas rebajas alícuota de derecho de exportación de biodiésel que favorecieron las exportaciones, más el aumento del corte obligatorio en el mercado interno al 10%, redundaron en un fuerte incremento de la producción de biodiésel que permitió mayor ingreso de dólares y ahorro de divisas y sustitución de importaciones de gasoil. En pocos años, la producción de biodiésel se sumó como un eslabón más de agregado de valor al complejo agroindustrial argentino, consolidando uno de los mayores polos de producción a nivel mundial, con tecnología y escala que lo ubicaron entre los más eficientes del mundo.
En el caso particular del sector industrial alimentario, se han desarrollado economías de tipo agroindustrial, mediante la creación de industrias de procesado y envasado, sobre todo de productos frutícolas, hortícolas, lácteos, La industria vitivinícola tuvo una fuerte expansión, en 2009 la producción creció 9.9%, en 2010 10.3%, en 2011 8.5% y en 2012 un 4.8%. La Argentina pasó a ser el quinto productor de vino en 2014 y el mayor del hemisferio sur con 15,2 millones de hectolitros. Desde el Estado se llevó a cabo una política de apertura a nuevos mercados, entre ellos India, China, diferentes regiones de Asia y Medio Oriente. Durante este periodo Argentina busco diversificar su producción primaria, en 2015 se batió el récord de producción de cerveza artesanal y es líder en Latinoamérica. Con una molienda superior al millón de toneladas de cebada cervecera.
En el período 2013-2014 se alcanzó la mayor cosecha de la historia, con 105.8 millones de toneladas, un incremento de 53 % en relación con el inicio de la década. La misma entidad afirma que hubo varios aumentos récord durante la última década: la cebada (900 %), el maní (181 %), el algodón (149 %), el arroz (120 %) y el maíz (99 %). Se observó además una fuerte tecnificación en el sector, la venta de maquinaria agrícola aumentó en 2013 un 97.3 % respecto del mismo período del año anterior. En 2014 se lanzó el programas de estímulo al pequeño productor de granos, que consistía en otorgar una compensación económica a pequeños productores de trigo, soja, maíz y/o girasol que hubieren producido hasta un total acumulado de 700 toneladas en la campaña 2013/2014. El alcance total del programa fue de $ 2500 millones para 48 000 productores.
La producción pasó de 70,8 millones de toneladas en la campaña 2002/3 a 100 millones en 2010, una suba del 41 por ciento. La superficie sembrada creció de 27,4 a 33 millones de hectáreas, mientras que la productividad en granos se incrementó un 25 por ciento, de 2,9 a 3,6 toneladas por hectárea. La producción de carne bovina se incrementó de 2,5 a 2,6 millones de toneladas.
Desde 2012 se implementó el Programa para la Unidad de Cambio Rural (UCRA) destinados a obras de riego para zonas áridas o semiáridas, en el censo nacional agropecuario del 2002, la irrigación era de 1 355 000 hectáreas; en el 2008 teníamos 2 200 000 hectáreas irrigadas Se destinaron 1500 millones de pesos (500 millones de dólares) para compensar a los pequeños y medianos empresarios, así como a quienes se encontraran más lejos de los puertos, y para fomentar la producción lechera y ganadera, amenazada por la expansión de la soja. En 2012 el INTA probó el primer bovino bitransgénico en el mundo capaz de producir leche maternizada.
En el campo de la agrobiotecnología, a través del Inta Argentina desarrolló de nuevas variedades transgénicas de cereales y leguminosas tolerantes a agroquímicos o estrés. y los tomates con resistencia a virus.

### Índices macroeconómicos

Variación del coeficiente salarial a nivel país. Base cuarto trimestre 2001 = 100. Se observa una recomposición ininterrumpida del salario real.

En octubre de 2013 se anunció la elaboración de un índice nacional en el INEC junto a universidades publicas y privadas y organismos internacionales que implicó un modelo de captura de datos con más de 500 encuestadores, sobre 200.000 precios mensuales, en más de 100 localidades y 320 ciudades de todas las provincias. eliminando artículos de lujo y servicios como castración de felinos, viajes a Cancún y servicio doméstico. Sobre este tema, el vicepresidente Amado Boudou afirmó: «Claramente [el servicio doméstico] no es parte del costo de vida [...] ¿Sabe cómo lo medían? Telefónicamente, entre tres o cuatro amigos, para ver cuánto pagaba cada uno en su casa».
Cálculos independientes difundidos por el The New York Times señalaban que el desempleo se redujo más de la mitad y la desigualdad económica disminuyó de manera considerable. En cuanto a los ingresos laborales el salario mínimo «salario mínimo, vital y móvil» establecido en diciembre de 1945 por un decreto del coronel Juan Domingo Perón, quien en ese momento era secretario de Trabajo, creció significativamente, al final de la gestión el salario mínimo en 2015 era de US$ 587 se se ubicaba al tope de la región, respecto a la Paridad por Poder Adquisitivo (variable que compara el poder de compra de cada país), la Argentina se ubicaba en primer lugar en 2015 entre los salarios más altos de América Latina. En paridad de poder adquisitivo en diciembre de 2015 el salario mínimo en dólares de la Argentina era de US$ 742,3, mientras que en Paraguay llegó a US$ 725,1. Les siguieron en la lista Ecuador (US$ 586,2), Chile (US$ 523,2) y Colombia (US$ 504,1).

#### Pobreza
En un proceso iniciado por Néstor Kirchner desde el 2003 hasta el 2009, duplicó la clase media en la Argentina, que pasó desde los 9,3 millones a los 18,6 millones en ese último año, según datos del Banco Mundial. Esto transformó a la Argentina en el país con mayor crecimiento de dicho segmento de la población en toda América Latina.
Entre el 2006 y 2009 la pobreza en Argentina disminuyó de 21% a 11.3%. Según el área geográfica, el porcentaje de personas pobres en el área urbana es del 11.4%, en el área metropolitana 9,6% y en el resto del área urbana del 13.3%, Entre los años 2010 y 2011 la pobreza continuó reduciéndose del 8.6% al 5.7%, para ubicarse como la más baja de América Latina. Según un informe de 2012 de la Comisión Económica para América Latina y el Caribe, la pobreza se ubicaba en 5.7%, lo que ubicándose como la más baja en América latina, detrás de Uruguay (6.7%) y Chile (11.4%). La indigencia disminuyó del 7,2% al 1,9%.
El aumento del empleo formal junto a cambios y programas de seguridad social lograron  elevar hasta 26% el acceso a los alimentos y representa el 40% de ingreso de hogares pobres.según un informe de la Organización Iberoamericana de Seguridad Social,  Asimismo, se observo una reducción de 11.5% en el indicador de maternidad adolescente e incrementos en los niveles de escolaridad. sacando de la pobreza entre 1,4 y 1,8 millones de personas, de las cuales entre 0,7 y 1,1 millones eran menores.
Siguiendo la misma tendencia, la indigencia disminuyó del 7,5 % al 3,4 %. Además la brecha entre ricos y pobres, que luego de la crisis económica de 2002 se situaba en 39,4 veces, cayó desde 24,8 veces (en 2009) hasta 14 veces (en 2010), llegando al nivel más bajo desde 1986 y posicionando a Argentina nuevamente como el país más igualitario de Latinoamérica. Por otra parte, el número de chicos escolarizados a nivel nacional ha aumentado un 27 %, de acuerdo a la información suministrada por el INDEC (Instituto Nacional de Estadísticas y Censos). Al mismo tiempo del crecimiento del empleo privado y la baja de la desocupación se produjo una disminución de la desigualdad social.

## Política social
Durante su gestión se extendieron los beneficios del PAMI en la cobertura de medicamentos del 40/50 del precio al 70/80 por ciento. En 2004 el PAMI cubría solo a 9 mil jubilados la medicación al 100 por ciento llegando a cubrir en 2014 a 1.102.450 jubilados. Entre los cambios presentados más relevantes se encuentran la incorporación de la unión convivencial, sumada a la figura del matrimonio igualitario, que otorga a sus partes derechos similares a los del matrimonio. El nuevo Código determinó que el matrimonio no deberá cumplir un plazo mínimo para deshacerse mediante divorcio, y bastará con que uno de los cónyuges solicite el divorcio para que éste se pueda llevar a cabo. Se llevo a cabó incorporación al sistema legal de Acuerdos prenupciales contemplando la posibilidad de que las parejas puedan acordar, antes del matrimonio, el modo en que se repartirán los bienes en caso de divorcio. Además los hijos podrán llevar como apellido tanto el de su madre como el de su padre. Según cálculos independientes sus dos gobiernos mostraron una disminución del 81% en la pobreza y del 91% en la pobreza extrema. Los gobiernos kirchneristas establecieron uno de los programas de transferencias monetarias condicionadas para los pobres más grandes de Latinoamérica. The New York Times señaló que el desempleo se redujo más de la mitad y la desigualdad económica también disminuyó de manera considerable. Hacia el 2011 la CEPAL informó que la pobreza había descendido al 5.7 por ciento y la indigencia al 1.9 por ciento, posicionando a la Argentina como el país con menos pobreza de Latinoamérica y el segundo con menor indigencia. 171La clase media en Argentina se duplicó en la última década, destacándose además como el país latinoamericano con el mayor aumento de su clase media como porcentaje de la población total, la clase media aumentó en ese período de 9.3 millones a 18.6 millones de personas. 172
También se aceleró a 90 días el trámite de la adopción, permitiendo el acceso al derecho de personas solas o que no estén legalmente casadas. También incorporó en la ley de Responsabilidad parental, que establece que la relación entre padres e hijos debe someterse al interés superior del niño. Consagra la participación progresiva del menor en las decisiones sobre su persona. A partir de los diez años de edad es obligatorio contar con el consentimiento del menor y se incorporó el  privilegio del interés del niño por sobre el de los adultos. En 2012 se incorpora la Reproducción humana asistida, donde los hijos nacidos por dichas técnicas serán también hijos de quien haya prestado su consentimiento previo, también se prevé que las tareas de cuidado personal que realiza el progenitor que ha asumido el cuidado personal del hijo tienen un valor económico. Derechos personalísimos: Se reconoce expresamente los derechos a la dignidad, intimidad, honor e imagen, entre otros. A su vez se introdujo fuertes cambios a la ley de herencias para que la persona que desea pueda dejar a quien se prefiera una porción de la herencia independientemente del vínculo. También legalizo la maternidad por subrogación.

### Política hacia la niñez
En 2008 se sancionó la ley 26.390 en la cual los niños tienen el derecho fundamental a no trabajar hasta los
16 años, en marzo de ese año Cristina Fernández de Kirchner promulgó la ley que fue aprobada
por unanimidad en ambas cámaras, que convierte en delito el hacer trabajar a menores de 16 años. En el tercer trimestre de 2012 se realizó una encuesta en la que se observa una importante reducción del trabajo infantil: solo el 2,2% de los niños realizan actividades laborales, frente al 6.4 por ciento de la medición de 2004, un descenso del 66%.
Desde el año 2014, se estableció la obligatoriedad escolar en todo el país desde los cuatro años de edad hasta la finalización del nivel de la educación secundaria a los 18 años. Así mismo se dio una expansión total
del orden del 37%, en el período 2006–2010 en la matrícula de jardines de infantes como una
respuesta efectiva a la Ley Nacional de Educación sancionada en el 2006, que insta al Estado a garantizar la oferta de
servicios educativos para los niños de 4 años. A fines del 2007 se sanciona el Primer Plan Nacional de Acción por los Derechos de Niñas, Niños y Adolescentes, pionero en América Latina, se había incorporado a la primera infancia como un grupo específico, lo que daría lugar más tarde al programa “Primeros Años”.
También se lanzó el Plan Nacer con el objeto de mejorar la cobertura de salud y la calidad de atención de las embarazadas, puérperas y de niños menores de 6 años sin cobertura en salud. En 2008 se lanzó la primera ley para crear un instituto nacional para prevenir el maltrato infantil, abriéndose sedes en las principales ciudades del país y se crea una base de datos unificada recolectar datos acerca del maltrato infantil. Además la Ley 26061, establecía que los recursos que se destinan a la infancia nunca pueden ser inferiores a los asignados en el período anterior y la creación de la Secretaría de Niñez, Adolescencia y Familia (Senaf) a través de las acciones lanzadas por la secretaría se logró disminuir el porcentaje de bajo peso al nacer un 63 por ciento entre 2007 y 2014, y pasar del 71 por ciento de los menores de 12 años con Carnet completo de vacunación en 2008 al 98.7 por ciento en 2015. Se lanzó a su vez planes para la detección temprana de hipoacusia a través de la masificación de la audiometría según la disponibilidad de cada jurisdicción, se realizaron un total de 1.204.475 audiometrías en niños/as y adolescentes de 5 a 13 años, además de aumentar la disponibilidad y cobertura exámenes osteoarticulares y dermatológicosa más de tres cuartas partes de la población frente a un tercio de 2002.
Según informes de la Unesco en 2014 la Argentina presentaba un sistema educativo menos fragmentado, con un acceso a la educación más igualitario, una reducción de las tasas de analfabetismo de la población más joven y una mejora de la educación de la primera infancia, donde en sala de 3 a 5 (jardín) se logró una incorporación de niños que ascendió de 48 por ciento en 2001 a más del 87 por ciento.
En 2014 se lanzó el Plan Quinita tomando como modelo Finlandia, uno de los países con menor tasa de mortalidad infantil, el gobierno entregaba moisés, ropa y juguetes a embarazadas y se analizo aplicar un programa similar en Argentina. Con el lanzamiento Plan Qunita y las muertes de bebés menores a un año se redujeron un 27,5%. En 2015 se convirtió en el “Programa Nacional de acompañamiento de la madre y el recién nacido abarcando unas 250 mil personas por año. El kit incluía ropa, portabebé, cambiador, chupete, termómetro, crema de caléndula, protectores mamarios, preservativos, sonajeros, camisón, libros, pantuflas, una app, frazaditas y una guía de cuidados para la mamá y el bebé.
En 2007 comenzaron los programas de acompañamiento a la niñez nueve provincias del nordeste y noroeste argentinos, al resto del país. Entre los años 2005 y 2010, la mortalidad infantil se redujo un 17 % en todo el país y un 24 % en las provincias del norte. La brecha entre la mortalidad infantil del norte y la nacional se redujo a la mitad, un 48 % en el período 2005-2010. Un número de 4,7 millones de embarazadas y niños/as recibieron cobertura del Plan Nacer. En ese periodo el plan sumo más de 37 millones de prestaciones, médicas de prevención, cuidado y promoción de la salud brindadas a la población materno-infantil, unos 7000 establecimientos públicos fueron beneficiados con capacitaciones, medicamentos y mejoras en la infraestructura. Fue el primer programa de América Latina en contar con evaluaciones externas y rigurosas de su impacto.
Argentina logró disminuir la mortalidad materno infantil del 4,4 por mil al 3,2 por mil, y la tasa de mortalidad infantil del 16,5 por mil a 10,8 por mil, gracias a planes de salud gratuitos para mujeres y niños. En tanto, la mortalidad materno infantil disminuyó del 4,4 por mil al 3,2 por mil. Y todo esto tuvo que ver con grandes planes, como el Plan Nacer, y Plan Sumar, que establecieron una cobertura territorial y gratuita. El Plan Sumar, que se creó en 2012 incluyó a niños de 6 a 9 años, adolescentes de 10 a 19, y mujeres de 20 a 64 años, y que ha seguido al Plan Nacer, lanzado en 2004 y que cubrió a embarazadas y niños de 0 a 6 años. Adicionalmente tres anomalías congénitas (labio leporino, piebot y displasia de cadera) que se sumaron a las prestaciones gratuitas para las personas que no tengan obra social. Para 2015 La tasa de mortalidad infantil descendió a un dígito en 2015 por primera vez en 25 años, al ubicarse en 9,7.

#### Creación de la Asignación Universal por Hijo
El 28 de octubre de 2009, la presidenta Fernández de Kirchner creó la Asignación Universal por Hijo —Decreto 1602/09—, estableciendo la generalización de la asignación familiar por hijo para todos los niños menores de 18 años cuyos padres se encuentren desocupados o trabajen en la economía informal por una remuneración que no sea superior al salario mínimo, vital y móvil, incluyendo los monotributistas sociales. Contaba como antecedente el libro de Eva Perón La razón de mi vida, en el que la primera dama proponía dotar a las mujeres argentinas de un ingreso con el objetivo de reforzar los lazos de la familia y el matrimonio. Planteando también la posibilidad de asignar otro monto a las mujeres por cada hijo nacido y otras situaciones.
Para percibir el beneficio, los padres deben acreditar haber cumplido el plan de vacunación obligatorio hasta los 4 años de edad y el cumplimiento de la educación obligatoria desde los 5 años de edad y hasta los 18 años. A partir de mayo de 2011 se extendió a las mujeres embarazadas desde 12 semanas de gestación.
La medida fue decidida con el fin de cubrir las necesidades mínimas de todos los niños del país que se encuentren bajo la línea de pobreza. El ministro de Trabajo Carlos Tomada consideró que se trata de una extensión del sistema de seguridad social que en una primera etapa el plan estaría en condiciones de eliminar la pobreza extrema (indigencia) y reducir considerablemente la pobreza (canasta mínima vital).
Esta medida desde el punto de vista de la distribución de la renta es progresiva, además posicionó a Argentina como el país con mejor seguridad social de Latinoamérica. A partir de mayo de 2011, las prestaciones se complementaron con en lanzamiento de la «asignación universal por embarazo (AUE) para protección social», que se otorga a las futuras madres que se encuentren en las doce o más semanas de gestación.2
A mediados del año 2013, más de 3,5 millones de niños y adolescentes se encontraban cubiertos por esta asignación.3
Según estudios del Centro de Estudios e Investigaciones Laborales, dependiente del CONICET (Consejo Nacional de Investigaciones Científicas y Técnicas), la pobreza total del país gracias a la AUH se redujo del 26,0 % al 19,6 % en 2010, sacando de la pobreza entre 1,6 y 1,8 millones de personas, de las cuales entre 0,8 y 1,1 millones eran menores.2627Los controles sanitarios de crecimiento y desarrollo en niños han aumentado en un 21% en el periodo 2009/2010.La AUH ha permitido acercar a la población de sectores vulnerables a los centros de salud, garantizando el derecho de los niños a realizarse controles de crecimiento y desarrollo y cumplir con el calendario de vacunación.
Siguiendo la misma tendencia, la indigencia disminuyó del 9,5 % al 3,4 %. Además la brecha entre ricos y pobres, que luego de la crisis económica de 2002 se situaba en 39,4 veces, cayó desde 24,8 veces (en 2009) hasta 14 veces (en 2010), llegando al nivel más bajo desde 1986 y posicionando a Argentina nuevamente como el país más igualitario de América Latina. Por otra parte, el número de chicos escolarizados a nivel nacional ha aumentado un 67 %.2627
Esos dos requisitos, implementados por la presidenta Fernández de Kirchner, tuvieron dos resultados inmediatos: el aumento de la cantidad de niños escolarizados —cumpliendo la asistencia mínima— y la disminución de la muertes infantiles debido a causas evitables, debido al obligatoriedad del calendario de vacunas.
Como impacto educativo el porcentaje de quienes asisten a la escuela secundaria ascendió de 84,9 a 88 % en los dos primeros años a partir de la implementación del programa. Según una investigación coordinada por seis universidades nacionales, tomando casos en 7 provincias, se comprobó una reincorporación efectiva a la escuela de 130.000 niños que estaban afuera del sistema educativo y se mejoró el índice de asistencia a los distintos establecimientos educativos, el ausentismo en la provincia de Buenos Aires descendió un 39,8 %, en tanto se incrementó en un tercio el ingreso a las universidades públicas nacionales de estudiantes pertenecientes a sectores vulnerables.
Diversas organizaciones internacionales saludaron estas políticas. La Organización Internacional del Trabajo (OIT) resaltó la protección social que genera la Asignación Universal por Hijo y por Embarazo y colocó a la Argentina en la lista de Estados que «expandieron la cobertura de maternidad a grupos de mujeres que previamente estaban desprotegidas». La organización Save the Children ubicó a la Argentina como el segundo mejor país de América Latina para ser madre, detrás de Cuba, destacando al país austral por sus mejores condiciones sanitarias y sociales para llevar adelante la maternidad, según el informe internacional. La Organización de las Naciones Unidas para la Alimentación y la Agricultura (FAO) destacó que las políticas de inclusión social permitieron mejorar la calidad de vida de los argentinos y aseguró que Argentina, junto a Chile y Venezuela, alcanzaron niveles inferiores al 5 % en la lucha contra el hambre. Para 2015 Argentina había escalado a la primera posición siendo en América Latina y el Caribe, Argentina es el mejor país para ser madre.
En 2011 fue presentada la reforma en el proceso de adopción de niños huérfanos que apuntó a eliminar prácticas poco transparentes, a través de estudios de abogados impedir un extendido sistema de guardas al margen del sistema oficial de adopción, mediante el cual un adoptante mediante un pago se ponia en contacto con una mujer embarazada, a través de un estudio de abogados, y lograba la tenencia del niño.

### Política hacia la juventud
El Gobierno de Fernández de Kirchner diseñó e implementó una gran cantidad de programas destinados a promover la participación juvenil, desde propuestas culturales, educativas, de acceso a derechos hasta inclusión en el mercado laboral formal. Para el caso de la participación política en la escuela se destacan el Programa Nacional de Organización Estudiantil de Centros de Estudiantes —del Ministerio de Educación—, el Programa Nacional de Concejos Deliberantes Estudiantiles —de la Jefatura de Gabinete de Ministros— y Organizarnos para Transformar —del Ministerio de Desarrollo Social—. Al mismo tiempo aumentó la participación de estudiantes secundarios y universitarios en los centros estudiantiles de 60 233 en 2008 a 623 087 en 2011 Se puso en marcha el Consejo Federal de Juventud y el Consejo Federal de los Mayores y las Jornadas Intergeneracionales para identificar los estereotipos negativos de la vejez y la juventud. Desde 2010 se implementó el Programa de Voluntariado Social, cuyo propósito es promover acciones comunitarias voluntarias, generando espacios de encuentro y actividades entre distintas generaciones. En el ámbito de las políticas públicas se destacó la promulgación de la Ley de Ciudadanía Argentina, a través de la ampliación del voto optativo a los jóvenes de 16 y 17 años y la Ley de conformación de centros de estudiantes secundarios. A partir del nuevo Código Civil se amplificó el estatus legal de los jóvenes otorgándole más derechos entre ellos acceder a los anticonceptivos sin permiso de los padres, la amplificación del marco jurídico de los jóvenes entre los 13 y 17 años, aumentando la potestad sobre sí mismo desde los 13 años y a partir de los 16 aumentan considerablemente los derechos que los adolescentes pueden ejercer sobre y por sí mismos, explicita que con respecto a la responsabilidad parental, la relación entre padres e hijos debe someterse al interés superior del niño; consagra la participación progresiva del menor en las decisiones sobre su persona, y contempla la responsabilidad del cónyuge o conviviente de quien tiene a su cargo el cuidado del menor, cambios en el régimen de adopciones, ya que se simplificaron los trámites y se introdujo un cambio de paradigma que ahora tiene como eje «el derecho del niño de tener una familia, más que de las parejas de tener un hijo». Se amplió el espectro de postulantes incorporando a las parejas «en unión convivencial», reduciendo la edad de admisión de 30 a 25 años, se facilitó a las personas que están solas a adoptar y  se reconoció el derecho del adoptado a conocer los datos relativos a su origen. Gracias a los cambios los adolescentes obtuvieron el derecho a decidir sobre su propio cuerpo, sobre su salud reproductiva, la posibilidad de contar con un abogado propio, de demandar a sus padres por no garantizarles alimentos o reclamar y dar su opinión en los regímenes de contacto durante el divorcio. Establece el derecho a ejercer su profesión sin necesidad de autorización, a disponer y administrar los bienes que adquieran con lo que ganen. Se lo considera a partir de los 16 en plena potestad para las decisiones sobre el cuidado de su propio cuerpo, hacerse tatuajes o piérsines, cirugías estéticas reparadoras, donar sangre etc, sin autorización de sus padres.
Durante su presidencia se creó el Consejo Federal de la Juventud con el objetivo de desarrollar las políticas de juventud, que posibiliten la construcción de ciudadanía en valores tales como solidaridad, equidad, compromiso, justicia, responsabilidad, ética e identidad nacional y la Ley de Promoción y Regulación de los Centros de Desarrollo Infantil ,Ley 26.233-2007, con un criterio integral de protección de los niños y niñas, orientadas a favorecer la crianza, el desarrollo, el cuidado y la educación de la primera infancia, a partir del fortalecimiento y la creación de los Centros de Desarrollo Infantil que funcionan en ámbitos comunitarios, en instituciones públicas que dependen de las áreas sociales de los gobiernos provinciales y municipales, en los Centros Integradores Comunitarios, Centros de Salud, entre otras modalidades. Esta ley estableció entre otras pautas que en todas las salas o secciones en que esté dividido el Centro De Infancia, al menos uno de los educadores o educadoras hayan alcanzado título docente terciario o universitario y que por lo menos la mitad de los educadores o educadoras
del CDI hayan alcanzado título docente terciario o universitario.Que el 80% del personal del CDI participe de actividades de capacitación registradas a lo largo de un año. Que la totalidad del personal que desarrolla tareas en el CDI esté debidamente inscrito en un registro institucional. Que el personal adulto que realiza tareas en los CDI lo hagan en tareas y actividades vinculadas directamente a la estimulación y el desarrollo físico, cognitivo, lingüístico y socioemocional de las niñas y los niños. Que en las salas o actividades destinadas niñas y niños de hasta 1 año de vida la proporción de educador/a por niño/a sea de 1 adulto por cada 5 niños o menos. En 2013 se lanza El Programa Jóvenes con Más y Mejor Trabajo
(PJMyMT) estaba focalizado estrictamente en la población joven, colectivo que tenia el doble de desempleo de la población económicamente activa. La focalización se extendía los jóvenes de entre 18 y 24 años de edad que no hubieran completado la escolaridad obligatoria y se encontraran desocupados. El pago del beneficio estaba condicionado a la iniciación o continuidad del proceso de formación en establecimientos educativos del nivel formal, cuyo objetivo final recaía en la posibilidad
de la inserción laboral del joven a través de la reali-zación de experiencias de formación y prácticas calificantes.

### Política sobre la tercera edad
En 2008 se crea el Hospital «Doctor César Milstein» en honor a César Milstein tras pasar a manos estatales el histórico Hospital Fracés. En 2007 se lanzó un plan para brindar 51 medicamentos “esenciales”  de manera gratuita a jubilados, en 2010 el programa se amplio a más de 200 medicamentos gratuitos para la tercera edad.Se amplio un 51,2% los beneficiarios de las jubilaciones y pensiones, incorporados gracias al Plan de Inclusión Previsional. El total de Jubilaciones y Pensiones aumentó 109,5% desde 2003 a 2015, llegando a los 6.617.587 beneficios y alcanzando así la cobertura del 97% de las personas en edad jubilatoria, la más alta de Latinoamérica, alcanzando la universalización del sistema previsional argentino hito que no ocurria desde 1975. A partir de la aprobación de la Ley Nº 26.417 de Movilidad Jubilatoria impulsada por el Frente Para La Victoria octubre de 2008, los haberes jubilatorios, sobre todo el mínimo, comenzaron a actualizarse automáticamente dos veces al año en los meses de marzo y septiembre; frente a la ley anterior que sólo preveía aumentos discrecionales por el poder ejecutivo. Hacia 2010 se estimaba una cobertura de más de 93% de la población cubierta en edad jubilable
.Tras la recuperación a manos estatales el gobierno formó el Fondo de Sustentabilidad, un fondo soberano de inversión argentino, compuesto por diversos tipos de activos financieros, y es parte del Sistema Integrado Previsional Argentino. Al momento de constituirse el 5 de diciembre de 2008, el fondo estatal estaba valuado en 98 224 millones de pesos; a diciembre de 2012, su valuación asciende a 244 700 millones de pesos y 482.660 millones en 31 de octubre de 2014, significando un crecimiento del 392,1%.
Bajo el sistema estatal Argentina alcanzó en 2015 los niveles de cobertura jubilatoria más altos de América Latina. Un informe del Banco Mundial destacó la política de protección social al señalar que el haber jubilatorio mínimo es equivalente a 442 dólares, es el más alto de toda América Latina.
El incremento del número de jubilados y también de beneficiarios de pensiones no contributivas implicó un notable salto en el padrón de jubilados y pensionados de varias provincias como Chac, Corrientes, Santiago del Estero, que habían sido históricamente las más postergadas en cobertura previsional. Respecto a la distribución por generó las mujeres tuvieron una participación aumentando la cobertura del 48% al 91% del total cubierto. Las prestaciones resultantes fueron otorgadas por ley confiriendoles el carácter de derechos adquiridos y, por tanto, la eventual suspensión total o parcial de su pago, pasó a ser jurídicamente punible.
La cantidad de medicamentos con cobertura total para adultos mayores paso de 23 a 203 en 2011, incrementándose a 310 en 2015. A través del Pami se incremento la cantidad de  laboratorios para los análisis clínicos de sus afiliados, de los 410 laboratorios a nivel federal a 734.

### Política hacia personas con discapacidad
La República Argentina ratificó la Ley N.º 26 378 de la citada convención y su protocolo facultativo en mayo del año 2008. En los primeros años se entregaron transportes adaptados a personas con discapacidad 1,2 millones, se lanzaron 27 programas en la comisión de discapacidad destinados a gobiernos municipales y provinciales, otros para ONG y otros para personas con discapacidad. Argentina avanzó en normativas específicas para discapacitados, una de las primeras leyes con contenidos accesibles para personas con discapacidad es la Ley de Medios, la de la web que obliga a los estados a elaborar páginas accesibles; mas otros derechos como la Asignación Universal por Hijo; el monto asignado por discapacidad pasó a ser cuatro veces mayor que el de toda la región, se otorgaron beneficios impositivos para las personas con discapacidad.
Durante la gestión se avanzó con la Ley de Autismo para lograr un plan integral de atención hacia las personas con trastorno autista,, la ley 27.043, impulsada por el Frente Para la Victoria fue sancionada en 2014 y referida al abordaje integral e interdisciplinario de esta condición. Entre otros aspectos la ley obliga a todos los agentes de salud (obras sociales, prepagas y seguridad social) a brindar las prestaciones y el diagnóstico gratuito,  a que brinden servicios médico-asistenciales, establece que en los centros de atención primaria de los municipios, comunas y distintos niveles de gobiernos del país estén adaptados para personas con TEA, la capacitación  de los profesionales de salud en Trastornos del Espectro Autista (TEA), la difusión a nivel federal de campañas de concientización, y la obligación de elaborar estudios epidemiológicos con el objetivo de conocer su prevalencia en las diferentes regiones y provincias.La ley establece además que el diagnóstico debe hacerse en el primer nivel de atención de la salud, por parte de pediatras, médicos generalistas y médicos de familia; siendo incluido Plan Médico Obligatorio.

### Políticas hacia los pueblos originarios
Con la unificación y actualización del Código Civil y Comercial de la República Argentina se concretó el reconocimiento de la propiedad comunitaria indígena. Históricamente los indígenas eran desalojados de las tierras que ocupaban por no acreditar ningún título ni reconocimiento por parte del Estado. En el marco de esa normativa se demarcaron 6 600 000 hectáreas correspondientes a 653 comunidades indígenas de 21 provincias, según estadísticas del Programa de Relevamiento Territorial de Comunidades Indígenas del INAI. A esta actividad del Estado, realizada con participación indígena, sumó la regularización de los registros de propiedad legítima de 2 400 000 hectáreas en las provincias de Jujuy, Mendoza, Chaco y Salta, realizada a través de programas provinciales y leyes expropiatorias. El nuevo Código permitirá transformar la posesión indígena demarcada en estos años, ya que en su artículo 18 prevé la sanción de una ley especial, que regulará el alcance y la instrumentación de la propiedad comunitaria, con su correspondiente titulación. Para junio de 2015 se habían relevado 647 comunidades indígenas y 6 999 443 hectáreas, lo que equivalía a un 67 % del total estimado. El Registro Nacional de Comunidades Indígenas para entonces había otorgado personería jurídica a 1380 comunidades pertenecientes a los hasta entonces 32 pueblos indígenas reconocidos por el Estado nacional. Se otorgó mayor presupuesto al Registro Nacional de Comunidades Indígenas.
Asimismo, se crearon nuevas escuelas bilingües donde los niños aprenden su historia ancestral e instrucción sobre sus tradiciones culinarias
aborígenes. Entre junio y agosto de 2009 se produjo la realización del censo de lenguas indígenas destacándose la existencia de nueve lenguas en recuperación y 12 más extintas, sobre todo en las provincias de Formosa, Jujuy, Salta y Santiago del Estero; el censo fue criticado como «revisionista» por el ex secretario de Turismo de la última dictadura, Guillermo Lousteau Heguy, oponiéndose a la recuperación de idiomas originarios por considerarlas una medida «populista» en desmedro del legado hispánico de Argentina.
En 2013 el Instituto Nacional de Asuntos Indígenas de Argentina reconoció al pueblo iogys como separado del conjunto wichí. Este pueblo vive en la región que denominan Zlaqatahyi o nuestra selva, correspondiente a 12 comunidades ubicadas al oeste del río Itiyuro, y previamente se los refería como wichís del Itiyuro. El Censo Nacional de Población, Hogares y Viviendas 2010 se realizó el 27 de octubre de 2010 y la cédula censal incorporó la pregunta acerca de la identidad de los pueblos indígenas. El 6 de agosto de 2004 fue creado el Consejo de Participación Indígena (CPI), reformulado en 2008 orientando sus funciones hacia tareas de acompañamiento y fortalecimiento de sus comunidades. Está compuesto por representantes elegidos en asambleas comunitarias por pueblo y por provincia. Para renovar los representantes al CPI durante 2008 y 2009 se realizaron 41 asambleas comunitarias en 17 provincias: Buenos Aires, Chaco, Chubut, Entre Ríos, Jujuy, La Pampa, Mendoza, Salta, San Juan, Santa Cruz, Santa Fe, Santiago del Estero, Tucumán, Neuquén, Tierra del Fuego, Misiones y Río Negro. En la provincia de Formosa los representantes de cada uno de los tres pueblos indígenas reconocidos en la provincia -Wichí, qom y pilagá- son los mismos que se eligen para integrar el directorio del Instituto de Comunidades Aborígenes. A través de diferentes universidades nacionales se trabajo para la re inserción de sesenta razas autóctonas de maíces nativos adaptados a las condiciones ambientales del NEA, que aporten a la disponibilidad de alimentos y a la mejora de los ingresos económicos de un pueblo originario de la región.

### Política social hacia la mujer
En 2013 en el marco del Programa Ingreso Social con Trabajo denominado Argentina Trabaja se creó un programa especifico destinado a las mujeres llamado “Ellas Hacen” dentro del Ministerio de Desarrollo Social, destinado a mujeres con tres o más hijos/as, con al menos un hijo discapacitado, o que sean víctimas de violencia de género el programa de empleo llego a cubrir a 92.424 mujeres.
Para el programa social “Ellas Hacen”, enfocado a las mujeres, que debían cumplir con una serie de contraprestaciones entre ellas capacitaciones sobre diversos temas higiene, prevención de violencia, promoción de derechos de familia, formación ciudadana, cooperativismo, promoción de la salud y en oficios. Se les obliga a finalizar el nivel de instrucción primario y obtener el titulo secundario, además se les exige demostrar el cumplimiento de controles de salud y vacunas y asistencia escolar de sus hijos. Al mismo tiempo se lanzo dentro del programa una sección para que mujeres sin techo y víctimas de violencia de genero pudieran construir su propia casa y alcanzar la independencia económica. En 2014 se aprueba la ley que eliminó la obligatoriedad de realizar exámenes médicos prenupciales para contraer matrimonio, promoviendo así la autonomía y el derecho a la privacidad de las personas.

### Plan Antidiscriminación
Durante la gestión Fernandéz se llevó a cabo la articulación de canales para la participación de la sociedad civil, se crearon los Foros de la Sociedad Civil por cada eje temático y en cada provincia, como ámbitos de capacitación en políticas antidiscriminatorias y de cogestión con las organizaciones de la sociedad civil y los/as ciudadanos/as.
Se rejerarquizo el INADI Entre 2006 y 2009, el INADI abrió delegaciones propias en 21 provincias y en la Ciudad Autónoma de Buenos Aires, como parte de un plan de federalización, que incluyó convenios con más de 200 municipios de todo el país. La actividad del organismo se reflejó en un crecimiento geométrico de su reconocimiento en la opinión pública: a nivel nacional, la misma aumentó del 15,8 % al 41,9 % en 3 años y en la Ciudad de Buenos Aires el aumento fue del 14,8 % al 72,9 % (fuente: Analogías, diciembre de 2006 y CEOP, abril de 2009). Se creó una línea telefónica (0800) de consulta gratuita, que funciona las 24 horas del día, y que durante la gestión tuvo un incremento de 50 % en las llamadas, para llegar a atender a más de 500 llamadas mensuales. Asimismo, las consultas recibidas en la Guardia Jurídica Gratuita del INADI, aumentaron casi un 100 % en el período. En resumen, el total de las denuncias y gestiones por discriminación casi se quintuplicaron durante el mandato de Lubertino, para pasar de 440 el año previo a 1911 en el último año de su gestión. En lo que se refiere a la producción del INADI, los dictámenes e informes técnicos por temas de discriminación pasaron de 78 a 286 anuales.

## Política laboral

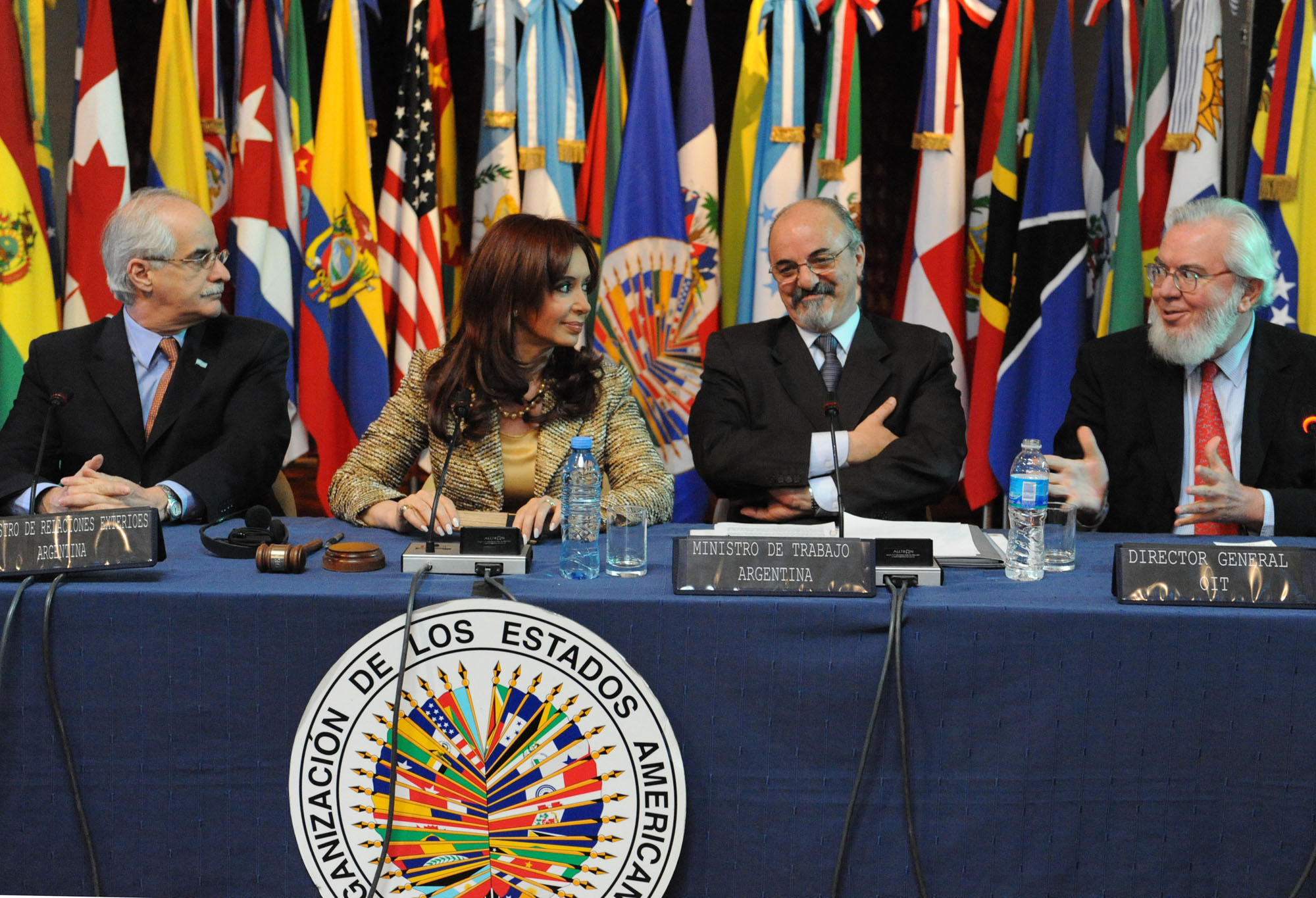
Inauguración de la XVI Conferencia Interamericana de Ministros de Trabajo (CIMT) de la OEA, celebrada en Buenos Aires en 2009. De izquierda a derecha.: Jorge Taiana (ministro de Relaciones Exteriores de Argentina), Cristina Fernández de Kirchner (presidenta de Argentina), Carlos Tomada (ministro de Relaciones de Trabajo de Argentina) y Juan Somavía (director general de la OIT).

La política laboral del Gobierno de Cristina Kirchner consistió en profundizar la negociación colectiva para regular las relaciones laborales, política iniciada por el presidente Néstor Kirchner.[cita requerida] Asimismo se consiguió la que la cantidad de trabajadores registrados sea la mayor en 38 años.
Entre otras políticas se destacan los microcréditos para empresarios ―320 000 hasta 2013― y el Plan Argentina Trabaja ―que incrementó la cantidad de cooperativas en más de 6600―. En 2010 se lanzó el programa para regularizar a los trabajadores de pymes, alrededor de 290.000 microempleadore fueron beneficiados, destinó 4.150 millones de pesos en beneficios para los empleadores, además las empresas con menos de 15 empleados recibieron un descuento del 100% en el pago de aportes patronales por cada empleo que generen en un año. En cuanto a los derechos civiles y sociales, se impulsó y concretó la modificación de la Ley de Contrato de Trabajo en cuanto a los Derechos por Maternidad, Paternidad y Adopción, extendiendo la norma a la protección de situaciones. Se equipararon derechos, se reconstituyó el amparo legal para los trabajadores y se crearon nuevos sistemas de protección.
También se aumentaron las indemnizaciones por accidentes de trabajo, modificando el régimen legal y eliminando el tope máximo que había impuesto la legislación anterior. En 2012 se sancionó la Ley de Daños por Accidentes Profesionales en beneficio y en cuidado de los derechos de los trabajadores. Se incorporaron al listado de enfermedades profesionales otras como las hernias, lumbalgias y várices que no estaban y que son frecuentes en distintas actividades laborales. En 2012 se sancionó la Ley de Daños por Accidentes Profesionales en beneficio y en cuidado de los derechos de los trabajadores. Se incorporaron al listado de enfermedades profesionales otras como las hernias, lumbalgias y várices que no estaban y que son frecuentes en distintas actividades laborales. La tasa de empleo no registrado en 2003 era casi del 50%. 10 años después se redujo a un 34.6%. Se disminuyó un 26% el índice de accidentes de trabajo y un 27% el de muertes por accidentes laborales. Esto se debe a que aumentaron en un 600% las inspecciones realizadas en forma conjunta entre el Ministerio de Trabajo y la Superintendencia de Riesgos del Trabajo.

Serie desestacionalizada del estimador mensual de la actividad industrial. Base 2006 = 100. Se observa que creció hasta llegar a su máximo en marzo de 2012 con un 35 % más de actividad industrial.

En 2008, la desocupación se mantuvo en niveles similares a los que se encontraba el año anterior, pasando del 8,4 % en el primer trimestre al 7,3 % en el cuarto trimestre de ese año, la tasa más baja desde octubre de 1992, según datos del Indec (Instituto Nacional de Estadística y Censos).
Hacía el cuarto trimestre de 2012 la desocupación disminuyó al 6.9 %.La tasa de empleo no registrado, que representabaceca del 50% del empleo asalariado en 2002, siguió una tendencia decreciente hasta llegar al 37% en el segundo trimestre de 2007, para luego seguir descendiendo hasta el 30% hacia el año 2010 y el 25 por ciento en 2012.
Se agilizaron los trámites de inscripción en el régimen denominado Monotributo Social, que permitió a los microemprendedores acceder a una obra social y a la jubilación, pudiendo asimismo emitir facturas por sus ventas. La tasa de empleo no registrado en 2003 era casi del 50%. 10 años después se redujo a un 34.6%. Se disminuyó un 26% el índice de accidentes de trabajo y un 27% el de muertes por accidentes laborales. Esto se debe a que aumentaron en un 600% las inspecciones realizadas en forma conjunta entre el Ministerio de Trabajo y la Superintendencia de Riesgos del Trabajo. En 2008 se devolvió el aporte histórico a la Obra Social del personal bancario eliminada en el 76. Durante su gestión y la de su antecesor hubo un crecimiento en el monto que recaudaban las obras sociales pasando de 3129 millones de pesos en 2003 a 19610 millones, un 526% mas gracias la creación de puestos de trabajo, el mayor poder adquisitivo del salario.

### Lucha contra el trabajo informal
Entre el año 2002 y 2010, se observó un incremento del 66% de trabajadores registrados, mientras que en los períodos previos, desde 1974 hasta 2002, el aumento llegó apenas a ser entre 12% y del 15%. Este aumento de los empleos registrados hizo retroceder al empleo "en negro" o no registrado, del 50% que representaba en el año 2002 a un 35% en 2010.  La tasa de empleo no registrado en 2003 era casi del 50%. 10 años después se redujo a un 34.6%. Se disminuyó un 26% el índice de accidentes de trabajo y un 27% el de muertes por accidentes laborales. Esto se debe a que aumentaron en un 600% las inspecciones realizadas en forma conjunta entre el Ministerio de Trabajo y la Superintendencia de Riesgos del Trabajo. Durante su primer gobierno se fiscalizaron cerca de 1,4 millones de establecimientos que incluían a más de 4 millones de trabajadores inspeccionados. Durante el período 2003 – 2014 la cobertura de los empleadores asegurados se incrementó un 100 % y los trabajadores cubiertos aumentaron un 88 %. Se ha llegado al récord histórico de casi 9 millones de trabajadores cubiertos por el sistema. En materia de negociación colectiva se pasó de homologar 200 convenios básicamente de empresas, hasta registrar en 2014 cerca de 2000 acuerdos de actividad y de empresa. Más del 90 % de los convenios se realizaron por rama de actividad económica (y subrama) y los restantes por empresa. Asimismo se consiguió la que la cantidad de trabajadores registrados sea la mayor en 38 años. En paralelo el salario mínimo creció 1338 % en 10 años.Para finales del gobierno el salario mínimo de Argentina duplicaba al  al mejor salario mínimo de América Latina.
En 2014 se promulgó la ley de promoción del trabajo registrado, por la cual serían destinados 4150 millones de pesos en beneficios para los pequeños y medianos empleadores, de los cuales el 65 % estarían dirigidos a las microempresas para alentarlas a registrar a sus trabajadores.
Para el año 2012 el trabajo informal (no registrado) se redujo a un 34,5 %, luego de que llegara al 49,5 % en el primer semestre del 2003 y 63.7 por ciento a fines del año 2001.
El gobierno de Cristina Fernández profundizó la política de generalización de la negociación colectiva para regular las relaciones laborales que había iniciado su antecesor el Presidente Néstor Kirchner.
Se puso en marcha el Plan Nacional de Regularización del Trabajo gracias al cual se fiscalizaron 900 mil empresas y más de 3 millones de trabajadores.
En 2014 se promulgó la Ley de Promoción del Trabajo Registrado y Prevención del Fraude Laboral, que prevé la creación de registros públicos en el ámbito del Ministerio de Trabajo y la sanción de aquellos empleadores que no cumplan con el registro de sus trabajadores.
A partir de la Ley 26.364 se creó una herramienta contra el trabajo en condiciones de servidumbre como norma fundamental para el accionar contra el trabajo esclavo. Se desarrollaron acciones de fiscalización y control, en especial sobre los sectores que más utilizan esta práctica ilegal, el rural y el textil.

### Sindicalización
Finalizado el tercer trimestre de 2008, el Ministerio de Trabajo había homologado 890 convenios colectivos y acuerdos, una cifra que significó un aumento del 24 %, comparado con el mismo período de 2007, y del 324 % comparado con 2004.
Más del 90 % de los convenios se realizaron por rama de actividad económica (y subrama) y los restantes por empresa. Las cláusulas más habituales fueron las salariales, pero también se registró un aumento de la cantidad de cláusulas sobre «regulación de las relaciones laborales» en la empresa y «condiciones de trabajo», que en el III trimestre representaron el 20 % y el 17 % de las cláusulas totales, incluyéndose entre ellas la creación de «comités de higiene y seguridad» y cláusulas especiales de no discriminación.
El crecimiento de la presencia sindical en el sistema de relaciones laborales, ha impulsado modificaciones en los planes de estudios de algunas universidades, con el fin de incluir mayor información y análisis sobre los sistemas, reglas y técnicas de diálogo social en la gestión de los recursos humanos de las empresas.

### Programas laborales y de capacitación
En 2012 se lanzó la iniciativa EMPLEARTEC para fomentar mayor cantidad y mejor empleo en las áreas de software y tecnología a nivel nacional, aumentar la competitividad del sector y del resto de sectores productivos; contribuir a la inclusión social e inserción laboral; reducir la brecha digital y contribuir en la construcción de una sociedad integrada, inclusiva y competitiva, integrados en las metas del Foro de Software dentro del Plan Estratégico 2020 y del Plan Estratégico de Formación Continua: Innovación y Empleo 2020. De los 21.000 beneficiarios de los cursos desde el año 2006, más del 65% consiguió trabajo o mejoró su situación laboral.
En 2013 se lanzó el programa laboral “Ellas hacen”, destinado en forma preferencial a mujeres solas, con hijos a cargo, o que fueran víctimas de violencia de género, con remuneración mensual básica para capacitarse en la construcción de viviendas y poder acceder, en un futuro cercano, a una vivienda. Las cooperativistas debían realizar jornadas laborales previstas en el programa Ingreso Social con Trabajo y debían cumplir con capacitaciones y terminalidad educativa.

### Regímenes para trabajadores rurales y domésticos
En el año 2011 Cristina Fernandez de Kirchner elevó al Congreso de la Nación un proyecto de nuevo Estatuto del Peón Rural, que amplía los derechos laborales de los asalariados rurales. El proyecto fue aprobado en general por 68 votos a favor y 1 voto en contra. La nueva normativa creó un nuevo régimen previsional que reduce de 65 (60 en el caso de la mujer) a 57 años la edad jubilatoria y a 25 los años de aportes, e incorpora una licencia por paternidad de 30 días. La ley mantiene el régimen de fijación de remuneraciones mínimas determinadas por el Consejo Nacional de Trabajo Agrario, que no podrán ser menores al salario mínimo vital y móvil, y fija períodos y lugares de pago. También fija en ocho horas la jornada laboral (44 horas semanales) en lugar de la jornada "de sol a sol" con descansos intermedios, reconoce el pago de horas extras, el descanso semanal y mejores condiciones adecuadas de higiene y seguridad como requisitos básicos de la actividad. Hasta entonces sobre 1,3 millones de peones rurales, más del 80 % se encontraba en la informalidad. La ley dispuso cuestiones como la jornada laboral de ocho horas, terminó con el concepto de "trabajo de sol a sol" y fijó la edad jubilatoria en 57 años.
En 2013 se aprobó el Régimen Especial de Contrato de Trabajo de Casas Particulares, que crea un régimen laboral para las empleadas domésticas, a las que se les reconocen los mismos derechos de los que goza el resto de los trabajadores, como vacaciones pagas, licencia por maternidad y por enfermedad, indemnización por despido, y una jornada de trabajo de 48 horas semanales como máximo ya que hasta ese momento la antigua ley les reconocía menos derechos que al resto de los empleados, esta ley alcanza a un millón de trabajadoras. Anteriormente durante 60 años el servicio doméstico se manejó por decreto que consideraba al personal doméstico totalmente distinto al resto de los trabajadores.

#### Movilidad jubilatoria
El 1 de octubre de 2008 se sanciona la Ley 26.417 de Movilidad Jubilatoria que otorga de manera automática 2 aumentos por año, brinda el incremento total que tienen dos veces al año (marzo y septiembre) los ingresos que cobran los jubilados, los pensionados, las Asignaciones Familiares y Asignación Universal por Hijo y en general las prestaciones de Anses En su primer año los aumentos alcanzarán a 5,6 millones de jubilados y pensionados, el primer aumento acorde con la ley se dio en marzo de 2009: desde ese momento hasta el final del de 2015 las jubilaciones mínimas aumentaron un 30% su poder adquisitivo comparadas con el IPC-9 Provincias, índice que calcula el Centro CIFRA.
Esta ley determina que la evolución de los haberes está acompañada a la evolución de la economía, ya que el incremento de los mismos se determina por una combinación entre la evolución de recursos tributarios de Anses y la evolución de los salarios.

#### Reestatización del Sistema Previsional
Desde su creación las AFJP fueron blanco de denuncias e investigaciones por corrupción en el manejo de fondo. A fines de los 90 surgieron denuncias para investigar a las Administradoras de Fondos de Jubilaciones y Pensiones (AFJP) y a funcionarios de los gobiernos menemista y el del UCR Fernando De la Rúa por “defraudación” en el manejo de los fondos previsionales. La jueza federal Servini de Cubría llamó a indagatoria del expresidente de la Nación, Fernando De la Rúa y del exministro de Economía Domingo Cavallo, a quienes se señalaba como los responsables de la desfinanciación de los fondos jubilatorios.
En 2007,  el sistema de capitalización individual administrado por las AFJP registró pérdidas significativas en sus fondos, lo que redujo la confianza en el esquema privado. En 2010 la justicia argentina allana a diez AFJP en una investigación por supuestas irregularidades que apuntaba a determinar si esas entidades cometieron acciones fraudulenta con los fondos de los aportantes.
Ese mismo año, el Grupo Clarin fue investigado por la Justicia Penal Económica por presunta estafa a los afiliados de las Administradoras de Fondos de Jubilaciones y Pensiones (AFJP) por supuesta estafa a los afiliados que consistía en la emisión de acciones en 2007 a un valor "inflado" donde se ocultaron los riesgos que enfrentaban los compradores minoritarios, en la causa judicial fue involucrada, Ernestina Herrera de Noble, la mayor accionista del grupo y gerente de las administradoras de pensiones.
Hubo posteriores investigaciones judiciales contra varias empresas y AFJP por desvío de los fondos. Diversas irregularidades en las AFJP entre ellas investigaciones acerca de delitos de índole económica, como la distorsión de precios de las acciones que habrían sido compradas por las AFJP, por parte de un multimedios acusado de haber fraguado una salida a la Bolsa con un precio inflado, lo que ocasionó que cuando las administradoras de fondos jubilatorios las incorporaron a sus carteras, el precio se desplomó, ocasionando un perjuicio a sus tenedores.
El 21 de octubre de 2008, el gobierno de Cristina Fernández de Kirchner anunció, mediante un acto con el titular de ANSES Amado Boudou, el envío al Congreso de un proyecto para reemplazar las AFJP por un sistema de reparto estatal.

#### Creación del Fondo de Garantía y Sustentabilidad
El 4 de diciembre de 2008 se promulgó la Ley 26.425 que en su artículo primero dispone la unificación del Sistema Integrado de Jubilaciones y Pensiones en un único régimen previsional público denominado Sistema Integrado Previsional Argentino (SIPA). Las disposiciones reglamentarias terminaron de configurar el nuevo sistema y el total de los fondos administrados por las AFJP se traspasaron en especie al FGS, el cual redefine su denominación: Fondo de Garantía de Sustentabilidad del Sistema Integrado Previsional Argentino. El FGS está compuesto por diversos tipos de activos financieros. En el momento del traspaso, 5 de diciembre de 2008, estaba valuado en 98 224 millones de pesos; a diciembre de 2012, su valuación asciende a 244 700 millones de pesos.
Según diversos estudios, la nacionalización del sistema previsional y la estatización de los fondos de las AFJP permitió una administración de los recursos más transparente generando resultados positivos, incrementando los recursos e incluyendo más personas al sistema previsional. Desde su estatización se dio un crecimiento de las inversiones del Fondo de Garantía de Sustentabilidad que pasó de $ 98.083 millones en  2008 (último año privado) a $ 482.660 millones en 31 de octubre de 2014, significando un crecimiento del 392,1%. Asimismo el capital del Fondo de Garantía de Sustentabilidad se había duplicado desde la estatización de las AFJP y el fondo para resguardar el pago de jubilaciones superó los 200 mil millones de pesos. La cifra es más del doble de lo que habían acumulado las AFJP cuando dejaron de operar en diciembre de 2008. Catorce años de administración privada de los aportes provisionales concluyeron con un saldo de 98.224 millones de pesos, mientras que, en menos de dos años, el Estado logró más que duplicar ese monto, que en aquel momento llegó a 201.027 millones de pesos.
El FGS acumuló, para el año 2013, un total de 280.567 millones de pesos. El monto del FGS, un stock que el Gobierno concibe como reaseguro del sistema de seguridad social, se triplicó desde la estatización y trepó hasta los  $ 482.660 millones en 31 de octubre de 2014, un crecimiento del 392,1%.

### Aumento de las indemnizaciones por accidentes de trabajo
El 5 de noviembre de 2009 la presidenta Fernández dictó el Decreto 1694/2009 aumentando las indemnizaciones por riesgos del trabajo y modificando el régimen legal (Ley 24.557) con el fin de corregir las fallas del sistema ―establecido durante el gobierno del presidente Carlos Menem― y la gran cantidad de fallos judiciales declarando inconstitucionales sus normas (casos Castillo, Milone y Aquino, entre otros).
El decreto elimina el tope máximo que había impuesto la legislación anterior para la renta periódica, fijado en 180 000 pesos (aproximadamente 50 000 dólares estadounidenses) y establece por el contrario que la misma suma será considerada como piso mínimo, para el valor de la vida humana o la incapacidad total. También se aumentaron algo más de un 100 % los montos que la ley preveía como suma fija, en casos de incapacidades superiores al 50 % y muerte.
La norma también implementa un sistema de supervisión de los servicios médicos prestados por las aseguradoras de riesgo de trabajo (ART), ante la gran cantidad de quejas sobre las mismas, y habilita la creación de ARTs, sin beneficio de lucro.
En el sector de los trabajadores, el Decreto 1694/09 contó con el apoyo por las dos centrales sindicales (CGT y CTA).
En el sector de los empleadores, la respuesta fue variada: mientras que la UIA, la Sociedad Rural y la Cámara de Comercio cuestionaron la norma,
la Confederación Argentina de la Mediana Empresa (CAME), apoyó el decreto. En 2014 mediante el decreto 29/2014 se estableció la incorporación de nuevas enfermedades al sistema de riesgos del trabajo así como también la modificación de los baremos de determinación de las incapacidades. A partir de la actualización de la ley que había sido consensuada en el Comité Consultivo Permanente de Riesgos del Trabajo, el órgano integrado por sectores sindicales y empresarios,
quienes se vean afectados por várices, hernias o lumbalgias como consecuencia de trabajar largas horas parados o levantando, trasladando o empujando objetos pesados, podrán recibir tratamientos gratuitos cubiertos por las aseguradoras e indemnizaciones en caso de reducción de las capacidades laborales.

### Licencias por maternidad y paternidad
En 2010 se aprobó la Reformulación del sistema de licencias por maternidad y paternidad que amplió los derechos de licencia agregando permisos especiales cuando se presenten embarazos de alto riesgo, el otorgamiento de dos descansos por día de una hora de duración cada uno en período de lactancia y hasta dos años posteriores al nacimiento, el derecho a una indemnización agravada en caso de despido de la mujer o de su cónyuge por razones de nacimiento o adopción y la ampliación de las licencias por maternidad y paternidad a 180 días; y la extensión del plazo de licencia por paternidad.

## Política para Pymes
Con el fin de evitar la burocracia y simplificar trámites en 2013 se crea la figura de la sociedad unipersonal, que facilita la asignación de una porción del patrimonio a un proyecto productivo, incentivando así las inversiones. Al mismo tiempo se reconocieron nuevas formas de contratación, como el arbitraje, la agencia, concesión, franquicia, suministro, leasing, fideicomiso y los celebrados en bolsa o en mercado de valores, entre otros nuevos tipos de contratos.

## Política de infraestructura y transporte

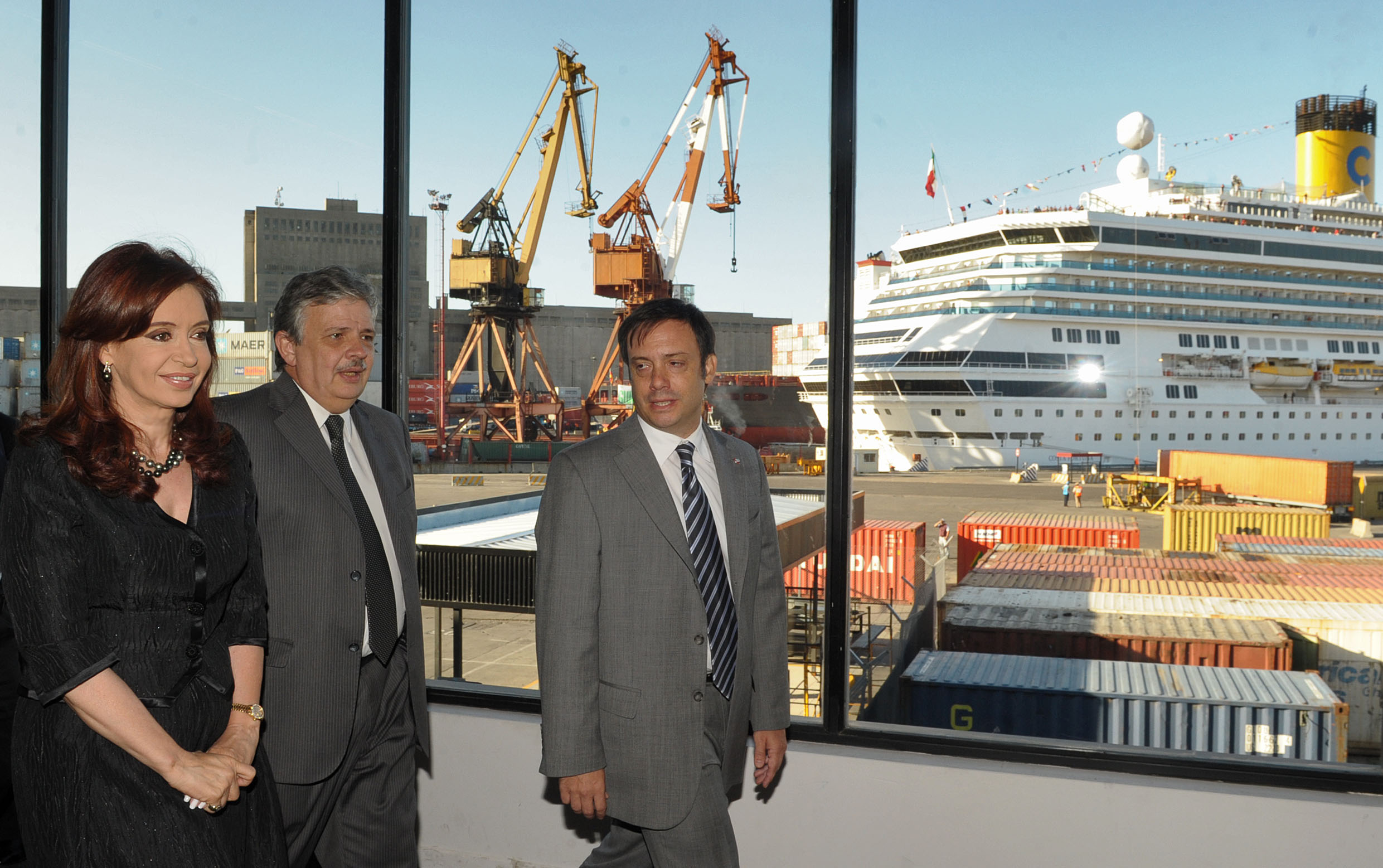
Cristina Fernández en 2011 inaugurando una nueva terminal portuaria.

En el aspecto vial su gobierno fue una continuación de las obras y planes lanzados durante la administración del presidente Néstor Kirchner cuando se lanzó un Plan Vial Nacional, desde 2003 al año 2014 se produjo un crecimiento del 130 % de la red vial argentina. Además se creó la Agencia Nacional de Seguridad Vial. 
En materia de puertos se amplió y modernizó el Puerto de La Plata y otros puertos del país. En lo que respecta al transporte aéreo la medida más importante fue la reestatización de Aerolíneas Argentinas.

### Plan Vial Nacional
Durante su gestión se continuó el Plan Vial Nacional lanzado en 2003, desde 2003 al año 2014 produjo un crecimiento del 130% de la red vial argentina. Durante las gestiones kirchneristas se licitaron, en promedio 168 obras en carreteras por año. Durante las administraciones de Néstor y Cristina Kirchner se licitaron obras en carreteras, incluyendo autopistas, por 7840 kilómetros por año. En junio de 2015 se inauguró la planta de Vagones Argentinos para producir vagones de diseño propio adaptados al sistema ferroviario argentino. Se firmó un acuerdo con el Belgrano Cargas para construir 1050 vagones.

#### Obras viales
A fines del año 2007 comenzó la construcción de la autovía del Mercosur. El 22 de febrero de 2007 el secretario de Obras Públicas de la Nación firmó una resolución para que la empresa concesionaria comenzara las obras de duplicación de calzada entre Ceibas y Gualeguaychú. El tramo completo fue abierto al público el 30 de noviembre de 2009. La Ruta Nacional 14 era conocida como la «ruta de la muerte», por los frecuentes accidentes de tránsito que se producían allí. Luego de su transformación en autovía, se duplicó la capacidad de tránsito de la misma, mejorando significativamente la seguridad vial de los usuarios. Esta estratégica vía, conocida como la «Ruta del Mercosur» es la principal vía de conexión con Brasil y Uruguay, se ha transformado en un eje de integración económica y social, promoviendo el desarrollo de la industria, el agro y los servicios de toda la región, especialmente los pueblos y ciudades de las provincias de Entre Ríos y Corrientes que se encuentran sobre la costa del Río Uruguay. Los trabajos en la autovía entre el acceso norte a Gualeguaychú (Ruta Provincial 20) y el Puente Internacional Agustín P. Justo - Getúlio Vargas, ubicado sobre el río Uruguay, que une Argentina con Brasil incluyen también la Ruta Nacional 117, que une la Ruta Nacional 14 con el mencionado puente.

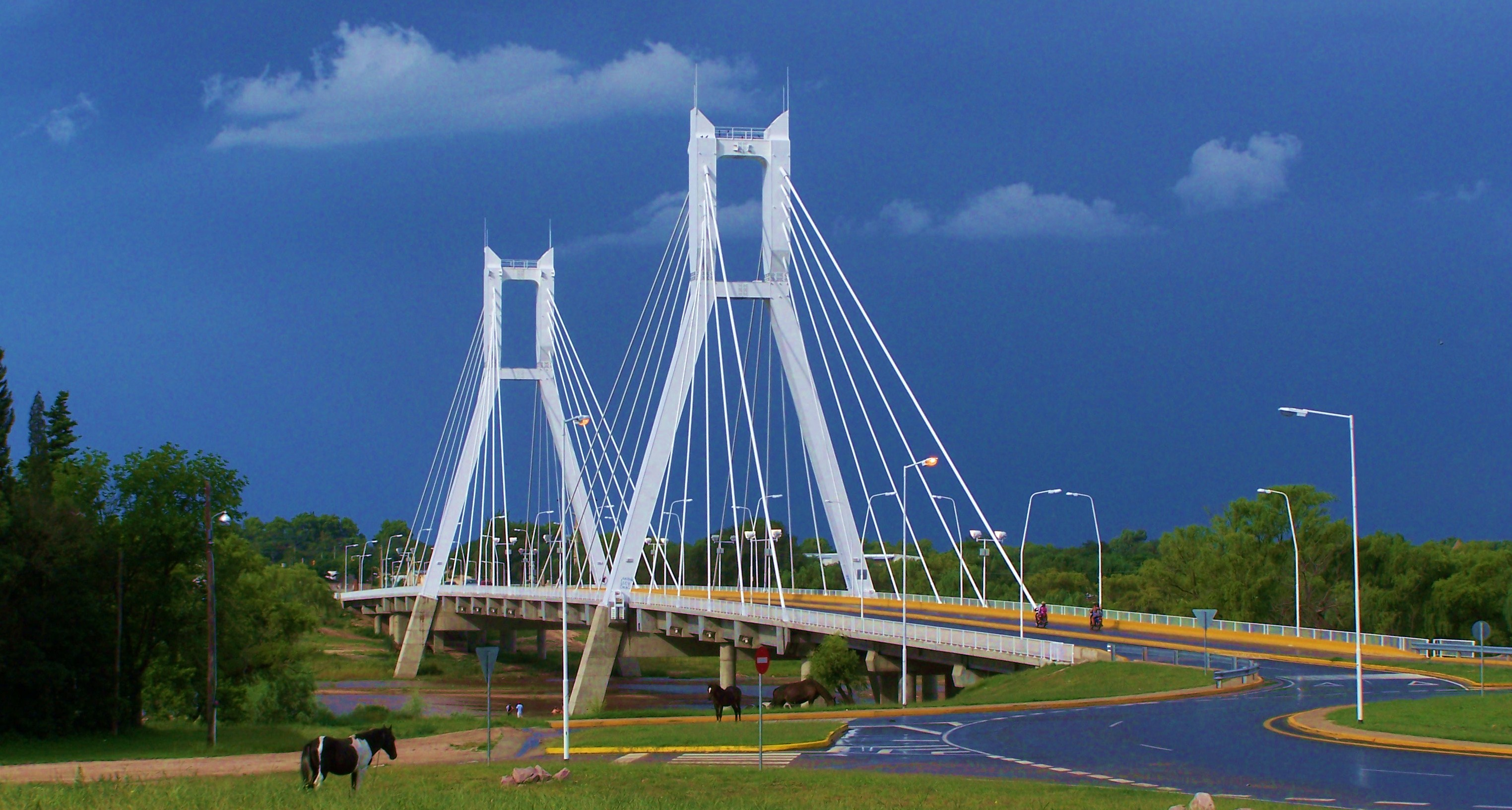
Puente colgante en Río Cuarto, inaugurado en 2011.

El 6 de enero de 2009 se comenzaron los trabajos para ensanchar la Avenida General Paz de tres a cuatro carriles el tramo entre el barrio de Liniers y el Acceso Norte con valor de 340 millones de pesos. La obra se financió con el aumento de tarifas de peaje en los accesos Norte y Oeste. Luego de agregar un ramal de acceso junto a la Estación Miguelete los trabajos se paralizaron. También durante su gestión comenzó las obras en los tramos I, II y III, de la Autopista Presidente Perón, que se extienden desde el Camino del Buen Ayre en Ituzaingó hasta la Ruta Provincial N.º 53 en Florencio Varela. En julio de 2014 se inauguró un 4.º carril, entre Avenida Balbín y Avenida 25 de Mayo; la adecuación del nudo Acceso Norte - Avenida Balbín, y la adecuación de las ramas del distribuidor Constituyentes. Se sumó el cuarto carril entre Panamericana y la avenida San Martín, se agregó una calzada extra para camiones en el tramo entre el Acceso Norte y la salida hacia la avenida Lugones. La segunda etapa incluyó el ensanche de puentes existentes, la construcción de nuevos puentes en Avenida 25 de Mayo, Puente FC Gral. San Martín, Puente Av. Lope de Vega, Puente Víctor Hugo y Puente Beiró; y la construcción del 4.º carril hasta Acceso Oeste. Como parte de esta etapa, a fines del año 2014, el ministro Julio De Vido inauguró el nuevo puente sobre General Paz, que demandó una inversión del Estado nacional superior a los $34 millones y que mejora la conexión vial entre el partido de San Martín y los barrios de Villa Pueyrredón y Villa Devoto.
En 2011 fue reasfaltada la ruta 127 que une Corrientes con Entre Ríos con una inversión superior a los 250 millones de pesos de acuerdo a lo planificado por la Dirección Nacional de Vialidad. En 2012 se construyó como extensión la autovía 19, que se inicia en la Ruta Nacional 11 y finaliza en la Ruta Nacional 158. Con la incorporación del nuevo tramo, quedaron habilitados nuevos caminos por 118,5 km.
En 2013 se realizó la repavimentación y ensanche de la Ruta 6 que unirá el puerto de Zárate con el de La Plata, y que conformará el cuarto anillo de circunvalación, mejorando la circulación de la producción en la provincia de Buenos Aires. También comenzaron las obras en los tramos I, II y III, de la Autopista Presidente Perón, que se extienden desde el Camino del Buen Ayre en Ituzaingó hasta la Ruta Provincial N.º 53 en Florencio Varela. En 2010 se sanciona la Ley 26.776 impulsada por el partido oficialista Frente para la Victoria que definió como política de Estado la integración física del territorio continental de la República Argentina con su territorio insular de Tierra del Fuego, invirtiendo conexión marítima a través de buques porta rodantes así como la continuación de la ruta Nacional 40 en la Isla Grande.
En 2014 se inauguró la nueva traza y pavimentación de 85 km de la Ruta Nacional 150, que conecta las localidades sanjuaninas de Ischigualasto y Huaco. La obra se llevó adelante con una inversión de 1.227 millones de pesos y permitió crear una traza que habilita un acceso alternativo al Valle de la Luna, declarado Patrimonio Nacional de la Humanidad por la Unesco. Además, la ruta fue premiada como la Obra Vial del año por la Asociación Argentina de Carreteras.
Vialidad Nacional además llevó a cabo regularización del canal existente que corre paralelo a la Ruta Nacional 147 y cruza a la ex Ruta Nacional 146, mediante la construcción de un sistema de alcantarillado por debajo de la calzada. En 2014 comenzó la obra del acceso Norte que modificará la traza de ingreso vehicular desde la Ruta Nacional 143 a la ciudad de San Rafael y se conectará en un futuro nudo vial con la Ruta Nacional 146. En octubre de 2015 comenzó la construcción del último tramo de la ruta 145 para conectar Cuyo con Chile, dos años después se inauguró oficialmente el último tramo.

#### Agencia Nacional de Seguridad Vial
Por iniciativa de Fernández de Kirchner, se creó en 2008 la Agencia Nacional de Seguridad Vial. Según datos oficiales y de organizaciones no gubernamentales, en el primer año, —entre 2008 y 2009—, se redujo la cantidad de accidentes viales fatales más de un 9 %. La mejora en las cifras se atribuyó al incremento de los controles y la inversión en concientización llevadas adelante por el organismo. En 2012 la tendencia continuaba en descenso; la Organización Mundial de la Salud (OMS) indicó que el número estimado de muertes en accidentes de tránsito cada 100 000 habitantes en la Argentina era de 12,6 (el más bajo de Sudamérica después de Chile, que tiene 12,8). En 2008 se presentó la primera Ley de Seguridad Vial Nacional, que establecía entre los puntos más importantes la implementación de un examen común a nivel nacional para obtener la licencia de conducir y la tipificación unificada de las infracciones de tránsito. En 2010 el Gobierno lanzó la licencia única para conducir autos, taxis, motos, camionetas, colectivos, camiones y que tiene como objetivo ordenar el tránsito vehícular y mejorar la seguridad vial en todo el país.
Los ministros de Industria, Débora Giorgi, y de Interior, Florencio Randazzo, firmaron con fabricantes e importadores de automóviles un acuerdo para la implementación de elementos de seguridad en los vehículos nuevos que se venden en la Argentina, que incluyeron la aplicación de sistemas de anclaje rígido en las puertas laterales traseras, la homologación de las sillas para niños y la obligatoriedad de ensayos de impactos frontal y trasero, doble bolsa de aire y sistema antibloqueo de frenos (ABS).
En 2009 se lanza un megaoperativo -que incluye 4.000 agentes de seguridad, 650 móviles y 10 helicópteros- destinado a evitar muertes en las rutas durante las Pascuas.
En 2013 se redujo la cantidad de alcohol permitida en sangre de 0.8 a 0.5 con el objetivo de esta ley reducir la cantidad de heridos y fallecidos en accidentes de tránsito causados por el consumo de alcohol, estableciendo cómo penalidad la retención de la licencia de conducir, Inhabilitación para manejar, arresto, multas, y obligación de asistir a cursos de educación vial. Se complemento con la normativa de alcohol cero en rutas nacionales sancionada en 2014.
En 2008 a la Presidenta Cristina Kirchner presentó el Plan Nacional de Seguridad Vial que apuntaba a unificar criterios a nivel nacional en materia de tránsito. Entre otras cuestiones busco unificar el registro de emisión de licencias y creará una base de datos que concentre la información sobre infracciones en todo el país. Para transparentar y agilizar el sistema se creó un Registro Unico de Emisión de Licencias a nivel nacional, que obligar a todos los conductores del país a someterse a las mismas exigencias a la hora de sacar el carnet y un scoring con penalidades transitorias y definitivas> El nuevo sistema fue de elaboración conjunta entre el Estado y los representantes de ONG como Madres del Dolor y de Familiares y Víctimas de Accidentes de Tránsito, sindicalistas vinculados al transporte de pasajeros y de cargas, así como de otras entidades especializadas en esta problemática. Entre otras características unifica los criterios de evaluación de aptitudes, conocimientos y capacitación para adquirir la licencia - hasta ese momento dependían de más de 1800 centros viales separados cada uno con criterios diferentes -el formato, costo y medidas de seguridad para emitirlas; la base de datos de infracciones de tránsito a través de un Registro Nacional de Antecedentes de Tránsito ypermite aplicar  el Sistema Nacional de Scoring, la licencia será unica y a nivel nacional emitida por todos lo centros de emisión certificados por la Agencia Nacional de Seguridad Vial, su duración será de hasta cinco años - hasta ese momento era anual- y cada vez que tenga que ser renovada el conductor deberá aprobar un examen psicofísico y un Curso de Educación Vial y Ética Ciudadana. Así mismo se digitalizó todos los registros.
A raíz de diferencias de criterios y formatos para expedir los registros de conducir en el país, se logró unificar en un nuevo sistema nacional único
El Registro Nacional controlan el tránsito acceder al instante a la información de los conductores.
La nueva licencia requiere de nuevos requisitos para que cualquier ciudadano pueda tenerla, tiene niveles teóricos y prácticos exigentes con un standard internacional.
Con esta nueva medida, los conductores inhabilitados en una jurisdicción no podrán obtener la licencia en otra, ya que la base de datos se unifica, se hace más confiable y trasparente la información estadística y se igualan en todo el país los criterios de evaluación y los costos a la hora de tramitar el carnet. La nueva licencia de conducir cuenta con 35 marcas de seguridad que reducen las posibilidades de falsificación o adulterio.

### Ferrocarriles de carga
En 2011 tras la recuperación en manos estatales del Ferrocarril Belgrano Cargas tras múltiples accidentes en manos privadas, se comenzó un plan integral de inversiones para modernizar y potenciar el FF.CC, siendo el proyecto integral de ferrocarriles más importante de las últimas décadas con la extensión de más de tres mil kilómetros de nuevas vías sobre la traza existente y la inversión de 10.700 millones de pesos. En lo que hace a la infraestructura, desde mayo de 2013 se hicieron 400 kilómetros nuevos de vías y se repararon cerca de 400 vagones, con financiamiento aportado por el gobierno de Cristina Fernández de Kirchner. El 17 de octubre de 2015, llegaron los primeros 151 vagones del Ferrocarril Belgrano Cargas. En total, se compraron 3500 vagones de carga con el crédito otorgado a la República Popular China que incluían  Tolvas para cereal y carboneros para transportar el coque que requiere YPF.
De los 10.840 kilómetros de vías del Belgrano Cargas, tras dos décadas privatizado más de tres mil estaban inutilizables. La extensión de la frontera agropecuaria hacia el norte del país, fruto de los avances tecnológicos y  derivó en que provincias como Salta, Chaco y Santiago del Estero, se convirtieran en importantes productoras de cereales y ganado. El servicio ferroviario sólo transporta un millón de toneladas desde el norte grande hasta el Puerto de Rosario. Cuando esté finalizado el proyecto de inversiones el Belgrano Cargas podrá transportar 10 millones de toneladas anuales de cereales, además de producción minera e hidrocarburos. En 2012 se lanzo la licitación para la creación del Circunvalar Santa Fe, un tramo de la traza (entre Laguna Paiva y el empalme con el Ramal F) con el ramal C15 del Ffcc Belgrano Cargas.
En mayo de 2013, el gobierno argentino, a través dea empresa estatal Trenes Argentinos Cargas, inaugura la reapertura de este ramal hasta La Rioja, así como también  los ramales C15 a Bolivia; y C14 de Salta a Chile.

### Transporte público de pasajeros

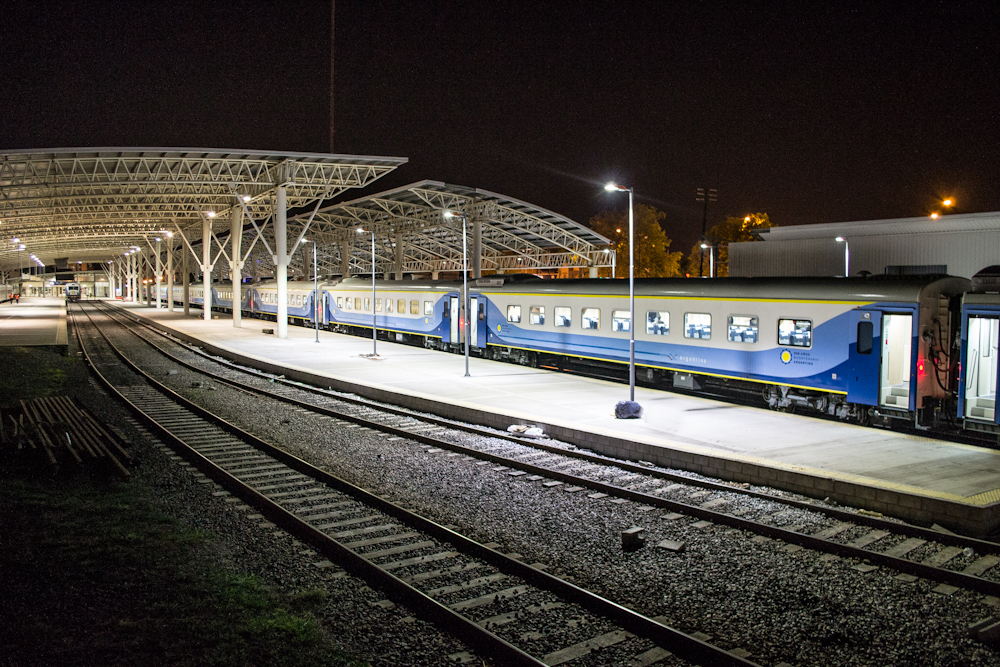
Terminal Ferroautomotora de Mar del Plata inaugurada en 2009.

Se construyó la moderna Terminal Ferro Automotora de Mar del Plata con una superficie es de 17 000 m², 42 dársenas y 41 boleterías. Los servicios de larga distancia se prestan entre Constitución y Mar del Plata por la empresa Trenes Argentinos Operaciones. Como parte de los festejos del «Bicentenario», la nueva terminal fue rebautizada con el nombre de «Eva Perón». En 2015 se invirtieron 1300 millones de pesos para cambiar más de 400 kilómetros de vías e infraestructura ferroviaria y se incorporaron unidades 0km para todo el ramal. El servicio especial Constitución-Mar del Plata, con los nuevos trenes Talgo IV entró en operaciones el 29 de julio de 2011. Las Talgo IV, formaciones adquiridas, tienen pisos alfombrados, baños químicos, asientos reclinables y giratorios, coche cafetería, puertas interiores accionadas electroneumáticamente, luces centrales en los techos, aire acondicionado frío/calor, ventanas herméticas con doble vidrio, entrada para auriculares de sonido en cada uno de los asientos, pantallas de LCD y servicio de cáterin a bordo.
El 1 de diciembre de 2011 se inauguró el nuevo edificio de la Terminal de Ómnibus de Córdoba, llamada Terminal de Ómnibus del Bicentenario. Se emplazó en los predios del viejo Molino Minetti, frente al primer edificio, con un proyecto del estudio de arquitectura Gramática-Guerrero-Morini-Pisani-Urtubey, lo que dio origen a nuevas plataformas que llevan a que en total sean un número de 89. con destino a puntos interprovinciales e internacionales recibiendo anualmente a cerca de 3 millones de personas.

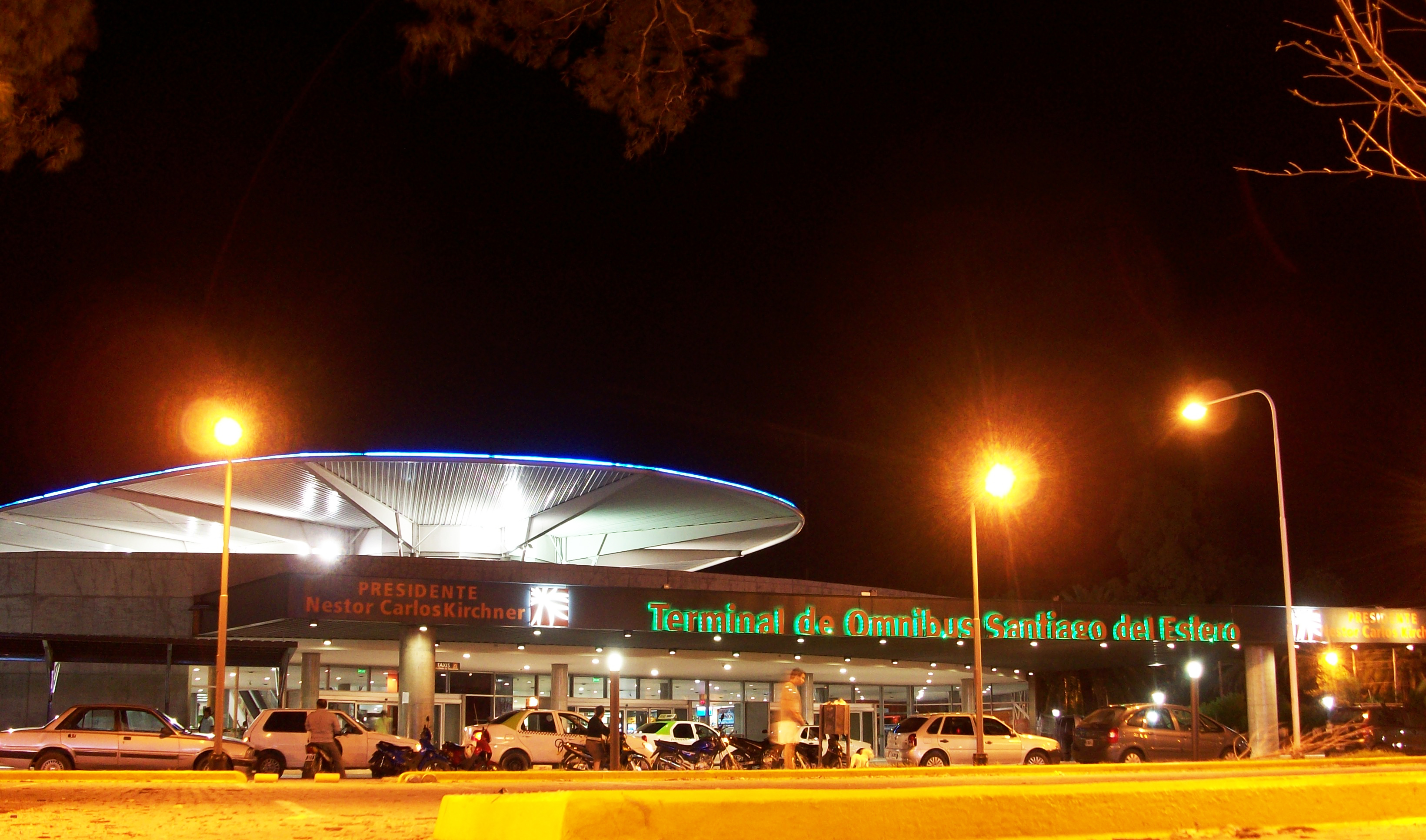
Terminal de Ómnibus «Presidente Néstor Carlos Kirchner», inaugurada en 2008.

En 2008 inauguró la Terminal de Ómnibus de Santiago del Estero una estación de autobuses de la ciudad de Santiago del Estero, en el noroeste de Argentina. Diseñada por el estudio de arquitectura MSGSSV,  destacada por su diseño y su tamaño, con 35 plataformas para servicios nacionales, provinciales y combis, siendo la más importante del noroeste argentino.La obra incluyó un viaducto elevado de acceso, que conecta la terminal directamente con la avenida costanera Nuñez de Prado, y un parque público llamado Paseo de la Terminal, construido en los terrenos liberados para el trazado del viaducto. y fue inaugurada el 26 de noviembre de 2008, mientras comenzaba las obras de restauración histórica de la antigua estación ferroviaria, que pasaría a transformarse posteriormente en el nuevo Centro de Convenciones. Ese mismo año se inaugura la Terminal de Ómnibus de la Ciudad de Bahia Blanca una importante infraestructura de la ciudad bonaerense de Bahía Blanca, permite el movimiento de pasajeros conectando el norte del país y la región patagónica, el 8 de noviembre de 2008. Se encuentra a unos 2 km de la Estación Bahía Blanca Sud de ferrocarril de larga distancia, que conecta a la ciudad con Buenos Aires.
En abril de 2013 se inaugura el servicio del tren universitario de La Plata con la finalización de la primera etapa de las obras uniendo el histórico Paseo del Bosque de la ciudad de La Plata, con la estación de ferrocarril de la Línea General Roca.
En marzo de 2010, comenzó la construcción del Paseo de la Terminal, transformando los costados del viaducto de acceso en un parque público lineal, con juegos infantiles, forestación y espacios de recreación. Fue inaugurado en agosto de ese año. Ese mismo año comenzó la remodelación de la Terminal de Ómnibus de Rosario con una inversión de más de 20 millones de pesos que incluyó el cercado de los espacios a intervenir, verificación de infraestructuras existentes, demolición de locales comerciales y obras de albañilería. Se concluyó la etapa del sector C, comprendiendo ejecución del nuevo acceso sobre calle Castellanos, un núcleo de baños públicos e incorporación de boleterías en dicho sector con un área que lo vincula con los locales comerciales En 2015 inauguró  el intercambiador de la autopista Rosario-Santa Fe y la avenida de Circunvalación de la Ciudad de Santa Fe. La primera etapa fue inaugurada en octubre de 2011, comprendiendo un nuevo ingreso al edificio por calle Castellanos, otro sector de 25 boleterías, más 5 locales comerciales y sanitarios. En julio de 2012 siguió una segunda etapa concluida, sumando los ingresos por calle Castellanos y por Santa Fe y más boleterías trasladadas. En 2014 la Nueva Terminal de Ómnibus de Jujuy, principal de San Salvador de Jujuy, se inauguró con los entonces ministro de transporte de la nación y gobernador de la provincia, Florencio Randazzo y Eduardo Fellner. Desde su inauguración hasta 2016 tuvo el nombre Presidente Néstor Carlos Kirchner.
En 2011 lanzó el Sistema Único de Boleto Electrónico, mejor conocido como SUBE, que permite a cada usuario con su respectiva tarjeta inteligente, abonar los viajes en colectivos, subtes, trenes y los peajes,  adheridas a la ‘Red SUBE’, tanto en el transporte público del Área Metropolitana de Buenos Aires (AMBA) como en Mar del Plata, Villa Gesell, Partido de La Costa, Pinamar, Bahía Blanca, Corrientes, Neuquén, Río Grande, Ushuaia, Formosa, Paraná, Santa Fe y Jujuy, (Rosario, Córdoba, Mendoza, Corrientes, Posadas, Resistencia, Salta, San Miguel de Tucumán, etc. Al mismo tiempo lanzó descuentos para los usuarios que utilicen la tarjeta SUBE, con un 40% de rebaja para jubilados, empleadas domésticas, excombatientes de Malvinas y pueblos originarios. El 1 de octubre de 2013 se sancionó la resolución 843/2013 mediante la cual todas las unidades de autobús cero kilómetro que se habiliten a partir de esa fecha de Jurisdicción Nacional deberán estar equipadas con aire acondicionado.
A mediados de 2015 se concretó un préstamo de 120 millones de dólares del Banco Mundial para un Metrobús en la Matanza de 23 km de largo con 11 de carril exclusivo, 17 estaciones y tres importantes centros de transbordo: dos de los cuales se encuentran en González Catán y Ramos Mejía; permitiendo una rápida conexión con los ferrocarriles Belgrano Sur y Sarmiento, cuyos trenes fueron convertidos en 0 km. La puesta en marcha de la obra se concretaba junto a otras importantes obras como los Metrobús en Rosario y Santa Fe; así como el desarrollo y estudio de ciclovías en Tucumán y Salta.
Con el objetivo de mejorar la seguridad vial en 2011 se lanzó un programa de crédito para la adquisición de vehículos 0 km para taxis y remises. Se trata de préstamos para quienes sean propietarios de licencia de taxi de todo el país, tanto individuos como pymes. De esta manera, se fomenta el recambio de vehículos antiguos por 0km, beneficiando tanto al sector de los taxistas como a la industria automotriz argentina, a través del Banco de la Nación Argentina para llegar fácilmente a todo el país. El 4 de febrero de 2009 la presidenta de la Nación, Cristina Fernández de Kirchner anunció por decreto la creación del Sistema Único de Boleto Electrónico (SUBE), que iba a permitir abonar con una sola tarjeta inteligente, viajes en colectivos, subtes y estaciones de trenes adheridas a la Red SUBE, en el transporte público del Área Metropolitana de Buenos Aires (AMBA) que posteriormente se extendería a todo el país. A partir del 1º de octubre de 2013, el gobierno estableció que las unidades de colectivo y omnibus que se adquieren cero kilómetro para empresas de jurisdicción nacional, deben contar con un sistema de Aire acondicionado
deberán estar calibrados para mantener una temperatura interior de veinticuatro grados centígrados, 
sumando también la obligatoriedad de uso de unidades accesibles para personas con movilidad reducida y   cumplir con la norma Euro 5 para la reducción de emisión de gases. De esta manera, se unificaron las características de los colectivos urbanos que circulan por el Área Metropolitana de Buenos Aires.
En 2015 lanza la Red SUBE un sistema que ofrece descuentos en el transporte público cuando se combinan distintos medios de transporte en un plazo de dos horas. Funciona en el Área Metropolitana de Buenos Aires (AMBA) y en algunas ciudades del interior con el uso de diferentes medios de transporte públicos.

#### Vialidad
Durante la administración del presidente Néstor Kirchner se lanzó un Plan Vial Nacional plan que mantendría su continuidad durante las gestiones de Fernández de Kirchner: desde 2003 hasta 2015 el Gobierno Nacional realizó una fuerte inversión en obras de infraestructura que permitió construir 1300 km de nuevas carreteras, pavimentar 4100 km de rutas nacionales, y cubrir con obras de mantenimiento la totalidad de la red vial nacional. Además, se llevó la cobertura de obras de mantenimiento a la totalidad de la red vial pavimentada, cuando en 2003 solo se alcanzaba a cubrir el 50 % de la misma. Gracias a estas inversiones, entre 2003 y 2015 se produjo un crecimiento del 130 % de la red vial argentina. Durante esta etapa sancionó la Ley Nacional de Vialidad, por la cual se creó el Fondo Nacional de Vialidad, que incluyó la figura del financiamiento carretero que desde entonces es el organismo de la administración central encargado de proyectar, construir y conservar la red vial nacional.
A fines de 2007 comenzaron las obras de pavimentación del camino austral que va desde la localidad santacruceña Las Horquetas hasta Tucu-Tucu  por la Ruta Provincial 35, y el tramo sur, desde Tres Lagos hasta el lago San Martín  la Ruta Provincial 31 y la pavimentación dd 183 km entre la Ruta Nacional 3 desde Güer Aike hasta el paraje El Cerrito. En 2009 se completaría la pavimentación de la Ruta Provincial 88 desde Chimen Aike hasta Punta Loyola, la Ruta Provincial secundaria 2730 desde El Cerrito hasta Tapí Aike y la Ruta Provincial 1707 desde Tapí Aike para unir la localidad con la Ruta Nacional 293.
En 2008 lleva adelante las obras de pavimentación de 405 kilómetros de la Ruta Nacional Nº 81 de Salta, con una inversión de 500 millones de pesos para modernizar y pavimentar el eje principal de comunicación entre Formosa y Salta. Tras unir Ingeniero Juárez y Los Chiriguanos permitieron recrear el corredor bioceánico natural del norte argentino, de 3.000 kilómetros de longitud.
El 25 de marzo de 2011 se inauguró el Acceso Sur a la localidad de Gobernador Gregores y el lago Cardiel, completando 870 km en la provincia de Santa Cruz, en septiembre de 2015 se terminó la pavimentación del último tramo de ripio de la ruta Nacional 41 en Santa Cruz.
En 2012 es inaugurado el tramo de la Ruta Nacional Nº 232, que une las localidades de Chelforó en Río Negro con La Japonesa, en la Provincia de La Pampa.
En 2011 comenzó el plan vial para el sur argentino construyendo la ruta estratégica para la integración de Chubut, del Pacífico con el Atlántico, las modernización de la ruta nacional 23 entre Bariloche, Pilcaniyeu y San Antonio Oeste, la construcción de la multitrocha de la ruta nacional 22, que comunica todo el norte del Alto Valle de Río Negro con el resto del país y la ampliación de la ruta nacional 3.
En 2009 Cristina Kirchner inauguró el primer tramo de la Ruta 23 habilitando los  primeros 256 kilómetros de asfalto en el camino del sur rionegrino En 2013 concluyó el asfaltado total de la ruta 23 en Río Negro, que atraviesa la Patagonia desde el mar argentino hasta los Andes.
En 2008 se inaugura la ruta entre los Menucos y Maquinchao camino asfaltado, y de Jacobacci a Comallo en Rio Negro. En 2009 finaliza la construcción de la ruta 23 que favoreció a la seguridad vial y se tradujo en mejores condiciones de transitabilidad, reducción de tiempos, y una mejor comunicación de la región de Alto Valle de Río Negro con el extremo oeste de la provincia. En 2011 el gobierno  inauguró la autovía de la 22 desde la localidad de Chichinales a Godoy en el oeste provincial una ruta de 302 km.
En 2015 Cristina Fernández de Kirchner inauguró la doble vía entre Anchoris y Tunuyán esta obra, también incluyó la inauguración de un tramo de la Ruta 40 entre Arroyo Loncoche y Bardas Blancas, como parte de un proyecto más amplio de infraestructura vial. que benefició a todo el polo productivo del Valle de Uco. Al mismo tiempo se produjo la vinculación de Malargüe y la zona Norte de Mendoza con el corredor del Paso Internacional Pehuenche y se inauguró la Ruta Nacional 145 en el tramo Portezuelo del Viento-Arroyo Pehuenche lo que permitieron agilizar el comercio entre Argentina y Chile consolidando el crecimiento económico de ambos países.

En mayo de 2011 se finalizó la pavimentación de la Ruta Nacional Nº 40, en la provincia de La Rioja, la llamada "Cuesta de Miranda". También se inauguró la Autovía Nº 6 en Cañuelas, en el centro de la provincia de Buenos Aires.
A partir de 2008 se inició la modernización de la infraestructura del subterráneo de Buenos Aires- en ese momento bajo jurisdicción del Estado Nacional-, con la compra de nuevo material rodante, se compraron quince formaciones Alstom Metrópolis series 100, fabricadas en Brasil y Argentina, entregadas durante 2004-2009.
En 2013 surge el caso Vialidad.

### Obras viales
En 2008 inauguró el último tramo de asfalto de la ruta provincial 1, que conecta la capital provincial de Chubut hasta la colonia de pingüinos de Magallanes, la más grande del continente y sitio turístico especial para la provincia.
En septiembre de 2012 se inauguró la doble trocha de la autopista que une a las ciudades de Puerto Madryn y Trelew, que permitió a dar mayor seguridad vial a un tramo de gran circulación, uno de los más transitados de Patagonia. Meses después inauguró junto al gobernador Martín Buzzi la pavimentación de la Ruta Nº 71 y el acceso a la localidad de Cholila, la tercera más poblada de la provincia. Conecta do las dos ciudades más grandes de la provincia Trelew que tiene un puerto de aguas profundas y Puerto Madryn tiene un aeropuerto internacional, comunicando ciudades y los parques industriales.
Se produjo la continuación de los principales ejes del Plan vial Nacional, lanzado desde el 2003, mediante el cuál el Gobierno Nacional realizó una fuerte inversión en obras de infraestructura que ha permitido construir 1300 km de nuevas carreteras, pavimentar 4100 km de rutas nacionales y cubrir con obras de mantenimiento la totalidad de la red vial nacional. Además, se llevó la cobertura de obras de mantenimiento a la totalidad de la red vial pavimentada, cuando en el 2003 solo se alcanzaba a cubrir el 50 % de la misma. Gracias a estas inversiones desde 2003 al año 2014 produjo un crecimiento del 130 % de la red vial argentina.

### Ferrocarriles

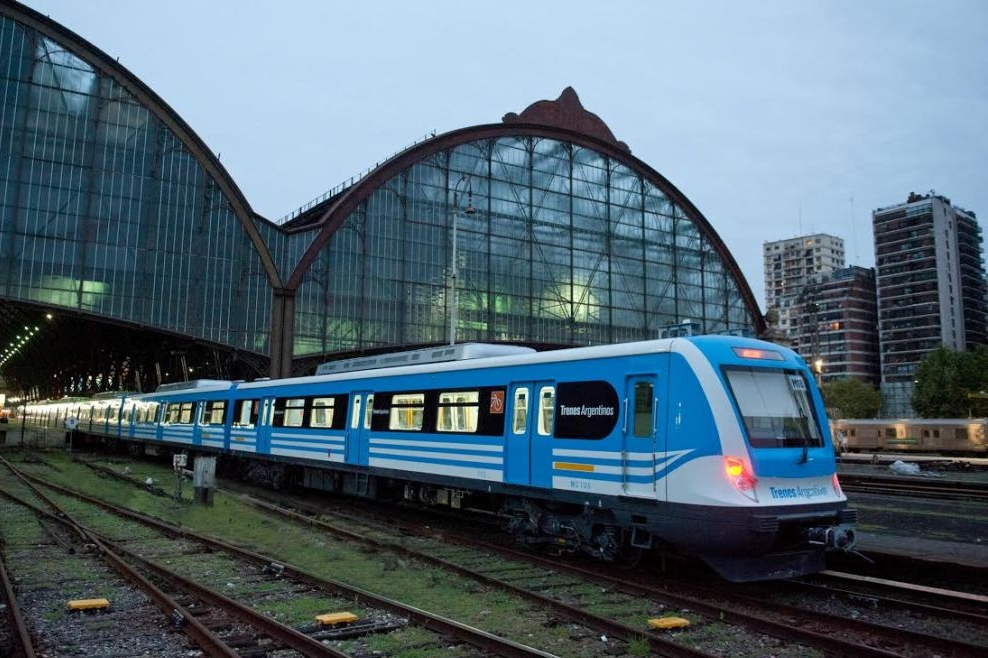
Formaciones cero kilómetro de la línea Mitre.

En enero de 2013 la presidenta Cristina Fernández de Kirchner junto al ministro Randazzo anunció la adquisición de 409 coches eléctricos para las líneas Mitre y Sarmiento a la empresa china CSR Sifang. En mayo de ese mismo año, firmó con la misma empresa un nuevo contrato por 300 coches eléctricos para la línea Roca.
En 2014 durante el gobierno de Kirchner se iniciaron los trabajos para la electrificación de los 52,6 kilómetros de vía doble del ramal La Plata y contemplan la intervención de las vías 1 y 2 de los ramales a Temperley y La Plata. La obra encarada por el Estado Nacional implicó una inversión de 500 millones de dólares, es parte de la electrificación de 52,6 km de vía doble que unirán la Capital Federal con La Plata, terminando así una obra prometida por más de 40 años. También se encararon obras de infraestructura, como la finalización de la primera etapa del viaducto de Ringuelet, que consistió en eliminar los terraplenes existentes en la zona, y la elevación de más de mil metros de vía doble para mejorar la circulación.
Hacia 2011 se inauguró con la presencia de la presidenta Cristina Fernández de Kirchner, la terminal de trenes y ómnibus de Mar del Plata, en el mismo predio de la vieja estación, con capacidad para un máximo de 1200 micros y once formaciones ferroviarias por día, con un movimiento mensual de más de 2 millones de pasajeros. La estación está ubicada entre la Avenida Luro y posee una superficie de más de 75 mil m². La obra ferroviaria requirió una inversión de 117 millones de pesos. En la Base Aeronaval Comandante Espora, la pista 17L/35R de 2410 metros de longitud fue licitada en diciembre de 2012, junto con la ampliación de la plataforma comercial y nuevos balizamientos. Ese año la ADIF -Administración de Infraestructuras Ferroviarias- anunciaba el recambio de al menos 55 km de los viejos rieles electrificados de acero al manganeso de la línea Mitre por tercer riel de aluminio, ante la inminente llegada de treinta trenes nuevos adquiridos a la china CSR para esa línea.
En lo que hace a la infraestructura, desde mayo de 2013 se hicieron 400 kilómetros nuevos de vías y se repararon cerca de 400 vagones, con financiamiento aportado por el gobierno de Cristina Fernández de Kirchner. El 17 de octubre de 2015, llegaron los primeros 151 vagones del Ferrocarril Belgrano Cargas. En total, se compraron 3500 vagones de carga con el crédito otorgado a la República Popular China que incluían  Tolvas para cereal y carboneros para transportar el coque que requiere YPF.
A partir de 2011 se llevó a cabo una recuperación de la infraestructura ferroviaria que incluyo volver a tener conexión con los países vecinos a través del trasporte ferroviario, reactivando modernizando líneas abandonadas durante el gobierno de Frondizi tras el plan Larkin. En 2011 se produjo la reinauguración del tren que une Argentina y Uruguay en manos de la D. Cristina Kirchner junto a su par uruguayo, José Mujica, partiendo desde la localidad bonaerense de Pilar hasta Paso de los Toros, en el departamento uruguayo de Tacuarembó y luego hasta Montevideo con un  recorrido de 813 kilómetros.
En 2014 con inversión estatal se inaugura el Binacional Posadas-Encarnación circula por el Puente Internacional San Roque González de Santa Cruz entre las ciudades de Posadas en Argentina y Encarnación en Paraguay, siendo el único tren de pasajeros que corre en territorio paraguayo.
En 2012 se inauguraron las obras de renovación de vías en la provincia de Salta, donde se completaron 255 kilómetros con mejoras de la infraestructura de los ramales C, C18, C8 y C12. se habían renovado 900 kilómetros de vías del Ferrocarril Belgrano en las provincias de Salta, Santiago del Estero, Tucumán, Chaco y Santa Fe, incorporándose a la flota de material rodante 40 nuevas locomotoras y 1000 vagones nuevos.
En julio de 2015 se inauguró la estación Rosario Sur de la línea Mitre con una superficie de 1200 m². La estación se complementa con la renovación total de las vías y el servicio con formaciones 0 km de la ruta Retiro-Rosario. Todo ello enmarcado en la renovación del corredor ferroviario Buenos Aires-Rosario, con la renovación total de 558 kilómetros de vía ascendente y descendente.
En 2014 se inauguró su extensión hasta la ciudad de Luján y Pilar. Retornaba así el servicio de trenes entre Luján y Pilar, que había sido clausurado en 1978 durante la última dictadura. En 2015 el servicio del ferrocarril San Martín comenzó a funcionar con 160 coches y 24 locomotoras cero kilómetro recientemente comprados.
Fueron renovadas por completo la estación Hurlingham y la de Villa Adelina, en el marco de un plan que contemplaba la renovación de estaciones en Buenos Aires y el área metropolitana con una inversión de 2000 millones de pesos. La línea fue renovada con 164 coches nuevos, 24 locomotoras, incrementando la capacidad de transporte en un 37 %.
Durante el gobierno de Cristina Kirchner se compraron 40 locomotoras, 25 coches eléctricos y 20 trenes diésel. En el 2014 se llevó a cabo la inauguración del primer tramo de electrificación del ramal ferroviario Constitución-Quilmes de la línea Roca, obra paralizada durante 42 años, también fue inaugurada por la presidenta Cristina Fernández, la nueva estación City Bell y un paso bajo nivel que demandó una inversión de 150 millones de pesos.
También se compraron 709 nuevos coches cero kilómetro que llegaron a principios del año 2014 y que reemplazaron a las formaciones de más de 50 años de antigüedad en las líneas Mitre, Sarmiento, Belgrano Sur y Roca. Esta empresa estatal china está en 17 países y desembarcó en Argentina, con la instalación de dos plantas para realizar tareas de mantenimiento del material rodante, generando fuentes de trabajo y aportando una importante transferencia de tecnología fundamental en el proceso de recuperación del ferrocarril. En esta línea, se recuperaron los talleres de Tafí Viejo y se continuaran produciendo los vagones de carga diseñados por Fabricaciones Militares.
En 2013 comenzaron las obras de remodelación del ramal Belgrano Sur. En 2014 se anunciaron nuevas obras en la línea, incluyendo la extensión del ramal Buenos Aires - González Catán hasta la Estación Marcos Paz.
En marzo de 2015 se renovaron coches para la Línea Mitre, que significaron una inversión de 220 millones, que según propias declaraciones era la más importante en los últimos 50 años en la historia del ferrocarril en el país. La renovación de las formaciones del ferrocarril Mitre, que completó la puesta a nuevo de todo su servicio al poner en funcionamiento los coches cero kilómetro del ramal Mitre, que se sumó a los ramales de Tigre y José León Suárez, renovados en noviembre y enero respectivamente.
En total el Estado invirtió en material rodante 228 millones de dólares para el ramal Retiro-Tigre, duplicando la cantidad de transporte de pasajeros. La frecuencia de 18/20 minutos; pasó a 14 y luego a 10, se instalaron cámaras en su interior y en la cabina del conductor, sistema de suspensión neumática para mayor confort y sistema de ABS. La vía del ramal Retiro-José León Suárez (37 km) y en 2013 y 2014 se han ejecutado el mejoramiento y cambio de vías en distintos tramos de los ramales Retiro-Tigre y Retiro-Mitre. Esta obra requirió una inversión de más de 400 millones de pesos.
Para el Ramal José León Suaréz-Retiro Mitre en 2013 se llevó a cabo el recambio de 36 kilómetros de vías y, en forma paralela, fueron intervenidos nueve pasos a nivel comprendidos en ese sector, renovándose la vía, las losetas de hormigón del cruce vehicular/peatonal y la señalización.
En tanto, en el ramal diésel Victoria-Capilla del Señor se mejoraron más de 60 km de vía, con una inversión de más de 100 millones de pesos. Se cambiaron 327 señales instalando un Sistema de Frenado Automático de trenes.  En 2014 comenzó la obra de renovación de vías.
Tras la estatización del Ferrocarril Sarmiento se inició un proceso de modernización de la red ferroviaria de servicios interurbanos. En julio de 2014 comenzó a incorporarse el nuevo material rodante, que cuenta con frenos ABS, sistema antiacaballamiento, cámaras de vigilancia en coches y cabinas de conductores con puertas transparentes, para que los pasajeros puedan verlos. También cuentan aire acondicionado y puertas inteligentes en los coches que impiden arrancar a la formación si están abiertas.
Durante 2015 se realizaron 253 obras a lo largo del ramal que une Once con Moreno a cargo de la Operadora Ferroviaria del Estado, sumadas a la incorporación de los trenes cero kilómetro que funcionan desde julio de 2014 en el marco de la renovación del sistema ferroviario que ya se replicó en otras líneas como el Mitre, San Martín y el Roca.
En cuanto a la Línea Belgrano Norte en abril de 2015 se incorporaron paulatinamente 20 trenes "Alerce" fabricados por el grupo EMEPA, constituyéndose así la primera compra de nuevos coches de fabricación nacional de todo el siglo para esta línea. Estos trenes brindaron un servicio rápido diferencial con paradas en Retiro, Ciudad Universitaria y Boulogne Sur Mer. Los "Alerce" cuentan con aire acondicionado, cámaras de seguridad, sistema de información auditivo y Wi-Fi de acceso gratuito.
En 2014 comenzó la remodelación de las estaciones de la línea Belgrano Sur. La obra forma parte del programa de modernización integral, que incluóe la incorporación de trenes diésel nuevos para andenes elevados, la renovación de vías y la extensión de Catán a Marcos Paz. En 2013 el gobierno nacional firmó un contrato con la fábrica CNR Corporation para la fabricación de 27 triplas CNR con dos coches motrices y el intermedio como remolque. Los 81 coches fueron adquiridos en 2013 y la operación tuvo un costo total de 89 millones de dólares.
Respecto al ramal San Martín, a mediados del año 2013 comenzaron las tareas de elevación de andenes en todas las estaciones de la línea. Las tareas incluyen la puesta en valor de la infraestructura y la creación de nuevos refugios y boleterías. En 2014 por primera primera vez en 20 años que el ramal ferroviario se expandió con la vuelta del tren a la estación Manzanares en Pilar y la estación Cabred en Luján reabrieron sus puertas para ofrecer un servicio de tren hasta Retiro. Con esas incorporaciones, el San Martín se amplió con una extensión de 70 kilómetros. En el mes de diciembre del año 2013, comenzaron a llegar las primeras formaciones, nuevas, de origen chino, compradas por el Estado Nacional para la Línea San Martín. La adquisición del nuevo material rodante significó también reformar todos los andenes de las estaciones entre Retiro y Pilar, que estaban preparados para servir a coches con escalerilla, porque las nuevas formaciones son con piso elevado. Al completarse la renovación en abril de 2014, la línea contaba con material rodante nuevo adquirido a China: 160 coches remolcados y 24 locomotoras modelo CSR SDD7.
Respecto al Tren de la Costa tras su estatización, volvió a respetar la frecuencia de un servicio cada 30 minutos y sumó vigilancia en las formaciones, se repararon tres unidades que se sumaron a las dos que ya funcionaban.
También se le dio un fuerte impulso a los Talleres Ferroviarios de Tafí Viejo; hasta principios de 2015 se repararán en Tafí Viejo vagones de cargas, en promedio fueron reparados entre 300 y 400 vagones, por lo general cerealeros con tolveras laterales, con el objetivo de transportar 970.000 toneladas de carga por año.
También fueron restauradas grandes estaciones ferroviarias, entre ellas la Estación Once, donde se incluyeron un nuevo sistema de refrigeración y calefacción, reordenamiento de locales comerciales, restauración y puesta en valor del edificio histórico, vinculación con el subte de la Línea A por nuevas escaleras mecánicas, nuevas oficinas en el hall central, nuevas boleterías y sistema de audio, rampas, etc. En 2013 se lanzó un nuevo plan de obras, complementario al anterior, entre las mejoras realizadas se incluyen: nuevo sistema de refrigeración y calefacción, reordenamiento de locales comerciales, restauración y puesta en valor del edificio histórico, vinculación con el subte de la Línea A por nuevas escaleras mecánicas, nuevas oficinas en el hall central, nuevas boleterías de venta de pasajes, nuevo sistema de audio, rampas para personas con capacidades diferentes, remodelación de los dos niveles de playa de estacionamiento y nuevos baños públicos.
En la estación Retiro Mitre a fines de 2014 se renovó la iluminación del hall central y se iniciaron los trabajos de recambio de los techos vidriados en la zona de andenes. En 2015 se mejoraron los accesos a los andenes con una nueva línea de molinetes electrónicos. En 2017 se cambiaron los pisos de color bordó ocuro por nuevas baldosas blancas y se restauraron los techos del sector boleterías, el hall central y culminaron los trabajos en una de las bóvedas. También se incorporó una nueva iluminación led en los andenes y se mejoró el sistema de sonido.
En cuanto a la Estación Retiro Belgrano En 2011 se llevó a cabo una restauración de parte de la estación, donde se reparó parte de su mampostería perimetral externa, carpinterías exteriores, como así también los mecanismos para su accionamiento; la cúpula, se hidrolavó su fachada y fueron puestas en valor sus baldosas originales.
En 2015 la Administración de Infraestructuras Ferroviarias Sociedad del Estado (ADIF) invirtió este a 9000 millones de pesos para continuar su plan de obras orientadas al mejoramiento del sistema de ferrocarriles entre ellos los ferrocarriles Belgrano Cargas, a los ramales metropolitanos Roca, San Martín, Mitre, Sarmiento, Belgrano Norte y Sur; y a los corredores Buenos Aires-Rosario y Buenos Aires-Mar del Plata.
el plan de remodelación, el cual concluyó en el 2010 que incluyó la construcción de nuevas áreas, la incorporación de escaleras mecánicas, ascensores, y una pasarela telescópica que permite el ascenso y descenso de pasajeros de las aeronaves, la modernización fue inaugurada por el entonces gobernador Bordet En 2021 comenzaron las tareas de modernización de la terminal y de balizamiento.

### Aeropuertos
En 2013 amplió la superficie del Aeropuerto Internacional de Córdoba en 12 000 m². Se reconstruyeron 2200 m² de las instalaciones y nuevos puentes de embarque, se construyeron nuevas oficinas y fueron reconfigurados 5800 m² de superficie de plataforma. El aeropuerto adquirió capacidad para brindar servicio a 2,4 millones de pasajeros. En octubre de 2015 fueron inauguradas nuevas instalaciones y sistemas de radares, y una nueva torre de control, con una inversión de 40 millones de pesos. La inversión contó con el financiamiento del ORSNA y equipamiento del Ministerio de Defensa. La ampliación y remodelación de la terminal de pasajeros representó una inversión de 300 millones de pesos. La obras fueron financiadas con dinero del fideicomiso de Fortalecimiento del Sistema Nacional de Aeropuertos, lanzado durante la presidencia de Fernández. Se instalaron equipos de tecnología de última generación, se realizó la ampliación de la terminal, y se realizaron ampliaciones y mejoras en las puertas de embarque, calles de rodaje, mangas, espacio en el estacionamiento de automóviles, hangares, pista, sistema ILS, etc. lo que generó un impacto económico en la zona por más de 4079 millones de pesos, y la creación de 11.939 empleos entre directos e indirectos en el año 2013.
En Mendoza en 2014 comenzó la amplia modernización con una inversión total de 150 millones de pesos, reflejados en 12 000 m² adicionales para la terminal. En 2013 se inauguraron las obras de ampliación del Aeropuerto de Ushuaia, que las superficies de atención de pasajeros, el sector de check-in y de arribos, los baños, la confitería, la zona comercial y los espacios de ventanilla para futuras compañías aéreas. También amplió la zona externa para el estacionamiento del transporte de servicio público.
Se realizaron obras en los aeropuertos de Bariloche y Esquel, que incluyeron la reconstrucción integral de la pista del Aeropuerto Internacional Bariloche, en las que se invirtieron 66 millones de pesos y las realizadas en el Aeropuerto Internacional Esquel, con un presupuesto de 22 millones de pesos. En el Aeropuerto Internacional Resistencia se ejecutó la pavimentación de la calle de rodaje, del playón del hangar y del acceso a la Escuela de Educación Técnica Aeronáutica N.º 32 que funciona en las mismas instalaciones. En 2010 se realizó la remodelación del Aeropuerto Almirante Marcos A. Zar en Trelew.
En Comodoro Rivadavia se realizó la obra completa de la aeroestación, con una superficie de 7000 metros cuadrados y con una inversión de 300 millones de pesos que incluyó refacciones en la pista, y la demolición, para levantar las nuevas instalaciones, del edificio actual que databa de 1978. En el 2009, se realiaron obras de ampliación y remodelación para declarar internacional al Aeropuerto Almirante Marcos A. Zar. En abril de 2009, comenzó el proyecto para la remodelación del Aeropuerto Internacional Almirante Marcos A. Zar y Áreas Concesionadas. El plan de remodelación, el cual concluyó en el 2010. En el Aeropuerto de Mar del Plata se trabajó para ampliar sus instalaciones con la renovación y ampliación de la terminal de pasajeros.
El 14 de marzo de 2010 se concretó la internacionalización del Aeroparque Jorge Newbery. Aerolíneas Argentinas fue la primera aerolínea autorizada para esta fecha, inauguró los vuelos a varias ciudades de Brasil, Chile, Paraguay, sumándolo a los ya existentes a Uruguay. La consultora inglesa Skytrax, en 2013, lo consideró uno de los aeropuertos más modernos de Sudamérica y uno de los mejores de Latinoamérica. En 2014, el Aeroparque Metropolitano Jorge Newbery fue el primero en la historia aerocomercial argentina en superar la barrera de los 10 millones de pasajeros, al transportar 10 255 541 pasajeros, contra los 8 600 877 pasajeros del Aeropuerto Ministro Pistarini (Ezeiza).
En 2012 el aeropuerto de Bariloche fue remodelado a nuevo, dotándolo con modernos sistemas de señalización, balizas y tecnología de primera línea, además de la modernización del edificio central, atención de pasajeros y carga, y la ampliación de su pista de aterrizaje-despegue, las obras fueron inauguradas por la presidenta. En 2015 se fundó el Hub Córdoba, un centro de distribución de vuelos que permitía a los pasajeros realizar conexiones eficientes y rápidas por una gran cantidad de destinos sin pasar por Buenos Aires. El Hub Córdoba une Mendoza, Salta, Neuquén, Comodoro Rivadavia, Tucumán, Jujuy, Bariloche, Ushuaia, Iguazú, Trelew, Resistencia, Posadas, Mar del Plata, El Calafate, y Bahía Blanca, además de la propia Córdoba. A la vez, Córdoba se conecta vía directa con Buenos Aires, y tiene conexiones con el exterior en forma directa (Punta Cana, San Salvador de Bahía, Porto Seguro, Río de Janeiro, Punta del Este,  Florianópolis). 
En 2014, un estudio realizado entre más de 90 000 usuarios de eDreams, compañía de viajes en Internet, determinó que la sala vip de Aerolíneas Argentinas, el Salón Cóndor, en la Terminal C del aeropuerto de Ezeiza, se encontraba séptima entre los diez puestos mundiales y el primero en América Central y del Sur.

### Aerolíneas Argentinas

#### Estatización
El 10 de julio de 2008, representantes del Estado argentino dentro del directorio del Grupo Aerolíneas denunciaron a la empresa ante la justicia, solicitando la intervención judicial.
El 17 de julio de 2008, durante un acto de inauguración de obras realizadas en el Aeropuerto Internacional de Resistencia, la presidenta Cristina Fernández de Kirchner anunció el proyecto de ley para la estatización de Aerolíneas Argentinas, Austral Líneas Aéreas y las demás empresas pertenecientes al Grupo Aerolíneas Argentinas. Para esto, se firmó un acta acuerdo entre el Estado Nacional (representado por Ricardo Jaime) y la empresa (representada por Eduardo Aranda Unzurrunzaga), fijando las pautas para la operación. Entre otros aspectos, las partes se comprometieron a que el precio de venta de las acciones fuera fijado por una evaluadora designada por la empresa y que, en caso de no ser este aceptado por el Estado, una entidad imparcial debería realizar una nueva valuación, que sería la definitiva.
El 24 de julio, el gobierno envió  al Congreso de la Nación el proyecto de estatización de Aerolíneas Argentinas.
El 22 de agosto de 2008 el proyecto de estatización fue aprobado en Diputados por 167 votos a favor y 79 en contra, y fue remitido para su tratamiento por el Senado. El día 3 de septiembre de 2008, el proyecto fue aprobado en el Senado por cuarenta y seis votos en favor y veintiuno en contra, convirtiéndose en la Ley 26.412. Si bien el proyecto de ley establecía la aprobación del Acta Acuerdo con la empresa previamente mencionada, esto fue eliminado del texto final. Algunos legisladores de la Coalición Cívica, el PRO y la UCR se mostraron contrarios a la iniciativa, planteando la quiebra de la sociedad y la creación de una nueva empresa, con el fin de que Aerolíneas no tuviera que absorber los pasivos ocasionados por el Grupo Marsans, valuados en 890 millones de dólares. Esta posibilidad fue criticada por los gremios del sector.

#### Gestión estatal
A julio de 2008, momento de la estatización, la empresa contaba con una flota de ochenta y ocho aeronaves: sesenta y siete en operación y veintiuna desprogramadas (treinta y nueve disponibles para volar y veintiocho en mantenimiento). De ellas, cinco se encontraban bajo el régimen de leasing financiero, y otras cincuenta y ocho bajo leasing operativo. Era la flota más antigua de entre sus competidoras a nivel internacional, con una edad promedio de 19.4 años.
Desde el 14 de marzo de 2010, acompañado de una nueva programación en todos los vuelos nacionales y regionales, Aerolíneas Argentinas inauguró el Hub Aeroparque que consiste en ofrecer vuelos regionales desde el Aeroparque Jorge Newbery de la ciudad de Buenos Aires, para que los pasajeros en tránsito puedan realizar conexiones con vuelos nacionales e internacionales todo en un mismo aeropuerto. Esto implicó mover los vuelos a Asunción, Florianópolis, Santiago de Chile, San Pablo, Salvador de Bahía, Porto Alegre y Río de Janeiro que se operaban desde y hacia el Aeropuerto Internacional de Ezeiza, para que comiencen a operar desde y hacia el Aeroparque Jorge Newbery. Los vuelos a San Pablo y Río de Janeiro son los únicos que se siguen ofreciendo desde y hacia ambos aeropuertos.
El 17 de mayo de 2010, la presidenta Cristina Fernández de Kirchner y el CEO de Aerolíneas en su visita a Madrid, reinauguraron las oficinas que Aerolíneas había adquirido originalmente en 1969 cuando era estatal y que se habían dejado de usar desde y durante la gestión privada. El mismo día el gerente europeo de Aerolíneas anunció el interés de la aerolínea argentina en abrir un hub en Madrid o Barcelona, para llegar a destinos europeos. Entre los anunciados están París y Londres.

### Puertos y canales
En 2014 se amplió y modernizó el Puerto de La Plata, —el tercero por tráfico del país—, con una inversión de 420 millones de dólares, lo que permitió incrementar su capacidad operativa en 400 mil contenedores por año y que serían posteriormente 800 mil, incorporando 13 grúas de última generación. Además de la construcción de un muelle de 600 metros, una estructura de playa de más de 15 hectáreas de edificios administrativos y trabajos sobre el canal de acceso para el ingreso de embarcaciones. Esta obra es considerada la obra portuaria más destacada de la Argentina y una de las más importantes de América Latina. Los trabajos contemplaron además el dragado del canal de ingreso al Puerto, que va a pasar de 28 a 34 pies. Posteriormente se sumó la Terminal de Contenedores para operar simultáneamente con dos buques Super Post Panamax, 15 hectáreas de playa para estiba, con la mayor capacidad disponibles en el país para contenedores refrigerados y cuatro grúas pórtico tipo Super Post Panamax.
En puerto Belgrano se modernizaron otros elementos que hacen al funcionamiento del Dique N.º 2, con lo que la Armada recuperó una valiosa instalación, que junto con el Dique N.º 1, posibilitarán la reparación de buques de hasta 220 metros de eslora y 23 de manga. En 2017 tras recortes presupuestarios fue paralizada la recuperación del dique 2 de la base. En 2012 se llevaron a cabo labores de balizamiento y señalización en un segmento de la futura historia Paraná Paraguay que había permanecido sin mantenimiento durante décadas, desde Santa Fe hasta la zona de confluencia, ubicada en el kilómetro 1,238 del río Paraná. Además de estas medidas, se ha progresado en la canalización del río Paraguay, particularmente en uno de los tramos de mayor complejidad para la navegación. En el año 2013, se finalizaron las obras de construcción del muelle en el Nuevo Puerto de Posadas, situado en las proximidades del Parque Industrial Posadas. Este nuevo puerto de Posadas desempeña un papel fundamental como punto de acceso a la Hidrovía Paraná-Paraguay.
En 2012 durante la presidencia de Fernández con una inversión de US$ 7 millones, fue construida la terminal de cruceros en el puerto de Mar del Plata, con 1600 m² en la Escollera Norte, para recibir turistas internacionales, dichas obras fueron en paralelo a la draga Mendoza para recuperar calado en el canal principal y secundario del puerto entre 2009 y 2012. En 2014 las dragas chinas comenzaron a profundizar el canal exterior e interior del puerto en una obra con una inversión de 108 millones de pesos. La obra alcanzó los canales de acceso marítimo principal y secundario, que estaban invadidos por el banco de arena que se recuesta sobre la escollera Sur. Se trabajó en el canal de acceso interior. El canal exterior principal paso a un ancho de solera de 100 metros y una profundidad de -11,60 metros. El canal exterior secundario tendrá -10,60 metros, similar a la profundidad que se buscará en la zona intermedia entre ambos canales. Al canal interior se lo llevará a un ancho de 100 metros y será dragado a una profundidad de -9,80 metros. También en la misma década toma impulsó el Astillero Naval Federico Contessi y Cía.S.A., Macro SA. y Grupo Newsan, ubicado en calle B Espigón 4 del Puerto de Mar de Plata.
Luego de muchos años de casi inactividad, el Puerto Rosales experimentó un constante crecimiento en sus actividades. En 2010 se estableció una nueva zona franca, potenciando el eje logístico Coronel Rosales-Bahía Blanca, poniendo en valor los edificios, los galpones, iluminación, y todos los servicios, que demandó una inversión de $5 millones.
En el puerto de San Nicolás, desde 2013 se llevó a cabo la obra que permitió la prolongación del Muelle Norte con la construcción de un pavimento de hormigón armado en una longitud de 250 metros de muelle. Será apto para la carga y descarga de productos siderúrgicos, fertilizantes, sólidos a granel, alcohol etílico y derivados de hidrocarburos, con una inversión de 250 millones de pesos.
En 2014 comenzaron las obras para repotenciar el puerto de Quequén al convertir en autovía el tramo de la ruta 88 que une Batán con Necochea y un nuevo puente sobre el río Quequén que reemplaza al Escurra, destruido por las inundaciones en 1980. En 2015 comenzó la "Ampliación Terminal Puerto de Necochea” con 1,15 hectáreas, con una inversión de 5 millones de dólares para la ampliación del predio y el aumento de la capacidad de la Terminal.
En Santa Cruz fue ampliado el principal puerto de dicha provincia llevándolo a 600 m x 300 m, incluyendo un sistema que permite a los buques limpiar su sentina sin contaminar y un astillero con dique seco, que proporciona capacidad operativa para construir y reparar buques de hasta 140 metros de eslora. Las obras tuvieron un coste de $ 52.000.000, financiado por el gobierno de la Provincia de Santa Cruz. Esta ampliación fue inaugurada por Cristina Fernández de Kirchner y el gobernador Daniel Peralta.
Fueron agregadas al puerto 211 hectáreas mediante compra de tierras, el puerto pasó de 140 metros de eslora, a 160 metros dada la prolongación del muelle principal en 150 metros llegándose con esto a 600 metros de longitud de frente de atraque en la dirección Este-Oeste, de dos cofferdams u obras de entrada, y en la excavación del recinto portuario, que tiene en su cota inferior 250 metros en la dirección Norte-Sur y 455 metros en la dirección Este-Oeste. Como parte de la obra de ampliación, en 2011 se construyó un muelle de alistamiento en lado sur junto al Varadero y Astillero, este frente adicional de 140 metros permitirá contar con un frente total de atraque de 825 metros.
La obra de ampliación demandó casi cuatro años de trabajo, incorporó un elevador de buques (sincrolift), para reparar barcos de hasta 140 metros de eslora, en tanto que en otra área se construirán navíos. El ministro de la Producción de Santa Cruz, Jaime Álvarez, detalló que la obra se amplió 150 metros hasta alcanzar los 680 metros totales del muelle.
Hacia principios de los años 2010, en el Puerto Antonio Morán comenzaba la recuperación de alrededor de 16 ha de tierras ganadas al mar, la construcción de una segunda dársena, y también la instalación de servicios para atender la reparación de buques de hasta 90 m de eslora. En 2011 se inicia la ampliación del puerto que planificó una nueva plazoleta fiscal y la ampliación del muelle para que puedan operar 6 barcos.
En 2012 se firmó el contrato para el dragado y balizamiento de 600 kilómetros de la hidrovía Paraná Paraguay, con una inversión de 112 millones de pesos. En 2013 el gobierno puso marcha el Plan de Inversiones en Dragado y Balizamiento de los ríos Paraná, de la Plata, Paraguay y Uruguay con una serie de obras que tienen por objetivo posibilitar el tránsito de embarcaciones de mayor calado, bajar los costos y aumentar la productividad. En 2013 Cristina Fernández inaugura en conferencia con la ciudad chaqueña de Barranqueras la finalización de trabajos de señalización y balizamiento de la hidrovia Paraná, que antes sólo llegaba a Santa Fe, con las obras del gobierno en 2010 la Hidrovia llegó hasta Corrientes y para 2013 a Barranqueras al norte de Chaco, con inversiones por 382 millones en infraestructura. Las obras encaradas logro la posibilidad de navegabilidad las 24 horas, los 365 días del año, se convirtió al puerto en un centro tecnológico y la construcción de una playa de contenedores con 214 millones de pesos en inversiones estatales la que permite que este puerto, que en el año 2008 transportaba 200 mil toneladas a transportar 700 mil toneladas en el 2012. De forma complementaria se produjo la incorporación de 73 kilómetros de vías nuevas al Ferrocarril de Chaco y otras tantas en ejecución, casi 160 kilómetros en total, por el que se transporta el 40% de la producción cerealera de la región y la modernización del Belgrano Cargas

### Planes de vivienda
Respecto a la construcción de viviendas sociales, a septiembre de 2011 se concluyeron en todo el país más de 630 000 soluciones habitacionales que benefician alrededor de 2 800 000 personas. Los planes más importantes son el Programa Federal de Construcción de Viviendas con más de 166 000 viviendas, el Fondo Nacional de la Vivienda con más de 160 000 y el Programa Federal Mejor Vivir con más de 75 000. Através del Ministerio de Desarrollo Territorial y Hábitat de la Nación, de junio de 2012 a diciembre de 2015 se iniciaron 23.656 viviendas en Desarrollos urbanísticos, gracias al presente plan, y se emplearon a 8.000 Obreros. Además, el gobierno invirtió más de 38.000 millones de pesos en el Programa Nacional.
El 12 de junio de 2012, Cristina Fernández de Kirchner, durante acto realizado en el Museo del Bicentenario, anunció la puesta en marcha de PRO.CRE.AR Bicentenario (Programa de Crédito Argentino del Bicentenario para la Vivienda Única Familiar), un masivo plan de entrega de créditos para la construcción de viviendas populares, mediante la financiación con recursos del Fondo de Garantía de Sustentabilidad (FGS). Los créditos serán otorgados a pagar en 20 y 30 años y las tasas variarán entre el 2% y el 14%. El Banco Hipotecario quedó constituido como fiduciario del Programa. En la ocasión, la mandataria argentina aclaró que «la falta de política hipotecaria por parte de la banca privada» obligaba al Estado a intervenir, creando el Programa para empezar a resolver el déficit habitacional existente en el país. El plan PRO.CRE.AR que tiene como objetivo la construcción de 100 000 viviendas en cuatro años y créditos a bajas tasas para familias que ya poseen un terreno propio. Ese mismo año la presidenta Cristina Fernández de Kirchner compró acciones del Banco Hipotecario Nacional aumentando la participación estatal en el Banco Hipotecario al 79.22%. En 2012 a través de diversas operaciones el Banco Central de la República Argentina (BCRA),  adquirió otro 2.23% de la composición accionaria.
A finales de 2015, el plan de AYSA 2007–2020 tenía en marcha 100 obras, a las que se agregaban otras 150 proyectadas y se habían contratado 500 ingenieros jóvenes para concretar los trabajos. Mediante la estatal AYSA se conectó a las redes a más de cinco millones de habitantes, tres millones al agua potable y dos millones a las cloacas.  Fue oficializado mediante el decreto 902/2012. El programa otorgaba dos líneas de créditos: una para aquellas personas poseedoras de un terreno donde construir y otra para la construcción de viviendas en terrenos fiscales que el Estado Nacional ponía a disposición del Procrear.Los terrenos estaban distribuidos principalmente en las provincias de Buenos Aires, Córdoba y Santa Fe, que son precisamente las provincias de más alta densidad demográfica del país. En la provincia de Buenos Aires, la mayoría de los terrenos están localizados en ciudades de gran densidad de población, como Bahía Blanca, Mar del Plata, San Nicolás, Ciudad Evita, Laferrere, Haedo, City Bell, Tolosa, La Plata, Rincón de Milberg y Ezeiza.

#### Infraestructura eléctrica
Durante su gestión continuo la puesta en ejecución el Plan Federal de Transporte de Energía Eléctrica en 500 kV, comenzado en el año 2004 por el Presidente Néstor Kirchner, financiado con recursos del Fondo Fiduciario del Transporte Eléctrico Federal (FFTEF). Las obras, que incluyeron la interconexión entre el NOA y NEA y la entrada en funcionamiento de la línea Puerto Madryn-Santa Cruz Norte, comenzaron en 2005 y se fueron concretando a partir del año 2008. Se llevó a cabo una transformación estructural en materia de transporte de energía a todo el país, que incluyo la construcción de miles de kilómetros en líneas de transmisión de energía, y la transformación de un sistema Energético Radial unitario donde todas las líneas convertían hacia la Capital Federal, en un Sistema Anillado Federal interconectado ciudades y regiones sin pasar por la Capital. Desde 2003 hasta 2015 en total se incorporaron diez provincias que quedaron integrada totalmente al Sistema Nacional de Interconectado una red federal lanzada en 2005  que recorre el país, en la que se inyecta la energía que se produce en las centrales, para que luego se distribuya y llegue a todos los rincones del país. Hasta 2004 la Patagonia tenía su propio sistema, pero ese año empezaron las obras, que terminaron en 2014, para conectarlo con el resto, por lo cual la red constituye una totalidad integrada. A través del SADI se puede transportar a cualquier lugar la electricidad que se genera en las usinas de producción por medio de las líneas de alta tensión que para 2015 abarcaban a todo el país.

### Obras inundaciones
Durante la gestión de realizaron diferentes obras para prevenir las inundaciones. Se ejecutaron 4880 obras hídricas por 122.387 millones de pesos, de los cuales mas de 60 mil millones de pesos fueron a la provincia de Buenos Aires que concentra el 40 por ciento de la población nacional. En el interior de Buenos Aires se llevaron adelanten obras en el Río Salado para mejorar su cauce y prevenir inundaciones y sequías. También se están construyendo puentes para mejorar la circulación y la seguridad vial.
En 2013 el Gobierno nacional licitó la tercera etapa de la canalización del Río Salado invirtiendo 1.600 millones de pesos, en el marco del Plan Maestro de saneamiento integral de esa cuenca de 17 millones de hectáreas en la que se origina el 25% de la producción agropecuaria del país. Estás obras permiten aumentar la capacidad de conducción del río Salado inferior a lo largo de 118 kilómetros entre el arroyo Los Poronguitos y la laguna Las Flores Grande, en los distritos de General Belgrano, San Miguel del Monte, Chascomús y General Paz. Mediante la segunda parte del Plan Maestro del Río Salado, provincia de Buenos Aires, 91 obras de saneamiento y uso hídricos, 31 obras de infraestructura vial y más de 15 millones de beneficiarios en todo el país. De esto, el 81 por ciento se aplicó a obras de defensa

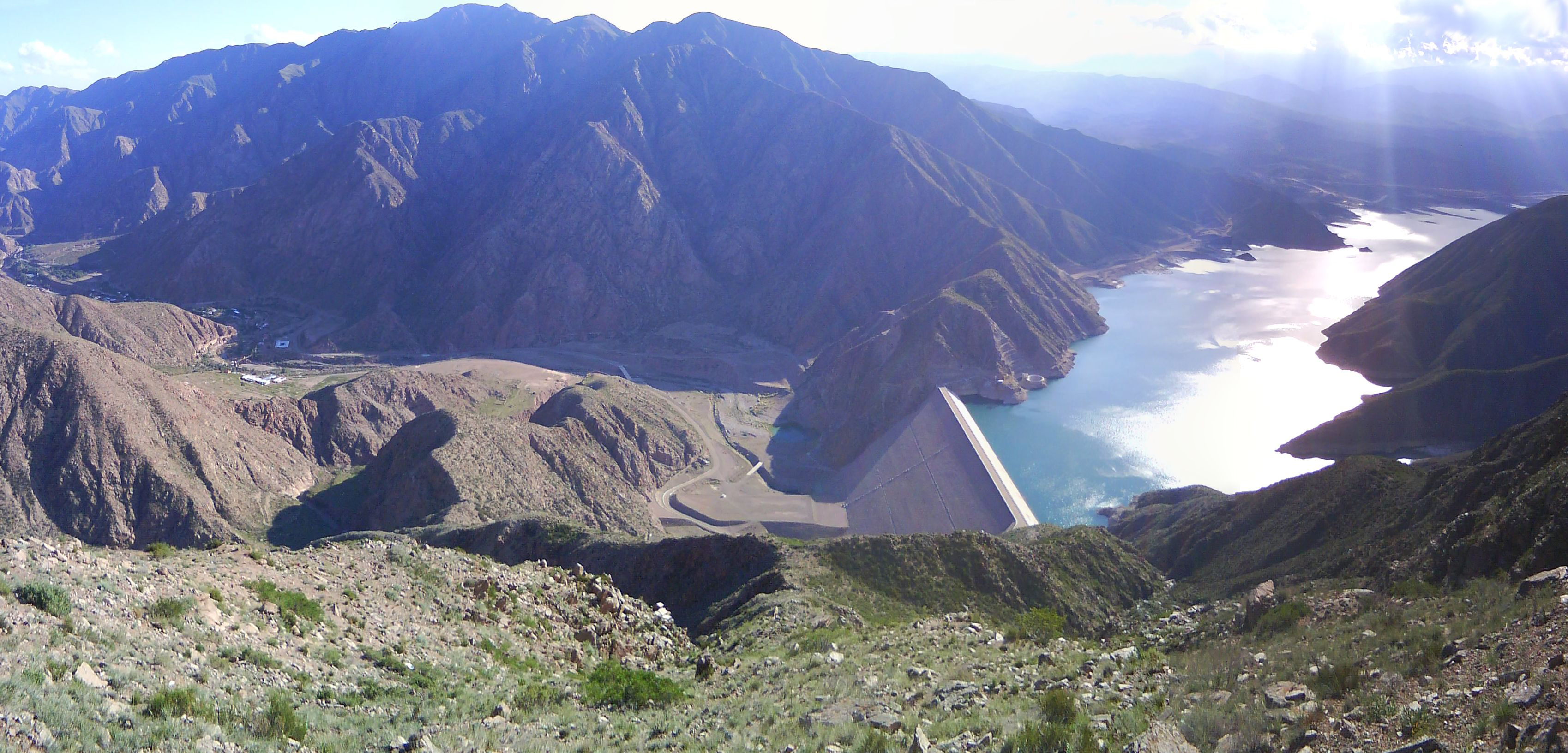
Vista del murallón de la presa Potrerillos

En 2013 comenzó un plan de infraestructura para prevenir inundaciones en la ciudad de la Plata y sus alrededores. En 2015 los trabajos de ensanchamiento de la margen izquierda del arroyo El Gato estaban finalizados en la margen opuesta en un 95%. El objetivo fue ensanchar la desembocadura del arroyo 15 metros de cada lado, 60 metros en total, y el doble de su ancho actual. En Salta en conjunto con el gobernador Urtubey se realizaron obras en Orán.
Con el objetivo de evitar inundaciones, regular el caudal del Río Colorado y ampliar las aréas de riego se construyó el dique Salto Andersen, que desvía aguas del río para el canal que riega el valle de la zona de Río Colorado. En 2010 y 2011 se construyó de forma complementaria una central hidroeléctrica.

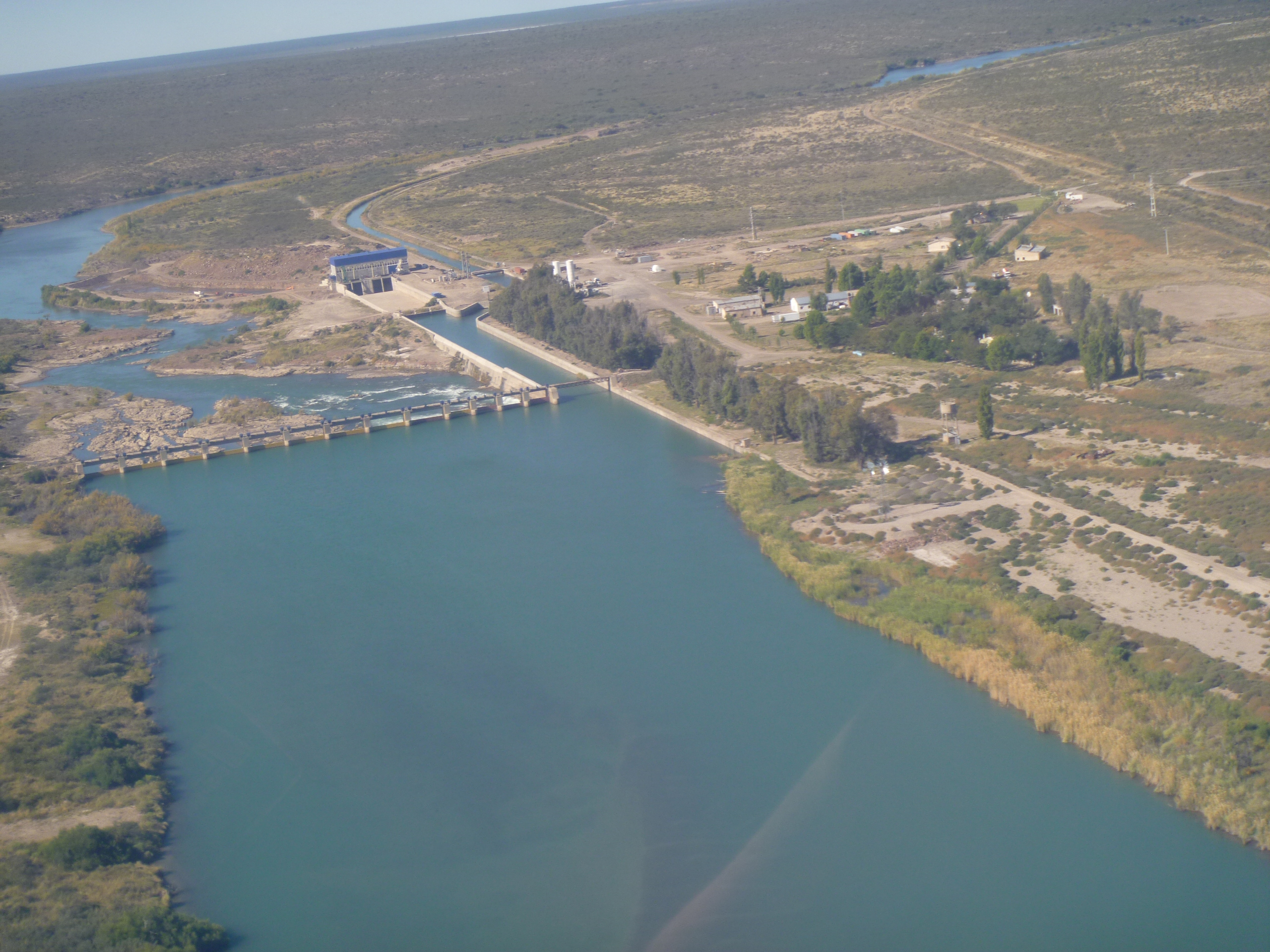
Dique y Central Salto Andersen sobre el río Colorado.

A partir de la gestión estatal 2.358.244 personas en el Ambas fueron incorporadas al servicio de agua desde 2006, mientras que 2.070.791 tienen cloacas desde entonces. En 2003, la cantidad de habitantes con agua potable era de 60935.516 y en 2015 ascendió a un total de 9.293.760. En tanto, los habitantes que tenían cloacas en el Gran Buenos Aires eran 5.136.755 en 2003 y pasaron a 7.207.546 en 2015.
Según el Censo 2010, 83.9% de los argentinos usaban la red pública como fuente principal de agua para beber y cocinar. 14.8% usaban agua de perforaciones o pozos, mientras que un 1.3% tenían como fuente principal de agua carro-cisternas. Según el Banco Mundial con datos, actualizados en el año 2012, de forma separada para áreas urbanas y rurales. Argentina ha alcanzado en zonas urbanas un acceso a fuentes mejoradas de agua potable del 98% y una cobertura de saneamiento del 92%. En las zonas rurales, donde vive el 4% de la población, el acceso a una fuente mejorada de agua potable es del 95% de la población.

## Política energética

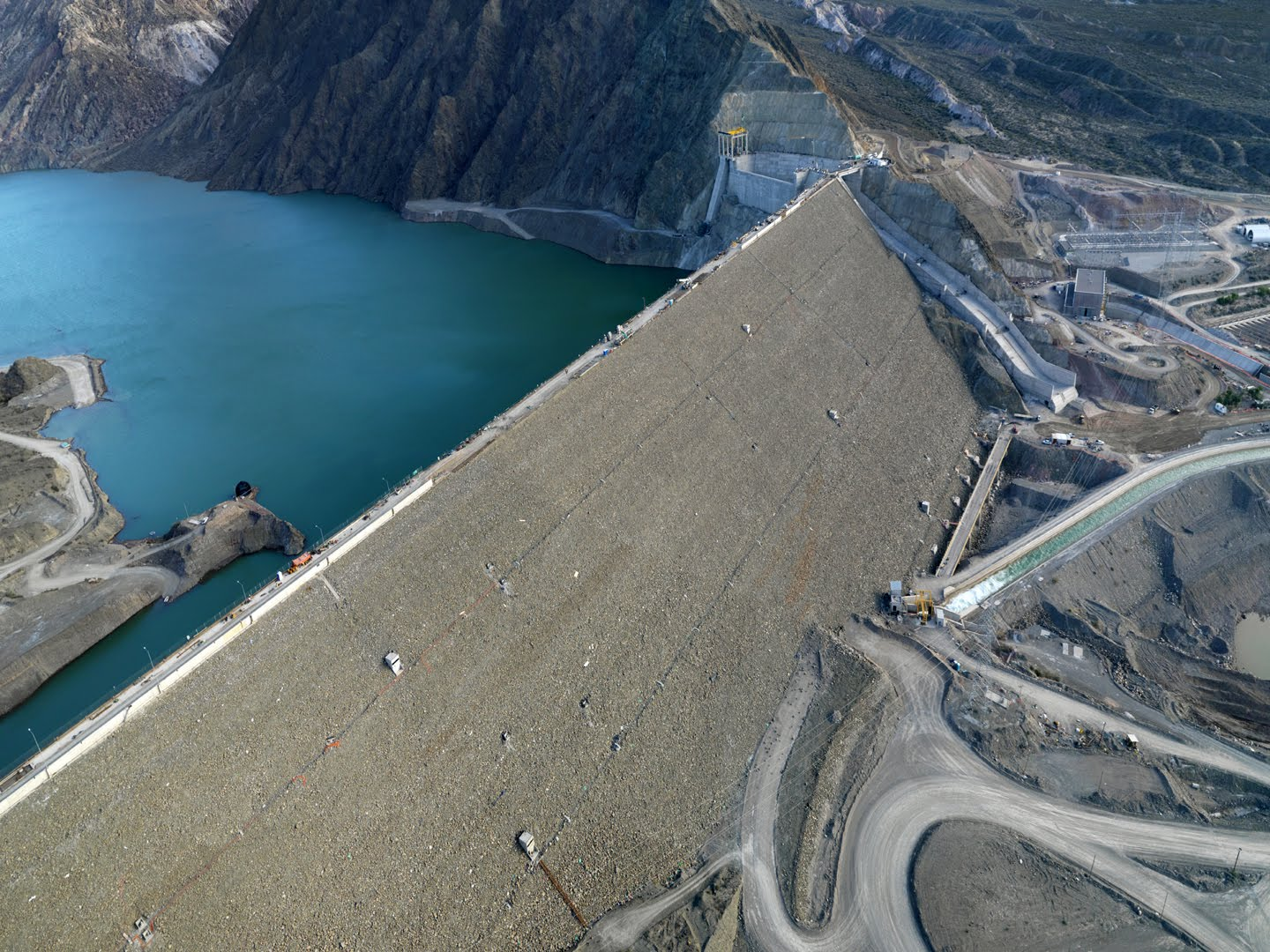
Represa Punta Negra, inaugurada en 2013.

Durante su gestión el Estado ha retomado progresivamente la planificación energética nacional, y paulatinamente, la regulación y participación en la gestión del mercado ampliado de la energía, y, con la renacionalización de YPF, el control soberano de la exploración, explotación, industrialización y comercialización de hidrocarburos. En el periodo 2003-2015 el sistema argentino sumó 11 300 megavatios, 51% más de la potencia instalada en 2003. También se concretó el tendido de 5500 kilómetros de líneas de alta tensión que vincularon 10 provincias, incluyendo regiones que estaban por fuera del Sistema Interconectado Nacional (SIN); la ampliación de gasoductos troncales, la incorporación de las energías renovables, la creación de ENARSA y la recuperación de YPF en 2012. También se impulsó la construcción el Gasoducto del Noreste, que llevará gas natural a las provincias de Chaco, Corrientes, Formosa, Misiones, norte de Salta y norte de Santa Fe únicas zonas del país que todavía no cuentan con este servicio. En 2008 se inaugura en la localidad bonaerense de Campana la Central Termoeléctrica General Belgrano. La central constaba de dos turbinas a gas a ciclo abierto y una tercera de vapor, permitiendo que la central genere una potencia total de 823 MW. Ese mismo mes pone en marcha la primera de las tres turbinas en Timbúes, al sur de Santa Fe, donde se construye la Central San Martín.</nowiki>La Central El Pilar en Córdoba fue inaugurada en mayo de 2010. Potencia. Con 466 megavatios (MW) de potencia, la central Bicentenario elevó en un 64 por ciento la disponibilidad de energía provincial y en un tres por ciento la nacional. Meses más tarde el gobierno inauguró la nueva central de Albanesi en Rosario, la mayor de la ciudad, con una inversión de 60 millones de pesos. se instalaron casi 4.500 kilómetros de Líneas de Extra Alta Tensión (LEAT) y alrededor de 5.000 km de Alta Tensión (AT) y Media Tensión (MT). Además, hasta 2003, la red argentina tenía un esquema en el que estaba separado en dos sistemas, el “nacional” (SADI) y el patagónico. Pero la Red cambió sustancialmente su diseño a partir de 2006. En primer lugar, el Sistema Patagónico se incorporó al SADI; luego, se construyó el Tercer Tramo: Línea Yacyretá-Buenos Aires, lo que permitió utilizar la mayor generación de Yacyretá; más tarde, se realizó la Interconexión NEA-NOA, con lo que se logró el cierre norte del SADI. Posteriormente, se sumó la construcción de la Interconexión Comahue-Cuyo. De acuerdo con los datos publicados por CAMMESA, Argentina varió la extensión de sus líneas, pasando de un total de 17.331 km en 1993, entre líneas de Extra Alta Tensión y líneas de Distribución Troncal, a los actuales 31.527 km, en septiembre de 2011. De este modo, el incremento fue de 14.196 kilómetros. Desde 2007  se agregaron casi 9.000 km de líneas.
En los primeros años del período 2007/2015 se encararon una gran cantidad de obras públicas como la inversión en energía por más de 80.000 millones de pesos, instalando más de 8.700 megavatios, tendiendo más de 4.000 nuevos kilómetros de líneas de alta tensión. Esto se acompañó con la construcción de decenas de nuevas centrales eléctricas que se unen al Sistema Interconectado Nacional. Se concluyó junto al Paraguay la construcción de la represa de Yacyretá, se concluyó el proyecto Central nuclear Atucha II, Los Nihuiles, etc.urante su gestión el Estado ha retomado progresivamente la planificación energética nacional, y paulatinamente, la regulación y participación en la gestión del mercado ampliado de la energía, y, con la renacionalización de YPF, el control soberano de la exploración, explotación, industrialización y comercialización de hidrocarburos. la potencia instalada aumentó un 42% y el récord de demanda de potencia un 53%; al mismo tiempo se dio la terminación de Yacyretá, recuperación de la actividad nuclear Atucha II y de la actividad carbonífera nacional, se sumaron 4244 kilómetros nuevos de líneas de 500 Kv, los hogares con energía eléctrica se incrementaron un 21,9% -2,15 millones de hogares incorporados- y los hogares con acceso a gas por redes se incrementaron un 28,9% -1,65 millones de hogares incorporados-. En la Central Térmica San Nicolás se  invirtieron desde 2007 30 millones de dólares, se llegó a 1.550.000 horas-persona de actividad sin pérdidas de días de trabajo y generó 2.000 GWh.
En la distribución y transporte de energía, se triplicó el promedio anual de inversión (a valores constantes), fundamentalmente con aportes del Estado, se pusieron en marchas obras, que son parte del plan estratégico llevado adelante por el Gobierno Nacional con el objeto de proveer de energía eléctrica al Sistema Argentino de Interconexión (SADI). El Plan Energético Nacional consiguió sumar al sistema interconectado a regiones postergadas, como el NOA-NEA, buena parte de la Patagonia Austral y zonas de Cuyo. Además, se construyó la tercera línea Yacyretá-Buenos Aires, con 13 millones de usuarios beneficiados en el área metropolitana de Buenos Aires, entre otros proyectos. Durante su gestión el Estado ha retomado progresivamente la planificación energética nacional, y paulatinamente, la regulación y participación en la gestión del mercado ampliado de la energía, y, con la renacionalización de YPF, el control soberano de la exploración, explotación, industrialización y comercialización de hidrocarburos. entre 2003 y 2011 la potencia instalada aumentó un 42% y el récord de demanda de potencia un 53%; al mismo tiempo se dio la terminación de Yacyretá, recuperación de la actividad nuclear Atucha II y de la actividad carbonífera nacional, se sumaron 4244 kilómetros nuevos de líneas de 500 Kv, los hogares con energía eléctrica se incrementaron un 21,9% -2,15 millones de hogares incorporados- y los hogares con acceso a gas por redes se incrementaron un 28,9% -1,65 millones de hogares incorporados-. En diciembre de 2007 se inició la construcción de la primera turbina termoeléctrica a carbón de la Argentina, que implicó una inversión de más de 9000 millones de pesos y dio trabajo a más de 2800 personas Para 2013 alcanzó una producción de 450 000 toneladas de carbón. Los hogares con energía eléctrica se incrementaron un 21,9% -2,15 millones de hogares incorporados- y los hogares con acceso a gas por redes se incrementaron un 28,9% -1,65 millones de hogares incorporados-. A su vez, las inversiones de las cuatro principales empresas eléctricas aumentaron respectos a las realizadas durante años anteriores, la inversión realizada en conjunto por las cuatro empresas en 2015 fue de 598 millones de dólares una de lás más altas de la década. Además se produjo un cambio de fuerzas en la matriz energética a través de estos 11 años, permitió que el Estado argentino pasara de tener una presencia del 7 al 45%, el capital privado nacional pasara del 13 al 30% mientras que las empresas extranjeras bajaron su participación del 80 al 25%. En 2010 con motivo del Bicentenario se llevó a cabo la modernización y ampliación de la Central Costanera Sur.rn Buenos Aires. En 2013 llegó al récord histórico de generación mensual de energía eléctrica al alcanzar un total de 1.082 GWh Brutos, siendo la mayor generadora de energía eléctrica por procesos térmicos de Argentina.
En cuanto a generación de energía se terminó la construcción de la represa de Yacyretá, se terminaron las obras de Atucha II y se realizaron las obras de extensión de vida de Atucha I, así como numerosas plantas térmicas. A través del Plan Energético Nacional 2007-2019, Argentina ha comenzado a reducir la participación hidrocarburífera en la matriz primaria y, paralelamente, inaugurado una política en energías alternativas y renovables exitosa. En la actualidad, la oferta nuclear e hidráulica supera el 8%, con las renovables eólica y biocombustibles en fuerte ascenso. Para 2015 se prevé que las primeras pasen al 17% y las segundas a más del 8%. Con la Ley 26.190, aprobada por el gobierno de o Ley de Régimen de fomento nacional para el uso de fuentes renovables de energía destinada a la producción de energía eléctrica. Con esta normativa, aprobada a fines de 2006, el país dio el primer y estratégico paso en el insoslayable camino de la diversificación energética. Se encararon una gran cantidad de obras públicas, como la inversión en energía por más de 80 000 millones de pesos, instalando más de 8700 megavatios, tendiendo más de 4000 kilómetros de líneas de alta tensión y ampliando en 20 millones la capacidad de los gasoductos. En 2012 se inauguró la central Guillermo Brown, ubicada en las afueras de la ciudad bonaerense de Bahía Blanca, que demandó una inversión de 550 millones de dólares para la compra, instalación y puesta en operación de dos turbinas a gas ya aportan 580 megavatios a la oferta existente en el Sistema Interconectado Nacional.
Hasta el año 2006, la central hidroeléctrica operaba en cota 76 m s. n. m. del río Paraná. Esta diferencia de altura, fue la responsable de que la presa funcionara al 60% de su capacidad instalada, con una potencia máxima de 2.100 MW en lugar de los 3.200 MW proyectados.En el año 2004 los presidentes de la Argentina Dr Néstor Kirchner y de Paraguay Nicanor Duarte Frutos, acordaron lo que sería el Plan de Terminación Yacyretá (PTY).
```
Tras fuertes avances Cristina Kirchner continuaría la obra en 2007
[
613
]
 Previendo el aumento de la producción energética en 2008 en Villa Paranacito, Entre Ríos, inauguró junto al gobernador 
Sergio Uribarri
 una línea de transporte de energía de alta tensión de la represa Yacyretá que abastece al Litoral argentino con estaciones transformadoras de 500 megavatios y una nueva fase conductora de 900 kilómetros de longitud.
[
614
]
[
615
]
```

El 11 de diciembre de 2010 el nivel del agua alcanzó la cota de 82 m s. n. m.; la producción de la represa ya era de 2.600 MW. Finalmente, el 25 de febrero de 2011, los presidentes de Argentina Cristina Fernández de Kirchner y de Paraguay, el progresista Fernando Lugo, se eleva. 83 mts lo que permitió al complejo alcanzar su producción de diseño de 3.200 MW,  un aporte adicional de 8000 GWh/h/año, superando los 20.000 GWh/año estimados de promedio El 25 de febrero de 2012 después de 37 años, la obra binacional finalizó  alcanzando el llenado de la cota de 83 metros sobre el nivel del mar, lo que le permitirá producir e 60% de toda la energía hidroeléctrica del país.
En materia de ahorro energético se lanzó el plan de reemplazo total a nivel nacional de las lámparas incadescentes por las de bajo consumo, como consecuencia descendió el consumo domiciliario de energía eléctrica. Es plan incluyó la entrega gratuita de tres lámparas por hogar. Posteriormente se implementó a través de la norma IRAM 11900 el etiquetado energético de los artefactos eléctricos.

### Gasoductos
En 2015 dr Cristina Fernández de Kirchner inauguró las obras del Gasoducto Noroeste Argentino (GNOA), a cargo de Enarsa, que permite la extensión de la red domiciliaria de gas en las provincias de Salta, Formosa, Chaco, Misiones, Corrientes, Santa Fe y Entre Ríos. La concreción de dichas obras benefició a 103 localidades del Noreste argentino, donde residen 1,37 millones de habitantes. En paralelo se comenzó en 2008 a construir el gasoducto “Juana Azurduy”, que nos conecta Argentina con Bolivia con una inversión de 23.000 millones de pesos, que fue inaugurado por Dr Cristina Kirchner y Evo Morales en 2011. Ese gasoducto fue planificado para importar gas de Bolivia durante el invierno austral en momento de alta dmeanda, pero el boom de Vaca Muerta no sólo asegura el autoabastecimiento de la Argentina sino que permitió exportar gas a precios super competitivos a San Pablo, el corazón industrial de Brasil, generando millones de dólares en ingresos. En el marco del convenio firmado en marzo de 2010 por los presidentes de la Argentina y Bolivia, ambos países dieron impulso a la construcción del gasoducto de Integración Juana Azurduy de Padilla, en la provincia de Salta, en la Planta Compresora Campo Durán que transporta 27,7 millones de metros cúbicos diarios de gas. Un año después fue ampliado hasta empalmar con el gasoducto del Nordeste argentino de 1500 Km que recorre cuatro provincias, lanobra de integración energética había sido acordada en 2006 por el presidente Morales y Néstor Kirchner y comenzado durante la gestión de Cristina Fernández lo que permitió mejorar la seguridad energética de ambos países y bajar los costos.

### Ahorro de energía
El 2008 lanzo el Plan Nacional de Eficiencia  y Ahorro Energético que buscaba reemplazar la lámpara incandescente por la de bajo consumo, y ―por sanción del Congreso― se dispuso el atraso de 60 minutos de la hora oficial a partir del 30 de diciembre de ese mismo año. Como consecuencia se vieron descendidos los consumos de energía eléctrica, principalmente en las horas pico. La medida respecto al horario perduró hasta el día 15 de marzo de 2008, con excepción de la provincia de San Luis, en que duró hasta el 20 de enero. Desde 2009 todos los edificios públicos debían obligatoriamente utilizar lámparas bajo consumo. Durante 2008 y 2009 se implementó el etiquetado energético de refrigeradores, congeladores, motores eléctricos y equipos de aire acondicionado. En diciembre de 2009 se aprobó la norma IRAM 11900 que tenderá al etiquetado energético de todo edificio que solicite el servicio de gas natural por red.
En 2011 se lanzó el programa nacional para eliminar las lámparas incandescentes, reemplazándolas por lámparas fluorescentes compactas (LFC) de bajo consumo en todos los hogares conectados a la red pública y en edificios públicos. La ley fue originalmente promovida por Greenpeace durante el año 2008 y rápidamente apoyada por el poder Ejecutivo quien posibilitó su tratamiento parlamentario. prevé la distribución de 25 millones de lámparas en total. dicho plan derivó en la ley 26.473 (sancionada el 21 de enero de 2009) que prohíbe “la importación y comercialización de lámparas incandescentes de uso residencial”.
Se lanzó en 2012 el Programa Renovate que promovió el recambio de heladeras y lavarropas antiguos por modelos nuevos de industria nacional de gran eficiencia energética con descuentos de hasta un 25 % y financiar el otro 75 % con el plan de 12 cuotas sin interés. Bajo la premisa de que los electrodomésticos más eficientes, permiten abaratar el gasto anual en la factura de electricidad de los hogares y promocionar hábitos vinculados con el uso responsable de la energía.

### Energías renovables
Se creó  a fines de 2007 la Dirección Nacional de Promoción (DNPROM), con el objetivo de diseñar programas y acciones que conduzcan al desarrollo de iniciativas de energías renovables, y se sancionó la ley 26 190 generado exenciones impositivas durante un período de 15 años. La ley de 2007 es un complemento de la anterior y declara de interés nacional la generación de electricidad que esté destinada a abastecer a un servicio público a partir de cualquier fuente renovable. Esa ley también fijó un objetivo del 8 % para el consumo de energía renovable en el período de 10 años y ordenó la creación de un fideicomiso cuyos recursos se destinarán a pagar una prima por la electricidad producida a partir de recursos renovables. Los dos proyectos de pequeña escala existentes son la producción de electricidad a partir de biomasa en la Aceitera General Deheza y la recuperación de metano y generación de electricidad en el vertedero Norte.
El 30 de junio de 2010 tuvo lugar la adjudicación del Programa, licitación que se llevó a cabo a través de la estatal ENARSA y del Ministerio de Planificación Federal, Inversión Pública y Servicios. Resultaron adjudicadas proyectos según el siguiente desglose: 754 MW que corresponden a generación eólica, 110,4 MW a térmica con biocombustibles, 20MW a solar fotovoltaica y 10,6 MW a pequeños aprovechamientos hidroeléctricos totalizando 895 MW.
En 2012 fue lanzado el Plan Bio, que persigue el cuidado del ambiente y el desarrollo de energías alternativas. Según cifras oficiales, se han recolectado más de 240 000 litros de aceite vegetal usado para ser convertido en biocombustible. Al mismo tiempo realizó una baja de impuestos a los biocombustibles Se impulsaron cinco resoluciones que reglamentan la ley de uso obligatorio de Bioetanol 5%, mezclado con naftas. En enero de 2012 junto al INTA se llevó a cabo el desarrollo cluster industrial de empresas generadoras de energía eólica a través del cual, para 2020 se esperan generar 1000 MW eólicos de producción nacional anual, sustituyendo US$ 1.750 millones en equipos, US$ 500 millones en combustible al año y generarían 10 000 puestos de trabajo. Cuenta con 32 empresas de 8 provincias asociadas entre las que se destacan las estatales IMPSA, INVAP S.E. y NRG Patagonia SA
Hasta el año 2015, mediante el programa Energías Renovables en Mercados Rurales más de 25 000 usuarios residenciales tuvieron acceso a la energía eléctrica solar, alcanzando a pequeños emprendimientos productivos, grupos de viviendas aisladas, puestos sanitarios, destacamentos policiales y escuelas rurales. En 2015 promulgó la Ley Guinle para elevar la tasa de energía renovable en el combo energético nacional.

### Energía solar
En abril de 2013 se inaugura el Parque Solar Fotovoltaico Cañada Honda, Provincia de San Juan, convirtiéndose en el parque solar más grande de América Latina y el primero en tamaño de Argentina. Al terminarse, tendrá una superficie de 84 hectáreas.
Se impulsó la energía solar, con diversas plantas construidas en el país. En abril de 2011, se inauguró en Ullum, provincia de San Juan la Planta Fotovoltaica Piloto San Juan I, el entonces mayor parque de energía solar fotovoltaica de Latinoamérica.

### Energía eólica

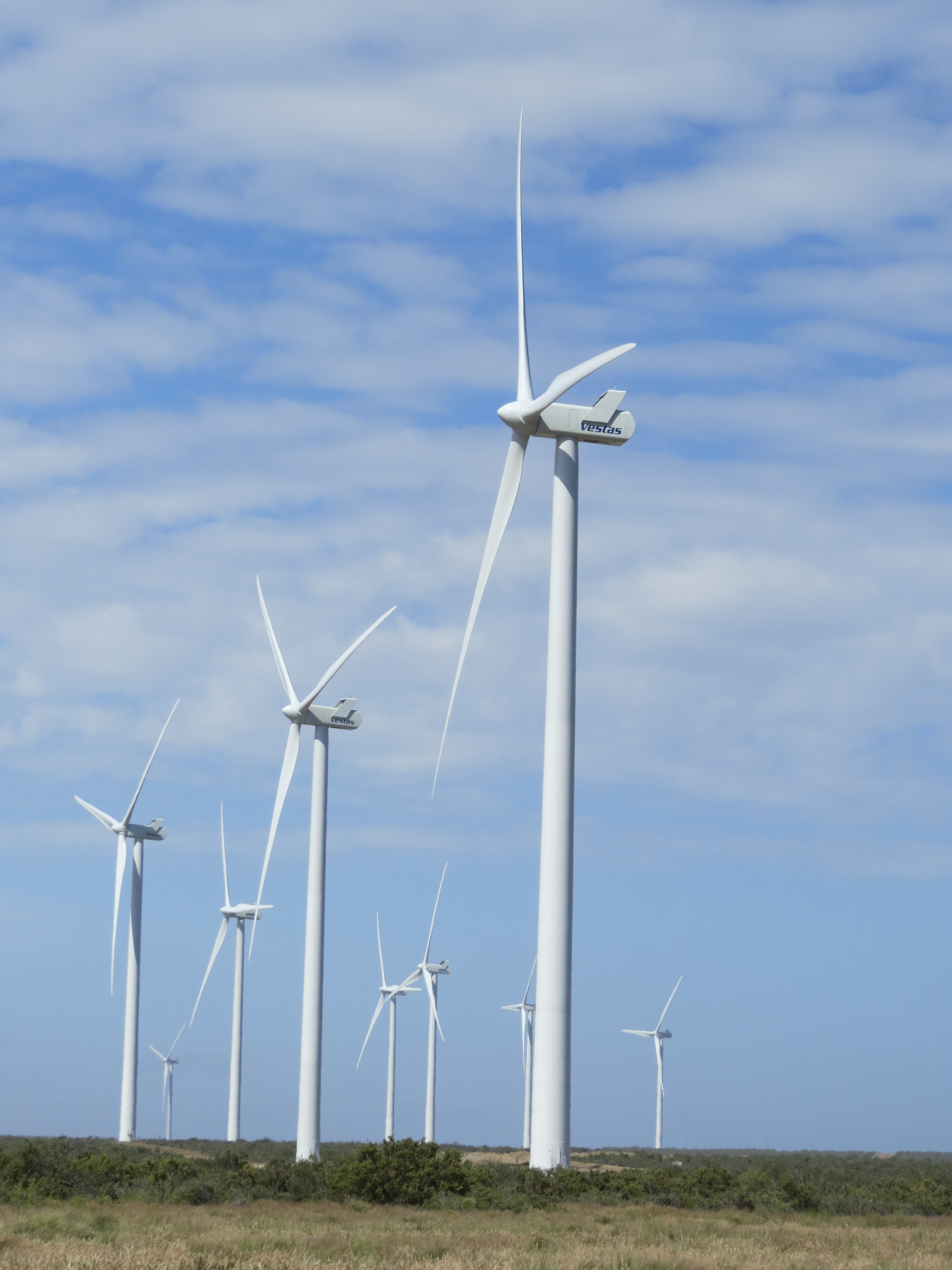
Parque eólico Rawson.

En 2011 con el objetivo de abastecer con componentes nacionales la creciente infraestructura eólica Cristina Kirchner inauguró las primeras turbinas eólicas fabricadas enteramente en el país, junto a 
una fábrica de turbinas eólicas en Florencio Varela, desde 2011 Argentina comienza a fabricar en el país torres y componentes para la integración de generadores eólicos, lo que permitió generar ingresos, industrializar el país  y sustituir importaciones En 2009 se inaugura la primer etapa del Parque Eólico Arauco junto a Quintela uno de los diez más grandes del país. En 2010 se inaugura elParque Eólico Diadema en Comodoro Rivadavia. Es el primer parque eólico argentino en Gestión Ambiental. siendo uno de los más grandes de la Patagonia.

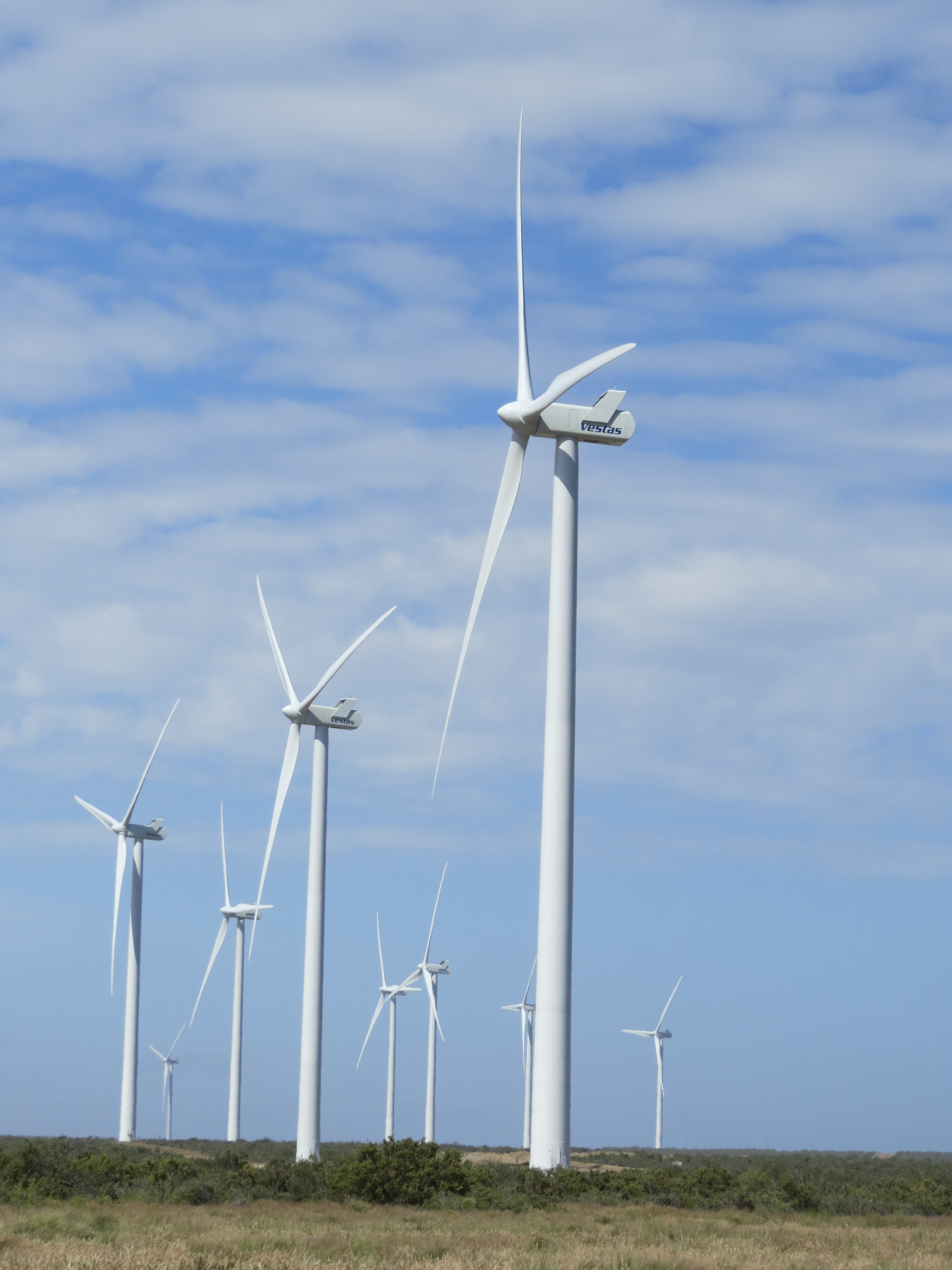
Vista de los aerogeneradores de Rawson inaugurados en 2012.

En 2012 se inaugura el Parque eólico Loma Blanca el más grande de la Patagonia. Ese mismo mes inaugura en la Rioja el parque eólico más grande del país.En 2013 queda conectado al sistema nacional el nuevo parque eólico el Tordillo.
- «El sistema interconectado nacional suma 3 megavatios con el ingreso del Parque Eólico El Tordillo». Télam. 20 de septiembre de 2013. Archivado desde el original el 7 de septiembre de 2023.</ref>

En enero de 2012 se crea dl cluster industrial de empresas generadoras de energía eólica a través del cua se generó 1000 MW eólicos de producción nacional anual, lo que permite sustituir US$ 1.750 millones en equipos, US$ 500 millones en combustible al año entre las estatales IMPSA, INVAP S.E. y NRG Patagonia SA Meses después se inauguró  el parque eólico Rawson el parque eólico más grande de la Argentina y está entre los más importantes de América Latina. abastecimiento de unos 137.000 hogares y genera alrededor de 509 puestos de trabajo y una inversión de 144 millones de dólares en la región
Siendo inaugurado por la Dra Fernández de Kirchner y el gobernador Das Neves.
 provee unos 410 Gigavatio-hora anuales de energía al Sistema Interconectado Nacional a través de la estación transformadora ubicada sobre la ruta 25.

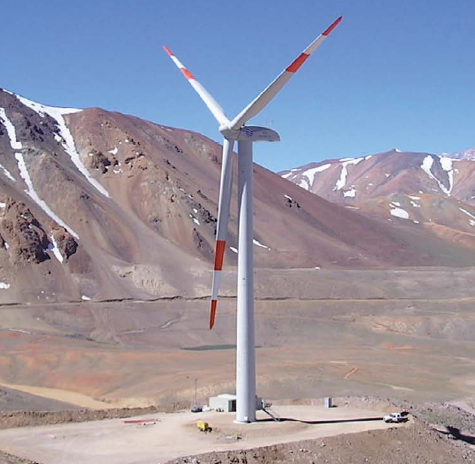
Aerogenerador de Veladero ubicado en San Juan es el generador eólico instalado a la mayor altura del mundo unos 4100 metros sobre el nivel del mar.

En 2013 se llevó a cabo la construcción de la planta de energía eólica Antonio Morán,
de 10,56 MW en la región de la Patagonia.
En 2013 se habilitó el Parque eólico El Tordillo, ubicado a 40 km. al oeste de Comodoro Rivadavia, en la Provincia de Chubut, administrado conjuntamente entre Vientos de la Patagonia I S.A., empresa perteneciente a ENARSA y a la Provincia de Chubut –titular del proyecto–; tendrá a su cargo la operación del primer parque eólico de potencia, construido y conectado a la red con tecnología nacional.
A través de la empresa estatal ENARSA se construyó entre 2011 y 2014 el parque Loma Blanca IV, en inmediaciones de la ciudad de Rawson. El proyecto, constituido por cuatro módulos de 50 MW, es uno de los más importantes de energía eólica de Sudamérica. Implicó una inversión de 126 millones de dólares, que genera energía suficiente para abastecer el consumo anual de casi 70 000 hogares, y evitará la emisión a la atmósfera de unas 128 000 toneladas anuales de CO2A su vez, implicará un ahorro anual en combustible de 48 millones de m³ de gas natural (equivalente al consumo de 40 000 hogares) o bien de 45 875 m³ de gasoil. El terreno de 4 100 hectáreas contiene 17 aerogeneradores. que comenzó a producir energía en 2013.
En 2012 se inaugura también el parque eólico Escalante en la provincia del Chubut, posee una potencia nominal de 27,45 MW. Es operado por una empresa de capitales argentinos
En 2011 se inaugura en Parque eólico Rawson I en la ruta provincial 25 con una superficie de 1.500 hectáreas, generando energía suficiente como para proveer a 100 mil hogares.
En 2015 se comenzó a construir el parque eólico Manantiales Behr es el resultado de una inversión de casi 200 millones de dólares, que sería inaugurado dos años después, permitiendo exportar excedentes a Chile y ahorrar la emisión de 241.600 toneladas de CO2 por año. A fines de 2015 comienza a construirse: el Parque Eólico del Bicentenario de 126 MW de potencia, que demandó una inversión de US$ 200 millones.
La energía eólica en Argentina tenía una capacidad instalada, en 2020, de 2,6 GW, lo que convierte al país en el 27º productor mundial, creciendo desde los 0.7 GW del año 2007.
En julio de 2015 inaugura el Parque eólico al norte de Rio gallegos, el más grande de la provincia impulsado por la gobernadora Alicia Kirchner.

### YPF Energía
A través de la empresa estatal y con el objetivo de guiar las inversiones hacia las energías renovables se crea en 2013 YPF Energía. La compañía logro hacerse con mas de 15 activos en 7 provincias con una capacidad instalada de 3,3 GW desde donde genera energía al mercado mayorista e industrial. Sus parques eólicos son Manatiales Behr, en Chubut; Cañadón León en Santa Cruz; Los Teros en el partido bonaerense de Azul; y el General Levalle; el parque solar es El Zonda en la provincia de San Juan entre otros. Siendo la responsable de llevar adelante la construcción de los parques eólicos mas grandes del país.

### Ley de fomento a la energía renovable
En diciembre de 2007 se crea la Dirección Nacional de Promoción (DNPROM), dependiente de la Secretaría de Energía (SENER), diseña programas y acciones que conduzcan al desarrollo de iniciativas de energía renovable (a través de Renewable Energy Coordination) y de eficiencia energética (mediante Energy Efficiency Coordination).
En diciembre de 2007 se declara de interés nacional la generación de electricidad a partir de cualquier fuente renovable que esté destinada a abastecer a un servicio público. Esa ley también fijó un objetivo del 18 % para el consumo de energía renovable en el período de diez años y ordenó la creación de un fideicomiso cuyos recursos se destinarán a energía renovables. se incluye planta de energía eólica Antonio Morán

### Energía térmica
El Ministerio de Planificación Federal, Inversión Pública y Servicios anunció en julio de 2007 la construcción de cinco plantas térmicas nuevas, con una capacidad total de 1,6 GW y una inversión global de 3250 millones US$. Estas plantas de turbina de generación dual (gas o fuel oil) estarán ubicadas en Ensenada (540 MW), Necochea (270 MW), Campana (540 MW), Santa Fe (125 MW) y Córdoba (125 MW), y se espera que comiencen a operar en 2008. En octubre se anunció una obra para vincular las subestaciones eléctricas N.º 160 (General Rodríguez) y N.º 254 (José C. Paz), lo que representa una ampliación del sistema de transporte de energía eléctrica en esta zona de la provincia de Buenos Aires.
Por último, Enarsa lanzó recientemente la licitación de once pequeñas unidades de generación transportables (15-30 MW cada una) y de tres unidades generadoras mayores (50-100 MW) para instalar en barcazas. Estas nuevas unidades, cuyo precio base aún se desconoce, aportarán entre 400 y 500 MW de nueva capacidad de generación. Junto a esto se hallan en obra varias centrales térmicas de ciclo combinado en varias capitales provinciales de 300 MW cada una para reforzar el Sistema Interconectado Nacional. 
En 2007 se inició la construcción de la primera turbina termoeléctrica a carbón de la Argentina, que implicó una inversión de más de 9000 millones de pesos y dio trabajo a más de 2800 personas.
En 2008 Cristina Kirchner inaugura la Central Termoeléctrica Manuel Belgrano, en Campana, con una capacidad de cerca de 400 megavatios ampliado luego a 827 MW, en el primer trimestre de 2009.
Gracias a las inversiones realizadas en YCRT, en lo que multiplicó 2,5 veces su producción respecto al 2011. En el año 2012 se incorporaron seis tuneladoras. Para 2013 alcanzó una producción de 450 000 toneladas de carbón. Hacia noviembre de 2013 se realizan obras de mantenimiento de la caldera 03 con la incorporación de accesorios de última tecnología para optimizar la capacidad de producción de energía. Gracias a las inversiones realizadas, YCRT multiplicó 2,5 veces su producción respecto al 2011. Para 2013 la mina cuenta con una reserva proyectada de 450 millones de toneladas de carbón. En 2015 la presidenta Cristina Fernández de Kirchner inauguró una central termoeléctrica. y la interconectó al sistema eléctrico nacional. La central generará 240 MW de energía a partir del carbón proveniente del yacimiento Río Turbio, aunque también podrá funcionar a gas natural. La inversión total para el desarrollo de la central asciende a los 700 millones de dólares.
En 2008 en Timbués, se inaugura la central Vuelta de Obligado de más de 540 megavatios, siendo la usina número 26 que se inaugura desde 2003, con una inversión de 700 millones de dólares la última usina construida en el país fue en 1958.
En 2011 en la ciudad de Río Cuarto (provincia de Córdoba) se inaugura la ampliación de la central termoeléctrica Modesto Maranzana, con inversión de alrededor de 200 millones de pesos, compuesta por dos turbogrupos en p, de 35 MW cada uno. Ese mismo año inauguró la central Río Turbio la mayor central térmica de Sudamérica y la interconectó al sistema eléctrico nacional. La central generará 240 megavatios de energía a partir del carbón proveniente del yacimiento Río Turbio y gas natural. La inversión total para el desarrollo de la central asciende a los 700 millones de dólares.
En 2012 se inauguró la central Guillermo Brown, ubicada en las afueras de la ciudad bonaerense de Bahía Blanca, que demandó una inversión de 550 millones de dólares para la compra, instalación y puesta en operación de dos turbinas a gas ya aportan 580 megavatios a la oferta existente en el Sistema Interconectado Nacional.
En 2010 se inauguraron las primeras dos turbinas de la Central Térmica Guillermo Brown que aporta al sistema 580 megavatios con una inversión de 500 millones de dólares siendo una de las 20 centrales inauguradas en la Provincia de Buenos Aires desde 2003, que en  aportaron al sistema interconectado nacional más de 3500 megavatios lo que permite a Argentina ahorrará un millón de metros cúbicos por día de gas, lo que representa un alivio fiscal de 130 millones de dólares.
En 2014 se inaugura la ampliación de 20 Mw de la Central Térmica Generación Rosario, que aporta al sistema interconectado nacional un total de 150 Mw, la ampliación de la central demandó una inversión total de 255 millones de pesos, aportando energia a un área de alta demanda industrial y residencial.
En 2010 se termina de construir la Central Térmica el Pilar I en Córdoba que aporta 160 megavatios al sistema nacional con una  inversión de  508 millones de dólares Más tarde inauguraría Pilar II con una potencia cercana a los 700 MW, casi lo mismo que produce la Central Nuclear Atucha II.
En 2014 se inaugura una nueva central térmica en Santa Cruz ubicada en la frontera con Chile y a pocos kilómetros del océano Pacífico, siendo la central térmica más austral del mundo con la capacidad para inyectar 240 megavatios a la red nacional eléctrica, cubriendo la demanda energética de una población de alrededor de 600 mil habitantes.
Ejecutó la Central Termoeléctrica de Bahía Blanca, llevando la obra hasta el 80 % de su finalización al términar su mandato.

### Energía Hidráulica
Se concluyó junto al Paraguay la construcción de la represa de Yacyretá. El 11 de diciembre de 2010 el nivel del agua alcanzó la cota de 82 m s. n. m.; la producción de la represa ya era de 2.600 MW. Finalmente, el 25 de febrero de 2011, los presidentes de Argentina Cristina Fernández de Kirchner y de Paraguay, Fernando Lugo, dieron autorización para que sea elevada la cota del embalse a su nivel proyectado de 83 m s. n. m., y que permitía al complejo alcanzar su producción de diseño de 3.200 MW, lo que representaría un aporte adicional de 8000 GWh/h/año, superando los 20.000 GWh/año estimados de promedio.
El 2010 comenzó las obras del Complejo Hidroeléctrico Dr Néstor Kirchner y Jorge Cepernic una central hidroeléctrica en el río Santa Cruz (Argentina), que generará una potencia eléctrica de 1700 megavatios (equivalente al 10 % de la energía generada en 2008). Néstor Kirchner está situado a 185 km de la desembocadura del río Santa Cruz, mientras que Jorge Cepernic a 250 kilómetros del mismo sitio. Esta obra es la tercera hidroeléctrica en importancia, después de las de Yaciretá y Salto Grande.

### Hidrocarburos
En 2011 se produce la renacionalización de la empresa YPF, multiplicándose las inversiones en exploración. A fines de ese año el presidente de la petrolera estatal, el Ing Miguel Galuccio anuncia el hallazgo de una nueva cuenca petrolera en las provincias de Neuquén, Río Negro, La Pampa y Mendoza, en Argentina. La extensión del yacimiento es de 30 000 kilómetros cuadrados. Según el informe de 2013 de la Agencia de Información Energética (EIA) las reservas alcanzan los 27 mil millones de barriles, lo que significa multiplicar por diez las actuales reservas de la Argentina, convirtiendo al país en el segundo reservorio mundial de shale gas (desplazando a Estados Unidos) y el cuarto de shale oil.
desarrollando el segundo depósito más grande del mundo de recursos no convencionales de gas y el cuarto de petróleo, en la Formación Vaca Muerta. A comienzos de 2013 la firma estatal YPF anunció una nuevo enfoque que consistió en reinvertir el 90 por ciento de sus utilidades. Ese año logró que las reservas crecieran 10,6 por ciento y en 2014 otro 11,9 por ciento la empresa cuadruplicó los pozos de exploración respecto del promedio de los tres años anteriores, y aumentó la perforación de pozos de explotación de 290 anuales, entre 2009-11, a 384 en 2012, un 33 por ciento más. Si se compara el período junio de 2012-mayo de 2013 con el año inmediato anterior, los pozos exploratorios pasaron de 21 a 31, un crecimiento del 48 por ciento, y los de explotación de 363 a 478, 32 por ciento más
Hacia el año 2015 al final de su mandato YPF alcanzó un  62,5 % de participación de mercado argentino de naftas premium y 55,7 % de nafta súper.
En 2013 se llevó a cabo la puesta en marcha de la primera exploración de gas y petróleo no convencional en el yacimiento "El Trébol", ubicado en el Golfo de San Jorge.En 2014 inaugurarla la zona franca de Santa Cruz para competir con la cercana Punta Arenas.

### Energía nuclear
En el marco del Plan Nuclear Argentino, en 2009 se sanciona la ley 26.566 que estipula:

ARTICULO 15. — Extiéndase el régimen instaurado por la presente ley a la ejecución de las obras tendientes a la finalización de la construcción, puesta en marcha y operación de la Central Nuclear Atucha II, al proyecto de extensión de vida de la Central Nuclear Atucha I, y a la construcción de toda otra central nuclear cuya ejecución le sea encomendada a Nucleoeléctrica Argentina Sociedad Anónima (NASA).

La extensión de vida de la Central Atucha I aumentó la potencia bruta de 357 MW a 362 MW. La planta emplea una mezcla de uranio natural (0,72 %) y uranio levemente enriquecido al 0,85 %.
A finales de septiembre de 2011 comenzaron las tareas de finalización de la Central Atucha II. El 3 de junio de 2014, Atucha II alcanzó su primera criticidad.
En el caso de la Central de Embalse durante este período se realizó la evaluación de estado, la determinación de los cambios que son necesarios, así como la compra todos los equipos y materiales necesarios. Se decidió que los componentes nucleares sean producidos en el país, beneficiando a la industria metalúrgica local. Argentina es uno de los pocos países del mundo que puede hacerlo por fuera de Canadá, lo que le permitiría instalarse como proveedor mundial esos materiales.
Bajo el mandato de Cristina Fernández de Kirchner, el Estado invirtió 42.000 millones de dólares en el desarrollo atómico. En 2015, los Gobiernos de Rusia y Argentina firmaron un memorándum de ayuda mutua en materia de energía atómica para la construcción de una Central Eléctrica en Argentina de diseño ruso con una capacidad de 1.200 megavatios. En 2014 se inició la construcción de la estación nuclear CAREM 25, un 70% de los materiales de la estación, valorada en 450 millones de dólares, son producidos en Argentina, convirtiendo al país en pionero en el ámbito de las centrales nucleares de pequeño porte. A través de empresas estatales especialistas argentinos han trabajado en la creación y ensamblaje de 15 reactores nucleares, seis de los cuales han sido vendidos a Perú, Argelia, Egipto y Australia Dentro del marco del Plan Nuclear Argentino, la empresa dioxitek paso  de un plantel de 20 personas a más de 120 científicos logrando avances tecnológicos tales como la construcción de un módulo experimental de difusión gaseosa para enriquecer uranio y el reinicio de la planta piloto de enriquecimiento de uranio. Se comenzó la construcción del centro de enriquecimiento de uranio en el Centro Tecnológico Pilcaniyeu. A través del Plan nuclear el gobierno invertió más de 11 mil millones de dólares, junto a 14 Centros de Medicina Nuclear en el país.

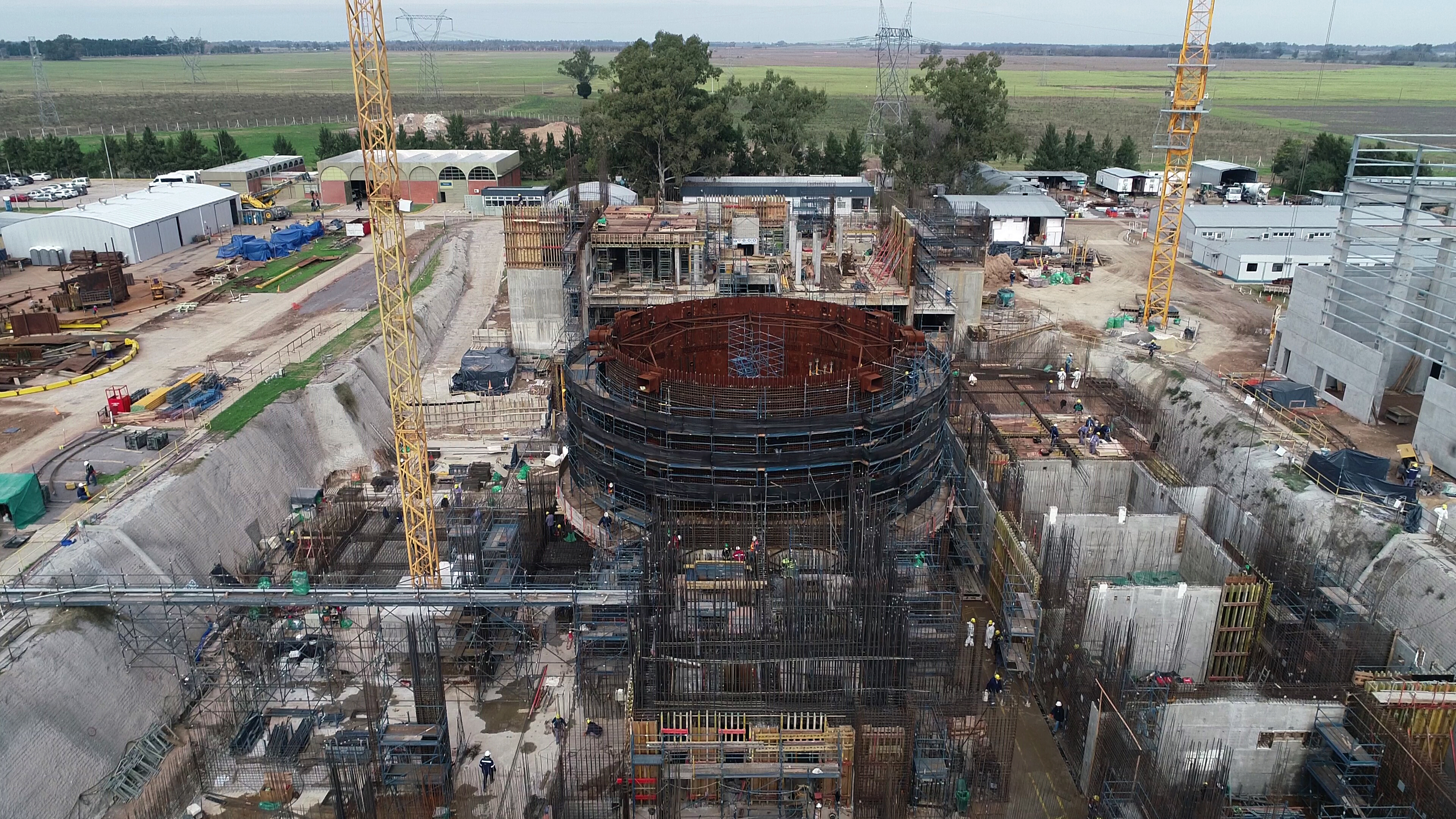
El reactor CAREM, central nuclear de baja potencia concebida con un diseño de última generación., iniciada en 2014

Durante el gobierno de Cristina Fernández de Kirchner se pone en marcha la Central Presidente Néstor Kirchner (ex atucha II), junto a la actualización de la Central Nuclear Embalse, lo que obliga al país a contar con una nueva Planta de Purificación de Uranio de gran capacidad para seguir autoabasteciendo la actividad. Se llevó a cabo Proyecto NPUO2 para producir casi 500 toneladas de dióxido de uranio.
En 2012 a través de la empresa pública Dioxitek Argentina comenzó a el polvo de dióxido de uranio para la fabricación de los elementos combustibles que usan los reactores nucleares, siendo el único país latinoamericano en alcanzar dicho logro. Utilizando concentrado de uranio es un producto sólido denominado comercialmente concentrado de uranio, el que es transformado en un complejo proceso químico. En 2015 se inició la Nueva Planta de Producción de Dióxido de Uranio (NPUO2) de la empresa pública Dioxitek S.A., en el predio del Polo Científico, Tecnológico y de Innovación de la provincia de Formosa, ubicado a unos 15 km de la capital provincial, que cuenta con la tecnología más avanzada que existe actualmente para este tipo de instalaciones a nivel mundial. La nueva planta de Dioxitek tendrá capacidad para producir 460 toneladas anuales de dióxido de uranio (UO2), lo que significa triplicar el actual nivel de producción. El 31 de diciembre de 2015 finalizó el primer ciclo operativo de la Central de Embalse y se dio inicio al proyecto de Extensión de Vida.
A fines de 2007 comienza el Proyecto de Extensión de Vida de la Central Nuclear Embalse con los estudios de factibilidad y envejecimiento de los sistemas. El 31 de diciembre de 2015 concluyó su primer ciclo operativo, en el que generó 144.599.748 MW, equivalente a la energía eléctrica consumida por todo el país durante más de dos años y medio. Con el objetivo de volver más sostenible la energía nuclear se implementó en 2010 un sistema de gestión ambiental que ha sido certificado según la norma ISO 14001
El 25 de noviembre de 2009 la Cámara de Senadores de la Nación por iniciativa del FPV sancionó la Ley № 26566 que respalda las actividades para la construcción de una cuarta central nuclear y el reacondicionamiento para prolongar el funcionamiento de la Central Nuclear Embalse. 
En febrero del 2014 se da comienzo a la construcción civil del primer prototipo CAREM 25 (de 25 MWe de potencia) en la localidad de Lima, provincia de Buenos Aires. CAREM se constituyó en uno de los primeros reactores modulares de baja potencia del mundo en construcción, para posibilitar el desarrollo nacional de reactores comerciales de exportación que puedan alcanzar una potencia entre 100 y 120 MW.

### Distribución de energía
Se instalaron casi 4500 kilómetros de líneas de extra alta tensión (LEAT) y alrededor de 5000 km de alta tensión (AT) y media tensión (MT). Además, hasta 2003, la red argentina tenía un esquema en el que estaba separado en dos sistemas, el "nacional" (SADI) y el patagónico. Pero la red cambió sustancialmente su diseño a partir de 2007, cuando el Sistema Patagónico se incorporó al SADI; luego, se construyó el tercer tramo: la línea Yacyretá-Buenos Aires, lo que permitió utilizar la mayor generación de Yacyretá; más tarde, se realizó la interconexión NEA-NOA, con lo que se logró el cierre norte del SADI. Posteriormente, se sumó la construcción de la interconexión Comahue-Cuyo, con un crecimiento en los últimos seis años, período en el que se agregaron casi 9000 km de líneas.
Se construyó la estación transformadora 500 a 132 kW Mercedes, y la línea 132 kW para anillar Curuzú Cuatiá y Montes Caseros, con una inversión total de 461 millones de dólares. Entre 2007 y 2011, la construcción de líneas de alta tensión avanzó de 10.024 kilómetros a 13.762, un total de 3738 kilómetros. En 2015, el segundo mandato llevó la red a los actuales 14.756 kilómetros.U na evolución similar tuvieron las obras de distribución troncal. Entre 2007 y 2015 la red avanzó en 2810 kilómetros. Entre 2007 y 2011 la expansión fue de 490 kilómetros. Entre 2011 y 2015 fueron 2320 kilómetros. 
En 2014 se amplió el sistema de transmisión de 500 kV en una extensión de 368 km de línea. Una de las ampliaciones de la red se dio con la entrada en servicio de la línea que une las estaciones de Lavalle y de Santiago en la provincia de Santiago del Estero, la que permite mejorar la confiabilidad y seguridad de abastecimiento de la demanda en la zona. El otro nuevo vínculo fue la entrada de la línea de 500 kV, en dos tramos, entre las estaciones de Choele Choel (en Río Negro) y Bahía Blanca (en el sur de la provincia de Buenos Aires).

#### Nacionalización de YPF
El 16 de abril de 2012, la presidenta Cristina Fernández de Kirchner presentó el proyecto de ley «De la soberanía hidrocarburífera de la República Argentina» que dispone la estatización parcial de YPF. El proyecto declara de «interés público y nacional» al «autoabastecimiento de hidrocarburos», argumentando que «no es un modelo de estatización sino de recuperación de la soberanía. Seguimos manteniendo el modelo de Sociedad anónima y el de una conducción profesionalizada».
La disminución de las reservas de petróleo durante la gestión de Repsol en YPF fue el principal motivo de la expropiación. Desde la adquisición por Repsol en 1999 y hasta fines de 2011 esa caída fue del 54 % en petróleo y del 97 % en gas, La falta de inversión y una escasa producción, llevó a que en 2011 —por primera vez desde que se privatizó la empresa en los años 90— Argentina tuviera que importar más gas y petróleo del que produjo.
Del 51 % expropiado, un 49 % se destinó a las provincias y el 51 % restante al Estado Nacional.  Como interventor fue designado Julio de Vido, desplazando a Enrique Eskenazi y su hijo, Sebastián, hasta entonces presidente y vicepresidente primero de la empresa, respectivamente. En tanto, otros ejecutivos de Repsol y del Grupo Petersen abandonaron el edificio.
Simultáneamente, dictó un decreto de necesidad y urgencia (DNU) mediante el que se intervenía YPF durante un periodo inicial de treinta días y se nombraba como interventor a Julio de Vido, ministro de Planificación Federal, Inversión Pública y Servicios, acompañado por el viceministro de Economía Axel Kicillof. Pese a los treinta días de plazo establecidos, la intervención debía durar mientras el Tribunal de Tasaciones de la Nación fijaba el valor de la expropiación. El Gobierno fundamentó la intervención como necesaria «para asegurar el total y absoluto cumplimiento de las medidas que se propician a través del referido proyecto de ley (…), a fin de adoptar las disposiciones necesarias que la urgencia requiere, resulta imposible seguir los trámites ordinarios previstos por la Constitución Nacional para la sanción de las leyes, por lo cual se dispone la intervención transitoria de YPF por un plazo de treinta días con el fin de asegurar la continuidad de la empresa, la preservación de sus activos y de su patrimonio, el abastecimiento de combustibles y garantizar la cobertura de las necesidades del país».
El 19 de abril, el Poder Ejecutivo publicó un decreto por el que ampliaba la expropiación, incorporando a la misma la empresa distribuidora de gas licuado envasado Repsol YPF Gas S.A., cuya composición accionaria se divide entre Repsol Butano S.A. (84.997 %), Pluspetrol S.A. (15 %) y accionistas particulares (0.003 %). Lo hizo tras comprobar que Repsol YPF Gas S.A. no era técnicamente una sociedad controlada por YPF S.A., aunque sí tenía vinculación comercial directa con Repsol/YPF, que era el principal proveedor del combustible que esta empresa procesa, fracciona y comercializa. Repsol/YPF también era su proveedor de servicios de sistemas, administrativos y financieros, de apoyo a su operativa.
Las repercusiones incluyeron una ofensiva diplomática del presidente español Rajoy en otros países de la región, advertencias del Ministro de Industria José Manuel Soria de medidas "claras y decisivas" del gobierno español, la afirmación del canciller José García-Margallo y Marfil de que Argentina se había "pegado un tiro en el pie" al dañar las relaciones con España, y otras amenazas.
También se dijo que la petrolera estatal china, Sinopec, estaba en ese momento en tratativas para comprar la participación de Repsol en YPF – un posible negocio frustrado por el anuncio argentino. Tanto las acciones de Repsol como las de YPF cayeron con fuerza antes y después del anuncio,y el costo de asegurar los bonos del gobierno argentino contra la falta de pago aumentó sensiblemente.  El presidente de Repsol, Brufau, estimó la pérdida potencial de la compañía en 5.700 millones de euros (7.500 millones de dólares).
El mayor accionista minoritario, el Grupo Petersen, había financiado su compra inicial del 15% de las acciones con un préstamo del vendedor Repsol por 1.500 millones de euros, además de bancos privados como Credit Suisse, BNP Paribas, Goldman Sachs y Banco Itaú. El acuerdo contemplaba un esquema de reparto de dividendos que le permitiera a la familia Eskenazi -titular del Grupo Petersen- pagar los créditos con esos fondos.  El acuerdo de 2008 requería que Repsol recomprara acciones propiedad del Grupo y asumiera el préstamo en caso de que la firma con sede en Madrid perdiera el control mayoritario de YPF.
El Senado de Argentina aprobó la toma de posesión el 26 de abril con 63 votos a favor de la medida, tres en contra y cuatro abstenciones. La Cámara de Diputados, a su vez, aprobó el proyecto de ley el 4 de mayo con 208 votos a favor y 257 en contra, y seis abstenciones. La presidente promulgó la ley de renacionalización el 5 de mayo. Miguel Galluccio, un ingeniero petrolero argentino con experiencia tanto en YPF como en el líder de servicios petroleros Schlumberger como presidente de su división de gestión de producción en Londres, fue designado CEO.
El viceministro de Economía argentino, Axel Kicillof, rechazó las demandas iniciales de Repsol de pago de US$10.500 millones por una participación del 57% en YPF (el Estado pretendía el 51%), argumentando que la empresa poseía deudas hacia el Estado argentino por casi US$9.000 millones. El valor contable de YPF era de US$4.400 millones al cierre de 2011; y su capitalización de mercado total al día del anuncio era de 10.400 millones de dólares. Los funcionarios de Repsol sometieron el asunto al arbitraje del CIADI del Banco Mundial. El gobierno argentino y Repsol llegaron a un acuerdo en principio sobre la compensación en noviembre de 2013, y el 25 de febrero de 2014, Repsol anunció el acuerdo final de que el gobierno argentino proporcionaría a Repsol bonos gubernamentales argentinos garantizados de distintos vencimientos, con un monto nominal que variaría para asegurar que Repsol recibiera de hecho US$ 5.000 millones en compensación por el 51% de YPF nacionalizada.
Inmediatamente después de tomar el control de la empresa, el Gobierno argentino suspendió el reparto de dividendos, lo que afectó financieramente a las empresas del grupo Petersen, que contaban con esos ingresos para saldar los préstamos que habían tomado para comprar el 25% de las acciones a Repsol. Las dos empresas de propiedad del Grupo Petersen que habían participado en la operación tenían domicilio legal en España, razón por la cual se presentaron en concurso de acreedores por ante el Juzgado Mercantil N° 3 de Madrid, que designó a un síndico y subastó el derecho a litigar. Este derecho fue adquirido por el fondo de inversiones Burford Capital. Éste demandó al Estado argentino basado en el artículo 7° del Estatuto de YPF, si alguien compraba más del 15% de la empresa debería ofrecer lo mismo a todos los accionistas y no sólo a Repsol. Además, alegaron perjuicio dolosoporque tras entrar en la compañía (los primeros interventores fueron los entonces viceministro de Economía, Axel Kicillof, y el ministro de Planificación Federal, Julio de Vido), el Estado decidió suspender el giro de dividendos que había sido acordado entre Repsol y el Grupo Petersen, lo que desencadenó que las empresas de los Eskenazi entraran en default al no poder pagar sus deudas.
Burford Capital fundamentó su pretensión de dolo en la misma intervención de Kicillof ante el plenario de las comisiones de Presupuesto y Hacienda, Asuntos Constitucionales, y Minería, Energía y Combustibles del Senado, el 17 de abril de 2012, cuando se debatía la expropiación de YPF. En esa ocasión el viceministro reconoció la norma del artículo 7° y la decisión del gobierno de no cumplirla: "en ese leonino estatuto interno que dijeron que si alguien osaba poner un pie, como al propio Estado… Porque créanme que si uno quería comprar acciones para entrar a la compañía y pasaba el 15%, pisaba la trampa del oso y tenía que comprar el ciento por ciento a un valor equivalente a US$ 19.000 millones. ¡Porque los tarados son los que piensan que el Estado tiene que ser estúpido y comprar todo según la ley de la propia YPF, respetando su estatuto! ¿Si no dónde está la seguridad jurídica?".
La demanda por la expropiación de YPF se inició en abril de 2015, durante la presidencia de Cristina Fernández de Kirchner y el proceso se extendió durante las gestiones de Mauricio Macri, Alberto Fernández y Javier Milei. Pese a estos cambios, la estrategia de la defensa argentina no se modificó.
El 31 de marzo de 2023 la jueza del Distrito Sur de Nueva York, Loretta Preska, hizo lugar al pedido de los demandantes y señaló que la Argentina “incumplió el contrato” de YPF al reestatizar la compañía sin ofrecer una compensación a todos los accionistas. No obstante, excluyó de responsabilidad a YPF, entendiendo que el demandante “ha demostrado la existencia de un contrato válido y vinculante contra la República, pero no contra YPF”, por lo que eximió a la compañía de afrontar las indemnizaciones. Ésta debe ser asumida en un 100 % por el Estado argentino. Para fijar el valor de la indemnización la jueza Preska determinó que la fecha exacta en la que se ejecutó la estatización de YPF fue el 16 de abril de 2012, y por lo tanto es desde esa fecha que deben calcularse los intereses punitorios. El 15 de septiembre de ese año Preska puso fin al litigio al ordenar al Gobierno el pago de US$ 16,1 mil millones por la estatización de YPF: US$ 14,4 mil millones correspondientes al Grupo Petersen y US$ 1,7 mil millones a Eton Park.

#### Gestión estatal
La ley fue promulgada por el decreto n.º 660 y se anunció la designación del ingeniero Miguel Galuccio como gerente general de YPF. En su alocución, la presidenta afirmó:

La idea es esencialmente una YPF absolutamente moderna, competitiva, con gente profesional y con dirección política, con la meta de tener autoabastecimiento y superávit hidrocarburífero que sostenga el crecimiento de la actividad y el empleo. [Agradezco] a los distintos partidos de la oposición que acompañaron el proyecto en su esencia que es la de recuperar un instrumento básico, más allá de los matices y de las lógicas diferentes.
Cristina Fernández de Kirchner

Un mes después, se concretó la primera Asamblea de accionistas que realizó la empresa con mayoría accionaria estatal, Axel Kicillof fue designado Director titular por las acciones Clase A en representación del Estado Nacional. El nuevo directorio tenía diecisiete miembros titulares y once suplentes. El Poder Ejecutivo designó siete: Axel Kicillof, Miguel Galuccio, Carlos Alfonsi, Rodrigo Cuesta, Fernando Giliberti, Rodrigo Dasso y Guillermo Pereyra. Las provincias nombraron cinco: Gustavo Nagel (Neuquén), Rodrigo Ivovich (Santa Cruz), Oscar Cretini (Chubut), Walter Vázquez (Mendoza) y Oscar Lamboglia (Río Negro). Además asumieron cuatro directores independientes propuestos por el Estado: Eduardo Basualdo, Héctor Valle, José Iván Brizuela y Sebastián Uchitel. El único director en representación de los privados fue para Repsol, que nombró a Luis García del Río.
La nacionalización impactó enormemente en Repsol. Además de haber perdido un peso importante en el IBEX 35, la calificadora Moody's Co. rebajó su calificación, tras las perspectivas negativas. Habiendo perdido el mayor de sus activos y dividendos de entre cuatrocientos y seiscientos millones de euros, se estimaba que la empresa debía ampliar en tres mil millones su capital para compensar la pérdida.
Bajo la gestión estatal, la empresa cuadruplicó los pozos de exploración respecto del promedio de los tres años anteriores, y aumentó la perforación de pozos de explotación de 290 anuales, entre 2009-11, a 384 en 2012, un 33 % más. Si se compara el período junio de 2012-mayo de 2013 con el año inmediato anterior, los pozos exploratorios pasaron de 21 a 31, un crecimiento del 48 %, y los de explotación de 363 a 478.32 % más.
Hacia el año 2015 YPF alcanzó un 62.5 % de participación en el mercado argentino de naftas premium y 55.7 % de nafta súper. Ese mismo año se anunció el descubrimiento de un nuevo pozo petrolero en los Caldenes, en la provincia de Río Negro, con recursos estimados en cuarenta millones de barriles. En los primeros tres años de gestión por parte de la YPF nacionalizada se pasó de los US$ 2000 millones de inversión en 2011 a los US$ 6000 millones estimados para 2015.
La evolución de los precios del petróleo a entre mediados de 2015 y principios de 2016 provocó para el año 2015 una caída interanual del 49.1 % en las ganancias netas, y un recorte de la inversión del 25 % para el año 2016. Durante el primer cuatrimestre de 2016 debido al precio internacional en baja y a la devaluación de la moneda local respecto al dólar, YPF mostró una caída en sus ganancias operativas del 63.8 %. YPF sufrió en el primer semestre de 2016 los efectos de la inflación y la caída general de la actividad. Por primera vez desde la nacionalización, la petrolera cerró un trimestre con pérdidas por 753 millones de dólares. Tal evolución explica gran parte del desplome de las utilidades netas de YPF. Las mismas se redujeron un 97.7 % durante 2016. Al analizar la deuda de la empresa estatal, resulta que las acreencias en pesos crecieron un 64 % en el primer semestre del 2016 comparado con el mismo lapso del 2015. Paralelamente comenzó a desprenderse de activos en las cuencas petroleras.
En 2015 la argentina Pampa Energía oficializó compra de Petrobras Argentina por u$s 892 millones y alrededor de 100 estaciones de servicio. A comienzos de 2013 la firma anunció que iba a reinvertir el 90 por ciento de sus utilidades. Ese año logró que las reservas crecieran 10,6 por ciento y en 2014 otro 11,9 por ciento Bajo la gestión la empresa cuadruplicó los pozos de exploración respecto del promedio de los tres años anteriores, y aumentó la perforación de pozos de explotación de 290 anuales, entre 2009-11, a 384 en 2012, un 33 por ciento más. Si se compara el período junio de 2012-mayo de 2013 con el año inmediato anterior, los pozos exploratorios pasaron de 21 a 31, un crecimiento del 48 por ciento, y los de explotación de 363 a 478, 32 por ciento más
Bajo la gestión estatal, la empresa atrajo cuantiosas inversiones extranjeras desde compañías como Chevron Corporation, Petronas o Dow Chemical, entre otras, desarrollando el segundo depósito más grande del mundo de recursos no convencionales de gas y el cuarto de petróleo, en la Formación Vaca Muerta. A comienzos de 2013 la firma anunció su política de reinvertir el 90 por ciento de sus utilidades. Ese año logró que las reservas crecieran 10,6 por ciento y en 2014 otro 11,9 por ciento los pozos exploratorios pasaron de 21 a 31, un crecimiento del 48 por ciento, y los de explotación de 363 a 478, 32 por ciento más
Hacia inicios del año 2015 YPF alcanzó un 62,5 % de participación de mercado argentino de naftas prémium y 55,7 % de nafta súper. En los primeros tres años de gestión por parte de la YPF nacionalizada se pasó de los U$S 2000 millones de inversión en 2011 a los U$S 6000 millones estimados para 2015. Para fines de 2015 la empresa alcanzó una participación del mercado del 71 por ciento.
Gracias a la política de nuevas exploraciones en 2014 se anunció el descubrimiento de un nuevo pozo petrolero en Los Caldenes, en la provincia de Río Negro, con recursos estimados en 40 millones de barriles.

#### Creación de YPF Tecnología S.A.
El 5 de diciembre de 2012, la presidenta de aquel entonces Cristina Fernández de Kirchner anunció la creación de la empresa YPF Tecnología S.A., con un capital accionario constituido por un 51 por ciento por YPF y 49 por ciento por el CONICET. El objetivo de la empresa es el desarrollo tecnológico en el sector del petróleo y el gas.
Con el aporte de los recursos humanos del Conicet, YPF Tecnología dispondrá de físicos, químicos, matemáticos, bioquímicos, ingenieros mecánicos, geofísicos para hacer investigación en upstream (producción y exploración) y downstream (refinerías petroquímicas). También se busca desarrollar energías renovables: en Comodoro Rivadavia se trabaja en la mareomotriz y en el Norte, junto con el INTA y la Universidad de Luján se colocaron sensores para medir radiación solar.
La sede está en un predio de cinco hectáreas cedido por la Universidad Nacional de La Plata, en un bosque cercano a las refinerías de Berisso, donde se construirá un edificio de 10.000 m² en el que trabajarán alrededor de 250 doctores y becarios. El proyecto edilicio se hizo público en marzo de 2013 (ganado por los arquitectos Antonini-Schon-Zemborain), para empezar en abril con la edificación. La primera etapa implicó la construcción de 5000 metros para 2014, y la segunda etapa se realizó un año más tarde.
En noviembre el poder ejecutivo inauguró Y-TEC creada por YPF, el Ministerio de Ciencia, Tecnología e Innovación Productiva y el CONICET, y un moderno edificio de 11.000 metros cuadrados, que se dedicará a investigaciones tecnológicas aplicadas, principalmente a la producción del petróleo y gas no convencional.
En diciembre de 2014, la empresa YPF Tecnología lanzó el "Estudio del recurso energético marino de la Patagonia Austral" con el objetivo de extender el desarrollo de fuentes alternativas de generación de energía y conocer más sobre el potencial del Mar Argentino en materia energética. Ese año los ingresos ordinarios de $ 141.942 millones aumentaron 57,5 %, y la utilidad operativa llegó a $ 19.742 millones, un incremento del 64,3 %.

### Ganadería
La producción avícola creció un 170 %, la porcina un 109 % y la láctea 43 %.
En 2013 las exportaciones de leche entera en polvo fueron de 213 349 toneladas, por un precio FOB total de 958,4 millones de dólares, incrementándose respecto a los 706,3 millones del año 2012. También se verificó un crecimiento en la producción de productos agroepcuarios no tradicionales y había crecido la cantidad de hectáreas que se trabajan con banana, palta y mango. Además se llevan adelante programas para incentivar a cultivos como el mburucuyá o maracuyá y el mamón o papaya.
En 2014 se lanzó un programa de financiamiento para proyectos productivos destinados a promover la inversión en sectores estratégicos de la economía, de Innovación tecnológica o que agreguen valor en las economías regionales, que facilitaría el acceso al crédito y al financiamiento necesarios para generar un mayor grado de exportación y un mayor grado de valor agregado para la industria nacional. El programa consistía en otorgar una compensación económica a pequeños productores de trigo, soja, maíz y/o girasol que hubieran producido hasta un total acumulado de 700 toneladas en la campaña 2013/2014. El alcance total del programa fue de $ 2500 millones para 48 000 productores, y finalmente se implementó con el nombre de Programa de Estímulo al Pequeño Productor de Granos (PEPP).

### Minería
Entre 2007 y 2012, la IED (inversión extranjera directa) orientada a la minería creció a una tasa anual de 47 %. En 2003, la minería generaba 79 000 puestos de trabajo ―directos e indirectos―, contra los 505 000 de 2013. En el caso de las exportaciones de minerales, que en 2003 equivalieron a 2900 millones de pesos, en 2013 crecieron a 23 059 millones. Entre 2003 y 2013, los proyectos de inversión en ejecución pasaron de 18 que había en 2003 a 614 en 2013, mientras que la producción de minerales se multiplicó por diez. La inversión creció a una tasa anual del 47 %. En 2003, la minería generaba 79 000 puestos de trabajo ―directos e indirectos―, contra los 505 000 de 2013. En el caso de las exportaciones de minerales presentaron superávit en su balance cambiario para todos los años con un aporte total de US$ 53.813 millones netos.

### Pesca
La industria pesquera junto con la pesca aumentó sus ventas al exterior, arrojando en 2012 un saldo positivo de casi 1500 millones de dólares, un 70 % más que en 2003.
Durante 2013 se exportaron 133 000 toneladas de calamares, obteniendo 1500 millones de dólares, un 92 % superior en comparación con la temporada 2012, en la que se registraron 69 000 toneladas exportadas. De esta manera se logró un récord histórico. Ese año la exportación pesquera subió un 17 %.
Para el año 2014 las exportaciones crecieron fuertemente hasta los 1600 millones de dólares Para mediados de su segunda gestión la pesca argentina había logrado ganar terreno en los mercados internacionales, convirtiéndose en importante fuente de divisas. En 2013 se exportó por un récord histórico de US$1.500 millones, al mismo tiempo que se diversificaron los mercados exportándose a  España (28%), Japón (10%), China (9%), Italia (8%), Brasil (8%), EE.UU. (7%), Francia (2%). Junto al boom exportador hubo un constante incremento de consumo de pescado en el mercado interno llegando a los 9,7 kilos por habitante en 2014, frente a los 9 kilos de 2013 y 6,8 kilos de 2012. Logrando generar 40.000 puestos de trabajo.
En cinco años la pesca de la merluza creció en el país de 90 000 a 270 000 toneladas gracias la promulgación de la Ley Nacional de Pesca. Esta norma permitió acceder un criterio que contempla la previsión económica que tienen que tener las empresas pesqueras, y otorgar seguridad jurídica para dichas empresas.

### Producción forestal
La producción forestal y maderera, principalmente pinos y eucaliptos, se expandió con centro en las provincias mesopotámicas, la productividad también tuvo un aumento considerable. En los últimos 8 años la industria maderera incrementó en 132 % su producción y la de muebles en 115 %. Es el año 2012 La producción forestal y maderera, principalmente pinos y eucaliptos, se ha expandido en la última década, con centro en las provincias mesopotámicas, la productividad también tuvo un aumento considerable. En 2012 convirtió a la Argentina en el mayor productor latinoamericano de pulpa y celulosa

### Sistemas de riego

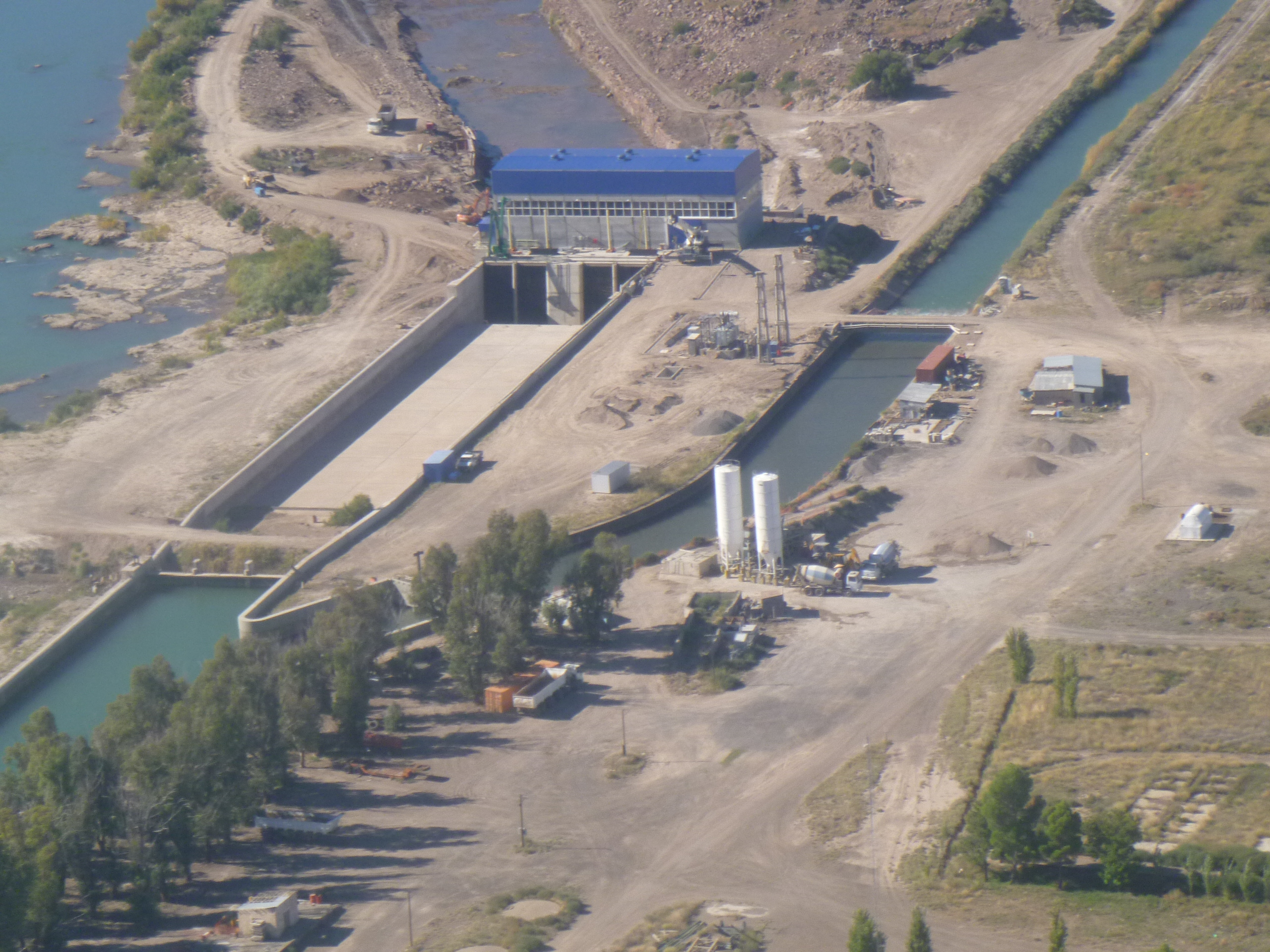
Construcción de la central de Salto.

En la provincia de Mendoza se modernizó el Canal Matriz Nuevo Alvear, en la localidad de Alvear, cuenca del río Atuel; el sistema Río Tunuyán Inferior, en las ciudades de Junín y San Martín, que beneficia de manera directa a 2988 productores y se extiende en un área de 19.550 hectáreas. También se construyó el Canal Huarpe y nuevos sistemas de riego óptimos para el cultivo del maíz, porotos, zapallo, calabazas, de la papa y de otras hortalizas que constituían la base de la alimentación. Se llevó a cabo en Cuyo la impermeabilización de 160 kilómetros de canales, que benefician a 7.775 productores y cubren a 53.000 hectáreas, el Canal Nuevo Alvear cubre 20.560 hectáreas y beneficia a 3.500 productores, el canal norte de Mendoza, que cubría 19.5000 hectáreas y 2.980 productores, el canal Chachingo-Pescara, de 8.000 hectáreas que beneficia a 834 productores. Y en canal Socavón Frugoni beneficia a 5.560 hectáreas y a 430 productores. Dentro de la Ciudad de Mendoza se repotenció el canal Civit que riega la porción más oeste del Parque Gral. San Martín y abastece la piletas de potabilización de la empresa de Obras Sanitarias Mendoza; y el canal del Oeste.
En la ciudad fueguina de Río Grande, se iniciaron en marzo de 2011 dos obras de infraestructura para el servicio de provisión de agua potable, tanto para la Margen Sur como para la zona norte de la ciudad una cisterna de dos millones y medio de litros de capacidad y de un acueducto para los barrios del oeste. que demandaron una inversión de casi 10 millones de pesos, finalizadas en diciembre de ese año.
Se inauguró el proyecto Integral del sistema Naciente Chachingo-Pescara, en la localidad de Maipú y Guaymallén que beneficia a 834 productores, en una superficie de 8.040 hectáreas. Se llevó a cabo la modernización de Canales Socavón-Frugoni, en las localidades de Las Paredes y Capitán Montoya, que beneficia a 413 productores en una superficie de 5.560 hectáreas. Estas obras representaron una inversión de más de 500 millones de pesos. También se modernizó el Sistema Río Tunuyán Inferior, Área San Martín-Canal Norte, en las localidades de Junín y San Martín, que beneficia de manera directa a 2988 productores y se extiende en un área de 19.550 hectáreas. Demandó una inversión de 147 millones.
En la provincia de Salta se llevó a cabo la optimización del área de riego de Colonia Santa Rosa, en una extensión de 51 km de canales que abastecen un área de unas 10 mil hectáreas y mejoran el suministro domiciliario de los pobladores rurales.
En octubre de 2015 se realizó el llamado a licitación para la construcción del acueducto Lago Buenos Aires, obra de infraestructura que atravesando el norte de la provincia de Santa Cruz llegaría con suministro de agua hasta Caleta Olivia, beneficiando a las localidades de Puerto Deseado, Pico Truncado, Las Heras, Jaramillo y Perito Moreno, entre otras. La obra no tuvo oferentes, y la nueva gestión decidió cancelar el proyecto.
En la provincia de Santiago del Estero, se llevaron a cabo en 2011 las obras de reconstrucción del dique Figueroa/Néstor Kirchner, con una inversión de 369 millones de pesos por parte del estado nacional. Las obras permiten regular el uso del agua recuperando para la producción agropecuaria unas 30.000 hectáreas. Paralelamente se llevó a cabo la construcción de la presa El Cero y su vertedero, obras de toma sobre el canal Gini y obras de toma para el canal San Jorge para impulsar el desarrollo productivo agropecuario en la zona centro de la provincia.
En 2012, se retomó la construcción del embalse El Bolsón, sobre el río Albigasta, que permitirá recuperar para la actividad agropecuaria una amplia zona del departamento Choya, en el sudoeste de la provincia de Santiago del Estero.
En 2014 fue finalizado el Acueducto del Oeste, que se extiende desde la represa de Río Hondo hasta la localidad de Laprida, que es la receptora final, luego de recorrer numerosas localidades y parajes. El acueducto de 149,2 kilómetros de extensión y sus instalaciones y unidades hidráulicas y sanitarias accesorias brindan suministro de agua a 20.000 personas de manera directa y a 90.000 de manera indirecta en zonas proclives a sequías. El acueducto favorece el abastecimiento de un área de unas 500.000 hectáreas, creando además mejoras en la producción ganadera de los departamentos de Río Hondo, Guasayán, Capital, Silípica, Choya y Loreto.
En el distrito de Laboulaye, provincia de Córdoba, inauguró la obra del acueducto de 150 kilómetros entre la localidad de Etruria y Laboulaye, que demandó un presupuesto nacional estimado en 130 millones de pesos, financiados por intermedio del Ente Nacional de Obras Hídricas de Saneamiento. La obra afecta un área con una población aproximada de 50 000 personas. En 2010 fue reconstruida la Central hidroeléctrica Salto de la Loma, sobre el río Jáchal, en la provincia de San Juan. Se trata de una instalación de producción en energía eléctrica del tipo conocido como "de pasada" —ya que no proviene de un embalse— y luego de atravesar las turbinas, el agua se utiliza para riego.
En la provincia de Río Negro se inició en Cinco Saltos la obra de revestimiento del canal de aducción de la Central hidroeléctrica Julián Romero, en Río Colorado comenzó la obra de reparación del sistema de riego de la Central hidroeléctrica Salto Andersen, en Barda del Medio se inició la reparación de las compuertas del Dique Ballester, en Cipolletti la obra de mantenimiento del revestimiento del canal de aducción en la Central hidroeléctrica Cipolletti y en Campo Grande la obra de modernización del sistema de riego. Para el riego en la zona del Alto Valle se llevó a cabo el plan para el Canal Principal de Cinco Saltos, con una inversión de más de 46 millones de pesos, y la impermeabilización del Canal Principal de Río Colorado. También se llevaron a cabo obras de mejoras en los sistemas de riego del Alto Valle, Valle Medio, Viedma y Río Colorado, que incluyeron tareas de reparación, mantenimiento y extensión que benefician a los productores de la región con una inversión de 31.000.000 de pesos.

### Ley de Tierras
Durante su mandato se aprobó la Ley de Tierras que limita la venta a extranjeros al 15 % del territorio nacional. Hasta entonces las provincias estaban obligadas a informar en un plazo de 60 días la cantidad de tierras en manos extranjeras, tanto se tratara de personas físicas como jurídicas. Con la unificación y actualización del Código Civil y Comercial de la República Argentina se concretó el reconocimiento de la propiedad comunitaria indígena. Históricamente los indígenas eran desalojados de las tierras que ocupaban por no acreditar ningún título ni reconocimiento por parte del Estado. En el marco de esa normativa se demarcaron 6 600 000 hectáreas correspondientes a 653 comunidades indígenas de 21 provincias, según estadísticas del Programa de Relevamiento Territorial de Comunidades Indígenas del INAI. A esta actividad del Estado, realizada con participación indígena, sumó la regularización de los registros de propiedad legítima de 2 400 000 hectáreas en las provincias de Jujuy, Mendoza, Chaco y Salta, realizada a través de programas provinciales y leyes expropiatorias. El nuevoCódigo permitirá transformar la posesión indígena demarcada en estos años, ya que en su artículo 18 prevé la sanción de una ley especial, que regulará el alcance y la instrumentación de la propiedad comunitaria, con su correspondiente titulación. Para junio de 2015 se habían relevado 647 comunidades indígenas y 6 999 443 hectáreas, lo que equivalía a un 67 % del total estimado. El Registro Nacional de Comunidades Indígenas para entonces había otorgado personería jurídica a 1380 comunidades pertenecientes a los hasta entonces 32 pueblos indígenas reconocidos por el Estado nacional. Se otorgó mayor presupuesto al Registro Nacional de Comunidades Indígenas. Asimismo, se crearon nuevas escuelas bilingües donde los niños aprenden su historia ancestral e instrucción sobre sus tradiciones culinarias
aborígenes.

### Monotributo social agropecuario
En 2009 el gobierno encabezado por la entonces presidenta Cristina Fernández de Kirchner lanzó el Monotributo social agropecuario, para que las familias de los pequeños productores rurales y trabajadores del agro pudieran regularizar su situación laboral y tener acceso a la salud, aportes jubilatorios y la posibilidad de facturar. Unos 100.000 agricultores tramitarlo e incluir a sus familias en la cobertura de salud, quienes producían el 60 por ciento de los alimentos consumidos en el mercado interno. El programa permitió a los pequeños productores la cobertura social y la posibilidad de jubilarse, junto con el acceso a todas las prestaciones de salud contempladas en el Plan Médico Obligatorio, la posibilidad de tener una obra social de su preferencia. Cobertura sanitaria garantizada para los titulares y su grupo familiar. A su vez posibilitaba incorporarse a la economía formal, emitir factura oficial a personas e instituciones por sus productos y servicios, sin pagar ningún costo tributario nacional.

## Política ambiental
La política ambiental del gobierno tuvo diferentes aristas. En primer lugar se realizó un programa para eliminar las lámparas incandescentes y se impulsaron las energías renovables, en especial la solar. Con respecto a la conservación de especies y ambientes se reglamentó la Ley de Bosques mediante el Decreto 91/2009 de 2009 y se sancionó y reglamentó la Ley de glaciares en 2010. Se avanzó a su vez con la limpieza de la cuenca del Riachuelo. A partir de 2008 Argentina disminuyó la cantidad de gases contaminantes generados. La tendencia al descenso que empezó en 2008 se mantuvo en los siguientes años, según datos del Inventario de Gases de Efecto Invernadero (GEI) de la Convención Marco de las Naciones Unidas sobre el Cambio Climático. Para su segunda gestión los fondos presupuestarios de la secretaría de Ambiente se multiplicaron ampliamente y la agenda de programas nacionales alcanzó mayor diversificación y visibilidad, transformándose en Ministerio. En mayo de 2015 se inauguró desde General Roca, la planta de reciclaje de residuos para la región del Alto Valle que implicó 80 millones de pesos.
El Ministro Norberto Yahuar promovió la trazabilidad pesquera, vital para la sostenibilidad de la riqueza marina. Ducha ley se basa en la preservación y del océano argentino  que alberga ecosistemas frágiles como los de la plataforma continental, donde se desarrollan actividades de reproducción y alimentación de numerosas especies. La ley busco integrar todas las regiones y actores de la cadena pesquera, garantizando que cada captura sea registrada y monitoreada, para contribuir combate a la pesca ilegal y proteger los hábitats marinos, rastrear cada paso de la cadena de pesca, desde la captura hasta su destino final y transparentar la industria.
Impulso y logro la sanción de la Ley 13.288 de Gestión Integral de Plaguicidas, que estableció un manejo de los residuos resultantes del uso de plaguicidas en la agricultura.

### Derecho animales
En 2011 Argentina adhirió a la Convención sobre el Comercio Internacional de Especies Amenazadas de Fauna y Flora Silvestres (CITES). A partir de ese año la empresa estatal Aerolíneas Argentinas prohibió transportar en sus vuelos nacionales e internacionales trofeos de caza. Ese mismo año la dr Kirchner impulsó un nuevo programa para protección de animales salvajes, para animales domésticos y para impulsar la tenencia responsable de mascotas. La normativa fue impulsada por del ministro de Salud, Juan Manzur; los secretarios de Legal y Técnica, Carlos Zannini y Oscar Parrilli, así como dirigentes y miembros de varias ONG ambientalistas y proteccionistas. Durante su segunda gestión lanzó el Programa Nacional de Tenencia Responsable y Sanidad de Perros y Gatos que comprende medidas de protección animal, a fin de evitar enfermedades infectocontagiosas, fomentar la adopción de perros y gatos callejeros, fomentar la vacunación de las mascotas y su castración.

### Reglamentación de la Ley de bosques nativos
La Ley 26.331 de Presupuestos Mínimos de Protección Ambiental de los Bosques Nativos, o Ley de Bosque Nativo, es una norma nacional de Argentina que regula el uso de los bosques nativos. La ley tiene como objetivos reducir la deforestación en Argentina, la conservación de los bosques nativos, la regulación y gestión responsable del uso forestal, y la promoción del manejo sostenible de los bosques. Para ello, la ley determina categorías de conservación de los bosques, crea un fondo fiduciario destinado a la conservación y promoción de manejo responsable de los bosques bajo un modelo de pago por servicios ambientales, y establece autoridades de aplicación cuyo mandato es elaborar datos para monitorear el estado de conservación de los bosques nativos, en coordinación con las provincias.

### Ley de protección de glaciares
La Ley 26.639 de la Nación Argentina, más conocida como Ley de protección de glaciares, establece los presupuestos mínimos para la protección de los glaciares y del ambiente periglacial con el objetivo de preservarlos como reservas estratégicas de recursos hídricos para el consumo humano; para la agricultura y como proveedores de agua para la recarga de cuencas hidrográficas; para la protección de la biodiversidad; como fuente de información científica y como atractivo turístico.
En 2010 el Congreso de la Nación aprobó la ley 26639 y en octubre de 2010 se promulgó. La ley fue reglamentada por el decreto 207/2011 el 28 de febrero de 2011 estableciéndose los presupuestos mínimos y la inmediata confección de un inventario de glaciares. La ley regula las actividades permitidas en los glaciares y su entorno, prohibiendo absolutamente las actividades industriales y mineras, la construcción de obras de arquitectura e infraestructura (con excepción de las científicas) y la liberación de sustancias contaminantes sin importar el volumen de las mismas.
Revisión del 15:10 4 sep 2020 editar
Nubecosmica (discusión · contribs.)
→Monotributo social agropecuario: traslado contenido a artículo Monotributo y uso Extracto
Etiqueta: editor de código 2017
← Ir a diferencia anterior
(No se muestra una edición intermedia del mismo usuario)

## Política ambiental
La política ambiental del Gobierno de Cristina Kirchner tuvo básicamente como ejes la reglamentación de las leyes de bosques en 2007 y la sanción de la ley de glaciares en 2010. Fue promulgada y reglamentada el 23 de febrero de 2009 por el Poder Ejecutivo a cargo de Cristina Fernández de Kirchner. En 2015 promulgó la Ley Guinle para elevar la tasa de energía renovable en el combo energético nacional.
A través de Agua y Saneamientos Argentinos (AySA), se inició un programa integral para la universalización de los servicios de agua potable y saneamiento para la población de Buenos Aires y 17 municipios del primer cordón del conurbano bonaerense. El plan llevado adelante por AySA implicó entre los años 2007 y 2015 una inversión ejecutada de $ 26 174 millones, 727 obras terminadas que benefician a ocho millones de personas dentro del área de concesión de la empresa. La cobertura de agua potable que en 2003 era del 71,1 % de la población pasó al 82 % en 2015, incorporando 3 881 047 habitantes, mientras que la cobertura de cloacas pasó del 43,1 % en 2003, al 54,4 % en 2015, incorporando al servicio a 3 130 225 habitantes.
Una de las primeras actividades fue el programa nacional para eliminar las lámparas incandescentes en 2011, reemplazándolas por lámparas fluorescentes compactas (LFC) de bajo consumo en todos los hogares conectados a la red pública y en edificios públicos. La ley fue originalmente promovida por Greenpeace durante el año 2008 y rápidamente apoyada por el poder Ejecutivo quien posibilitó su tratamiento parlamentario. prevé la distribución de 25 millones de lámparas en total. dicho plan derivó en la ley 26.473 (sancionada el 21 de enero de 2009) que prohíbe “la importación y comercialización de lámparas incandescentes de uso residencial”.
También se impulsó la energía solar, en abril de 2011, se inauguró en Ullum, provincia de San Juan la Planta Fotovoltaica Piloto San Juan I, el entonces mayor parque de energía solar fotovoltaica de Latinoamérica.
A través de la cancillería Argentina mantuvo junto con el resto de los países latinoamericanos (Argentina, Brasil, Chile, Colombia, Costa Rica, Ecuador, México, Panamá, República Dominicana, y Uruguay) una posición activa a favor de la prohibición de la caza de ballenas y de la protección de la especie.
Se creó la Dirección Nacional de Promoción (DNPROM), con el objetivo de diseñar programas y acciones que conduzcan al desarrollo de iniciativas de energías renovables, y se sancionó la ley 26 190 generado exenciones impositivas durante un período de 15 años. La ley de 2007 es un complemento de la anterior y declara de interés nacional la generación de electricidad que esté destinada a abastecer a un servicio público a partir de cualquier fuente renovable. Esa ley también fijó un objetivo del 8 % para el consumo de energía renovable en el período de 10 años y ordenó la creación de un fideicomiso cuyos recursos se destinarán a pagar una prima por la electricidad producida a partir de recursos renovables. También se incluyó la construcción de la planta de energía eólica Antonio Morán, de 10,56 MW en la región de la Patagonia. Los dos proyectos de pequeña escala existentes son la producción de electricidad a partir de biomasa en la Aceitera General Deheza y la recuperación de metano y generación de electricidad en el vertedero Norte.
Hasta el año 2015, mediante el programa Energías Renovables en Mercados Rurales más de 25 000 usuarios residenciales tuvieron acceso a la energía eléctrica solar, alcanzando a pequeños emprendimientos productivos, grupos de viviendas aisladas, puestos sanitarios, destacamentos policiales y escuelas rurales.
Así mismo en 2014 comenzó la limpieza y recuperación de la Cuenca del Río Reconquista que abarca 175 000 hectáreas y abarca los municipios de: Moreno, Merlo, Luján, General Rodríguez, General Las Heras, Marcos Paz. Malvinas Argentinas, San Miguel, General San Martín, Tres de Febrero, Morón, Ituzaingó, José C. Paz, Hurlingham. Tigre, Vicente López, San Isidro, San Fernando. Entre las obras realizadas se encontraba el Camino del Borde, se realizaran veredas, alumbrado público, bicisenda, puentes en cruces de arroyo, zanjones y vías ferroviarias, a lo largo de 12 kilómetros, desde Panamericana hasta la Ruta 8, y que tendrá como destinatarios a más de 100.000 habitantes en situación de vulnerabilidad social y ambiental de los municipios de San Martín, San Isidro y Tres de Febrero,
La cuenca comprende 134 cursos de agua que recorren 606 km, de los cuales 82 corresponden al río Reconquista.

### Ley de protección de glaciares
En 2010 se votó y sancionó una nueva ley de glaciares que fue promulgada el 28 de octubre. Dicha ley 26.639 establece los presupuestos mínimos para la protección de los glaciares y del ambiente periglacial con el objeto de preservarlos como reservas estratégicas de recursos hídricos para el consumo humano; para la agricultura y como proveedores de agua para la recarga de cuencas hidrográficas; para la protección de la biodiversidad; como fuente de información científica y como atractivo turístico. Los glaciares constituyen bienes de carácter público. El 28 de febrero de 2011 se reglamentó la ley estableciéndose los presupuestos mínimos y la inmediata confección de un inventario de glaciares. La ley regula las actividades permitidas en los glaciares y su entorno, prohibiendo absolutamente las actividades industriales y mineras, la construcción de obras de arquitectura e infraestructura (con excepción de las científicas) y la liberación de sustancias contaminantes sin importar el volumen de las mismas.
La ley de glaciares presentada por el senador oficialista del Frente para la Victoria Daniel Filmus obtuvo su aprobación el 30 de septiembre de 2010 por el Congreso y reglamentación en marzo de 2011 por el Poder Ejecutivo Nacional. El Gobierno nacional firmó entonces un convenio con el CONICET para la realización del inventario de glaciares y se convocó al Instituto Argentino de Glaciología y Nivología (Ianigla), unidad del CONICET con sede en Mendoza. Participaron además la Universidad Nacional de Cuyo y los Gobiernos de Mendoza y San Juan, como autoridad de aplicación. Se relevaron 4000 cuerpos de hielo en distintas subcuencas de las provincias de Catamarca, Mendoza, Río Negro, Chubut, Santa Cruz y Tierra del Fuego. En total, la sumatoria de estos cuerpos cubre una superficie mayor a 3700 km², más de 17 veces el tamaño de la Ciudad Autónoma de Buenos Aires. También se firmó un convenio para que los relevamientos sean sometidos a una auditoría externa por parte de expertos nacionales o internacionales, entre ellos del Centre National de la Recherche Scientifique (CNRS) de Francia. en total Argentina cuenta con 16 968 cuerpos que representan 8484 kilómetros cuadrados cubiertos de hielo, siendo el segundo país de América Latina con más glaciares y uno de los 15 países del mundo con más cuerpos de hielo.

### Parques nacionales
El 8 de agosto de 2007, se suscribe un convenio entre el Estado Nacional y la provincia del Chubut para la creación del parque marino costero Patagonia Austral ubicado al norte del golfo San Jorge entre el cabo Dos Bahías y la isla Quintano, en la provincia del Chubut. Este convenio fue ratificado en diciembre de 2008 mediante la ley n.º 26 446/08. En 2009 fue creado bajo la Ley N.º 26 499 el parque nacional Campos del Tuyú, en el partido de General Lavalle, provincia de Buenos Aires, siendo el primer parque nacional de la provincia de Buenos Aires.
El 13 de diciembre de 2012 a través de la Ley n.º 26 817 fue creado el parque interjurisdiccional marino Makenke un área natural protegida de la provincia de Santa Cruz, con una superficie de 71 271 ha. Ese mismo mes se creó además el parque nacional Bosques Petrificados de Jaramillo ubicado al noreste de la provincia de Santa Cruz, en la Patagonia argentina y que cuenta con 61 228 ha.
Entre el mandato de Néstor Kirchner y el suyo se crearon ocho Parques Nacionales, aumentando la superficie protegida de territorio nacional un 24 por ciento. Se ampliaron los parques incorporando 900 000 hectáreas terrestres y 407 124 hectáreas marinas, incrementándose un 78 por ciento la cantidad de visitantes. En 2011 se dio el lanzamiento del Plan Estratégico de Turismo, en 2010 arribaron al país más de 5 300 000 de visitantes, y se destacó Argentina como el primer destino de países sudamericanos.
En diciembre de 2015 se adquieren las propiedades para el futuro parque nacional Traslasierra en la provincia de Córdoba.
Para preservar los recurso marinos el 19 de junio de 2008 el Consejo Federal Pesquero de Argentina creó un área de prohibición total de pesca dentro del banco Namuncurá delimitada por las coordenadas 54° 30′ S y 60° 30′ O, 54° 30′ S y 59° 30′ O, 54° 15′ S y 60° 30′ O, 54° 15′ S y 59° 30′ O dentro de la isóbata de los 100 metros de profundidad. El área tiene sitios de reproducción de especies como polaca y desove de sardina fueguina. El 27 de octubre de 2010 la Administración de Parques Nacionales establece en el área la creación de un parque nacional marino dándole protección a varias especies de albatros y petreles (albatros de ceja negra, albatros de cabeza gris, albatros errante, albatros de Tristán, petrel gigante del norte, petrel gigante del sur y petrel de mentón blanco), así como pingüinos (pingüino de Magallanes, pingüino de penacho amarillo, pingüino papúa y pingüino rey).

### Parques Marinos Protegidos
En noviembre de 2015 la designación de nuevas Áreas Marinas Protegidas, entre ellas la Creación de las Áreas Marinas Protegidas Namuncurá- Banco Burdwood II y Yaganes.

### Saneamiento de ríos
La primera directora de ACUMAR fue la entonces Secretaria de Ambiente, la ambientalista Romina Picolotti, hasta diciembre de 2008 cuando la reemplazó Juan José Mussi, por entonces intendente de Berazategui. Para el periodo julio de 2008 a diciembre de 2009 la media de inspecciones sanitarias a establecimientos industriales fue de 66,1 inspecciones por mes, mientras que durante el año 2011 ascendió hasta 850,3 por mes.
En 2012 se despejó el ‘Camino de Sirga’ en un 80%  respecto a las cloacas las obras están en un 60% realizadas, lo que representa 1.200.000 ciudadanos que vivían a la vera del Riachuelo que no tenían cloacas y ahora las tienen. Se incorporaron además 14 unidades sanitarias fijas y otras 14 móviles y 14 ecopuntos a donde llevar residuos para su tratamiento. A finales del mismo año se erradicaron 179 basurales a cielo abierto, reconvirtiéndolos en espacios verdes, que luego fueron entregados a los municipios para su cuidado.
En el año 2013 la Justicia Federal de Quilmes confirmó la obligación del gobierno porteño de aportar fondos para el saneamiento de la cuenca hídrica ordenado por la Corte Suprema de Justicia en 2008 y apelado por la gestión macrista. Sin embargo, al año 2015 los fondos aún no han sido entregados, pese al fallo de la justicia. Meses después, Mauricio Macri fue apercibido judicialmente por la causa del Riachuelo.
En el marco de estas tareas de limpieza por el gobierno nacional, durante el año 2013 se extrajeron del espejo de agua unas 5.619 toneladas de residuos, sumando un total de 22.777 toneladas totales de basura extraída del espejo de agua desde el inicio de estas actividades por parte de ACUMAR. Se incorporaron al sistema de recolección de residuos en los Asentamientos Villa Luján, Isla Maciel y Tierra Verde, en los cuales viven 750, 600 y 900 familias respectivamente. A su vez, en el Partido de Lanús se desarrolló una experiencia piloto en los Asentamientos ACUBA, 10 de enero, Eva Perón y Gaita, donde viven en total 1.950 familias.
En marzo de 2013 12 mil puesteros de la feria conocida como "La Saladita" fueron reubicados y en el lugar que ocupaban a la vera del Riachuelo fue instalado un mirador. Además comenzaron las obras de reacondicionamiento del edificio para la creación de la futura Universidad del Medio Ambiente, en un predio abandonado, que contará con una superficie de 1000 m², y contará con una biblioteca anexa y un museo. Ese mismo año en los municipios de Avellaneda, Lomas de Zamora y La Matanza las relocalizaciones de las familias que vivían en villas se cumplieron totalmente con la liberación total del Camino de Sirga, gracias al programa de relocalizaciones que forma parte del Plan Federal de Urbanización de Villas y Asentamientos que lleva adelante el Gobierno Nacional y que prevé la construcción de soluciones habitacionales dentro y fuera de la cuenca. Ese mismo año, en Lanús, comenzaron a relocalizarse a 73 familias al barrio Néstor Kirchner, una parte de los habitantes de la Villa 21-24 fueron mudados hacia el complejo habitacional de Castañares y General Paz, en Mataderos.
Para el año 2014, el 88 por ciento del camino de sirga había sido liberado, 1.500.000 familias fueron incorporadas a la red de agua corriente y de alcantarillado, y se habían quitado más de 186 basurales. 11.995 industrias fueron empadronadas en la Cuenca, y se llevó a cabo la adecuación ambiental del Polo Petroquímico Dock Sud desde que comenzó la limpieza fueron retiradas 170 mil toneladas de basura, 110 autos y 57 buques. Para fines de ese año se registró un 93% de avance en la limpieza de las márgenes bajo convenio. 1.500.000 personas incorporadas a la red de agua potabilizada y 895.000 personas incorporadas a la red de saneamiento cloacal. A fines de ese año aumentó a 963.000 la cantidad de personas incorporadas a la red de saneamiento cloacal. En 2014 comenzó la mudanza al complejo de Castañares y General Paz de familias que habitaban la Villa 21-24; es una de las últimas que se realizan en el marco del Plan de Saneamiento de la Cuenca Matanza Riachuelo.
En 2008 se constituye la Acunar Consejo Municipal con representantes de los 15 municipios que conforman la cuenca del Río Matanza Riachuelo, y una Comisión de Participación Social como espacio de articulación con la sociedad civil y el Foro de Universidades de la Cuenca Matanza Riachuelo
Así mismo en 2014 comenzó la limpieza y recuperación de la Cuenca del Río Reconquista que abarca 175 000 hectáreas y abarca los municipios de: Moreno, Merlo, Luján, General Rodríguez, General Las Heras, Marcos Paz. Malvinas Argentinas, San Miguel, General San Martín, Tres de Febrero, Morón, Ituzaingó, José C. Paz, Hurlingham. Tigre, Vicente López, San Isidro, San Fernando. Entre las obras realizadas se encontraba el Camino del Borde, se realizaran veredas, alumbrado público, bicisenda, puentes en cruces de arroyo, zanjones y vías ferroviarias, a lo largo de 12 kilómetros, desde Panamericana hasta la Ruta 8. La cuenca comprende 134 cursos de agua que recorren 606 km, de los cuales 82 corresponden al río Reconquista.Se llevó a cabo la limpieza del Río Reconquista Tramos Superior y Medio, en los partidos de Merlo, Moreno, Ituzaingó, Hurlingham y San Miguel. La obra comprende el destronque, desmonte, desmalezado y reacondicionamiento del cauce principal del río, como así también su reperfilado del mismo y obras contra las inundaciones.
Junto a la provincia de a Buenos Aires Subsecretaría de Recursos Hídricos se encaró la obra de mejoramiento y saneamiento del Tramo Medio del Río Luján, financiada por el Banco de Desarrollo de América Latina.

### Protección de animales
A través de la cancillería Argentina mantuvo junto con el resto de los países latinoamericanos (Argentina, Brasil, Chile, Colombia, Costa Rica, Ecuador, México, Panamá, República Dominicana, y Uruguay) una posición activa a favor de la prohibición de la caza de ballenas y de la protección de la especie. En 2011 creó el Programa Nacional de Tenencia Responsable y Sanidad de Perros y Gatos. La iniciativa estableció la tenencia responsable de mascotas y la sanidad de perros y gatos propiciando la castración quirúrgica gratuita y en ambos sexos.
En 2010 se lanzo el primer relevamiento sobre especies invasoras, creándose el Sistema Nacional de Información sobre Especies Exóticas Invasoras, fueron detectadas más de 650 especies de flora y fauna invasoras en la Argentina. En 2009 se aprobó la protección de alrededor de 200 especies
En 2015 fue prohibido el traslado de trofeos de caza en todos los vuelos tanto en cabotaje como en vuelos internacionales.
En enero de 2013 se promulgó la Ley 26 815 que creó el Sistema Federal de Manejo del Fuego, siendo el Servicio Nacional de Manejo del Fuego el organismo encargado de su cumplimiento.

### Preservación de la fauna
En lo referente al cuidado de la biodiversidad en 2010 se aprobaron la Estrategia Nacional de Biodiversidad y Plan de Acción 2010-2020 que establecía las principales líneas de trabajo y el Plan de Acción de protección de especies en peligro de extinción que apuntaba a proteger las especies en estado crítico.

## Política educativa
La política educativa del gobierno de Cristina Fernández fue una continuación de la gestión de Néstor Kirchner. El porcentaje del Producto Interno Bruto destinado a educación creció desde el 3,64 % en 2003 a 6,02 % en 2010. En términos absolutos, pasó de 14 501 millones de pesos en 2003 a 89 924 millones de pesos en 2010, un 520 % más. Ya para el 2012 el porcentaje del Producto Interno Bruto destinado a educación creció desde el 3,64 % en 2003 a 6,81 % en 2012.
Se sancionó la Ley de Educación Nacional que permitió la reestructuración de la primaria y la secundaria y el fin de las políticas focalizadas y asistencialistas; destacándose la participación de más 750.000 docentes y 700 organizaciones de la sociedad civil y la reglamentación que establece que el presupuesto de educación no puede ser menor al 6% del PBI. Tal inversión del Estadopermitió que Argentina trepara del puesto 83 al 17 en el ranking mundial de
inversión educativa en relación a su riqueza (Repetto, 2013) y se posicionara como el séptimo país del mundo que más aumentó la
inversión educativa en el período 2004-2011 (Informe de monitoreo, CIPPEC, 2014). Además se llevaron a cabo iniciativas para asegurar la neutralidad política y religiosa dentro del aula.
Según datos del censo de 2010, la tasa de analfabetismo es del 1.9 %, siendo la segunda más baja de Latinoamérica. En la última década se han creado nueve nuevas universidades, mientras que el egreso de estudiantes universitarios aumentó un 68 %. Según datos del Programa Naciones Unidas para el desarrollo (PNUD), en el año 2011 el 99,0% de la población de 6 a 11 años asistía al nivel primario y, el 96,5% de los jóvenes de 12 a 14 años asistía al nivel secundario. 
En 2015 se establece que las clases comiencen el 29 de febrero y finalicen el 16 de diciembre para cumplir con un calendario educativo mínimo de 190 días de clases, con la necesidad de fijar un calendario escolar lo más extenso posible.

### Educación Inicial
En 2007 se aprobó uno de los primeros proyectos de su gestión, que constituyó uno de los puntos de la plataforma de campaña del kirchnerismo, modificando ley de educación nacional N° 26.206.
Mediante esta modificación se incorporó por ley la salita de cinco como obligatoria. 
La norma declara obligatoria la Educación Inicial para niños y niñas de 5 años, modifica el artículo 16 de la ley 26.206 y estableció la obligatoriedad escolar en todo el país se extiende desde la edad de 4 años hasta la finalización del nivel de la educación secundaria.
En 2013 se  sancionó el proyecto de ley del Poder Ejecutivo para la implementación de la obligatoriedad de la educación inicial desde la sala de 4 años. La ley fue acompañada de la creación de un Fondo de Infraestructura Escolar por 500 millones de pesos para la construcción de salas de 4 años que permitió la incorporación de 100 mil alumnos más al sistema educativo nacional, logrando llegar a más del 80 por ciento de cobertura en la sala de 4 años. En 2012, un estudio del Observatorio Latinoamericano de Educación reveló que el abandono escolar en el nivel secundario cayó 5,3 puntos porcentuales en 4 años la disminución más alta en América Latina. En 2007, el 19,4% de los estudiantes de 17 años había abandonado la escuela, mientras que en 2011 la cifra descendió al 14,1% la más baja de la región latinoamericana junto a Uruguay con un 14.3.
Entre 2011 y 2015, el porcentaje de niños que abandonó la primaria en la Argentina descendió de 0,4 a 0,28%, según el Observatorio Argentinos por la Educación.
Se invirtieron 7000 millones de pesos en equipamiento para escuelas técnicas, se distribuyeron más de 54 millones de libros. La inversión en salarios docentes universitarios fue de 19 000 millones de pesos en 2012 siendo el incremento salarial de más del 1000 % desde 2001.
En 2015 se reforma la Ley de Educación Superior mediante la ley de Implementación Efectiva de la Responsabilidad del Estado en el Nivel de Educación Superior que establece el acceso “libre e irrestricto” a los estudios de grado estatales, prohibiendo motivos económicos eliminatorios y aranceles con el objetivo de transparentar el ingreso a las universidades y hacerlo universal.

### Educación primaria y secundaria
Durante su gestión las capacitaciones docentes presenciales en todo el país llegaron a 55 000 cursos en 2015; paralelamente se capacitó a personal de 14 000 escuelas, en tanto los cursos de capacitación a docentes dictados en línea, llegaron a 16 914 docentes capacitados. En 2015 el ministro de Educación Alberto Sileoni, propuso a todos sus pares del país que las clases comenzaran el 29 de febrero y finalizaran el 16 de diciembre para cumplir con un calendario educativo de 190 días de clases, con la necesidad de fijar un calendario escolar lo más extenso posible.
El salario docente ganó 78% de poder adquisitivo entre 2003 y 2015 en promedio en todo el país durante las administraciones de Néstor y Cristina Kirchner los sueldos de los maestros superaron a la suba de precios por 78 puntos y aumentando más del 100 por ciento en el mismo período en Chaco, provincia de Buenos Aires y Santa Cruz. En 2013 se sancionó la Ley de Centros de Estudiantes (ley 26877) que los reconoce como órganos democráticos de representación estudiantil. La ley garantizaba que ños Centros de Estudiantes se encargan de generar la participación de los representados en diversas actividades de distinta índole como: arte, esparcimiento, deportes, campañas, cultura y demás, estableciendo el derecho de los alumnos a  conseguir la mejor oferta de cursos posibles, buenas condiciones de cursada, talleres extracurriculares y actividades deportivas y la obligación del Estado en colaborar con la inserción de los estudiantes en su ámbito social orientada al desarrollo de acciones en beneficio del conjunto de la comunidad.

#### Implementación de la ley de Educación Nacional
El 14 de diciembre de 2006 se sancionó la Ley de Educación Nacional que fue promulgada 13 días después.
Esta ley reforma la concepción que se había sostenido hasta ese momento sobre la educación., estableciéndola un derecho caracterizado por su gratuidad, igualdad, equidad, por ser permanente, integral y de calidad. Las políticas educativas de promoción de la igualdad educativa estarán destinadas a erradicar situaciones de injusticia, marginación y discriminación, garantizando el acceso y la permanencia de los estudiantes en el Sistema Educativo Nacional (SEN)
Orientada a resolver los problemas de desigualdad apunta al acceso universal a una educación de buena calidad por lo que plantea políticas de Estado que la garanticen, la financien y la sostengan junto con otros programas y leyes complementarias como la de Financiamiento Educativo, de Educación Técnico-Profesional, la de Educación Sexual Integral, entre otras; para posibilitar su total implementación en el territorio argentino.
Posibilitó la reestructuración Sistema Educativo Nacional (SEN) y el fin de las políticas focalizadas y asistencialistas como también mejorar la calidad en la formación docente; destacándose la participación de más 750.000 docentes y setecientas organizaciones de la sociedad civil en su redacción. Así mismo establece la reglamentación que el presupuesto de educación no puede ser menor al 6% del PBI.
Además se llevaron a cabo iniciativas para asegurar la neutralidad política y religiosa dentro del aula. En 2013 se entregaron 23 minibuses a escuelas agrarias de diferentes provincias y se puso en marcha el Programa "Universidad, Diseño y Desarrollo Productivo, focalizado en las escuelas agrarias del campo argentino.

#### Construcción de escuelas
Después del Plan Quinquenal del Gobierno de Perón entre 1947 y 1951 (que abrió 8000 escuelas), el lapso entre 2003 y 2010 es el segundo período de mayor construcción de escuelas de la historia argentina. Entre 1969 y 2003 los diferentes gobiernos nacionales financiaron la construcción de un total de 427 escuelas, mientras que entre 2003 y 2010 se construyeron más 1880 escuelas que beneficiaron a medio millón de alumnos.
En 2015 se promulgó la ley que declara obligatoria la educación inicial para niños/as de cuatro años en el sistema educativo nacional. También se lanzó el programa “Ponele título a tu Secundario”, un seguimiento intensivo de alumnos que, habiendo cursado el último año de la educación secundaria, tienen asignaturas pendientes. En este marco “se titularon gracias al plan 52.845 alumnos. La población 25-29 años con secundaria completa paso a total país entre Años 2003 y 2013 del 58,9% al 71,4% en 2013. En el período fue notable la evolución de la matrícula de educación técnica secundaria: pasó de 487.000 estudiantes en 2005 a 595.000 en 2012.

#### Programa Conectar Igualdad
Diferentes estudios demuestran que el PCI ha contribuido considerablemente en la reducción de la brecha digital al garantizar el acceso a una computadora en todos los hogares con estudiantes de la escuela secundaria pública.  Durante los dos primeros años de implementación (2010 y 2011) la netbook fue la primera computadora en el hogar para el 29% de los estudiantes beneficiarios de PCI, y cinco años después de lanzado el programa un 16% de los estudiantes encuestados afirmaba que la netbook del PCI era la única computadora en su hogar. Además, la netbook del PCI era la única en un cuarto de los hogares de alumnos de escuelas de los estratos con menos ventajas (estratos 3 y 7). 
Por otro lado, el PCI no solo ha permitido reducir la llamada brecha digital, sino que, a partir de su apropiación en las escuelas, movilizó conocimientos tecnológicos e intersubjetivos. Asimismo, el PCI habilitó una reconfiguración de las redes de reconocimiento en el interior de las escuelas: los estudiantes que no contaban hasta entonces con una computadora personal pasaron a ubicarse a la par de aquellos que sí, produciéndose una fuert reducción de la brecha digital que no solo se plasmó en términos cuantitativos a partir de la entrega de equipamiento tecnológico, educativo y social sino también en términos de igualación simbólica. El programa kirchnerista recibió diversos premios en el extranjero y de diferentes organismos internacionales, entre ellos una distinción del Programa de Naciones Unidas para el Desarrollo (PNUD), y por la Cumbre Iberoamericana, entre otros. Las Naciones Unidas destacaron al plan del gobierno argentino y a su Silvina Gvirtz, directora Ejecutiva del proyecto, que recibió un galardón internacional. Siendo considerado como un djemplo para el resto de América Latina

#### Plan de Finalización de Estudios Primarios y Secundarios (FinES)
El Programa de Finalización de Estudios Primarios y Secundarios (FinES) es un programa educativo argentino llevado adelante por el gobierno nacional a partir del año 2008 con presencia en todas las jurisdicciones de Argentina. El objetivo del plan es que los jóvenes y adultos puedan finalizar su educación primaria y secundaria. En el año 2010, se creó el FinES 2, centrado principalmente en la finalización de los estudios secundarios de los cooperativistas de los programas estatales Ingreso Social con Trabajo y Ellas Hacen.

#### Educación vial
En 2015 impulso y logro la aprobación de la Ley 27.214 estableció las bases para la Educación Vial, la que incluye promover conocimientos, prácticas y hábitos para la circulación y el tránsito seguro en la vía pública, al mismo tiempo se creó el Observatorio de Educación Vial para elaborar programas curriculares para fomentar la educación vial en las escuelas.

#### Educación sexual integral
El programa surge a partir de la sanción de la Ley 26.150 de Educación Sexual Integral (ESI) en el año 2006 que establece la responsabilidad del Estado de garantizar el derecho de los niños, niñas y adolescentes a recibir educación sexual integral (ESI) en todos los establecimientos educativos públicos de gestión estatal y privada, desde los niveles de educación inicial hasta la formación docente. Los objetivos de la Ley para el Programa Nacional son:
- Incorporar la educación sexual integral dentro de las propuestas educativas orientadas a la formación armónica equilibrada y permanente de las personas.
- Asegurar la transmisión de conocimientos pertinentes precisos y confiables y actualizados sobre los distintos aspectos involucrados en la educación sexual integral.
- Promover actitudes responsables ante la sexualidad.
- Prevenir los problemas relacionados con la salud en general y la salud sexual y reproductiva en particular.
- Procurar igualdad de trato y oportunidades para hombres y mujeres.

Durante los años siguientes se elaboró el documento “Lineamientos Curriculares para la Educación Sexual Integral”, que fue aprobado en mayo de 2008 por el Consejo Federal de Educación. El Programa de Educación Sexual Integral realiza recursos y herramientas con información científicamente validada. Para cumplir con la reglamentación, ese mismo año, se diseñó un curso virtual que estuvo dirigido a docentes de escuelas secundarias y en los años que siguieron se sumaron los demás niveles educativos. El curso tenía cuatro módulos: 1- Introducción a la sexualidad y educación sexual integral; 2- Infancias, adolescencias y derechos; 3- Salud, sexualidad y prevención; 4- Educación sexual integral en la escuela.
En el año 2015 se sancionó la Ley 27.234, de «Jornadas Educar en Igualdad» para erradicar la violencia contra las mujeres. El Programa Nacional implementó acciones para dar cumplimiento a dicha normativa elaborando y distribuyendo las cartillas para las «Jornada Nacional Educar en Igualdad. Prevención y erradicación de la violencia de género. Orientaciones para las instituciones educativas».
A partir del año 2017 el Programa forma parte del Plan Nacional de Disminución del Embarazo no intencional en la Adolescencia, junto con los Ministerios de Salud y Desarrollo Social. En ese marco, se realizan capacitaciones en la temática específica a docentes de escuelas secundarias. Considerando los índices de embarazos en adolescentes entre los 15 y 19 años, teniendo como objetivo ampliar el radio de cobertura nacional para el 2019.
En el año 2018, el Consejo Federal de Educación establece mediante la Resolución 340/18 los Núcleos de Aprendizaje Prioritarios (NAP) de la ESI para cada nivel educativo, ante la necesidad de garantizar la integralidad del enfoque en todas las jurisdicciones y el efectivo abordaje de los cinco ejes conceptuales.
Desde la sanción de la Ley 26150 numerosas leyes conexas fueron sancionadas, ampliando derechos en este campo y colocando a la ESI ante el desafío de revisarse y ampliar sus marcos de referencia. Entre ellas destacan: 
- La Ley 27499 sancionada en diciembre de 2018, más conocida como Ley Micaela, que establecese la capacitación obligatoria en la temática de género y violencia contra las mujeres para todas las personas que se desempeñen en la función pública en todos sus niveles y jerarquías en los poderes Ejecutivo, Legislativo y Judicial de la Nación.[948] La promulgación de esta Ley fue el resultado de la movilización social tras el femicidio de la adolescente Micaela García en 2017.
- La Ley 27610 sancionada en diciembre de 2020, que regula el acceso a la interrupción voluntaria del embarazo y a la atención post-aborto.[949]

El programa de ESI permitió que ocho de cada 10 niños, niñas y adolescentes que sufrieron abusos sexuales pudieran denunciar su situación gracias al aprendizaje adquirido en las clases de educación sexual que se dictan en las escuelas Asimismo hizo descender la tasa de fecundidad adolescente que era de 35,3 cada mil mujeres en 2011, la tasa bajó hasta 33,7 cada mil hasta el 2014 y a 29.7 por mil en 2015. con un descenso del 43 por ciento en menores de 14 años.

### Sistema Universitario
El sistema universitario se expandió especialmente a partir de 2007, durante las dos presidencias de Cristina Fernández de Kirchner, cuando se crean 18 universidades nacionales, 8 de las cuales se asientan en el conurbano de Buenos Aires, 1 instituto universitario y 5 universidades provinciales.  Se autorizaron también 7 universidades y 2 institutos universitarios privados. Las nuevas universidades son la Universidad Aeroportuaria de Ezeiza, la Universidad Nacional de Avellaneda, la Universidad Nacional de José C. Paz la Universidad Nacional Arturo Jauretche, la Universidad Nacional de Moreno, la Universidad Nacional de Tierra del Fuego, la Universidad Nacional de Villa Mercedes, la Universidad Nacional del Chaco Austral, la Universidad Nacional de Río Negro y la Universidad Nacional del Oeste. La nuevas universidades públicas en el conurbano de Buenos Aires, junto a la Universidad Nacional de Lomas de Zamora–que data de los años ’70– sumaron e 15 establecimientos que nuclean más de 170 mil alumnos, el 12% de la matrícula universitaria pública nacional.En un porcentaje elevado entre el 70 y el 95% según las instituciones estaba formada por estudiantes que constituyen la primera generación de universitarios de sus familias. El crecimiento de los aportes del Estado a la educación permitió aumentar las transferencias a las universidades nacionales, cuyo presupuesto pasó de $1.992 millones en 2003 a $13.258 millones en 2011. 
El total de personas que asisten a universidades públicas creció un 39 por ciento entre 2008 y 2015. La matrícula tuvo un significativo aumento, que superó ampliamente el ritmo de crecimiento de la población argentina. Entre 2008 y 2015, la cantidad de estudiantes de bajos ingresos en el total de inscriptos al sistema universitario creció un 47 por ciento para el quintil 1 (el 20% de la población más pobre) y un 95 por ciento para el quintil 2. Según datos de 2013 y 2014 publicados en los informes del Centro de Estudios de la Educación Argentina de la Universidad de Belgrano - la proporción de alumnos universitarios cada 10 mil habitantes de la Argentina alcanzó en 2011 los 436 alumnos, proporción mayor a la de Brasil 380, Chile 361, Colombia 273 y México 285, la segunda mayor en Latinoamérica tras Cuba con 421 alumnos.

#### Reforma de la Ley de Educación Superior
En 2013 se aprueba en Diputados una modificatoria de la ley de educación superior. Recién es tratada y aprobada en el Senado en 2015. Ese mismo año se promulga la legislación que lleva el nombre de ley de implementación efectiva de la responsabilidad del estado en el nivel de educación superior (ley n.º 27 204). Esta ley modifica diversos artículos de la Ley de Educación Superior asegurando que:
- El financiamiento de las universidades públicas debe provenir del estado nacional. Se prohíbe cualquier tipo de gravamen, tasa, impuesto, arancel o tarifa directos o indirectos
- La educación superior es considerada un bien público y un derecho humano
- Se define al acceso a la educación universitaria como «libre e irrestricto», eliminando los exámenes de ingreso[962]
- Se prohíbe suscribir acuerdos o convenios que impliquen ofertar educación como un servicio lucrativo o que alienten la mercantilización
- Las instituciones universitarias nacionales tienen autarquía económico-financiera que ejercerán dentro del régimen de la ley 24.156, de administración financiera y sistemas de control del sector público nacional. (art. 59). Es decir, deberán predisponerse al Control Interno (SIGEN) y externo (AGN).[963][964]

#### Becas y programas
Se implementaron también becas para apoyar el desarrollo de carreras estratégicas para el país (ingeniería, ciencias básicas y naturales) y favorecer también a alumnos del sector no universitario. Según datos provistos por el Informe de Gestión 2015 de la Secretaría de Políticas Universitarias, en ese año se otorgaron 62.300 becas con una inversión total de 900 millones de pesos, frente a las 2.453 becas por un monto de algo más de 7 millones de pesos que se habían entregado en 1999/2002.
Otra política implementada a partir de 2007 fue la del desarrollo de redes internacionales, a través del programa de promoción de la Universidad Argentina; otro programa destinado a fomentar la formación de posgrado en áreas prioritarias y al bienestar universitario; por otra parte existe un grupo de programas sostenidos desde 2008, uno de ellos orientado a la formación de técnicos informáticos, y otros tres a la promoción de la extensión universitaria, el voluntariado universitario y el desarrollo local. Luego, la autora identifica un conjunto de programas que se inician en el año 2009: el programa de fomento de movilidad en ciencias exactas y naturales, el de fortalecimiento de carreras de sociales y humanas, y un programa de apoyo al primer año de carreras con conocimientos de matemática.
Se lanzó el Programa de Respaldo a Estudiantes de Argentina (PROG.R.ES.AR) el 22 de enero de 2014 La iniciativa genera oportunidades de inclusión social y laboral para jóvenes que deseen iniciar o finalizar sus estudios, continuar una educación superior y/o realizar experiencias de formación y capacitación laboral. A noviembre estaban inscriptos 550.000 jóvenes. En marzo de 2015, se amplió la cantidad de jóvenes cubiertos por el programa a 1.280.000.  Destinado a jóvenes de 18 a 24 años que no tienen trabajo, trabajan informalmente o perciben un salario menor del mínimo vital y móvil y cuyo grupo familiar se encuentre en iguales condiciones. A noviembre del 2014, PROGRESAR contaba con más de 550 000 jóvenes que cobran la prestación y 1 284 809 inscriptos. En marzo de 2015, se anunció la ampliación de la cantidad de jóvenes cubiertos por el programa a 1 280 000.
Se creó el Programa de Voluntariado Universitario, que antes del año 2010 había financiado más de 2.000 proyectos, con el fin de integrar el conocimiento teórico y práctico aprendido en los claustros de la Universidad Pública con las problemáticas más urgentes del país.
En julio de 2013 se entregaron 264 becas del programa Bec.Ar, que tiene por objetivo especializar a profesionales argentinos en Universidades del exterior en áreas como biotecnología, nanotecnología y TICs, entre otras. El programa tiene una duración inicial de cuatro años y planea especializar a mil profesionales de áreas denominadas «estratégicas» para el desarrollo del país.

#### Obras de infraestructura educativa
Además de aumento de los recursos destinados a otras universidades, como la Universidad de La Matanza, cuyo presupuesto creció un 820 %. Este aumento se vio reflejado en la formación de nuevos institutos de investigación.
El 18 de febrero de 2011, el arquitecto uruguayo Rafael Viñoly y Sebastián Ceria, CEO de una compañía de software de Nueva York y egresado de la UBA, se reunieron con la Presidenta Cristina Fernández de Kirchner para presentar la propuesta de construcción de un anexo para la Facultad de Ciencias Exactas y Naturales llamado"Cero más infinito" en un predio de 17.200 metros cuadrados de la sede universitaria más grande de la ciudad. A comienzos de 2013, la UBA y el CONICET empezaron la construcción del Centro de Investigaciones del Mar y la Atmósfera (CIMA), una ampliación sobre el primer piso del pabellón del INGEIS. Además se construyó un el nuevo edificio de la Facultad de Ciencias Económicas de la Universidad de Buenos Aires con planta baja y seis pisos, incluyendo un salón de usos múltiples en el primer nivel, que suman 8.200 m² de superficie cubierta. En 2015 comenzó construcción del nuevo edificio para la Facultad de Filosofía y Letras de la UBA destinado a concentrar los institutos de Investigación de la mencionada casa de estudios, dado que algunos de ellos están ubicados en diferentes sedes de la facultad. Las actividades académicas de investigación, postgrado, extensión y transferencia de la Facultad requieren de espacios más flexibles y con acceso a dispositivos tecnológicos acordes. El edificio cuenta con dos subsuelos, nueve pisos y un superficie total de 6.250 m².

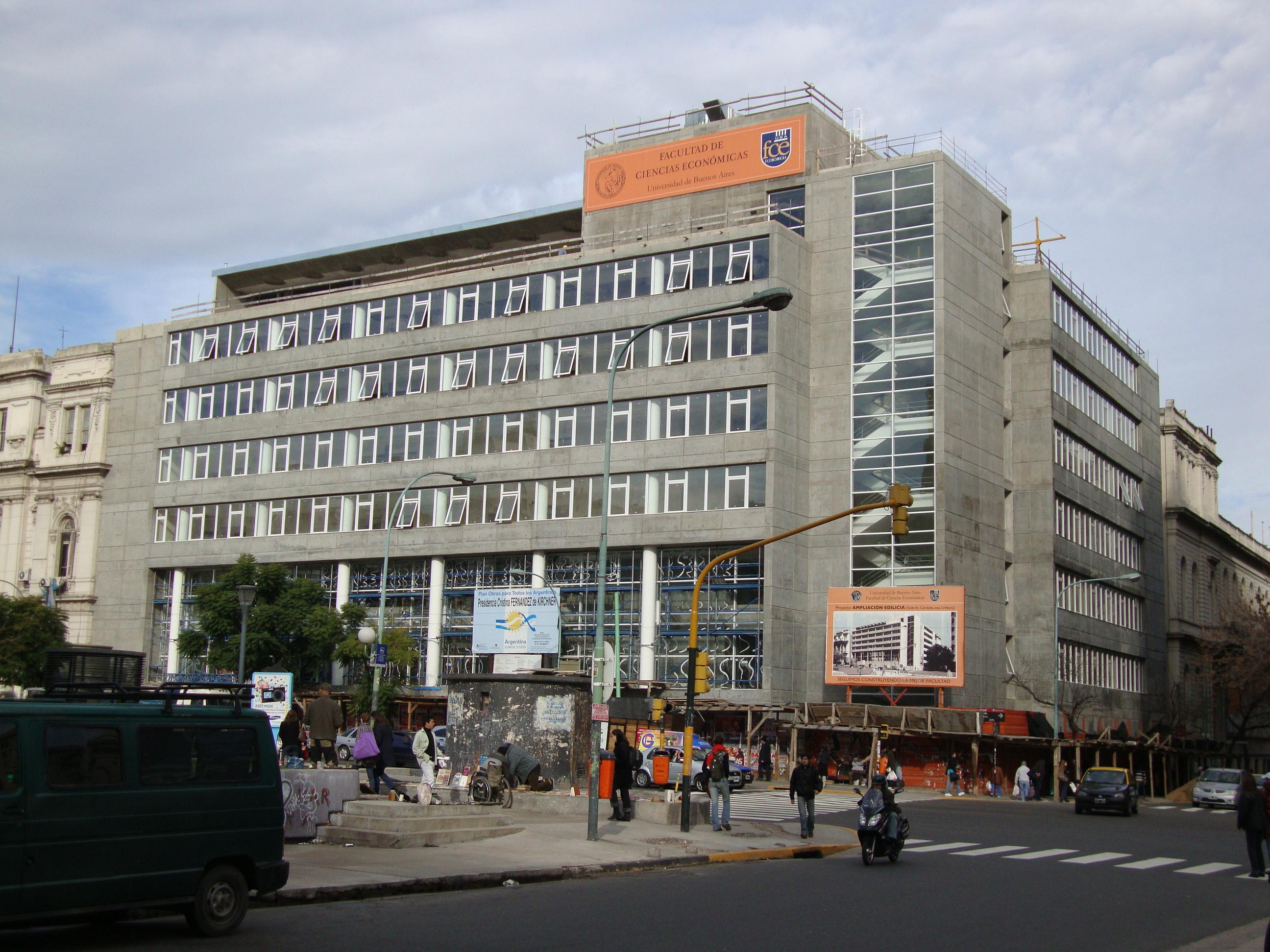
Construcción del edificio de la Facultad de Ciencias Económicas de la Universidad de Buenos Aires, inaugurado en marzo de 2011.

Paralelamente la Universidad Nacional de La Plata vivió un período de crecimiento, mejoras y avances en materia edilicia. Un Plan de Obras realizado en etapas que encaró la remodelación de varias de las facultades existentes, la construcción de nuevos pabellones, ampliaciones y edificios a estrenar. Entre estas obras, se destacaron la construcción del Departamento de Agrimensura de la Facultad de Ingeniería (inaugurado en 2011); la Facultad de Psicología (inaugurado en 2012); la Facultad de Informática (inaugurada en 2007 y ampliada en 2012); la Facultad de Periodismo y Comunicación Social (inaugurada en 2008 y ampliada en 2012); el Bachillerato de la Facultad de Bellas Artes (inaugurada en 2013); la Facultad de Humanidades y Ciencias de la Educación (inaugurada en 2014); y el nuevo Planetario de la Facultad de Ciencias Astronómicas y Geofísicas (inaugurado en 2013).
En abril de 2013, además, comenzó a funcionar el Tren Universitario, una línea de transporte con tres vagones desarrollada especialmente para comunicar la Estación de trenes de La Plata de la Línea General Roca con el Campus Universitario. En la Universidad Nacional de General San Martín se construyeron el Laboratorio de Bioseguridad y el Instituto de Ingeniería Ambiental y el Instituto de Investigaciones Biotecnológicas (IIB-INTECH). En 2015 junto con el gobernador Sergio Urribarri inauguró el nuevo edificio de la Facultad de Trabajo Social de la Universidad Nacional de Entre Ríos. y el edificio de la sede de la Universidad Tecnológica Nacional en Río Gallegos. la inauguración de la sede Piñeyro de la Universidad Nacional de Avellaneda en marzo de 2013, el nuevo edificio en la Facultad de Ingeniería de la Universidad Nacional de Rosario (UNR) de tres mil metros cuadrados cubiertos. En Tandil se construyó la residencia universitaria de la Universidad del Centro de la provincia de Buenos Aires (Unicen) donde realizan sus estudios de grado y posgrado alrededor de 10.000 estudiantes los que constituyen el 60% de alumnos de esta universidad.
En marzo de 2013 se inaugura la sede Piñeyro, de la Universidad Nacional de Avellaneda y un nuevo edificio de la Universidad Nacional Arturo Jauretche, de Florencio Varela; en la Universidad Nacional de Formosa, se inauguró la Facultad de Humanidades Néstor Kirchner; en Lanús, la Universidad de Lanús,  el edificio Macedonio Fernández; en Santiago del Estero, el Laboratorio Central; en Río Negro, se inaugura la primer  parte de la Universidad Nacional de Viedma; en Luján, la ampliación del Edificio San Fernando.

#### Ley 26.877
El 3 de Julio de 2013 se aprueba y sanciona la Ley 26.877 impulsada por el ministro de educación de la nación el Dr Daniel Filmus, que estableció la creación y funcionamiento de los centros de estudiantes en instituciones educativas de nivel secundario, superior y de modalidad de adultos en Argentina. Dicha ley reconoció a los centros de estudiantes como órganos democráticos de representación estudiantil, promoviendo la participación de los estudiantes y la institucionalización de los centros de estudiantes.
Con el objeto de combatir el bullying, evitar el acoso por internet, Fue creado en el año 2012 dentro del ámbito de la Dirección Nacional de Protección de Datos Personales, y el acoso cibernético se creó el programa nacional sobre el uso seguro de Internet. Desarrolla contenidos de prevención y trabaja en la formación de jóvenes y docentes en el uso responsable de las tecnologías de la información y la comunicación. Siendo este un espacio para la comunicación, el asesoramiento y la participación de niños, niñas y adolescentes en temas vinculados a las nuevas tecnologías y a la protección de datos personales.

## Política sanitaria
Durante sus gobiernos se implementaron el Plan Nacer (que luego fue ampliado por el Programa Sumar), el Salud Materno Infantil, el Programa Remediar y el Programa Nacional de Salud Sexual. Se promulgaron leyes para controlar el consumo de tabaco y de sal de mesa. Se lanzó el plan de salud dental. en 2008 se produjo la creación del Programa Nacional para la Producción Pública de Medicamentos, Vacunas y Productos Médicos para abaratar su costo y mejorar la eficiencia. De forma complementaria en 2011 con la sanción del Congreso de la ley 26.688 impulsada por el partido FPV se declaró interés nacional a la investigación y producción de medicamentos, vacunas y productos médicos como bienes sociales, con el objetivo de promover la accesibilidad y propiciar el desarrollo científico y tecnológico nacional. En diciembre de 2014 se crea la Agencia Nacional de Laboratorios Públicos. Logrando que la población tenga una amplia cobertura de acceso a los medicamentos, en especial en los medicamentos esenciales de bajo costo. Esto se explica debido a la existencia de programas de provisión pública y gratuita a la población en todos los Centros de Atención Primaria de la Salud (CAPS). En particular el Programa Remediar, que llega a todos los CAPS de todas las localidades del país unos 6200 en total.
El 4 de mayo de 2011 el Congreso sanciona la Ley 26 682 de Regulación de la Medicina Prepaga que estableció que la obligación de que las empresas de medicina prepaga cubran los planes de cobertura médico-asistencial del Programa Médico Obligatorio (PMO) y el sistema con prestaciones básicas para personas con discapacidad, también incrementó los derechos de los usuarios al establecer que los usuarios de prepagas pueden rescindir en cualquier momento el contrato celebrado, sin limitación y sin penalidad alguna de parte de la empresa, también establecía que a los mayores de 65 años con al menos diez años de antigüedad en la cobertura no se les puede aumentar la cuota. El nuevo plan de servicios de salud federal  incluyó 6 líneas de cuidado –control periódico de salud; detección de riesgo de enfermedades crónicas no transmisibles (hipertensión, diabetes, cardiovasculares y renal); detección de riesgo y diagnóstico de cáncer colorrectal; salud mental; apoyo y seguimiento en casos de alcoholismo y consumo de sustancias, y promoción de hábitos saludables, salud sexual y reproductiva, y prevención de lesiones externas, además de acceso a cerca de 50 nuevas prestaciones de salud, además de incluir la vacuna contra la difteria y el tétanos; la vacuna contra la hepatitis B; la Doble viral/ triple viral que inmuniza contra el sarampión y la rubéola; además de la vacuna antigripal y contra el neumococo.
Dio impulso a la Ley N.º 26.689 sobre el cuidado integral de la salud de las personas con enfermedades congénitas -acompañada por el lanzamiento del Programa Nacional de Enfermedades Poco Frecuentes y Anomalías Congénitas  y la Ley N.º 25.929 de Parto Humanizado, que buscaba anteponer el parto natural a las prácticas invasivas y garantizar el respeto a los derechos de las mujeres gestantes y sus familias.
En 2014 se creó la Red Federal Pública de Alta Complejidad, integrada por 17 hospitales que cumplen los estándares de calidad, coordinada por un Centro Nacional, y con un enfoque regional. Más de 3.500 niños y niñas operados de cardiopatías congénitas desde 2010. Reducción de la lista de espera en un 80% con respecto a la existente en 2003, fue el primer programa de América Latina en contar con evaluaciones externas y rigurosas de su impacto. A partir del 4 de diciembre de 2014, Argentina, se convirtió en el primer país de América en prohibir la producción y venta de grasas trans en todo su territorio, sumándose a Suiza y Dinamarca.
Desde la Sedronar desarrolló un programa para la prevención del consumo de drogas en ciudades de la Costa Atlántica y partidos de fútbol argentino. Al mismo tiempo se han encarado convenios con diferentes ONG especializadas en el tema, como con la organización Madres en Lucha, para el reacondicionamiento y equipamiento de Centro Preventivo Local de las Adicciones (CePLA) en el Barrio Mitre. En 2014 el gobierno de Cristina Fernández de Kirchner comenzó a implementar como parte del plan de lucha contra las drogas los Centros de Prevención de creación Toxicomanías en 150 localidades, con un presupuesto de 1.279 millones de pesos, con una inversión de 714 millones de pesos para la instalación de 60 casas educativas y otros 1279 millones para 150 centros preventivos. En 2014 se aprobó la Ley de Muerte digna que establecía que el paciente en estado vegetativo tiene el derecho de aceptar o rechazar determinadas terapias o procedimientos médicos, dando su consentimiento informado, es decir, la declaración de su voluntad -o, en todo caso, por medio de sus representantes legales-, emitida luego de recibir toda la información necesaria sobre su situación. El texto también deja en claro que, en estos casos, el médico no tendrá responsabilidad civil, penal ni administrativa alguna.
En 2008 se reglamentó la ley 26.066, aprobada en 2006 que establece que toda persona mayor de 18 años es considerada donante con excepción de quienes manifiesten su voluntad con contrario, entró en vigencia en 2006 y permitió que la actividad de procuración continuara en ascenso.
En 2010 se implementa a nivel federal Plan de Desarrollo de Trasplante Renal, para prevenir, diagnosticar, tratar y seguir la enfermedad renal crónica. En paralelo se implementa la Estrategia Hospital Donante Archivado el 12 de noviembre de 2020 en Wayback Machine., que  tiene como objetivo incorporar la procuración como una actividad propia de los hospitales para incrementar la disponibilidad de órganos y tejidos para trasplante.
Durante el 2012 Argentina alcanzó una tasa de 15,1 donantes por millón de habitantes, lo que la posicionó a la vanguardia en la región en materia de donación.
En el año 2014 Argentina se mantenía como líder entre los países de la región en materia de trasplante de órganos por millón de habitantes, liderando las estadísticas en trasplantes cardíacos, pancreáticos e intestinales, según consta en el Newsletter Transplant, publicado por el Consejo de Europa, el cual contiene las cifras internacionales de donación y trasplantes. En 2013 se lanzó normativa implica que los familiares de alguna persona fallecida ya no podrán revocar autorización de la donación  que realizo la persona fallecida y no pueden negarse a la misma. Establece respecto a los derechos de donantes y receptores la intimidad, privacidad y confidencialidad; a la integridad; a la información y al trato equitativo e igualitario.
Presentó la ley 26529 que establece derecho del paciente, historia clínica y consentimiento informado y sobre muerte digna y cuidados paliativos integrales.

### Plan Nacional contra el Dengue
Desde 2009 se tomaron numerosas medidas tras lanzarse el Plan Nacional contra el Dengue, enfermedad que afecta a la Argentina durante el verano austral. La enfermedad fue controlada mediante la aplicación de una fuerte estrategia con base comunitaria de control del mosquito transmisor. A partir del lanzamiento del plan se otorgó un presupuesto de 102 millones de pesos al combate del dengue, se llevó a cabo la modernización amplía y fortalecimiento de las bases operativas de control de vectores y las delegaciones sanitarias federales, operativos sanitarios a través delas unidades sanitarias móviles dependientes del Ministerio de Salud. A través del ministerio de salud se coordino a las autoridades nacionales y provinciales para  implementar políticas activas estatales de prevención entre ellas campañas de comunicación, saneamiento medio ambiental en espacios públicos, suministro de métodos de barrera como mallas mosquiteras y repelentes de manera accesible, distribuyéndolos en los servicios de salud y hospitales y grupos vulnerables y distribución de agua potable.
Luego de 2009, se tomaron medidas que llevaron a la disminución de la enfermedad y su retroceso geografíco disminuyendo gradualmente los casos de Dengue hasta llegar al mínimo de 223 casos en 2015, mientras en otros países de la región los casos se mantuvieron elevados. Durante este tiempo paso de ser una enfermedad endémica en doce de las veintitrés provincias al año 2008 a ser endémica sólo seis. Disminuyendo la incidencia geográfica en un 40 por ciento.
Durante su segunda gestión se produjo un incremento en la capacidad de fumigación, de 1500 hectáreas por hora en 2009 a 3900 hectáreas por hora en 2015, la renovación de máquinas, con la adquisición de 200 nuevos motonebulizadores.
A través del INTA se investigó el desarrollo de la Técnica del Insecto Estéril (TIE) para hacerle frente al Aedes aegypti. El sistema TIE ya fue usado con éxito contra la plaga de la mosca de la fruta en la región de Cuyo.

### Maternidad y niñez
Se impulsó la Ley 26.862 de Reproducción Médicamente Asistida también conocida como ‘Ley Nacional de Fertilización Asistida’, promulgada el 25 de junio de 2013 mediante la cual se permiten y regulan las más variadas posibilidades de fecundación e implantación, y se habilita sin mayores recaudos la criopreservación del material genético y de embriones. Por esta ley las instituciones de salud deben incorporar como prestaciones obligatorias y brindar a sus afiliados o beneficiarios, la cobertura integral e interdisciplinaria del abordaje, el diagnóstico, los medicamentos y las terapias de apoyo y los procedimientos y las técnicas que la Organización Mundial de la Salud define como de reproducción médicamente asistida. Tal cobertura será brindada también para aquellas personas que aun no queriendo llevar adelante la inmediata consecución de un embarazo, por problemas de salud o por tratamientos médicos o intervenciones quirúrgicas, puedan ver comprometidas su capacidad de procrear en el futuro. La normativa dispone además, la incorporación en el Programa Médico Obligatorio (PMO), de estos procedimientos, así como los de diagnóstico, medicamentos y terapias de apoyo, con los criterios y modalidades de cobertura que establezca la autoridad de aplicación.
Se amplió la ley de Pesquisa Neonatal agregando la fibrosis quística, la galactocemia, la hiperplasia suprarrenal congénita, la deficiencia de biotinidasa, la retinopatía del prematuro, el mal de Chagas y la sífilis.
Argentina logró disminuir la mortalidad materno infantil del 4,4 por mil al 3,2 por mil, y la tasa de mortalidad infantil del 16,5 por mil a 10,8 por mil, gracias a planes de salud gratuitos para mujeres y niños. En tanto, la mortalidad materno infantil disminuyó del 4,4 por mil al 3,2 por mil. Para 2015 La tasa de mortalidad infantil descendió a un dígito en 2015 por primera vez en 25 años, al ubicarse en 9,7. Gran parte del mérito de esta mejora en los indicadores estuvo dado por la creación del Plan Nacer en 2004, que luego fue extendido y rebautizado como Programa Sumar en 2012.
En el año 2010 se incorporó el financiamiento para la atención integral de las cardiopatías congénitas en niños, que constituyen la principal causa de mortalidad infantil difícilmente reducible, para todos los niños y niñas del país sin obra social. Desde su puesta en marcha s3.500 niños y niñas operados de cardiopatías congénitas, logrando una reducción de la lista de espera en un 80% con respecto a la existente en 2003.

### Programa SUMAR
En 2007 se extendió el Plan Nacer, que había comenzado en las nueve provincias del nordeste y noroeste argentinos, al resto del país. Entre los años 2005 y 2010, la mortalidad infantil se redujo un 27 % en todo el país y un 34 % en las provincias del norte. La brecha entre la mortalidad infantil del norte y la nacional se redujo a la mitad, un 48 % en el período 2005-2010. Un número de 4,7 millones de embarazadas y niños/as recibieron cobertura del Plan Nacer. En ese periodo el plan sumo más de 37 millones de prestaciones , médicas de prevención, cuidado y promoción de la salud brindadas a la población materno-infantil, unos 7000 establecimientos públicos fueron beneficiados con capacitaciones, medicamentos y mejoras en la infraestructura. Fue el primer programa de América Latina en contar con evaluaciones externas y rigurosas de su impacto.
En 2010 se agregaron a la cobertura gratuita tres anomalías congénitas (labio leporino, piebot y displasia de cadera) en niños y niñas hasta los 6 años.
En 2012 comenzó el Programa Sumar, la ampliación del programa materno infantil Plan Nacer, con el objetivo de profundizar el descenso de la tasa de mortalidad materno infantil, disminuir las muertes por cáncer de cuello de útero y de mama, brindando a partir de allí cobertura de salud a más de 9.5 millones de personas, incluyendo a 1.8 millones de niños y niñas de 0 a 5 años; 3.9 millones de adolescentes; 230 mil embarazadas y 3.8 millones de mujeres de 20 a 64 años que no tienen otra cobertura sanitaria que la que ofrece el sistema público de salud. 
El Programa Sumar establece la atención al recién nacido, el examen para detectar hipoacusia, controles clínicos del bebé, aplicación de las vacunas del calendario oficial, controles odontológicos y oftalmológicos, consultas pediátricas, atención de enfermedades respiratorias, diarreicas y nutricionales, prestaciones de alta complejidad (cirugías y tratamientos de cardiopatías congénitas, cuidados intensivos para recién nacidos e internaciones por neumonía), e información para los padres sobre lactancia materna, pautas de alimentación, crianza y desarrollo infantil, entre otros. En cuanto a las embarazadas, la cobertura del Sumar incluyó la prueba de embarazo y posteriores controles, el análisis de sangre y orina, ecografías, vacunación, control de salud bucal y arreglo de caries, atención con médicos especialistas y prestaciones de alta complejidad para embarazos de alto riesgo, parto atendido por especialistas en hospital, atención al recién nacido y acceso a la información sobre los cuidados durante el embarazo y postparto.

### Vacunación
En 2003 se incorporaron al calendario obligatorio las  vacunas contra la hepatitis B y la triple viral. A ellas se sumaron, en 2005, la vacuna que previene la hepatitis A y para ciudadanos que viven en zonas de riesgo, las vacunas contra la fiebre amarilla y la fiebre hemorrágica argentina.
En 2008, el gobierno de Cristina Fernández de Kirchner anunció la incoporación al calendario de vacunación de la pentavalente para menores de 1 año, y en 2009, la vacuna triple bacteriana acelular.
En 2014 el gobierno incorporó tres nuevas vacunas al calendario de vacunación en el marco del Programa Pronacer: contra el Rotavirus, la Varicela y el Meningococo para evitar 25.000 internaciones y 75 muertes de chicos al año. Argentina fue el primer país en América Latina en incorporar la vacuna triplebacteriana, que protege contra el tétanos, la difteria y la tos convulsa.  Ese mismo año se estableció que la vacuna contra el virus del papiloma humano (VPH) formará parte del calendario oficial de inmunización, con lo cual las niñas recibirán desde los once años la vacuna contra este virus en forma gratuita. El VPH es la segunda causa de muerte por cáncer entre las mujeres de Argentina.

### Donación de órganos
Por medio del Decreto 421/2013 del 19 de abril de 2013 se promulgó la Ley N.º 26.845, de Promoción para la Toma de Conciencia Sobre la Relevancia Social de la Donación de Órganos, que tenía por objeto promover en todos los niveles y modalidades del sistema educativo propuestas y acciones para la toma de conciencia sobre la relevancia social de la donación de órganos y tejidos para trasplante, con carácter voluntario, altruista, desinteresado y solidario. La política de donación de órganos y trasplante fue una continuación de la de su predecesor; en ocho años Argentina experimentó un crecimiento notable y sostenido en la generación de donantes y el trasplante de órganos, producto de la implementación de innovadoras políticas públicas de procuración. En ocho años de gestión del ciclo inaugurado por Néstor Kirchner y continuado por la Presidenta Cristina Fernández de Kirchner, la tasa de donantes por millón de habitantes se triplicó, lo que implicó que el último año se registrara una tasa de trasplantes del 39.2 por millón de habitantes a 2010, siendo segundo país en Latinoamérica en cantidad de trasplantes. Para 2013 Argentina se encontraba a la vanguardia en Latinoamérica en donación de órganos. Posteriormente en 2016 la tasa de donantes de órganos por millón de habitantes disminuyó en 2016 hasta su nivel más bajo en una última década. En 2011 se puso en marcha el Programa Procurar que tiene como objetivo el desarrollo de unidades hospitalarias de procuración de órganos en cada hospital nacional y provincial.

### Ley de salud mental
La Ley 26.657, conocida como Ley de salud mental, es una legislación argentina que asegura el derecho a la protección de la salud mental de todas las personas, y los derechos humanos de aquellas con padecimiento mental. Fue sancionada el 25 de noviembre de 2010 y promulgada el 2 de diciembre de 2010. El eje de la ley es que las personas con padecimiento mental deben ser tratadas en hospitales comunes y que las internaciones deben ser breves y notificadas al juez.
Del modelo de salud mental en manicomios e instituciones cerradas se pasó a un paradigma de de Salud Mental Comunitaria que promueve abordajes enred a partir de dispositivos alternativos a la internación: consultas am-
bulatorias, asistencia domiciliaria, dispositivos de inclusión social y laboral, centros de día y centros de noche, participación comunitaria,entre otros; respaldados por la atención médica y psicologica integral.
Entre las principales ventajas del cambio hacia el modelo ambulatorio estaba el abordaje integral de la salud mental de las personas, inclusión de la persona en la sociedad como miembro funcional y autónomo; la reducción del tiempo promedio de internación; la recuperación y creación de lazos afectivos y sociales; y el fomento de actividades laborales.

### Ley de obesidad
En 2008 se impulsó y aprobó la conocida «Ley de Obesidad» que estableció la prevención, el diagnóstico y el tratamiento de la obesidad, la bulimia y la anorexia serán cubiertos por los planes médicos de obras sociales y firmas de medicina prepagas. uno de los puntos más importantes que establece es que la obesidad es una enfermedad y un problema de salud pública, sujeta a políticas de gobierno. De este modo, libera a la persona obesa de ser culpable de estar enferma. La ley implica que los tratamientos para bajar de peso están incluidos en el Programa Médico Obligatorio (PMO) lo cual significa que el sistema de salud pública, las obras sociales, las mutuales y las empresas de medicina prepaga, tienen que hacerse cargo de los mismos. Esto incluye las alternativas quirúrgicas como la «manga gástrica», el baipás y la banda gástrica ajustable. 

### Ley antitabaco
La Ley N.º 26.687, conocida como Ley Nacional Antitabaco, es una legislación argentina de "regulación de la publicidad, producción y consumo de los productos elaborados con tabaco". Fue sancionada el 1 de junio de 2011 y promulgada el 13 de junio de 2011. 
La ley decreta la obligación de que en los atados aparezcan advertencias sobre el riesgo de fumar, esas leyendas deben ocupar el 30% de la parte superior de cada uno de los lados del paquete y renovarse cada 6 meses. Establecía además que las tabacaleras estarán obligadas a colocar en los atados imágenes —ocuparán el 70% de uno de los lados del paquete—, la prohibición total de publicidad o promoción de marcas de cigarrillos a través de cualquier medio de comunicación masivo, cada atado también deberá traer el número del servicio telefónico gratuito que se habilitará para dejar de fumar, la prohibición de venta de cigarrillos a menores de 18 años, la prohibición de las máquinas expendedoras de cigarrillos1

### Ley de consumo máximo de sodio
La Ley de consumo de sodio, o Ley 26.905, es una legislación argentina sobre los valores máximos permitidos de sodio en alimentos.  Fue sancionada el 13 de noviembre de 2013 y promulgada el 6 de diciembre de 2013. 

### Instituto Nacional de investigación del Cáncer
El 9 de septiembre de 2010 se crea el Instituto Nacional del Cáncer un organismo descentralizado cuya misión fundamental el desarrollo e implementación de políticas de salud, así como de la coordinación de acciones integradas para la prevención y control del cáncer. Entre sus funciones más destacadas se encontraba la gestión del Registro Institucional de Tumores de Argentina (RITA), que permitía a hospitales de todo el país sistematizar datos epidemiológicos y mejorar la planificación sanitaria. Además, el instituto capacitaba profesionales en oncología y epidemiología del cáncer, promoviendo la generación de información científica para elaboración de planes de salud pública, espacios de formación y de recolección de datos epidemiológicos y el desarrollo de políticas públicas.

### Enfermedades tropicales
En agosto de ese año se implementó el Plan Nacional de Prevención y Control del Dengue y la Fiebre Amarilla, a través del cual se capitalizaron las experiencias y saberes de distintos actores del orden gubernamental nacional y provincial, además de las sociedades científicas, universidades y organizaciones sociales. Así se logró que no hubiera víctimas fatales y se registrara poco más de un millar de enfermos, un 96 % menos que en 2009.
Se puso en marcha en 2014 el Instituto de Medicina Tropical que funcionará en la zona de la Triple Frontera, en la ciudad misionera de Puerto Iguazú, y que servirá para el control y prevención de enfermedades que se desarrollan en climas cálidos tales como Chagas, Leishmaniasis, Paludismo y Dengue. En 2013 reglamentó la Ley nacional de Salud Mental que garantiza los derechos de las personas usuarias de servicios mentales y establece la responsabilidad estatal de propiciar tratamientos comunitarios, y el cierre de manicomios públicos y privados para el año 2020, de acuerdo a lo acordado por distintos países, entre ellos Argentina, en lo que se conoce como Consenso de Panamá. En 2015 se llevò a cabo la incorporación de tres nuevas vacunas al calendario nacional: un contra el rotavirus, una contra la varicela y la última contra el meningococo. Se aplicarán a 1,5 millón de niños hasta 2 años de edad.

### Plan de Medicina Nuclear
A fines de 2014, el Gobierno Kirchner lanzó el Plan Nacional de Medicina Nuclear-Nucleovida, que preveía invertir 4300 millones de pesos para centros de diagnóstico por imágenes y tratamiento de enfermedades como el cáncer, con el objetivo de «ampliar en un 40 % el equipamiento en medicina nuclear para cubrir las necesidades de la población y garantizar el acceso equitativo a esta tecnología en todo el país». El plan incluyó la construcción de Centros de Medicina Nuclear y Radioterapia, con el aporte de la empresa estatal INVAP y la Comisión Nacional de Energía Atómica (CNEA), en distintas provincias. El de La Pampa incluye un sector dedicado a la producción de radioisótopos y radiofármacos fue construido con una inversión por más de 400 millones de pesos, en el Centro de Medicina Nuclear de Formosa se invirtieron 528 millones de pesos, el de Santiago del Estero se invirtieron más de 300 millones de pesos en 2015 y, finalmente, el Centro de Medicina Nuclear de Río Gallegos con una inversión de 328 millones en su construcción y equipamiento.

### Ley de cuidados paliativos
En 2012 se promulgo la primera ley de cuidados paliativos junto con la Ley de Muerte digna  Ley 26.742. que establecía que el paciente en estado vegetativo tiene el derecho de aceptar o rechazar determinadas terapias o procedimientos médicos, dando su consentimiento informado, es decir, la declaración de su voluntad -o, en todo caso, por medio de sus representantes legales-, emitida luego de recibir toda la información necesaria sobre su situación. El texto también deja en claro que, en estos casos, el médico no tendrá responsabilidad civil, penal ni administrativa alguna. La legislación estableció derecho a no extender los tratamientos médicos cuando el paciente tiene una enfermedad irreversible, incurable, en estado terminal o si sufrió lesiones que lo dejen en esta situación.
 a su vez concretaba las  condiciones sanitarias que contemplan la dignidad merecida por la persona moribunda; siendo el primer país latinoamericano en contar con una ley de esta naturaleza, siendo aprobada  55 senadores a favor ninguno en contra

### Salud dental
En 2008 se implementó el Plan de salud dental Nacional  iniciativa destinada a garantizar el derecho a la salud dental a través de la producción y colocación de prótesis e implantes que incluyo en el PMO el arreglos de caries, fluoración dental, extracciones tanto de muelas tratamientos de endodoncia, periodoncia, cirugías bucales,  implantes y las prótesis odontológicas, etc.Además se estableció la obligatoriedad de especialistas dentales en hospitales y salitas públicas para lograr el acceso gratuito a dentistas a siete millones de personas con prioridad en niños y embarazadas

En diciembre del año 2014 se lanzaría como forma complementaria el programa Argentina Sonríe, plan de carácter nacional  para garantizar el acceso prótesis dentales absolutamente gratuitas para todos los argentinos. El programa sanitario de carácter federal tenia como modalidad principal la utilización de camiones sanitarios que recorrerían diferentes pueblos y ciudades del país, donde especialistas realizaban chequeos, controles de rutina hasta arreglo de una caries, conducto, hasta extracción de piezas, arreglos dentales y prótesis. Las unidades móviles sanitarias fueron provistas de equipamiento con tecnología médica robótica 3D, con 30 unidades, 10 de ellas destinadas a la rehabilitación, 12 provistas de primer nivel de atención y 8 destinadas al traslado de pacientes.
Con el objetivo de transparentar la cadena farmacéutica y disminuir el precio de los medicamentos se adoptó un sistema de control y trazabilidad. Mediante el sistema. Estado podrá controlar los medicamentos a partir de su seguimiento en toda la cadena de producción desde el laboratorio hasta el paciente. Mediante la nueva normativa cada empresa o entidad interviniente deberá generar códigos que se incorporarán a la base de datos del sistema de la ANMAT. Cada caja o unidad de producto tendrá un código propio y único, inmodificable e intransferible. La base de datos es abierta al ciudadano permitiendo saber que componentes lleva cada medicamento, donde fue fabricado. Esta ley permite prevenir riesgos en la salud por la utilización de productos ilegítimos, desalentar el robo y contrabando de medicamentos, detectar duplicaciones y desvíos de la cadena legal de comercialización, brindar seguridad a los usuarios, reducir costos médicos y optimizar el uso de los recursos públicos.

### Políticas de natalidad
La principal política pública para bajar la tasa de natalidad en la población más vulnerable, garantizando los derechos a la salud sexual y reproductiva, además de bajar la tasa de natalidad en la población de niñas y adolescentes. En 2007 la tasa de fecundidad para niñas entre 15 a 19 años en la Argentina se ubicaba alrededor de 57 por mil por debajo de la media para América Latina y el Caribe que es de 72,4. Descendiendo desde un pico de 67.8 en 2001. Al mismo tiempo se complemento con actividades de promoción comunitaria sobre derechos, salud sexul y reproductiva para poblaciones no escolarizadas y la creación espacios de consulta individual o grupal en las escuelas y consultorios en salitas y hospitales. Alcanzando en su primer año  casi 5700 escuelas secundarias, 1490 centros de salud.

### Infraestructura hospitalaria
En 2012 puso en marcha las obras del programa de refuncionalización Integral del Complejo Médico Hospitalario Churruca-Visca, en las obras se invirtió 16 millones de pesos en la remodelación de 36 habitaciones a las que se sumaron 60 camas ortopédicas y nuevo instrumental. inauguró varios hospitales públicos durante su mandato presidencial. Uno de los ejemplos más destacados fue la inauguración del Hospital Municipal de Morón en diciembre de 2014, obras en el Hospital Posadas y presentó el avance de obras en otros Hospitales del Bicentenario, como los de Ituzaingó y Esteban Echevarría.
En 2011 se inaugura la remodelación y ampliación del hospital San Isidro en la zona norte del AMBA cuya superficie triplicó a la del viejo Hospital. En el hospital Luis Lagomaggiore, ubicado al oeste de la Ciudad de Mendoza, se construyó una nueva maternidad, una obra de 11.544 metros cuadrados distribuidos en 5 plantas, los que se suman a los 17.000 m² que ya tiene el nosocomio, es decir que suma alrededor de un 70% más de espacio.
En 2008 se lanza el programa Hospitales del Bicentenario anunciados en octubre de 2008 bajo el primer gobierno de Cristina Kirchner entre ellos El hospital de Ituzaingo, el hospital materno infantil Nestor Kirchner de Laferrere, en La Matanza, El hospital general de Agudos René Favaloro y el Ramón Carrillo de Santiago del Estero- La Banda..
En 2015 finalizó la construcción del Hospital General de Agudos Dr. René Favaloro en La Matanza, hospital de Alta Complejidad, de 18.352 m2 cubiertos, con una inversión total de  374 millones de pesos.

### Producción pública de medicamentos
En cuanto a la política sanitaria en 2008 se produjo la creación del Programa Nacional para la Producción Pública de Medicamentos, Vacunas y Productos Médicos para abaratar su costo y mejorar la eficiencia. De forma complementaria en 2011 con la sanción del Congreso de la ley 26.688 impulsada por el partido FPV se declaró interés nacional a la investigación y producción de medicamentos, vacunas y productos médicos como bienes sociales, con el objetivo de promover la accesibilidad y propiciar el desarrollo científico y tecnológico nacional. En diciembre de 2014 se crea la Agencia Nacional de Laboratorios Públicos. A través de la empresa estatal se lograron exportar medicamentos a 17 países, diversificando los rubros de exportación y obteniendo nuevos mercados y negocios por 500 millones de dólares desde 2013, logrando que la población tenga una amplia cobertura de acceso a los medicamentos, en especial en los medicamentos esenciales de bajo costo. Esto se explica debido a la existencia de programas de provisión pública y gratuita a la población en todos los Centros de Atención Primaria de la Salud (CAPS). En particular el Programa Remediar, que llega a todos los CAPS de todas las localidades del país unos 6200 en total.
Desde 2009 se tomaron numerosas medidas tras lanzarse el Plan Nacional contra el Dengue, enfermedad que afecta a la Argentina durante el verano austral. La enfermedad fue controlada mediante la aplicación de una fuerte estrategia con base comunitaria de control del mosquito transmisor. A partir del lanzamiento del plan se otorgó un presupuesto de 102 millones de pesos al combate del dengue, se llevó a cabo la modernización amplía y fortalecimiento de las bases operativas de control de vectores y las delegaciones sanitarias federales, operativos sanitarios a través delas unidades sanitarias móviles dependientes del Ministerio de Salud. A través del ministerio de salud se coordino a las autoridades nacionales y provinciales para  implementar políticas activas estatales de prevención entre ellas campañas de comunicación, saneamiento medio ambiental en espacios públicos, suministro de métodos de barrera como mallas mosquiteras y repelentes de manera accesible, distribuyéndolos en los servicios de salud y hospitales y grupos vulnerables y distribución de agua potable.
Luego de 2009, se tomaron medidas que llevaron a la disminución de la enfermedad y su retroceso geografíco disminuyendo gradualmente los casos de Dengue hasta llegar al mínimo de 223 casos en 2015, mientras en otros países de la región los casos se mantuvieron elevados. Durante este tiempo pasó de ser una enfermedad endémica en doce de las veintitrés provincias al año 2008 a ser endémica sólo seis, disminuyendo la incidencia geográfica en un 40 por ciento.
Durante su segunda gestión se produjo un incremento en la capacidad de fumigación contra el mosquito, de 1500 hectáreas por hora en 2009 a 3900 hectáreas por hora en 2015, la renovación de máquinas, con la adquisición de 200 nuevos motonebulizadores. A través del INTA se investigó el desarrollo de la Técnica del Insecto Estéril (TIE) para hacerle frente al Aedes aegypti. El sistema TIE ya fue usado con éxito contra la plaga de la mosca de la fruta en la región de Cuyo.
En abril de 2013 comenzó la construcción de un nuevo bloque edilicio en el Hospital Garrahan el hospital infantil más grande de Latinoamérica, que atiende al 30% de los niños de todo el país que sufren enfermedades oncológicas y hematológicas, sumando 4800 m22, 25 consultorios, salas de internación con 40 camas para administración de quimioterapia, 10 habitaciones de aislamiento con baño, consultorio odontológico especializado, tres espacios de reunión, tres oficinas para médicos, sala de estar y comedor de enfermería, entre otras comodidades.

## Política de derechos humanos
La política de derechos humanos de la presidencia de Cristina Fernández de Kirchner tuvo como ejes el juzgamiento de los crímenes de lesa humanidad ocurridos durante la última dictadura militar (1976-1983) y la sanción de leyes que protegen a las mujeres y las diversidades sexuales. En ese sentido se destacan la sanción de las leyes de matrimonio igualitario en 2010 y de identidad de género en 2012. Durante su primera administración se creó el Banco de Datos Genéticos mediante la Ley Nacional nº 26.548 del 18 de noviembre de 2009 entre otras, acompañada con la sanción de la Ley Nacional de Sitios de Memoria, nº 26.691, el día 29 de junio de 2011. En 2008 se quitó la jubilación 
de privilegio que gozaban Jorge Rafael Videla y Emilio Massera, elimnandose las jubilaciones de privilegio de rango militar a condenados por delitos de lesa humanidad, Ley 26128 apoyada por todos los bloques parlamentarios excepto el PRO. En el año 2012 con el voto unánime del Frente para la Víctoria, el Partido Socialista, Nuevo Encuentro, GEN y la UCR y con la oposición del PRO se sanciona la Ley 26827 que conllevó a la creación del Sistema Nacional de Prevención de la Tortura y Otros Tratos o Penas Crueles, Inhumanos o Degradantes, tendiente a la prevención y prohibición de la tortura y otros tratos o penas crueles, inhumanos o degradante.
Se produjo la señalización de alrededor de 200 lugares que funcionaron como centros clandestinos de detención durante la última dictadura.
El informe anual de Human Rights Watch correspondiente a 2015 sintetizó la situación de los derechos humanos en Argentina del siguiente modo:

La situación de los derechos humanos en Argentina sigue siendo mixta. Si bien numerosas libertades fundamentales están protegidas, subsisten problemas, como amenazas a la libertad de expresión, ausencia de legislación exhaustiva sobre libertad de información, abusos policiales, deficientes condiciones carcelarias, obstáculos para acceder a productos y servicios de salud reproductiva, y la falta de protección de derechos indígenas.

Argentina continúa logrando avances significativos en materia de derechos de personas LGBT y en el juzgamiento de abusos cometidos durante el "terrorismo de estado" (1976-1983), si bien hubo demoras en algunos de los procesos.
Human Rights Watch, 2016

Durante su primera presidencia el INADI abrió delegaciones propias en 21 provincias y en la Ciudad Autónoma de Buenos Aires, como parte de un plan de federalización, que incluyó convenios con más de 200 municipios de todo el país. y en la Ciudad de Buenos Aires el aumento fue del 14,8 % al 72,9 % (fuente: Analogías, diciembre de 2006 y CEOP, abril de 2009).
En 2014 se aprobó la Ley de Muerte digna que establecía que el paciente en estado vegetativo tiene el derecho de aceptar o rechazar determinadas terapias o procedimientos médicos, dando su consentimiento informado, es decir, la declaración de su voluntad -o, en todo caso, por medio de sus representantes legales-, emitida luego de recibir toda la información necesaria sobre su situación. El texto también deja en claro que, en estos casos, el médico no tendrá responsabilidad civil, penal ni administrativa alguna.

### Juicios por terrorismo de Estado

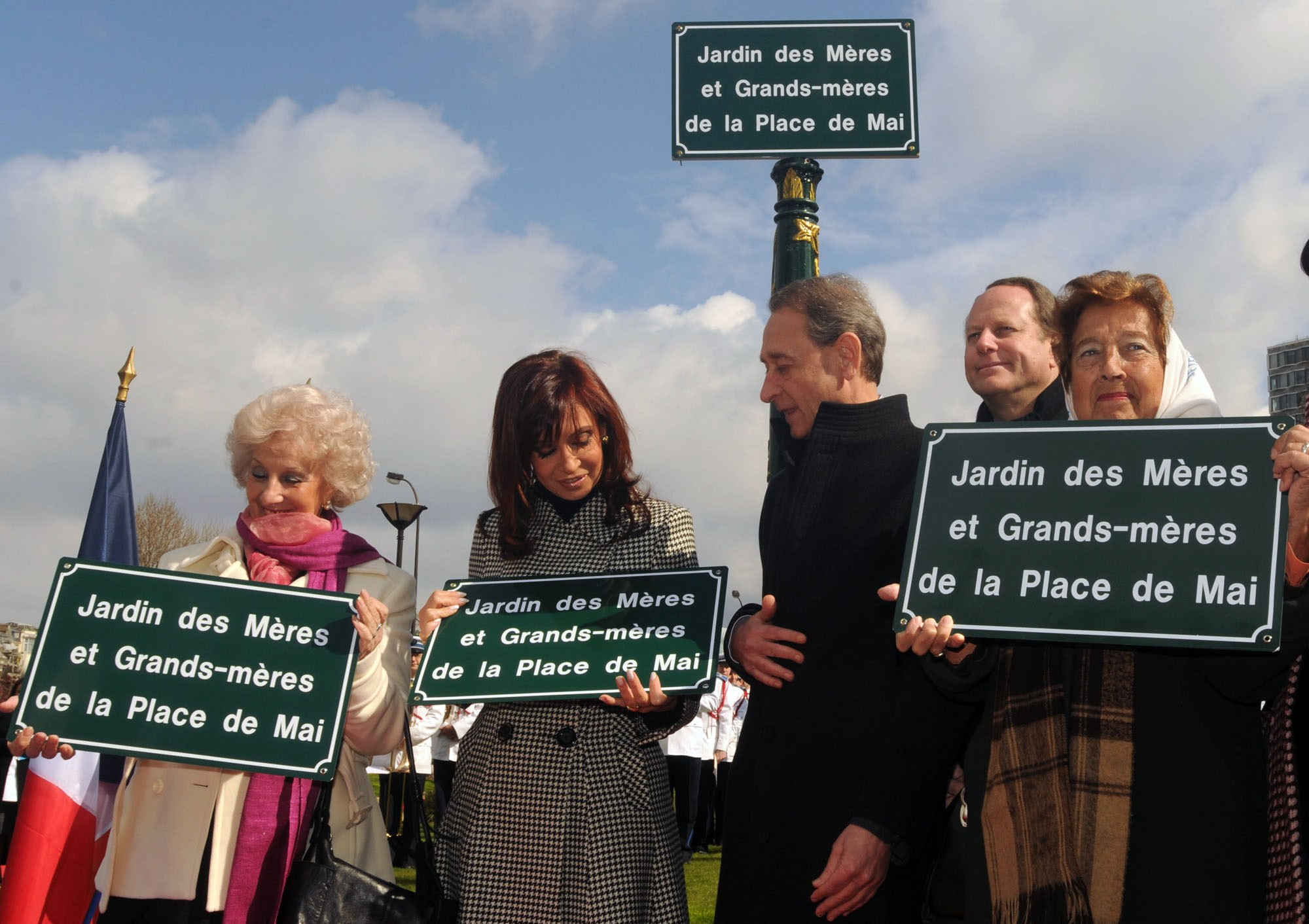
Inauguración del Jardín de las Madres y las Abuelas de Plaza de Mayo en París. En la foto, de izquierda a derecha: la presidenta de Abuelas de Plaza de Mayo Estela B. de Carlotto, la presidenta de la Argentina Cristina Fernández de Kirchner y el alcalde de París (7 de abril de 2008).

La política de derechos humanos Cristina Fernández contó con un abierto apoyo de varias organizaciones de derechos humanos como las Madres de Plaza de Mayo y las Abuelas de Plaza de Mayo. El 1 de marzo de 2009, al inaugurar formalmente el período de sesiones del Congreso, Fernández cuestionó la lentitud del avance de los juicios por crímenes de lesa humanidad:

Ya pasó la hora del Poder Ejecutivo y la hora del Poder Legislativo. Es la hora de la Justicia y se viene demorando desde hace demasiado tiempo.

Durante su primer mandato se produjo la creación del Archivo Nacional de la Memoria; la creación del Espacio para la Memoria y para la promoción y defensa de los Derechos Humanos, en el predio de la ex ESMA; la creación del Centro Cultural Haroldo Conti;la señalización de alrededor de 500 centros clandestinos de detención, la actualización del Informe Nunca Más, la creación de 20 unidades de investigación sobre secuelas del terrorismo Estado; la extensión de las políticas reparatorias para las personas que sufrieron de manera directa violaciones a los Derechos Humanos, la desclasificación de distintos archivos de la última dictadura militar; la creación del Centro de Asistencia Integral a las víctimas del Terrorismo de Estado, la Ley N.º 26.061 de Protección Integral de los Derechos de los Niños, Niñas y Adolescentes; la creación del Registro Nacional de Personas Menores Extraviadas; el impulso del Plan Nacional de Derechos Humanos y del Plan Nacional contra la Discriminación y la tipificación de la trata de personas como delito federal.
La referencia de la presidenta Fernández a la demora de la Justicia para resolver las causas por delitos contra la humanidad, estaba relacionada con la crítica a la Cámara de Casación Penal realizada por el entonces presidente Kirchner, el 26 de marzo de 2007, por la gran demora en resolver los recursos que presentaban sistemáticamente los represores acusados, causando la parálisis de casi todas las causas.
El 17 y 18 de diciembre de 2008, la Sala II de la Cámara de Casación Penal, integrada por W. Gustavo Mitchell, Guillermo J. Yacobucci y Luis M. García, por dos votos contra uno (Mitchell), ordenó la liberación de 21 represores acusados de delitos de lesa humanidad en la megacausa ESMA, entre ellos Alfredo Astiz, condenado a prisión perpetua en Francia, argumentando que se había excedido el plazo legal máximo de prisión preventiva autorizado por la ley. La decisión fue severamente cuestionada por Cristina Fernández el mismo día que se dieron a conocer los fallos, en un acto realizado precisamente en la ESMA, transformada en centro para la memoria:

Es un día de vergüenza para los argentinos, para la humanidad y también para nuestro Poder Judicial... Confío en que la Justicia argentina coloque a nuestro país en el lugar de donde nunca debería haber salido... Si piensan que pueden amedrentarme porque soy una mujer, que lo olviden: nunca lo van a lograr.

El fallo también fue criticado por dirigentes políticos de diversas tendencias y activistas de derechos humanos. Taty Almeida, presidenta de Madres de Plaza de Mayo Línea Fundadora, sostuvo que el fallo era «una cachetada, una vergüenza». Por su parte, la diputada Victoria Donda, nacida y despojada de su identidad en la ESMA, acusó al tribunal: «No me sorprende, porque es precisamente esta Cámara de Casación Penal la que tiene una estrategia de beneficiar a los genocidas». Ragmar Hagelin, padre de la adolescente Dagmar Hagelin desaparecida en la ESMA, definió el fallo como «un sacrilegio», «una cachetada en cada mejilla del pueblo argentino» y sostuvo que «es una vergüenza nacional que haya jueces que a esta altura de los hechos tomen una decisión semejante».
Ante el fallo, el Poder Ejecutivo Nacional ordenó presentar un recurso extraordinario ante la Corte Suprema, suspendiendo así la liberación de los represores y solicitar en el Consejo de la Magistratura el juicio político contra los dos jueces (Yacobucci y García) que votaron a favor en la decisión.
Mediante una acordada, la Corte Suprema reclamó a los juzgados de todo el país la agilización de los juicios por violaciones a los derechos humanos acontecidas durante la última dictadura militar. La Corte también creó en esa ocasión una unidad de superintendencia con facultades especiales para monitorear causas pendientes, pedir información a los jueces sobre avances y demoras en los procesos y establecer medidas que eviten demoras. En la misma ocasión invitó a los demás poderes públicos, el Ejecutivo y el Legislativo, así como al Ministerio Público Fiscal, a que aceleren las causas.
En 2009, el Poder Judicial anunció el envío a juicio oral de varias causas de crímenes de lesa humanidad. Entre ellas se fijó fecha para el 10 de octubre, en el Tribunal Oral Federal N.º 5, para dos de los diez tramos de la megacausa ESMA, correspondientes a la desaparición de las monjas francesas Léonie Duquet y Alice Domon y del periodista Rodolfo Walsh, donde serán enjuiciados Astiz, Acosta, Rolón, Pernías, entre otros represores. Como parte de estas políticas 106 lugares que habían sido centros clandestinos de detención fueron señalizados por el estado y convertidos en espacios para la memoria.
Los diferentes juicios, que se llevan a cabo desde el año 2007, se realizaron a través de todo el país. Las causas más conocidas son: el Caso Simón, Batallón 601, Von Wernich, Etchecolatz, Centro clandestino ESMA, Primer Cuerpo, Plan Cóndor, Masacre de Margarita Belén, Masacre de Trelew, Tercer Cuerpo y Barreto, Gonçalves y D’Amico (desprendimiento de la causa Riveros). También fueron señalalizados 106 lugares que habían sido centros clandestinos de detención y convertidos en espacios para la memoria. En diciembre de 2008 se sancionó la ley 26.475, que dispuso la extinción de los beneficios especiales de quienes usurparon cargos en organismos centralizados y descentralizados de la administración pública nacional entre el golpe de Estado de marzo de 1976 y el final de la dictadura. La norma abarcaba desde expresidentes de facto, pasando por ministros, hasta secretarios y subsecretarios. Al año siguiente, la circular 17/09 de la Administración Nacional de la Seguridad Social (Anses) estableció un mecanismo para materializar las bajas. Dicha ley fue criticada por Mauricio Macri y Elisa Carrió.
En 2009, se firmó una resolución en la que se prohíbe terminantemente rendir distinciones durante su funeral a represores fallecidos involucrados en delitos de lesa humanidad. Programa 26 Promoción y defensa de los Derechos Humanos (cuyos objetivos también han variado a través de los diferentes gobiernos, pero será objeto de análisis más adelante). Y a partir del año 2009 se crea el Programa de Fortalecimiento de Procesos Judiciales contra Delitos de Lesa Humanidad.
En 2013, el Senado convirtió por unanimidad en ley un proyecto del Poder Ejecutivo que incluye el reconocimiento y resarcimiento a las víctimas de los atentados y bombardeos ocurridos del 16 de junio al 16 de septiembre de 1955, conocido como bombardeo de la Plaza de Mayo. La medida también reconoce a los militares que sufrieron represalias o fueron dados de baja por no sumarse al bombardeo durante la dictadura autodenominada Revolución Libertadora. Las víctimas sobrevivientes han recibido homenajes del Archivo Nacional de la Memoria.
En 2013 se aprobó la creación del Banco de datos genéticos, impulsada por las Abuelas de Plaza de Mayo garantizó la obtención, almacenamiento y análisis de la información genética que sea necesaria como prueba para el esclarecimiento de delitos de lesa humanidad cuya ejecución se haya iniciado en el ámbito del Estado nacional hasta el 10 de diciembre de 1983.
En 2015 promulgó una ley de indemnización para los sobrevivientes y familiares de víctimas del atentado a la AMIA. La norma fue publicada en el Boletín Oficial y fue promulgada por el Decreto 838/2015. pocas semanas antes del fin de su segunda gestión promulga la Ley patrocinio jurídico gratuito a víctimas de la violencia de género, creando el Cuerpo de Abogadas y Abogados para Víctimas de Violencia de Género, brindar patrocinio jurídico gratuito y asesoramiento legal integral en todo el territorio nacional a personas víctimas de violencia de género. Todo ello enmarcado en la Ley 27.210, presentada por el diputado Juan Manuel Abal Medina. La modificación del Código Penal y Procesal otorgó por primera vez derecho de las víctimas, otorgando una mayor participación y garantías en el proceso penal a las víctimas de delitos y contempla la asistencia jurídica gratuita cuando no puedan afrontar los gastos.
La norma modificó el Código Procesal Penal y la Ley de Ejecución Penal con el objetivo de "reconocer y garantizar los derechos de las víctimas de delitos, evitando la revictimización y asegurando un acompañamiento efectivo durante el proceso.

### Protección de la diversidad sexual
Entre otras leyes impulsadas se puede destacar:
- la ley derogando el artículo 765 del Código de Justicia Militar que establecía el delito de homosexualidad para militares.
- la Ley de Matrimonio entre Personas del Mismo Sexo (2010), conocida como Ley de Matrimonio Igualitario, reconociendo también el derecho a adoptar niños de las personas LGBT+,
- la Ley de Identidad de Género (2012), reconociendo el derecho a cambiar de género, desde la niñez y por la simple autopercepción de la persona, con reconocimiento del derecho a la gratuidad de los tratamientos médicos necesarios.

Desde 2009, la Ley 26 529 sobre "Derechos del Paciente en su Relación con los Profesionales e Instituciones de la Salud" en su artículo 2, reconoce el derecho a ser asistido por los profesionales de la salud, sin menoscabo y distinción alguna basada en la orientación sexual. Ese mismo año se eliminó del Código de Justicia Militar (artículo 765), el delito de homosexualidad previsto para militares, que se castigaba con degradación y una pena de prisión de seis meses a seis años.
El 13 de agosto de 2010, la Cámara de Diputados aprobó la enmienda a la ley contra la discriminación que prohíbe la discriminación basada en la orientación sexual y la identidad de género, pero no fue votado por el Senado. En esos años, ha habido un esfuerzo en animar a los turistas LGBT para visitar Buenos Aires, sumado al auge que ha experimentado esta modalidad turística. Según un estudio hecho por el Pew Reserch Center, Argentina es el país que más acepta la homosexualidad en América Latina. El 13 de agosto de 2010, la Cámara de Diputados aprobó la enmienda a la ley contra la discriminación que prohíbe la discriminación basada en la orientación sexual y la identidad de género.
Mediante el dictamen 1.181/11, se instruyó a las fuerzas policiales y de seguridad federales a respetar la identidad de género, tanto de los agentes de los distintos organismos como de los detenidos y de cualquier ciudadano que realice un trámite en sus dependencias, brindando un trato acorde a la identidad auto percibida a las personas que así lo pidan. Las nuevas normas posibilitaron también la aceptación de oficiales travestis, transexuales y transgénero en las fuerzas de seguridad en las cuales estaban vedados.
En 2011 se modificó la legislación sobre matrimonio civil permitiendo que personas del mismo sexo puedan casarse y adoptar. En dicho año Argentina se convirtió en el segundo país de América en tener este derecho y el décimo en el mundo. Hacia 2015 el número de matrimonios se había elevado a más de 10 000 parejas. Se incluyeron a las mujeres solteras y familias homoparentales en la Ley de Reproducción Médicamente Asistida promulgada en 2013, una demanda impulsada por la FALGBT. Se sanciona la Ley N.º 26 061 de Protección Integral de los Derechos de los Niños, Niñas y Adolescentes.

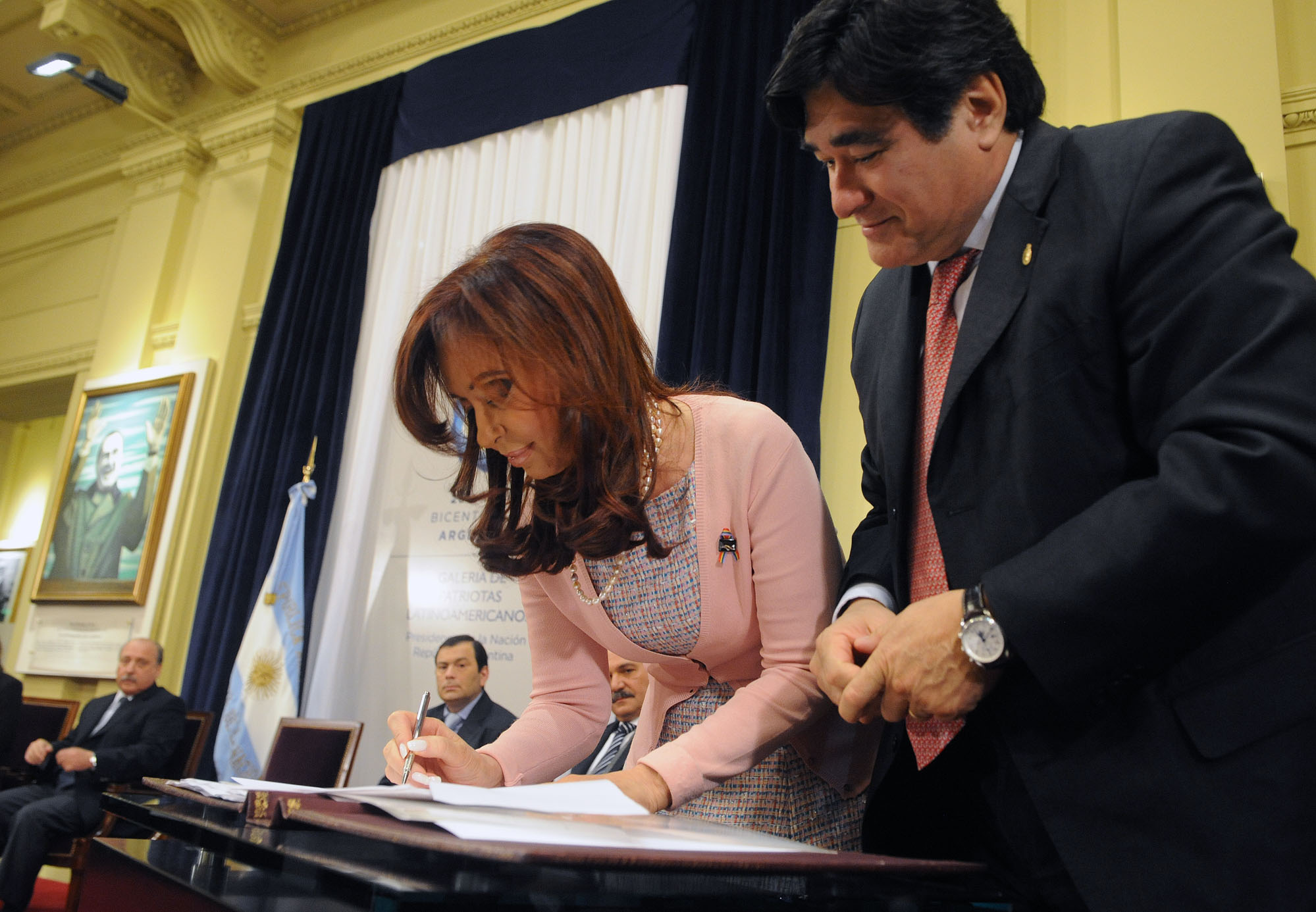
Cristina Fernández promulgando la ley de Matrimonio igualitario.

Un año después se modificó el Código Penal añadiendo la pena de prisión perpetua a delitos de odio motivados por la orientación sexual y la identidad de género o su expresión. Se aprobó el Régimen de igualación de oportunidades laborales para personas trans. Estableciendo la creación de un cupo mínimo prioritario en la planta de la administración pública nacional, para personas trans que reúnan las condiciones de idoneidad para el cargo.
En 2012 Cristina Fernández fue premiada en Suecia por su contribución a los derechos y a la igualdad de personas homosexuales por la Asociación Internacional de Lesbianas, Gays, Bisexuales, Trans e intersex (Ilga) entregándole la distinción en Estocolmo.
En 2012 el Congreso aprobó la ley de Identidad de Género por la cual el Estado reconoce el derecho a elegir la propia identidad siendo esta una «vivencia interna e individual del género tal como cada persona la siente, la cual puede corresponder o no con el sexo asignado al momento del nacimiento, incluyendo la vivencia personal del cuerpo». Entre otras cosas esta ley permite que la persona pueda solicitar un nuevo documento de identidad rectificado, siendo el mismo oponible a terceros desde su emisión. Permite que las personas trans (travestis, transexuales y transgéneros) sean inscriptas en sus documentos personales con el nombre y el sexo de elección, además ordena que todos los tratamientos médicos de adecuación a la expresión de género sean incluidos en el Programa Médico Obligatorio, lo que garantiza una cobertura de las prácticas en todo el sistema de salud, tanto público como privado. Es la única ley de identidad de género del mundo que, conforme las tendencias en la materia, no patologiza la condición trans. La norma señala que el solicitante deberá ser mayor de 18 años, y que los trámites de actualización de sus documentos serán gratuitos y sin necesidad de intervención judicial. Asimismo, los hospitales públicos y obras sociales deberán cubrir los tratamientos hormonales y las cirugías de reasignación genital sin tener que esperar años a que un juez lo autorice.
Fue creado el Centro Integral de Género en las fuerzas de seguridad de Argentina, con el objetivo de crear «espacios de orientación y asesoramiento en vistas a fortalecer la integración de la mujer y otras cuestiones de género y contemplar las dificultades que puedan surgir de su inserción laboral». En 2014 se creó la Coordinación Nacional de Diversidad Sexual con el fin de impulsar políticas públicas para poder promover y garantizar los derechos de las poblaciones LGBT. En 2015, se canceló la prohibición de donar sangre según la orientación sexual de la persona. En 2015, la Resolución n.º 1507/2015 del Ministerio de Salud levantó la prohibición para donar sangre según la orientación sexual de la persona. En 2014 se designa el  18 de marzo de cada año como el "Día de la Promoción de los Derechos de las Personas Trans", con el objetivo de visibilizar y promover los derechos de las personas trans, fomentando sus derechos. Este proyecto fue aprobado por la ley 15049.
Cristina Fernández de Kirchner fue reconocida por la Asociación Internacional (ILGA) por los "logros encomiables" en materia de igualdad y ampliación de derechos, otorgándole un premio en Estocolmo.

### Protección contra la violencia de género
En abril de 2008 se sancionó la ley 26.364 de Trata de Personas y Asistencia a sus Víctimas como medida de protección a todas las mujeres menores y mayores de edad que fueran explotadas tanto dentro como fuera del país. En el año 2009, se sancionó la Ley 26.485 de «Protección integral para prevenir, sancionar y erradicar la violencia contra las mujeres en los ámbitos en que desarrollen sus relaciones interpersonales» que amplió en el país la definición de «violencia contra las mujeres». Posteriormente se añado un párrafo para prevenir y erradicar la violencia obstétrica. Siendo complementada con la Ley de "Parto Humanizado" que establece derechos para la madre, la persona recién nacida, y el padre y la madre en caso exista una situación de riesgo para la persona recién nacida.

e) Violencia obstétrica: aquella que ejerce el personal de salud sobre el cuerpo y los procesos reproductivos de las mujeres, expresada en un trato deshumanizado, un abuso de medicalización y patologización de los procesos naturales, de conformidad con la Ley 25.929.
Ley 26.485, 2009.

En 2011 se sanciona la Ley de Protección Integral a las Mujeres que finalmente se convirtió en la ley 26.485, y que refiere a la protección integral para prevenir, sancionar y erradicar la violencia contra las mujeres en los ámbitos en que desarrollen sus relaciones interpersonales. La ley protege a las mujeres de la violencia física, pero también de la psicológica, sexual, reproductiva, obstétrica, económica y simbólica sufridas tanto en el ámbito familiar, como en el institucional, laboral o mediático.
En 2012, el Congreso Nacional, por medio de la ley 26.842, le incorporó dos modificaciones: por un lado, no aceptar el “consentimiento” de la víctima -incluso, pese a su mayoría de edad-, y además exigir que las penas sean de cumplimiento efectivo sin importar el caso.Ese mismo año se creó el Consejo Federal contra la Trata de Personas y el Ministerio de Justicia y Derechos Humanos de la Nación que habilitó la línea gratuita 145 para recibir denuncias desde cualquier punto del territorio nacional las 24 horas del día, gracias a la linea telefonica hasta abril de este año, 8.325 víctimas fueron rescatadas por el el Estado Nacional.
En 2015 fue promulgada la ley que dispone la creación del Cuerpo de Abogadas y Abogados para Víctimas de Violencia de Género (Ley n.º 27.210). También fue sancionada la ley 26.842, que amplía las condenas para los delitos de trata, acelera el proceso judicial, elimina el consentimiento de la víctima como elemento exculpable para el responsable de promover la prostitución y explotar a la víctima, y crea un Consejo Federal para la lucha contra la trata y un Comité Ejecutivo para la asistencia a la víctima.
También fue reglamentada la ley de Parto Respetado y la ley 25.929 te protegen de la violencia obstétrica que reconocé los derechos que toda mujer tiene durante el embarazo, el trabajo de parto, parto y postparto y al Ley de Parto Humanizado, que promueve y defiende los derechos de la madre y su bebé durante el proceso del nacimiento.
Otro rasgo transversal fue la incorporación de la cuestión de DD. HH. a un nivel de proyección regional e internacional vía la participación activa del país en los organismos internacionales. Ejemplo de ello fueron las presentaciones conjuntas al Comisión de Derechos Humanos de ONU de Argentina y Francia de la “Convención Internacional para la Protección de todas las Personas contra las Desapariciones Forzadas”, la cual entró en vigor en diciembre de 2010, y la por Argentina y Suiza, que planteó el establecimiento de un mandato para la creación de una nueva relatoría: el Relator Especial para la Promoción de la Verdad, la Justicia, la Reparación y las Garantías de No Repetición, que promueve la asistencia técnica y el desarrollo del derecho, en el caso de lagunas normativas, y las buenas prácticas. La iniciativa fue aprobada por resolución 18/7 del CDH en 2011. En política exterior mostró una continuidad de la política de su predecesor, de marcado corte autonomista que fue reforzado por la elección de la alianza con Brasil, en términos estratégicos junto con la profundización del Mercosur y la relación con los países asociados, Chile y Bolivia, que fueron convertidas en prioritarias, sobre la base de relaciones equilibradas e igualitarias entre los países.
Asu vez, Argentina presentó, en marzo de 2009 y octubre de 2010, dos proyectos en el ámbito del CDH de ONU (Resoluciones 10/26 y 15/5) con el objetivo de alentar a los Estados a utilizar la genética forense y los avances científicos con los fines de identificar los restos de personas víctimas de violaciones graves a los Derechos humanos.
En 2015 se impulsó una reforma a la Ley Orgánica del Ministerio Público Fiscal creando las procuradurías especializadas que contaren con procuradurías y personal especializado de un modo permanente, entre ellas: la Procuraduría de Investigaciones Administrativas, de Defensa de la Constitución, de Crímenes contra la Humanidad, de Criminalidad Económica y Lavado de Activos, de Narcocriminalidad, de Trata y Explotación de Personas y de Seguridad Vial.
En 2015 se aprueba la ley 27.234 establecía a nivel nacional que el Estado debía organizar una vez al año  las jornadas educativas contra la violencia de género en las escuelas primarias, secundarias y terciarias de todo el país. A través del programa “Educar en Igualdad”, los estudiantes de escuelas públicas y privadas recibían al año formación y capacitación para prevenir y erradicar de la violencia de género, había sido creada en 2015 para ser aplicada en escuelas de los niveles primario, secundario y terciario, en el marco de las políticas de ampliación de derechos e igualdad. Fue impulsadas por el Kirchnerismo y sancionada por el Congreso por unanimidad durante el gobierno de Cristina Kirchner.

### Políticas de protección hacia la mujer
Durante su gestiónse destacó por la federalización de las políticas públicas implementadas a nivel federal llegando a todas las provincias del país y jerarquizando también el Consejo Federal de las Mujeres, Géneros y Diversidad, integrado por las altas autoridades de las áreas de género y diversidad de las provincias argentinas.
En 2007 se jerarquiza el programa «Las Víctimas contra las Violencias» cuyo objetivo principal del Programa es la atención, acompañamiento y asistencia a las víctimas de violencia familiar y sexual. Posicionamiento de las mismas en un lugar activo que implique su decisión de colaborar en tanto responsabilidad ciudadana.
Con el objetivo de combatir la trata de mujeres y la violencia sexual prohibió el rubro 59 destinado a la publicidad de prostíbulos y actividades conexas. Argumentó que la oferta sexual en el rubro 59 es una profunda discriminación a la mujer como tal. Esta ley es un gigantesco paso contra la doble moral y la hipocresía". De la presentación participo el Ministro de Justicia el Dr Julio Alak, que tenía bajo su órbita a la Oficina de Rescate y Acompañamiento a personas damnificadas por este delito.
Al mismo tiempo se lanzo junto al Ministerio de Justicia conjuntamente con el Consejo Nacional de la Mujer la articulación de la lucha contra la trata. la Ley contra la Trata de Personas (26.364), la Ley Integral para prevenir, sancionar y erradicar la violencia contra las mujeres (26.485). La ley estableció la prohibición de avisos que promuevan la oferta sexual o que difundan, tanto explícita como implícitamente, la solicitud de personas para el comercio sexual, que tenía como objetivo prevenir el delito de Trata de Personas y, además, se convierte en una forma de disminución progresiva de las formas de discriminación que padecen las mujeres. Meses después todos los medios de comunicación habían dejado de publicar anuncios de oferta sexual excepto los del grupo Clarín que decidió desconocer la ley, publicando más de 157 mil avisos de oferta sexual en sus páginas, obteniendo ganancias millonarias por publicitar prostíbulos y whiskerias. Gracias a la ley junto con la implementación d ella línea telefónica federal 145 se logró clausurar varios prostíbulos.
Se crearon brigadas especializadas en atacar la prostitución infantil, se convocó a la Dra. Eva Giberti para trabajar en la redacción de la Ley contra la Trata de Personas, que buscaba conseguir que las víctimas sean activas y exijan al Estado la detención del violador. Debido a las políticas a favor de los derechos de la mujer Fernández de Kirchner sería premiada en 2015 en el Encuentro de Líderes Mundiales sobre Igualdad de Género realizado en Nueva York.

### Derechos de inmigrantes
En 2008 Cristina Fernández de Kirchner firmó la nueva ley de inmigración calificada como "ejemplo mundial" por la Organización Internacional para las Migraciones y concretó la mayor regulación de inmigrantes de la historia argentina. La nueva ley  reemplazaba a la dictada durante la dictadura de Jorge Rafael Videla de 1981, conocida como Ley Videla. La nueva ley incorporó dos ejes que estaban ausentes en la normativa anterior: la perspectiva de los derechos humanos y el enfoque migratorio regionalista. La nueva ley tenía un espíritu inclusivo, reconociendo a la migración como un derecho humano fundamental que el Estado debe garantizar y ha de favorecer la regularización de los migrantes, otorgándoles derechos sociales y económicos no reconocidos hasta aquel entonces.
El gobierno de Cristina Fernández continuó con el Plan Patria Grande iniciado en el gobierno anterior, con el fin de otorgar documentos a los inmigrantes en situación irregular. En 2008 se entregaron documentos argentinos a 144 549 personas, sumando de ese modo la cantidad de 714 907 inmigrantes regularizados, desde que se puso en marcha el plan en 2006. La cifra representa casi la mitad de los extranjeros registrados en el censo de 2001 (1 531 940). La regularización masiva de inmigrantes y la consecuente posibilidad de que puedan hacer valer sus derechos (sindicalización, asociación, demandas laborales, etc.) tiene un fuerte impacto en el mercado de trabajo, ya que los extranjeros suelen ocupar los empleos que se encuentran en los escalones salariales más bajos e informales, por lo que una mejora en los mismos, impacta directamente en toda la escala salarial.
Con las reformas impulsadas al Código Procesal Penal se dictaminó la Ley 13.943 limitó alternativas a delincuentes peligrosos. La 14.128 limitó la excarcelación para reincidentes y adultos que utilizan menores para cometer delitosny la 14.517 que limitó la excarcelación a todos aquellos que portan armas al momento de cometer ilícitos.

### Pueblos originarios

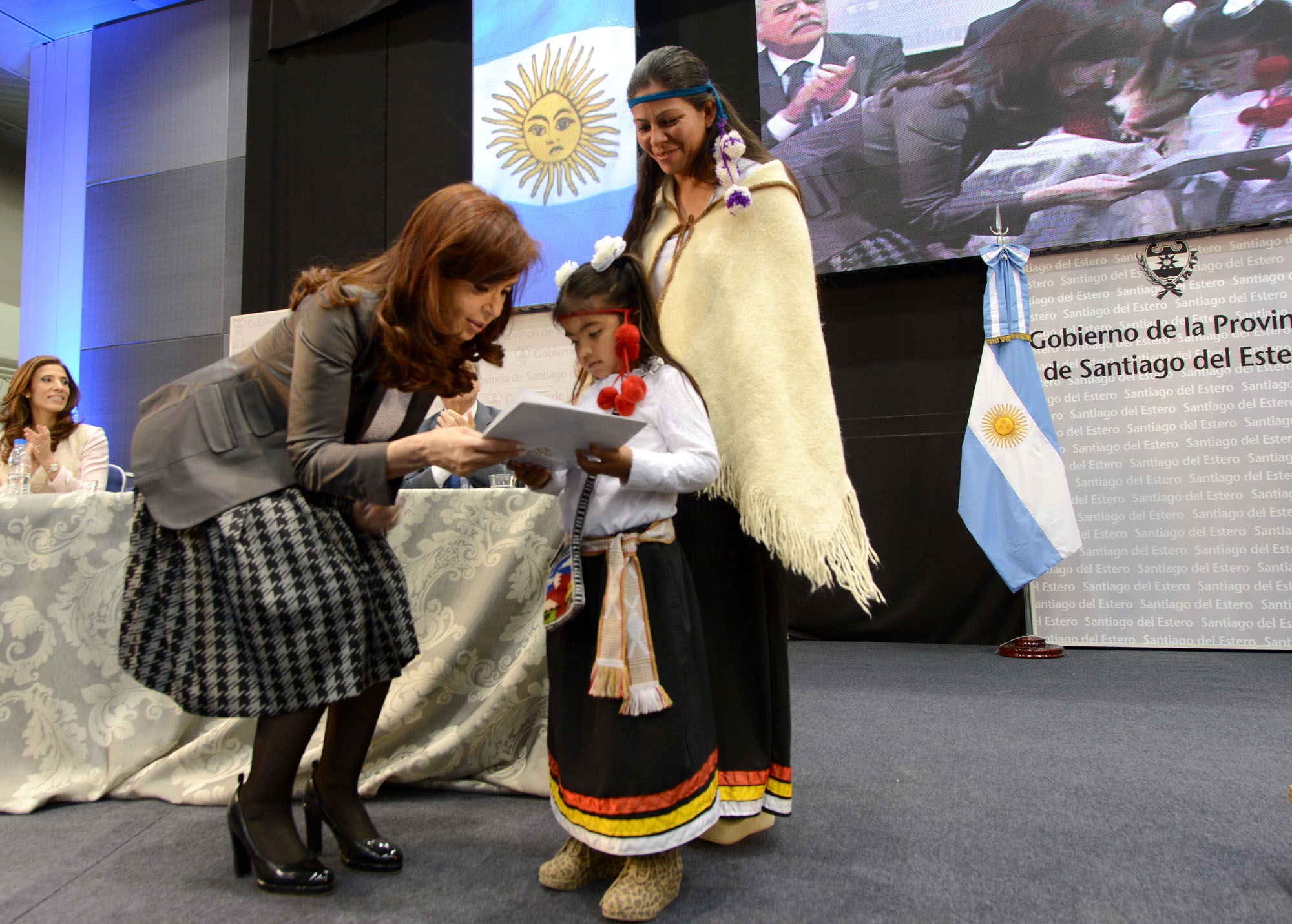
Entrega de viviendas a pueblos originarios

En el campo de las políticas indigenistas, dentro del INAI organismo autónomo creado por la gestión de Néstor Kirchner se creó el Consejo de Participación Indígena como respuesta a una sostenida demanda de cumplimiento de la normativa vigente. En el área de educación, la sanción de la Ley 26 206 de Educación Nacional incorporó la educación bilingüe e intercultural como modalidad educativa, mientras que en el campo de la comunicación y la cultura, leyes como la Ley 26 522 de Servicios de Comunicación Audiovisual (2009) promovieron la diversidad cultural y la incorporación al sector radiofónico de canales comunitarios indígenas y de contenido aborigen en canales masivos.  Durante los festejos del Bicentenario en 2010 se reservo un lugar central a los pueblos indígenas, cargando de simbolismo y estableciendo se una idea de nación con lugar para los pueblos indígenas. Se llevó a cabo una política de restitución de restos indígenas a sus comunidades originales. En 2013 se devolvieron los restos de tres integrantes de la comunidad wichí, asesinados entre 1881 y 1921 en los ingenios de Ledesma y La Esperanza. también se restituyeron huesos de tehuelches y mapuches exhibidos en el Museo Tello, en Viedma. 
El marco normativo de los derechos indígenas se completó con la ratificación del Convenio n.º 169 sobre Pueblos Indígenas y Tribales de la Organización Internacional del Trabajo (OIT) por la ley 24.071, la inclusión de los pueblos originarios en el Censo Nacional a partir de 2010, la Declaración de las Naciones Unidas sobre los derechos de los pueblos indígenas y el nuevo Código Civil y Comercial (2015), regulando la propiedad indígena de la tierra. A partir de entonces las comunidades indígenas que habitan en la Argentina, comenzaron a organizarse para hacer efectivos sus nuevos derechos constitucionales. La principal dificultad surge cuando se plantea la "ocupación tradicional" en los términos del art. 75 inc. 15 de tierras que, registralmente, tienen un propietario reconocido con anterioridad a la reforma constitucional, como es el caso de las tierras perteneciente a la empresa italiana Benetton. Se sancionó la Ley de Emergencia Territorial Indígena n.º 26.160, suspendiendo por 4 años los desalojos de tierras indígenas con el fin de renlizar el relevamiento catastral de las tierras ancestrales, paso previo para formalizar los títulos de propiedad comunitaria.
Desde 2012 se realizó un relevamiento en más de 59 museos nacionales y provinciales para hacer un inventario de restos indígenas para ser devueltos a sus comunidades, logrando identificar 203 restos y restituir más de 178 para 2015. En el año 2010 Cristina Kirchner reglamenta la Ley nacional N°25517, dictada en 2001 y conocida como “ley de restitución de restos humanos”. Esta ley establece entre sus principales artículos, la devolución de los restos mortales de aborígenes,cualquiera fuera su característica étnica, que formen parte de museos y/o colecciones públicas o privadas.

 En 2011 Argentina suscribió y ratificó la Declaración Universal de Derechos Lingüísticos, incorporando el derecho de los pueblos indígenas a qué su lengua se vea respetada y los niños aborígenes reciban educación primaria y secundaria en su lengua nativa, mediante ello se contemplo el reconocimiento de los derechos individuales y colectivos de los integrantes de las minorias agrupaciones lingüísticas.
En 2012 se produjo la restitución de casi 53.000 hectáreas a territorio indígena, al mismo tiempo se incorporó el reconocimiento de fiestas indígenas al los feriados no laborables para los pueblos originarios Curtoni y la obligación de entierros en cementerios públicos respetando las creencias indígenas. El Día de la Raza que celebraba la llegada de Colón a América fue reemplazado por Día del Respeto a la Diversidad Cultural por medio del Decreto de Necesidad y Urgencia 1584/2010 emitido por la presidenta Cristina Fernández conmemorando se la diversidad étnica de Argentina y honrando a los pueblos originarios. En mayo de 2015 inauguro el Nuevo Hospital General San Roque en Salta, de mediana complejidad y 14 mil metros cuadrados para atender a toda la zona vulnerable donde se encuentran los pueblos originarios para recibir atención médica cercana y logro descomprimir las demoras sanitarias en Orán y Tartagal, convirtiéndose en el tercer hospital más grande de la provincia. Desde el canal público se emitieron una serie de documentales recordando e investigando las diversas masacres a los pueblos indígenas entre ellas Masacre de Napalpí sucedida en 1924 bajo el gobierno de MT de Alvear.
En 2011 el gobierno junto a la bancada del Frente para la Victoria impulso y logro la aprobación de la reforma al artículo 63 del Código Penal Federal Argentino sobre los plazos de prescripción del abuso sexual en la infancia identificada como la ley número 26.705, modificó el Código Penal en 2011 para ampliar los plazos de prescripción del abuso sexual infantil con el objetivo de que estos no prescriban, ampliando el plazo de prescripción del abuso sexual infantil comienza a correr a partir de la mayoría de edad de la víctima. En 2015 la ley fue nuevamente modernizada En 2015, cuando fue reemplazada por la Ley
27.206 y conocida como Ley de Respeto al tiempo de las víctimas. Esta nueva ley establece que el plazo de prescripción comienza a correr cuando la víctima, ya siendo mayor de edad, se acerca a la justicia para formular la denuncia.

#### Otros aspectos
El 2 de abril de 2012, la presidenta  argentina Cristina Fernández de Kirchner, anunció que el gobierno llevaría adelante las tareas de reconocimiento de los 123 soldados no identificados que fallecieron en combate en las islas Malvinas, con la ayuda de la Cruz Roja, para lo cual realizó un pedido formal al titular de la entidad internacional, Yves Daccord. La presidenta sostuvo entonces que "estos soldados merecen tener una placa con su nombre y apellido, para que sus familias puedan honrarlos, llorarlos y ponerles una flor". En paralelo Argentina se ofreció a identificar también a restos de soldados británicos.

### Política de memoria
En 2013 el Senado convirtió en por unanimidad en ley el proyecto del Poder Ejecutivo que incluyó a las víctimas de los atentados y bombardeos ocurridos del 16 de junio al 16 de septiembre de 1955, como beneficiarios de las leyes de resarcimiento por haber estado detenidos o hayan sufrido la desaparición forzada u otro acto de fuerza no lícita de parte del Estado. La medida también reconoce los militares que sufrieron represalias o fueron dados de baja por no sumarse al bombardeo.
Las víctimas sobrevivientes han recibido homenajes del Archivo Nacional de la Memoria.
En honor a las víctimas y mártires se erigio un monumento «Del cielo los vieron llegar» que fue incorporado a la UNESCO (Organización de las Naciones Unidas para la Educación, la Ciencia y la Cultura) como una manera de «homenajear a cada una de las 308 víctimas
En mayo de 2008 con la participación del secretario Eduardo Luis Duhalde y el activista de los derechos humanos y periodista Eduardo Jozami (1939-). fue inaugurado en la ESMA el centro cultural y museo Haroldo Conti
Posteriormente serían inaugurados el Ente Público Espacio para la Memoria y la Promoción y Defensa de los Derechos Humanos. el Museo Sitio de Memoria ESMA. y el
Espacio cultural Madres de Plaza de Mayo.

### Derechos personales
Los derechos personalísimos son derechos subjetivos inherentes a la persona humana que garantizan su integridad y dignidad, protegiendo su esencia y manifestaciones tanto físicas como espirituales.
Se sancionó una nueva ley con el objetivo garantizar la protección integral de los datos personales de las personas físicas y jurídicas. Esta ley reconoce y protege el derecho de acceso, rectificación, actualización y cancelación de datos, así como la posibilidad de oponerse a su uso.

### Centro Internacional de derechos humanos
En 2013 se inauguró en la ex ESMA 
El Centro Internacional para la Promoción de los Derechos Humanos (CIPDH) cuyo fin es promover la cooperación y articulación con la comunidad internacional para el desarrollo de la educación en derechos humanos y planificar e implementar proyectos regionales e internacionales de promoción de los derechos humanos. El CIPDH tiene el estatus de centro de categoría 2 bajo los auspicios de la UNESCO aunque con autonomía y autarquía.

### Derechos humanos en Malvinas
El 11 de diciembre de 2008 el Congreso de la Nación Argentina sancionó el decreto nacional 2131 que declaró lugar histórico nacional al cementerio de Puerto Darwin. Luego, se lo volvió a declarar lugar histórico nacional a través de la ley nacional 26 498 del 4 de junio de 2009 publicándose en el Boletín Oficial de la República Argentina.
En 2010 un ciudadano kelper de origen británico se le otorgo refugio y el DNI argentino argumentando las violaciones a los derechos humanos que ocurrían en las Islas. En otro caso Linsey y Jamies Trevaskis exiliados en Gales, desde donde denunciaron que la hija de la mujer le fue sustraída injustamente por el servicio social de las islas cuando tenía 11 años porque su madre había solicitado la nacionalidad argentina.
En 2010 comenzó la organización en el "Plan Proyecto Humanitario Malvinas" en conjunto con el Comité Internacional de la Cruz Roja, el Ministerio de Relaciones Exteriores y Culto de la Nación, el Equipo de Antropología Forense y el Centro de Asistencia a las Víctimas de Violaciones de Derechos Humanos para poder identificar los restos de 122 soldados que no pudieron ser identificados, que comenzó en 2012 con la recolección de muestras de ADN tomadas entre marzo y diciembre de 2011 con el debido consentimiento de cada familia.
Ese mismo año se creó el Consejo Nacional de Asuntos relativos a las Islas Malvinas, creado por Ley 27.558, tiene como objetivo central generar los consensos políticos y sociales necesarios para diseñar e implementar políticas de Estado que contribuyan al ejercicio pleno de la soberanía sobre las Islas Malvinas, Georgias de Sur, Sandwich del Sur y los espacios marítimos circundantes.
En 2014 por primera vez desde la guerra se reconoció la labor de médicas, instrumentadoras quirúrgicas y enfermeras que participaron en el conflicto, junto con la entrega de medallas y diplomas de honor se otorgó una previsional honorífica de la que gozan los combatientes varones que no les había sido otorgada a las mujeres combatientes, aunque prestaron servicio durante el combate.

## Política antidiscriminatoria
Durante su presidencia se jerarquizo el Instituto Nacional contra la Discriminación, la Xenofobia y el Racismo (INADI), otorgadole autonomía financiera y autarquía, el organismo descentralizado del Estado nacional, cuyo objetivo es garantizar el respeto a los derechos de todas aquellas personas que puedan verse afectadas por cualquier tipo de discriminación ya sea por su origen étnico o su nacionalidad, por sus opiniones políticas o sus creencias religiosas, por su género o identidad sexual, por tener alguna discapacidad o enfermedad, por su edad o por su aspecto físico.el INADI abrió delegaciones propias en 21 provincias y en la Ciudad Autónoma de Buenos Aires, como parte de un plan de federalización, que incluyó convenios con más de 200 municipios de todo el país, en 2008 se creó una línea telefónica (0800) de consulta gratuita, que funciona las 24 horas del día para denunciar actos discriminatorios.
En 2010 se incorpora mediante la actualización a ley antidiscriminatoria  ley 23.592, aborda el antisemitismo como una forma de discriminación, estableciendo sanciones para actos discriminatorios basados en la raza, religión, nacionalidad u origen.

## Política en medios y comunicación
Durante la presidencia de Cristina Kirchner se debatió y aprobó por sectores oficialistas y opositores la Ley de Servicios de Comunicación Audiovisual que reemplaza a la antigua Ley de Radiodifusión 22.285 creada por la última dictadura. Este hecho, junto con la migración hacia la televisión digital abierta, dio como resultado la multiplicación de la cantidad de señales audiovisuales y espacios relacionados con la creación estatal de contenido y demás, principalmente en el interior del país, donde todavía se consumen productos de la televisión de Buenos Aires. Se concedieron 1000 nuevas licencias de radio y televisión, y se crearon cerca de 100 000 puestos de trabajo. Otros aspectos que resaltan son la aparición de varios nuevos diarios de alcance nacional. Se realizaron 1.132 reservas de frecuencias de radios para municipios, se dieron más de mil autorizaciones y licencias a radios AM y FM y televisión abierta y paga y más de 650 de radio AM y FM al sector privado; mientras que se entregaron las 23 licencias para radios de baja frecuencia en zonas de alta vulnerabilidad social y se llamó a concurso para 1.052 frecuencias de radio en todo el país, recibieron la autorización para poner en marcha 175 radios y canales de televisión; al tiempo que fueron autorizadas 35 radios y un canal para los pueblos originarios.
Otros aspectos que resaltan son la aparición de varios nuevos diarios de tirada nacional, y la despenalización de las calumnias e injurias para expresiones de interés público, tema vinculado a la libertad de expresión y la libertad de prensa. Se aprobó la despenalización de las calumnias e injurias para expresiones de interés público, tema vinculado a la libertad de expresión y la libertad de prensa.

### Ley de servicios de comunicación audiovisual
En 2004 y debatida durante un año en 24 foros que se desarrollaron a dicho fin en distintos puntos del país.[1057] Luego de que se le realizaran más de 100 y dos años de debate y modificaciones, fue aprobado por amplia mayoría en la Cámara de Diputados y el Senado. Con la nueva ley se produjo la entrega de mil licencias y autorizaciones de radio y TV, desde la sanción de la ley de medios. La Autoridad Federal de Servicios de Comunicación Audiovisual (AFSCA) destacó la entrega de 1.007 autorizaciones y licencias para emitir en radio y TV, la reserva de 1.132 frecuencias para municipios, así como la creación de 100.0000 nuevos puestos de trabajo en el sector.
La ley llevo a la creación de 1008 nuevas licencias radiales y televisivas, generando alrededor de 100 mil puestos de trabajo.Los más beneficiados fueron las cooperativas, las radios comunitarias, los pueblos originarios, las universidades nacionales, instituciones educativas,  las cooperativas y pymes recibieron 98 licencias nuevas.
En el área radial:se otorgaron 250 licencias a radios FM y cuatro a AM. Las más destacadas corresponden a las 34 de FM otorgadas a los pueblos originarios, la Iglesia Católica con 25 FM y una AM, los institutos educativos con 168 FM y las universidades con seis.

### Telecomunicaciones
El 1 de junio de 2012 publicó la resolución que obliga a las empresas de telefonía móvil a cobrar las llamadas desde el momento que el receptor atiende y no desde que se marca el número como hacían anteriormente, una medida reiteradamente solicitada por los movimientos de defensa del consumidor. En marzo de 2012, la presidenta Cristina Kirchner anunció que partir del 30 de marzo de ese año comenzaría a regir en todo el país la portabilidad numérica de los teléfonos celulares, que permite a los usuarios cambiar de compañía manteniendo el número.
El Plan Nacional Argentina Conectada lanzado durante la gestión Fernández construyó 15.453 kilómetros de la Red Troncal de Fibra Óptica, adquirió otros 4494 kilómetros de ductos a las empresas Silica, Giga Red y Global Crossing, y firmó convenios con las compañías telefónicas para sumar otros 8305 kilómetros a partir de intercambios. En total la red alcanzó una extensión de 28.252 kilómetros, a lo que se sumarían las redes provinciales en construcción, financiadas con fondos del gobierno nacional. Hasta 2014 se instaló el 79,3 % de los 19.480 km proyectados en las distintas regiones en las que se dividió al país para la implementación del plan. el Estado impulsó la política aeroespacial aumentando exponencialmente la inversión en un área considerada estratégica. Entre los logros alcanzados se destacan: la construcción del
Pehuensat-1, que con su lanzamiento en 2007 marcó el primer paso del Plan Nacional Satelital; la puesta en órbita en 2011 del Sac-D Aquarius, un satélite para monitoreo
de la biósfera, en un trabajo conjunto de la Conae, el Invap y la Nasa; el trabajo junto
a Brasil para el desarrollo del Sac-E, que constará del SABIA-Mar A y SABIA-Mar B, con el objetivo de prevención meteorológica, estudio del mar, deforestación y
agricultura; también se avanzó en los llamados “nanosatélites”,
el pequeño satélite “Capitán Beto”, que órbita a 650 km con fines
experimentales de libre acceso para centros educativos y científicos, y “Manolito”, un satélite de similares características.
Finalmente se dio la puesta en órbita del Arsat-1, el primer satélite de telecomunicaciones de América Latina, que con una inversión de
6500 millones de pesos brinda servicios de telecomunicaciones y, posteriormente, en
septiembre de 2015, el lanzamiento del Arsat-II. Este segundo satélite de
comunicaciones implicó una inversión de 250 millones de dólares y tiene una
cobertura continental. De esta manera, Argentina quedó incluida en el grupo de 12 países que producen satélites de telecomunicación.
En 2015 se completó el tendido de la red troncal de fibra óptica en Entre Ríos con 1.768 kilómetros que se suman a otros 1.000 que ya estaban desplegados, con lo cual se llega a casi 2.800 kilómetros que brindarán servicio a 150 ciudades y pueblos de la provincia, con una inversión de 300 millones de pesos. ya se había completado la construcción del satélite de comunicaciones, y se encontraba transitando el período de pruebas en San Carlos de Bariloche. Fue trasladado a la Guyana Francesa en agosto del mismo año y lanzado el 30 de septiembre de 2015 a bordo de un Ariane 5 desde el Puerto espacial de Kourou que contó con una inversión estatal de 250 millones de dólares, ofreciendo cobertura de Internet, datos, telefonía IP y televisión para todo el continente americano, a diferencia de su antecesor el satélite Arsat 1, lanzado un año antes que cubría la superficie de toda la Argentina logrando sextuplicar la velocidad de banda ancha en todo el país.

En 2009 Cristina Kirchner anunció la creación Sistema Argentino de Televisión Digital Terrestre con el objetivo de generar la transición de la televisión analógica a la digital en 10 años. Toda la inversión satelital, de antenas terrestres y de fibra óptica necesaria para este proceso estuvo a cargo del Estado. Hasta diciembre de 2015 se habían instalado 92 antenas terrestres y se distribuyeron 80 mil decodificadores para beneficiarios de planes sociales o jubilaciones mínimas. Se estableció además que para 2019 todos los canales de TV abierta de alcance nacional (América TV, TV Pública, Canal 9, Telefe y Canal 13) deberán transmitir usando el estándar de Televisión Digital Terrestre que el país adoptó en 2009 (el estándar ISDB-T). 
En 2012 se lanzó la Televisión Digital Abierta compuesta por los servicios de Televisión Digital Terrestre (TDT) o Televisión digital Satelital (TDS) permiten tener acceso desde cualquier lugar del país, ya sea por tierra o a través del ARSAT-1, al sistema de televisión digital que tiene Argentina.
En 2012 fue lanzado el Núcleo de Acceso al Conocimiento (NAC)  un programa implementado como política pública del Estado Argentino, que consiste en instalar espacios de inclusión digital y acercamiento a las nuevas tecnologías en distintos puntos del país. Cada uno de los NAC constan de una sala de capacitación (equipada con entre 10 y 20 computadoras de última generación), un Microcine, una sala de Entretenimiento Digital (equipada con consolas de videojuegos) y un Punto de Acceso Digital (PAD), que permite conexión inalámbrica a Internet. A 2015 funcionaban en el país 277 establecimientos de este tipo y hay al menos uno de ellos en cada provincia. A finales del año 2007, había 894 004 conexiones por banda ancha y 598 618 que se conectaban por módem y el 31 por ciento de la población accedía a internet.
A principios de 2010, la disponibilidad de Internet alcanzó al 64,4% de la población, con más de 26 millones de usuarios, y las conexiones por banda ancha en diciembre de 2010 llegaron a 4.507.703 Para 2012, según la Unión Internacional de Telecomunicaciones, el porcentaje de individuos utilizando Internet en Argentina ascendía a 55,8%, un aumento de 10% respecto de 2010, y un 45% mayor a diez años atrás, en 2002. Para mayo de 2015 más de 30 millones de argentinos tenían en sus hogares internet. Según datos desprendidos de la investigación de la Unión Internacional de Telecomunicaciones (ITU) que analizó el acceso a Internet de los usuarios a nivel mundial Argentina es el país de Latinoamérica que más utiliza internet con un 69,4 por ciento y destacando a la Argentina como uno de los países más conectados. Argentina se ubicaba al tope en la región, con un 69,4 por ciento de los individuos que acceden a la Red, seguido por Uruguay con 64,6 por ciento y Chile (64,29%). Entre 2010 y 2015 el número de suscripciones móviles a internet creció un 802,5% y el de conexiones fijas un 68,9 por ciento.

### Nuevos canales públicos
En 2010 se lanzó INCAA TV (luego renombrado como CINE AR) la señal de cine del Instituto Nacional de Cine y Artes Audiovisuales, operada por Radio y Televisión Argentina. Fue inaugurada el 28 de diciembre de 2010 por la Presidenta Cristina Fernández de Kirchner. El canal transmite películas durante las 24 horas, en una proporción del 70 por ciento de películas argentinas, 20 de iberoamericanas y 10 por ciento en otras lenguas.  El 25 de noviembre de 2015, el gobierno argentino inauguró un servicio de streaming con el nombre de Odeón, dedicado a difundir únicamente producciones argentinas, tanto de ficción como documentales. Dos años después Odeón pasó a llamarse CINE.AR Play, para esa fecha tenía aproximadamente 500.000 usuarios, 600 películas, incluyendo largometrajes y cortometrajes y 500 horas de series argentinas.
En 2012 se sancionó la ley prohíbe las llamadas no deseadas con fines comerciales, a menos que el usuario haya dado su consentimiento, prohibiendo prohíbe las llamadas comerciales sin el consentimiento expreso del usuario. La medida, que fue ampliamente respaldada por  el Congreso, buscando salvaguardar la privacidad y tranquilidad de los usuarios frente a prácticas comerciales intrusivas.

### Libertad de expresión
Según el informe que realiza mensualmente la organización Reporteros sin fronteras, la cual a diciembre de 2010 posiciona a la libertad de prensa en Argentina en la misma escala de Europa.

#### Despenalización de las calumnias e injurias para expresiones de interés público
En 2009 el Congreso aprobó una ley propuesta por Fernández con el fin de despenalizar las calumnias e injurias para expresiones de interés público. La ley respondió a un fallo de la Corte Interamericana de Derechos Humanos del 2 de mayo de 2008, en el caso Eduardo Kimel c/ Argentina, al periodista argentino Eduardo Kimel, condenado a un año de prisión, en el año 2000, por sus cuestionamientos a un juez realizadas en una investigación periodística sobre la masacre de los sacerdotes palotinos en la iglesia de San Patricio en 1976, durante la dictadura militar que gobernaba en ese momento, publicada como libro bajo el título de La masacre de San Patricio.
La ley derogó el artículo 112 del Código Penal vigente en ese momento, que establecía el llamado «delito de calumnias o injurias encubiertas», y agregar en el texto de los restantes artículos referidos a los delitos de calumnias e injurias, que «en ningún caso configurarán delito las expresiones referidas a asuntos de interés público o las que no sean asertivas». El proyecto adoptó una posición radical en la materia, despenalizando absolutamente todo tipo de expresiones, cuando estén referidas a asuntos de interés público o no sean asertivas. De ese modo el proyecto fue más allá de la doctrina de la real malicia, que había establecido la Corte Suprema de Justicia de la Nación, que sostiene que en el caso de los periodistas, había que probar que sabían que la noticia era falsa, o al menos, que tuvieron una notoria imprudencia el momento de verificar su veracidad como no haber 'chequeado' las fuentes.
El proyecto fue aprobado por la Cámara de Diputados en la sesión del 28 de octubre de 2009, con 154 votos a favor, 12 en contra (de ellos 4 de Propuesta Republicana-PRO), 2 abstenciones, y la ausencia de 91 diputados. En el Senado el proyecto fue votado el 18 de noviembre de 2009, siendo aprobado por unanimidad de los 51 senadores presentes, aunque estuvieron ausentes 21 senadores.
El Comité para la Protección de los Periodistas, entidad internacional con sede en Nueva York, felicitó a las autoridades argentinas por la sanción de la ley, señalando que «es un paso importante hacia el avance de la libertad de expresión en Argentina y marca un hito en la campaña para despenalizar la difamación en América Latina».

#### Declaración de utilidad pública de la producción y comercialización de papel para diarios
Con el objetivo de asegurar el acceso igualitario al papel para diario, y eliminar las restricciones de un insumo básico para la libertad de expresión, se declaró en 2010 de utilidad pública la producción y comercialización de papel para diarios, donde Papel Prensa S.A. es el único proveedor local. La medida contaba con el respaldo de diferentes asociaciones vinculadas a medios gráficos como Diarios y Periódicos Regionales Argentinos (DYPRA) y La Federación Asociativa de Diarios y Comunicadores Cooperativos de la República Argentina (FADICCRA), cuyos miembros alertaban sobre los sobreprecios en el papel, situación que ponía en riesgo la continuidad de medios gráficos no vinculados como accionistas a la única productora del insumo.
En 2010 se declaró de interés público la producción, comercialización y distribución del insumo básico para los diarios la ley obliga a la única productora de pasta celulosa y papel para diarios del país, a cubrir el 100% de la demanda interna de Argentina y a vender su insumo al mismo precio para todos los diarios independientemente de su ideología. En 2012 el Senado convirtió  en ley el proyecto para reducir el impuesto al valor agregado (IVA) del 10.5 al 2.5 a medios gráficos en cuanto al precio de tapa y la venta de espacios de publicidad. Pero la norma se aplicará solo para aquellos diarios con una facturación inferior a los 126 millones de pesos por año, que fue aprobada con 59 votos a favor y solo dos abstenciones, beneficiará a las pequeñas y medianas empresas. En 2014, Kirchner presentó al Congreso un proyecto de ley que proponía reducir el pago del IVA para las pequeñas y medianas empresas de medios de comunicación. El proyecto tuvo como objetivo asegurar la supervivencia de las pequeñas empresas de comunicación, lo que tiende a beneficiar la pluralidad y la diversidad en los medios, siendo finalmente aprobado por ambas cámaras. La norma estableció que los pequeños medios con una facturación anual de hasta 63 millones de pesos paguen una alícuota de 2,5 % de IVA, mientras que aquellos medianos que facturan entre 63 millones y 126 millones de pesos tendrián una tasa de 5 %.
La ley llevo a la creación de 1008 nuevas licencias radiales y televisivas, generando alrededor de 100 mil puestos de trabajo.Los más beneficiados fueron las cooperativas, las radios comunitarias, los pueblos originarios, las universidades nacionales, instituciones educativas, las cooperativas y pymes recibieron 98 licencias nuevas. En el área radial:se otorgaron 250 licencias a radios FM y cuatro a AM. Las más destacadas corresponden a las 34 de FM otorgadas a los pueblos originarios, la Iglesia Católica con 25 FM y una AM, los institutos educativos con 168 FM y las universidades con seis.

## Regulación y limitación de la publicidad oficial
En 2011 se sanciona la ley que regulaba la publicidad oficial en los medios gráficos de comunicación a los fines de la distribución de la llamada pauta oficial,.la ley establece un reparto equitativo que se debe realizar con exclusión de cualquier criterio que implique examinar las líneas editoriales o los puntos de vista que expresan, por lo cual las características análogas de las distintas publicaciones deben ser establecidas atendiendo a la superficialidad de los formatos, a la temática general de cada medio y a algunas otras circunstancias objetivas, tales como: el precio, el ámbito geográfico de distribución, el perfil del público al que se encuentra dirigidas –edad, género, situación socioeconómica,etc.-, entre otras.
La ley prohibió aumentar la pauta oficial sin autorización del Congreso, al mismo tiempo limito su uso durante la época electoral, estableciendo además que publicidad oficial tiene que tener como  único objetivo difundir mensajes de interés público para la población. El estado precisa comunicar diversas facetas de su acción: en función de eso, debe definir un público-objetivo y, con base en un adecuado análisis de medios, elegir cuáles son aquellos que permiten una mejor difusión del mensaje.
Posteriormente la ley 26 522 de medios audiovisuales dispuso que “para la inversión publicitaria oficial el Estado deberá contemplar criterios de equidad y razonabilidad en la distribución de la misma, atendiendo los objetivos comunicacionales del mensaje en cuestión”

## Política en ciencia y tecnología

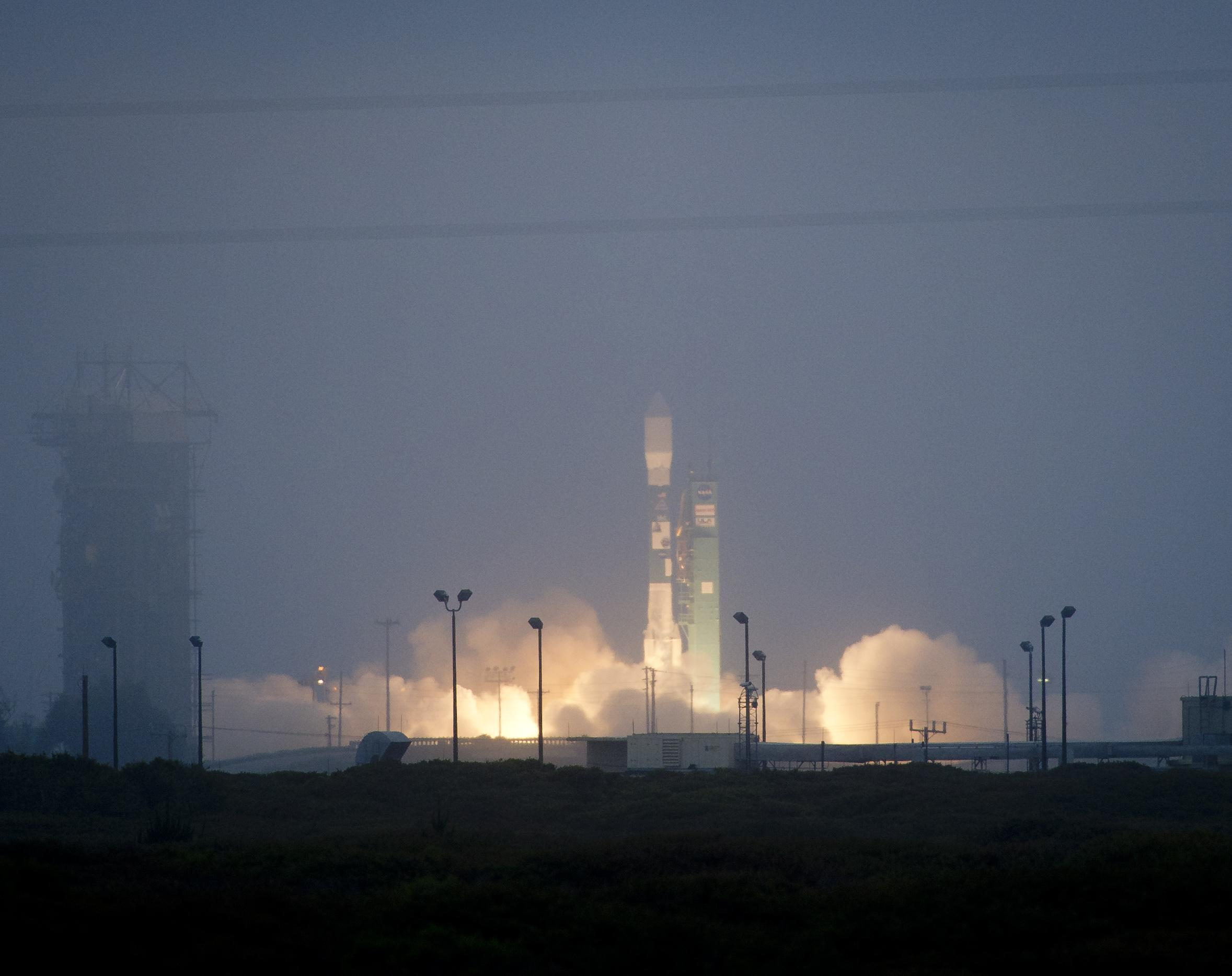
Lanzamiento del satélite argentino SAC-D / Aquarius en junio de 2011.

Una de las primeras medidas adoptadas por la Presidenta Fernández fue la creación del Ministerio de Ciencia, Tecnología e Innovación Productiva, designando a su cargo a Lino Barañao, un reconocido biólogo molecular. Las principales políticas del ministerio fueron el programa Raíces que existía desde 2004 pero fue institucionalizado mediante una ley en 2008 y el plan estratégico Argentina Innovadora 2020. En el sector aeroespacial se diseñaron y fabricaron satélites en el país. El 10 de junio de 2011 se lanzó con éxito el satélite SAC-D / Aquarius de observación climática y oceanográfica. Posteriormente se lanzaron los satélites geoestacionarios ARSAT-1 y ARSAT-2. En ciencia y tecnología se destacan varios puntos, entre ellos la legalización de patentes por parte del Instituto Nacional de Tecnología Agropecuaria (INTA) de semillas y leche maternizada. Asimismo se sancionó la Ley de Promoción de Software Nacional. construido por la INVAP y lanzado el 10 de junio de 2011 por un cohete argentino Delta II
En 2008 fue inaugurado oficialmente el Observatorio Pierre Auger en Malargüe, un emprendimiento conjunto de más de veinte países —Alemania, Argentina, Australia, Brasil, Croacia, Eslovenia, España, Estados Unidos, Francia, Italia, México, Países Bajos, Polonia, Portugal, Reino Unido, República Checa, Rumania, Vietnam— en el que colaboran unos 250 científicos de más de treinta instituciones, con la finalidad de detectar partículas subatómicas de alta energía que provienen del espacio exterior denominadas rayos cósmicos. En el área informática se prorrogó la Ley del Software. Durante su presidencia creció un 66 % la cantidad de recursos humanos dedicados a ciencia y tecnología; indicó que Argentina tiene un índice de 2,9 cada mil integrantes de la población económicamente activa, dedicados a la ciencia y a la tecnología.

### Creación del Ministerio de Ciencia, Tecnología e Innovación Productiva
En diciembre de 2007 se creó el Ministerio de Ciencia, Tecnología e Innovación Productiva (MinCyT) mediante el decreto 21/2007 de la presidenta Cristina Fernández de Kirchner. Su primer ministro fue Lino Barañao, quien hasta el momento era presidente de la Agencia Nacional de Promoción Científica y Tecnológica. 
En noviembre de 2008, se promulgó la Ley 26.421 que define al Programa Raíces (Red de Argentinos Investigadores y Científicos en el Exterior) del Ministerio de Ciencia como política de Estado. Este programa, que había comenzado en 2003, logró repatriar a más de 1000 científicos, logrando revertir ―en conjunto con otras medidas y programas― la tendencia histórica de fuga de cerebros que existía en la Argentina.
En el año 2009 se creó el Fondo Argentino Sectorial (FONARSEC), que tiene como objetivo la conformación de consorcios público-privados para mejorar la competitividad de sectores prioritarios como la biotecnología, la nanotecnología,TICs, energía, salud, agroindustria, desarrollo social, medio ambiente y cambio climático.
En julio de 2011 se inaugura Tecnópolis, la megamuestra de arte, ciencia y tecnología más grande de América Latina. Ese mismo año se inaugura la primera etapa del Polo Científico Tecnológico que incluyó las nuevas sedes del Ministerio, la Agencia Nacional de Promoción Científica y Tecnológica, y los Institutos Internacionales Interdisciplinarios para la Innovación. Al año siguiente comienza la transmisión de Tecnópolis TV (luego renombrado como TEC TV), el primer canal argentino dedicado íntegramente a transmitir contenidos de ciencia y tecnología.
En 2013 se presenta el plan Argentina Innovadora 2020 que plantea lograr, a través de la ciencia y la tecnología, un desarrollo económico y de inclusión social para las próximas generaciones de argentinos. El plan propone un incremento de la planta de investigadores del 10% anual hasta 2020. El plan muestra estimaciones de crecimiento del sector en un escenario base y en otro favorable. En el primero se esperaba que en 2020 la inversión en I+D+i como porcentaje del PBI fuera del 1,01 y la cantidad de investigadores y becarios fuera de 4,6 por 1000 de la PEA. En tanto en el segundo los números eran 1,65 % del PBI y 5 por cada 1000, respectivamente. Se determinaron "áreas prioritarias" donde el estado desea fortalecer la investigación: Ese mismo año el MinCyT recibió la Mención Especial del Premio Konex como una de las entidades más relevantes de la Ciencia y Tecnología de la década en la Argentina.

### CONICET
Entre 2007 y 2015 aumentó el número de científicos financiados por el CONICET abarcando más de 16 000 entre investigadores, becarios y personal de apoyo, frente a los 8000 que se financiaban en 2003. Entre todos los programas de becas del Estado Nacional, eran más de 55 000 estudiantes de educación superior que gozaban del beneficio, convirtiéndose en la institución científica más importante del país y la segunda en América Latina según el SCImago Journal Rank. En total entre 2007 y 2015 se renovaron 502 establecimientos edilicios de los 700 que componían el CONICET, construyéndose 149 institutos nuevos.
Entre 2003 y 2010 el CONICET incorporó más de 8000 personas, aumentando un 93,2 % su personal. La cantidad de investigadores en 2003 era de 3804, incrementándose a 6350 en 2010. En 2010 el sueldo promedio de los investigadores fue de $ 10 894 y el de los becarios de $ 5164, esto representó un aumento mayor al 500 %. Las transferencias hacia los investigadores del CONICET (Consejo Nacional de Investigaciones Científicas y Técnicas) se han multiplicado varias veces. Estas políticas de Estado junto con un programa especial de repatriación, permitió que regresen al país cientos de científicos e investigadores. En 2014 se inauguró el Instituto de Limnología «Dr. Raúl Ringuelet», perteneciente al CONICET de La Plata y sito en el campus de la UNLP.
En 2012 Cristina Fernández de Kirchner puso en funcionamiento el Polo Científico Tecnológico, que incluyó la nueva sede administrativa del Consejo Nacional de Investigaciones Científicas y Técnicas, el Centro Cultural de la Ciencia y el Parque de las Ciencias. Fue la obra de infraestructura científica más importante de los últimos 50 años.
En 2014 se inauguraron las nuevas instalaciones del Instituto de Biología y Medicina Experimental con 687 m², once laboratorios, un cuarto de cultivo, un cuarto oscuro, un laboratorio para citómetros, sala de radioisótopos, el bioterio, la sala de guardia, la sala de electricidad, el salón de usos múltiples y los sanitarios. Los investigadores del Conicet Julián Petrulevicius y Pedro Gutiérrez describieron una serie de especies, géneros, familias y órdenes de insectos de 325 millones de años de antigüedad hallados en la provincia de La Rioja. Uno de ellos recibió el nombre Argentinala cristinae, por Cristina Fernández de Kirchner.

### Biotecnología
Se logró la legalización de patentes por parte del Instituto Nacional de Tecnología Agropecuaria (INTA) de semillas y leche maternizada. Solo en 2012 las exportaciones de medicamentos hacia América Latina crecieron 53 %. Argentina hizo avances en materia científica a partir de investigaciones llevadas adelante por el INTA, en convenios con empresas del país y extranjeras y con el apoyo económico del Estado.
Durante su gestión continúo con el proyecto de desarrollo de central nuclear de baja potencia concebida con un diseño de última generación para el suministro de energía en regiones aisladas a bajo costo provisión de energía para desalinización de agua de mar, hasta su utilización como laboratorio de investigación a través de la estatal Comisión Nacional de Energía Atómica. El proyecto Carem fue seleccionado entre una docena de proyectos de mayor interés a nivel mundial de reactores de esa franja de potencia, por una comisión de expertos convocada por el Departamento de Energía de los EE. UU. Gracias a los desarrollos estatales Argentina exportó reactores nucleares y tecnología nuclear: a países como Australia, Argelia, Egipto y Perú. El país cuenta con cinco reactores de investigación operativos, entre los que se encuentra el RA-3, el más importante de Latinoamérica por su potencia y producción de radioisótopos. 
Desde 2011 Argentina ha exportado tecnología nuclear a Canadá por millones de dólares. Argentina se convirtió es uno de los pocos países que exporta reactores nucleares, junto con Estados Unidos, Rusia, Francia, Alemania, China y Corea del Sur, entre otros.

### Desarrollo de satélites
Durante su presidencia Argentina avanzó en el desarrolló de satélites observación climática y oceanográfica, coordinados por la Comisión Nacional de Actividades Espaciales (CONAE), y de telecomunicaciones que quedaron bajo la administración de Arsat. En ambos casos el diseño y construcción de los satélites fue llevado adelante principalmente por la empresa estatal de alta tecnología INVAP. Los técnicos tanto de la CONAE como de la CNEA recibieron un aumento sostenido de presupuesto y sueldos. Se reinició el proyecto espacial argentino con el logro de la puesta en órbita del SAC-D en 2011 construido casi en su totalidad por INVAP, así como la finalización de la Central nuclear Atucha. A través de la empresa estatal invap Argentina se convirtió en el único país de Latinoamérica con una empresa certificada por la NASA para realizar sistemas satelitales completos, desde su diseño y construcción hasta su operación (exceptuando el lanzamiento).
Durante la presidencia de Néstor Kirchner se creó la empresa estatal Arsat para mantener las dos posiciones orbitales argentinas otorgadas por la Unión Internacional de Telecomunicaciones. Hasta el 2010 prestó servicios con satélites alquilados, mientras desarrollaba las capacidades necesarias para la construcción nacional de los mismos que era el objetivo fijado en su ley de creación.
A partir de 2010 Arsat comenzó el desarrollo del satélite ARSAT-1, construido y ensamblado por INVAP en Bariloche, bajo dirección de Thales Alenia Space. La totalidad del software fue desarrollado en Argentina. Tras esto, el país se convirtió en una de las ocho naciones en el mundo que desarrollan y producen sus propios satélites geoestacionarios y, junto a Estados Unidos, son los dos únicos en el continente americano. Es el primer satélite en su tipo construido por un país latinoamericano. El lanzamiento fue el 16 de octubre de 2014 en el cohete Ariane 5, a cargo de la empresa Arianespace, desde la base espacial establecida en la isla de Kouru en la Guayana Francesa.

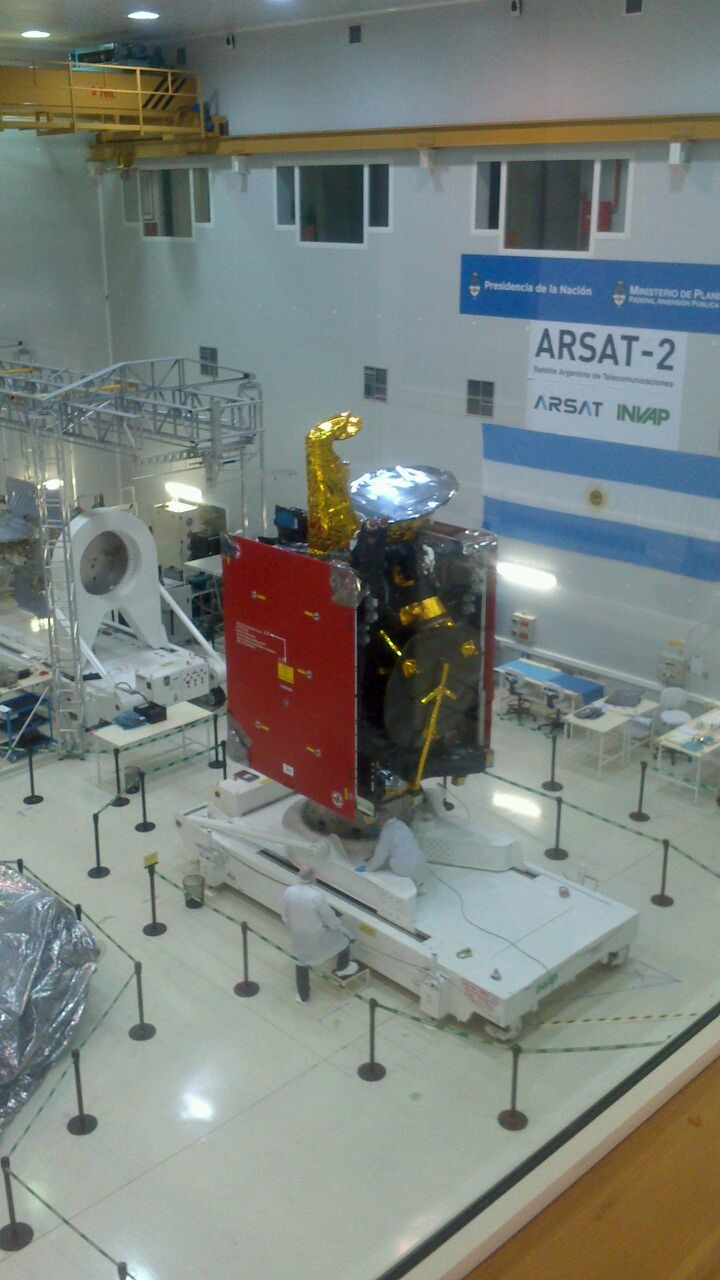
Satélite argentino ARSAT-2, conteniendo los colores de la bandera nacional.

El satélite ARSAT-2 fue lanzado el 30 de septiembre de 2015 a bordo de un Ariane 5 desde el Puerto espacial de Kourou. Contó con una inversión estatal de 250 millones de dólares, ofreciendo cobertura de Internet, datos, telefonía IP y televisión para todo el continente americano, a diferencia de su antecesor el satélite ARSAT-1, lanzado un año antes que cubría la superficie de toda la Argentina.
En 2014 comenzó el planeamiento del ARSAT-3, satélite cuyo objetivo será abarcar todo el continente americano. A principios de 2015 se había iniciado su construcción, siendo su lanzamiento programado para 2019. Esto finalmente no pudo ser cumplido ya que la construcción del satélite fue suspendida por el gobierno posterior.

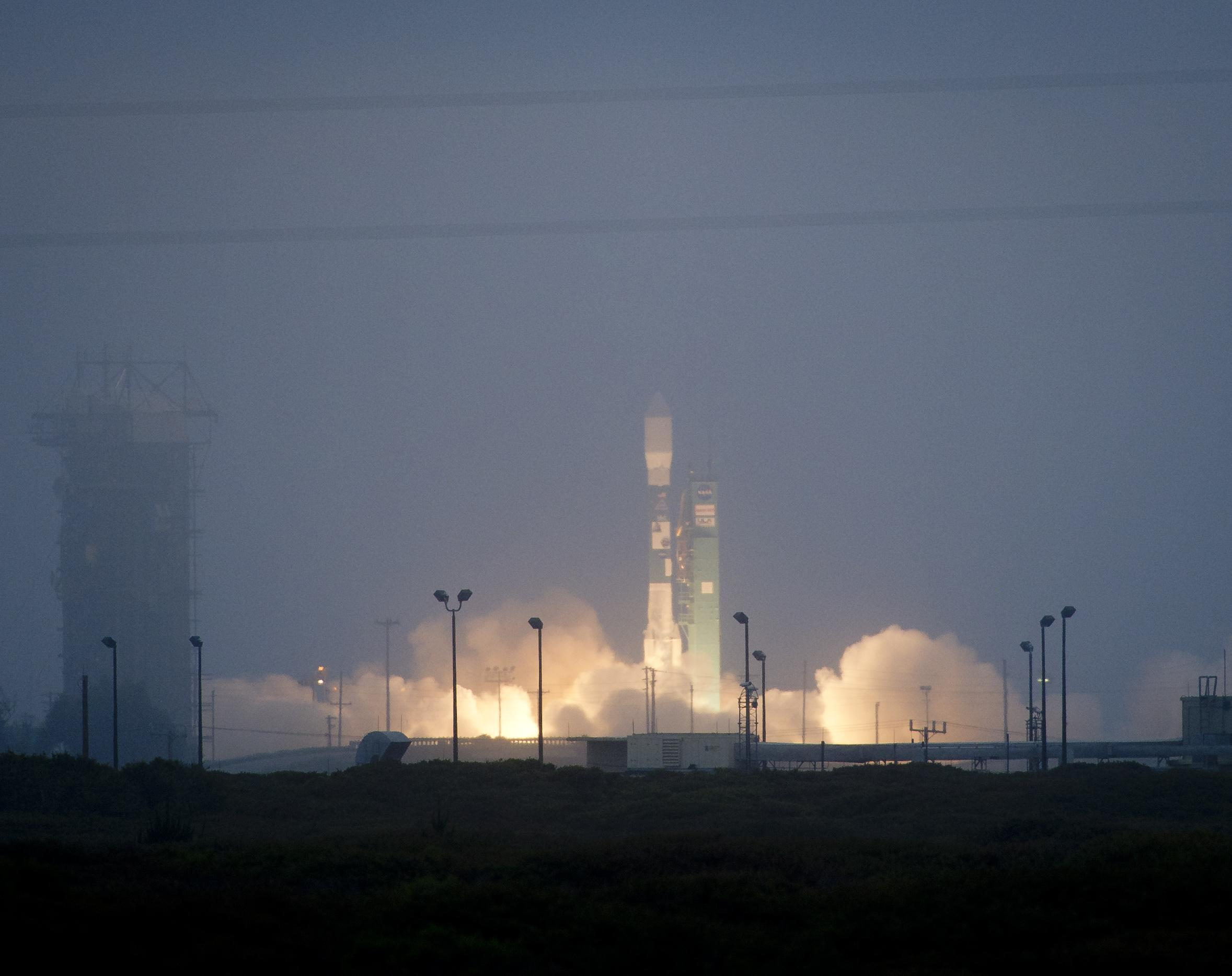
10 de junio de 2011: el Delta II parte con el satélite SAC-D / Aquarius.

En busca de terrenos para realizar pruebas y construir un puerto espacial, la CONAE llegó a un acuerdo en 2011, para instalar un puerto espacial en la Base Aeronaval Punta Indio y de la Base Naval Puerto Belgrano a la CONAE para la construcción del sitio de pruebas y el puerto espacial. El 25 de marzo de 2014 comenzaron las obras de limpieza y demolición de la fábrica. El Centro Espacial fue formalmente inaugurado el 23 de diciembre de 2014. Se llevaron a cabo tres lanzamientos en el centro, siendo el primero el VEx-1A en febrero de 2014, el segundo lanzamiento fue el VEx-1B el 15 de agosto del mismo año. El Polo espacial de Punta Indio fue inaugurado en 2014. Cuenta con una superficie total de 2.000 m² y es utilizado para testear los prototipos del Tronador II de la CONAE.
En septiembre de 2014, la CONAE recibió 70 millones de dólares por parte del CAF-Banco de Desarrollo de América Latina para financiar el proyecto de otro nuevo satélite, esta vez argentino-brasileño llamado SABIA-Mar. En el campo satelital también se destaca la empresa privada Satellogic, que lanzó en 2013 el nanosatélite Capitán Beto y en 2014  l satélite BugSat 1.

### Desarrollo nuclear
- Durante su mandato lanzó el Plan de Reactivación Nuclear del Plan Energético Nacional, que ejecutó inversiones por 11.000 millones de dólares en 10 años
- Se terminó la Central Nuclear Néstor Kirchner en la localidad bonaerense de Atucha de 745 megavatios, la más grande de América Latina su terminación se invirtieron 3.000 millones de dólares y requirió en promedio 6.000 puestos de trabajo con una participación del 88% de suministros locales.
- En 2014 se puso en marcha la planta de enriquecimiento de uranio en Pilcaniyeu, Río Negro, tras el trabajo de científicos y técnicos para recuperar las instalaciones que habían sido abandonadas a fines de los años 80 y que representaban un símbolo del desarrollo nuclear argentino, donde  se invirtieron 27 millones de dólares, ese mismo año comenzó a cargar Uranio para enriquecerlo.
- Desde 2013 se amplió la planta de producción de Agua Pesada de Neuquén, que la más grande en operación en el mundo.
- Desde 2009 se modernizó la planta nuclear Atucha I junto a la terminación de Atucha II tras tres décadas,la Central Nuclear Atucha I emplea uranio levemente enriquecido. Esta central producía originalmente en base a uranio natural, en base al cambio en el núcleo se logró la conversión para que pase a producir energía en base al uranio levemente enriquecido, lo que produjo como resultado la reducciones del 30% en los costos de los combustibles,  y 10% en los costos de la generación.[1275]
- Se produjo a través del Invap el desarrollo de la tecnología nuclear aplicada a la medicina y la federalización de la medicina nuclear con la construcción de Centros de diagnóstico nuclear en la Ciudad de Buenos Aires y en 2014 en Mendoza.
- El país logró producir para exportación, de materiales esenciales para plantas nucleares: Radioisótopo Molibdeno-99 a Egipto, Australia, Argelia e India. Al mismo tiempo se  exportaron reactores nucleares a Argelia, Egipto, Australia y Perú.[1276]
- En 2014 se termina de construir el reactor RA-1 ubicado en el Centro Atómico Constituyentes, y fue construido íntegramente en el país, lo que lo convirtió en el primer reactor operativo de toda Latinoamérica.[1277]

## Política en cultura

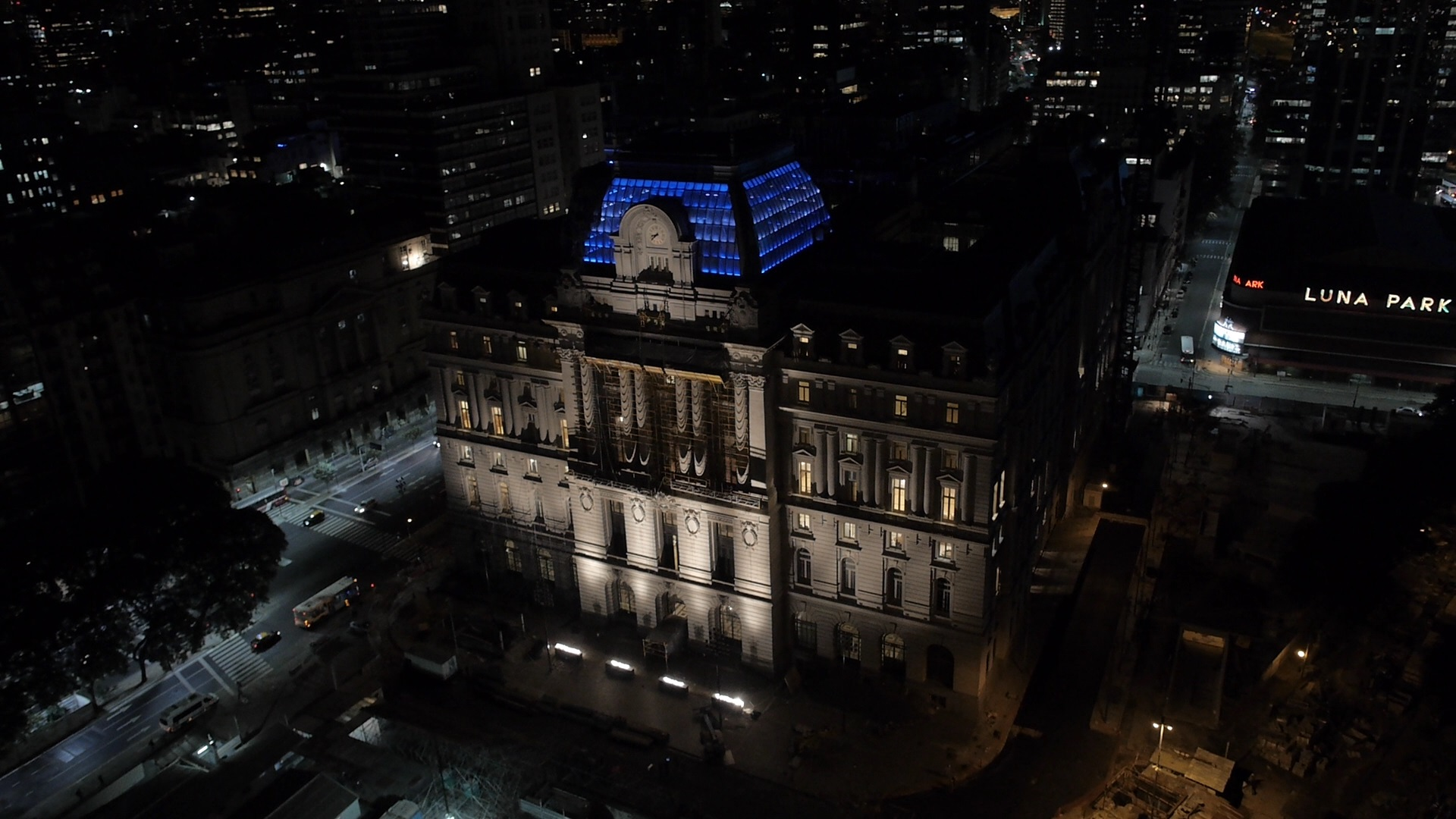
El Centro Cultural Kirchner, inaugurado el 21 de mayo de 2015 con motivo del Bicentenario, es el más importante en tamaño de América Latina y el tercero a nivel mundial.

Durante el gobierno se construyó el Centro Cultural Kirchner un espacio para artes plásticas, espectáculos musicales y exposiciones, que fue inaugurado el 21 de mayo de 2015. Es el más importante en tamaño de América Latina y el tercero a nivel mundial. También se construyó el Museo Casa Rosada emplazado en las antiguas galerías de la Aduana de Taylor de la ciudad de Buenos Aires, inaugurado el 24 de mayo de 2011 donde se exponen unas 10 000 piezas históricas. Abrió sus puertas con el nombre de Museo del Bicentenario con fotografías, pinturas y material audiovisual que recrean en una línea de tiempo los distintos períodos históricos del país. También exhibe objetos históricos hallados en excavaciones, los restos arqueológicos del Fuerte de Buenos Aires y la obra mural Ejercicio plástico del artista mexicano David Alfaro Siqueiros. También fueron construidos Museo del Libro y de la Lengua, el Parque Tecnópolis, Centro Cultural Julio Le Parc en Mendoza, el Museo de Bellas Artes en San Juan, el Centro Cultural del Bicentenario y el Centro de Convenciones en Santiago del Estero, Casa de las Culturas en Resistencia, Chaco, Cine Teatro Renzi en La Banda, Centro del Conocimiento en Posadas, Misiones. Desde su mandato llevó a cabo una política de restitución de trofeos de guerra a países amigos, en 2011 anunció la restitución de miles de piezas arqueológicas a Perú y Ecuador al dejar inaugurada la ampliación del Museo Nacional de Bellas Artes. -lpez_53024/</ref>También impulsó el proyecto de "Ley Federal de Cultura" y la creación  de la Casa del Bicentenario, en pleno centro de la ciudad de Buenos Aires. En el marco de los festejos del Bicentenario de Argentina.
Al respecto de la restitución de piezas expresó "Es un honor y un placer estar restituyendo su patrimonio cultural a países como Ecuador y Perú, en un mundo que se han caracterizado en arrebatar el patrimonio cultural a esos pueblos", al mismo tiempo que hizo un llamado a los museos del mundo devuelvan las piezas saqueadas durante la época colonial Luego de la restitución de 439 piezas arqueológicas al Ecuador, y 4150 al Perú Argentina llevo adelante la devolución de objetos culturales y patrimoniales de gran valor a otros dos países latinoamericanos con 55 piezas restituidas a Bolivia, y otras 6, a México que se hallaban en casas particulares, locales y ferias de la Ciudad de Buenos Aires, o habían sido ingresadas ilegalmente a Argentina En 2014 continuando con la política de devolución de objetos a otros países encabezó el acto formal de restitución de objetos que pertenecieron al mariscal Francisco Solano López, héroe nacional paraguayo, saqueados  durante la guerra de la Triple Alianza por Bartolomé Mitre. La gestión de la restitución estuvo a cargo de Sergio Uribarri gobernador peronista de Entre Ríos.
En 2014 se logro la restitución para el Estado de entre 15.000 y 20.000 restos arqueológicos, paleontológicos y paleobotánicos provenientes de América, Europa y Asia recuperados, entre los que hay piezas cerámicas que datan del año 3500 antes de Cristo.
Se crea en 2007 en el ámbito de la Secretaría de Cultura el Comité Argentino de Lucha Contra el Tráfico Ilícito de Bienes Culturales, ese mismo año se aprueba la Ley Nº 25.568, que adhiere a la "Convención sobre defensa del patrimonio arqueológico, histórico y artístico de las naciones americanas". Se uso en marcha el programa Libros y Casas,que entregaba una biblioteca equipada con 18 libros a familias beneficiarias del Plan Federal de Viviendas, que después adoptarían países como México, Cuba y España.
En agosto de 2015 Cristina Fernández de Kirchner inauguró 18 nuevas salas que suman 3200 m² de exposición, y la finalización de la remodelación del edificio del Museo Nacional de Bellas Artes. Se habilitaron 16 salas de 2845 m² en conjunto, donde se exhiben unas 300 obras de arte del siglo XX. Durante este período se reglamentó la Ley de Doblaje, se impulsó la industria audiovisual, e iniciaron sus transmisiones las señales televisivas INCAA tv, Canal Encuentro y Paka-Paka.

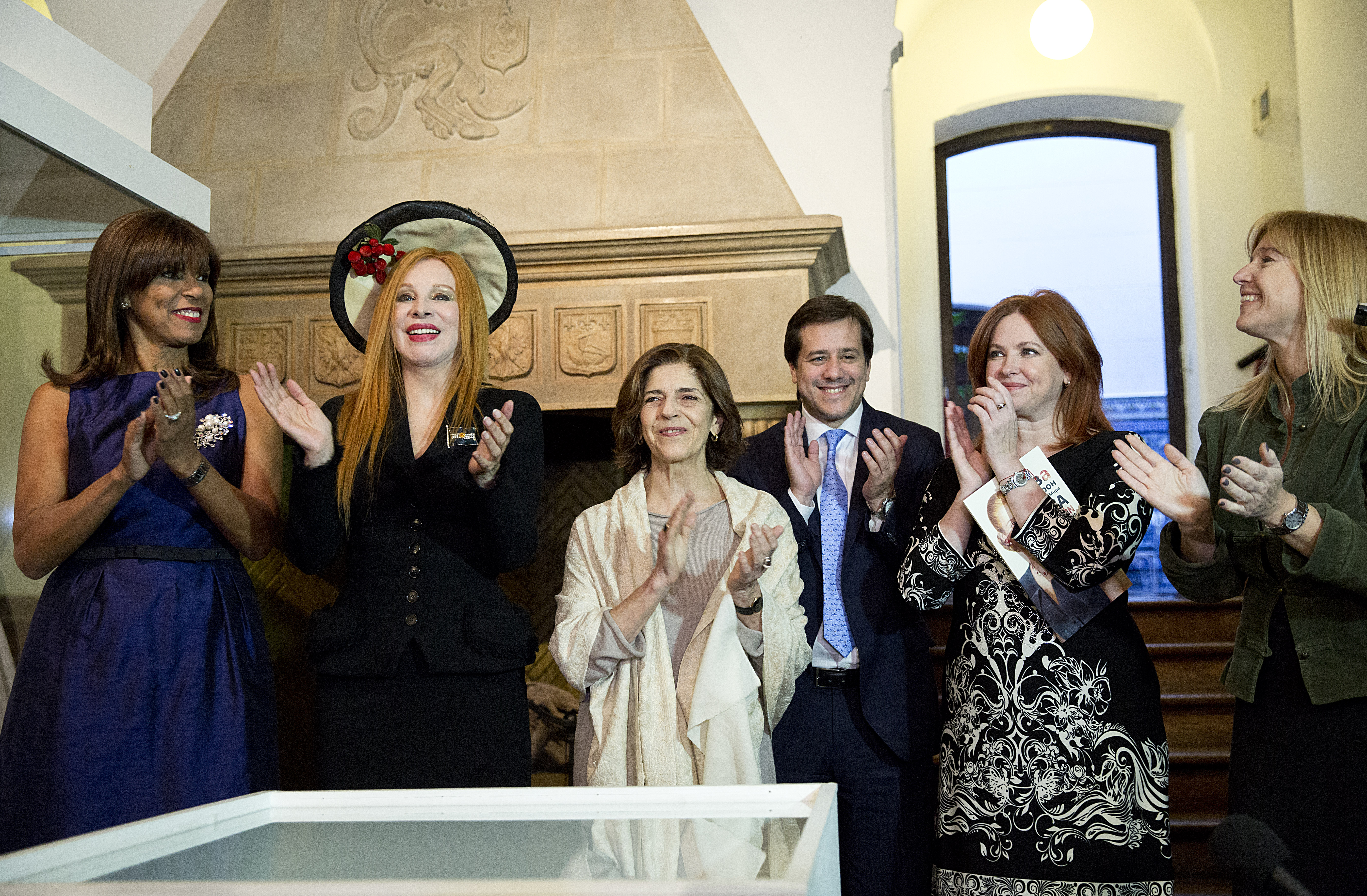
Evento del 96.º aniversario del nacimiento de Eva Perón. Encabezaron el encuentro Teresa Parodi (ministra de Cultura de la Nación), Mariano Recalde (presidente de Aerolíneas Argentinas), Cristina Álvarez Rodríguez (presidenta del Instituto Nacional de Investigaciones Históricas) y las actrices Anamá Ferreira, Nacha Guevara, Cristina Banegas y Andrea del Boca.

Se encararon planes de fomento a la industria que «generaron más de 8000 puestos de trabajo genuinos y crearon 100 productoras». Para el INCAA fueron contratadas más de 100 mil personas de manera directa o indirecta.
La gestión de Odeon produjo 650 series, y la creación de canales no tradicionales como la página Odeon, entre otras cosas. Se triplicaron las películas nacionales estrenadas -en 2002 fueron 48 y en el 2015 181- y se dobló su público: de 3,4 millones en 2002 a 7,1 en el 2015. El cine argentino, en ese año, tuvo un gran crecimiento: el 14% del total de las personas que iban al cine miraban trabajos de industria nacional.
Se sancionó la ley del actor, que los sitúa como trabajadores en relación de dependencia –algo que hasta entonces era difícil de reglamentar en este negocio–, la ley del intérprete, que permite que los actores cobren por la repetición de sus trabajos en un medio y que es el sustento legal de Sagai, y la ley del doblaje, que alienta a que todas las películas que sean modificadas al idioma español sean hechas por artistas argentinos y la ley sobre la actividad teatral, para entender como obras de autor nacional a las traducciones y adaptaciones de obras de autores extranjeros realizadas por traductores y/o adaptadores argentinos. Se iniciaron las obras de renovación edilicia y técnicas del histórico Cine Gaumont, adquirido por el INCAA y transformado en el Espacio INCAA km 0.

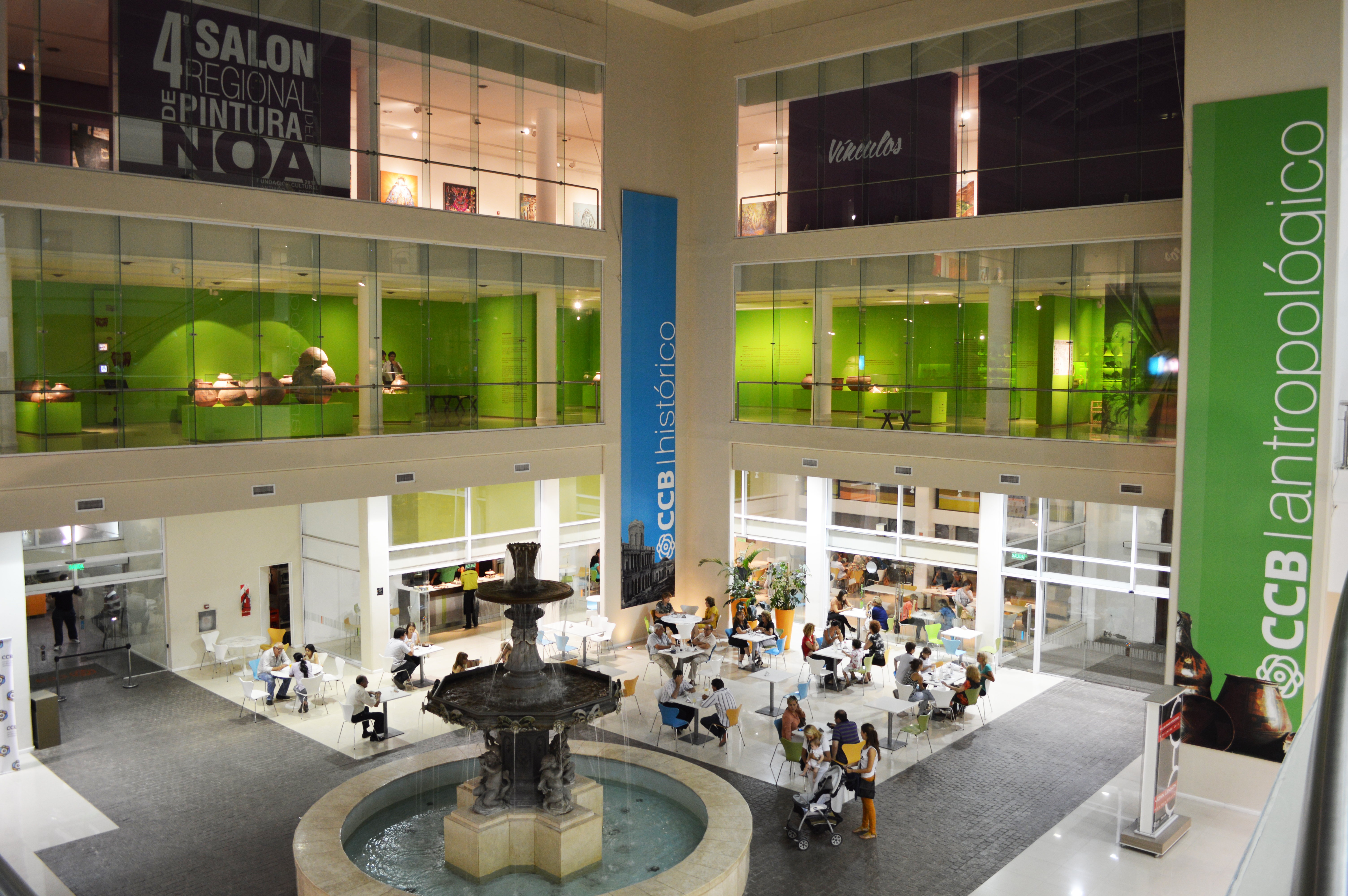
Hall central del complejo del Centro Cultural del Bicentenario (Santiago del Estero).

Las sociedades de gestión, creadas en estos años, reconocen derechos a los actores (Sagai) y a los directores de cine (DAC), para ser compensados monetariamente los primeros por el uso de sus imágenes, cada vez que un programa o película es emitido o repetido, y los segundos, el reconocimiento como autores de sus films, lo que los habilita también a cobrar por ello.  También durante su gestión se produjo la creación de la Unidad de Fomento de Producción televisiva, la señal Incaa TV y la Cinemateca y Archivo de la Imagen Nacional (Cinain). El incremento de los fondos para el Instituto Nacional de Teatro (INT), la ley de Teatro Independiente y la creación del bonaerense Instituto Provincial de Teatro dieron, al mismo tiempo, nuevo impulso a las actividades escénicas (en Capital, a su vez, apuntaladas por Proteatro).
En 2008 el Festival Internacional de Cine de Mar del Plata creado en 1954 por el entonces presidente Juan Domingo Perón, accedió a la «categoría A», la más alta asignada por la Federación Internacional de Asociaciones de Productores Cinematográficos siendo uno de los 13 de los 2500 festivales de cine del mundo reconocidos por la Clase A. En dicha edición Fernández participó de la inauguración del festival. Dos años más tarde crea la Cinemateca y Archivo de la Imagen Nacional (CINAIN) como ente autárquico y autónomo dentro de la Secretaría de Cultura de la Nación, cuyo objetivo es cuidar del cine nacional y de lo más destacado de la producción internacional, materiales hasta ese momento se destruían sistemáticamente por falta de lugar adecuado para preservarlo hasta ese momento se había perdido el 90% del cine mudo y el 50% del cine sonoro argentino. La Argentina es uno de los países pioneros en la exhibición y producción cinematográfica y uno de los de mayor producción audiovisual de Latinoamérica.
Durante su gestión se destacó la creación de canales culturales, deportivos e infantiles. Sabiendo que son medios masivos, aunque haya una especificidad diferente para una televisión generalista ―como la TV Pública― y señales direccionadas ―como Encuentro, Paka Paka y DeporTV.
Respecto a Canal 7, su gestión se orientó a lograr una mayor producción propia, aunque ya no solo de contenidos de ficción sino también de documentales. La presidenta Cristina Fernández de Kirchner, firmara el decreto 943/09 con fecha del 29 de julio del 2009, que autoriza al Radio y Televisión Argentina (RTA) a instalar y operar un sistema de televisión satelital en todo el país con el fin de difundir señales educativas, culturales e informativas para que el Estado Nacional cuente con herramientas que le permitan desarrollar una política de libre acceso a la información por parte de la población en situación de vulnerabilidad social. En 2015 creó  Odeón, una plataforma argentina de vídeo a demanda, que contiene películas, series, documentales y cortos de producción nacional el servicio de streaming con el nombre de Odeón, dedicada a difundir únicamente producciones argentinas, tanto de ficción como documentales. Fue presentado por Cristina Fernández de Kirchner como "El Netflix criollo" con 700 horas de contenido. La plataforma conto con 31 millones de pesos del Tesoro Nacional, como inversión inicial del Instituto Nacional de Cine y Artes Audiovisuales y más de 3 millones de pesos de inversión inicial en desarrollo tecnológico Arsat. En 2011 el estado junto con el INCAA y en conjunto con el Consejo Asesor del SATVD-T del MINPLAN realiza un concurso llamado "Series de Ficción en Alta Definición para todos" que promueve la realización de programas para ser emitidos en los canales de aire.
Cristina Fernández ordenó en la Casa Rosada la restauración de los salones, los pisos de mosaico a los cuales les faltaban piezas, o las pinturas murales que habían sido recubiertas con pintura lisa en algún momento del siglo XX; inauguró una serie de salas temáticas sobre diversas áreas de la cultura y la historia argentina, trasladando de esos salones las oficinas de la Presidencia de la Nación. Se efectuaron los trabajos faltantes en las tres fachadas que habían quedado sin restaurar y se recuperaron las molduras que habían sido dañadas por la vegetación que había crecido sobre el revoque.
El proyecto brindaba a escuelas rurales y a hogares de escasos recursos― un paquete básico de señales educativas, culturales, informativas e infantiles, todas pertenecientes al Estado, el cual se ofrecería sin cargo y se distribuiría por medio del satélite argentino Arsat y sin codificar; los interesados solo deberán adquirir la antena, cuyo costo era de 15 dólares.
Para los festejos del bicentenario de 2010 de la Revolución de Mayo se realizaron algunas modificaciones y se realizó la apertura del Museo del Bicentenario en la zona restaurada de lo que fue el patio de maniobras de la Aduana de Taylor. Se restauró el Palacio del Congreso, que se encontraba carente de mantenimiento desde décadas atrás. Se recuperaron los salones interiores en 2008 mediante un Plan de Conservación y Puesta en Valor de la Cúpula-Salón Azul que comenzó a ejecutarse en enero de 2010 y duró un año.
Se impulsó la restauración, después de casi veinte años del edificio de la Confitería el Molino que se encontraba en fuerte riesgo edilicio, donde se habían invertido más de 270 mil dólares para repararla. En julio de 2012 se concluyeron las obras de recuperación del templo que fueron iniciadas en 2009. También se llevó a cabo la restauración respetando el estilo original de las Iglesias históricas de Buenos Aires. Se restauró la Basílica de Luján, uno de los mayores iconos religiosos del país. Se rescató la "aduana vieja" o Aduana de Taylor convirtiéndola en un museo de 5000 m², donde se exhiben objetos históricos hallados en excavaciones, los restos arqueológicos del Fuerte de Buenos Aires y la obra mural Ejercicio Plástico del artista mexicano David Alfaro Siqueiros, que fue restaurada. En 2010, comenzaron las obras de restauración del Palacio de Justicia de la Nación (Argentina) correspondientes a los frentes laterales a las calles Viamonte y Lavalle, últimas necesarias para que el exterior del edificio recupere su aspecto original, ya que se encontraba deteriorado y deslucido por la adhesión de hollín a su superficie. En marzo de 2010 comenzó la restauración del edificio de los Ministerios de Desarrollo Social y de Salud. La restauración de las fachadas sur y norte avanzó a lo largo de 2011 e incluyó la instalación de dos grandes murales.
Durante su gestión se formaron dos grupos de danza: el Ballet Nacional de Danza, que dirige Iñaki Urlezaga, y la Compañía Nacional de Danza Contemporánea, que dirige Cristina Gómez Comini. La primera se creó en 2014 y la segunda, en 2010. También se realizaron importantes inversiones realizadas en el Incaa (Instituto Nacional de Cine y Artes Audiovisuales), que al 2015 posee 55 salas en todo el país, con más de 18 000 butacas, organiza 90 festivales, cines móviles y concursos.
Se llegó durante su presidencia a la máxima asignación histórica para la cultura en Argentina, el 3,8% del PIB. Las exportaciones culturales argentinas rondaron los 500 millones de dólares, en especial aumentaron 150 % las exportaciones del sector audiovisual, lo que convierte al país en uno de los principales productores de contenido audiovisual cultural y educativo del mundo. En 2012 se lanzó el programa Carnavales Federales de la Alegría, que convocó a más de 2 500 000 argentinos. El Estado apoyó los festejos de 200 localidades del país. En el exterior, 9 000 000 de visitantes recorrieron el pabellón argentino en la Expo Shanghái 2010 y más de 600 mil personas visitaron el espacio argentino de Expo Yeosu 2012. Apoyando la labor de las 2000 bibliotecas populares de todo el país, se distribuyeron más de 1 000 000 de libros y a través del Programa Libros y Casas, de la Secretaría de Cultura de la Nación, se distribuyeron más de 1 800 000 libros entre 100.000 nuevas viviendas populares construidas por el Estado nacional. Respecto de la producción editorial, en 2012, se registraron en el país 27 660 títulos y 97 000 000 de ejemplares. En los barrios de todo el país, se crearon 250 Puntos de Cultura, esto es, organizaciones sociales y comunitarias que realizan proyectos culturales. Se organizaron cuatro Congresos Argentinos de Cultura en Mar del Plata, Tucumán, San Juan y Chaco.
En 2014 el país fue sede del 22° Festival Internacional de Poesía, en la ciudad de Rosario.
Durante su gobierno se creó el Instituto Nacional de la Música (INAMU), luego de que el proyecto fuera aprobado por ambas Cámaras del Congreso Nacional y promulgado como Ley 26.801. Se logró la recuperación del extenso catálogo discográfico que perteneció a la empresa Sicamericana S.A., que se desempeñaba comercialmente a través de los nombres "Music Hall", "Sazam" y/o "TK", que contaba con más de 1500 discos.
Creó SINCA (Sistema de Información Cultural de la Argentina), con la más completa información sobre la cultura del país en formato electrónico. Durante su gestión, la Secretaría promovió la Campaña contra el Tráfico Ilícito de Bienes Culturales y organizó el segundo Congreso Argentinos de Cultura.

### Bicentenario de la Revolución de Mayo

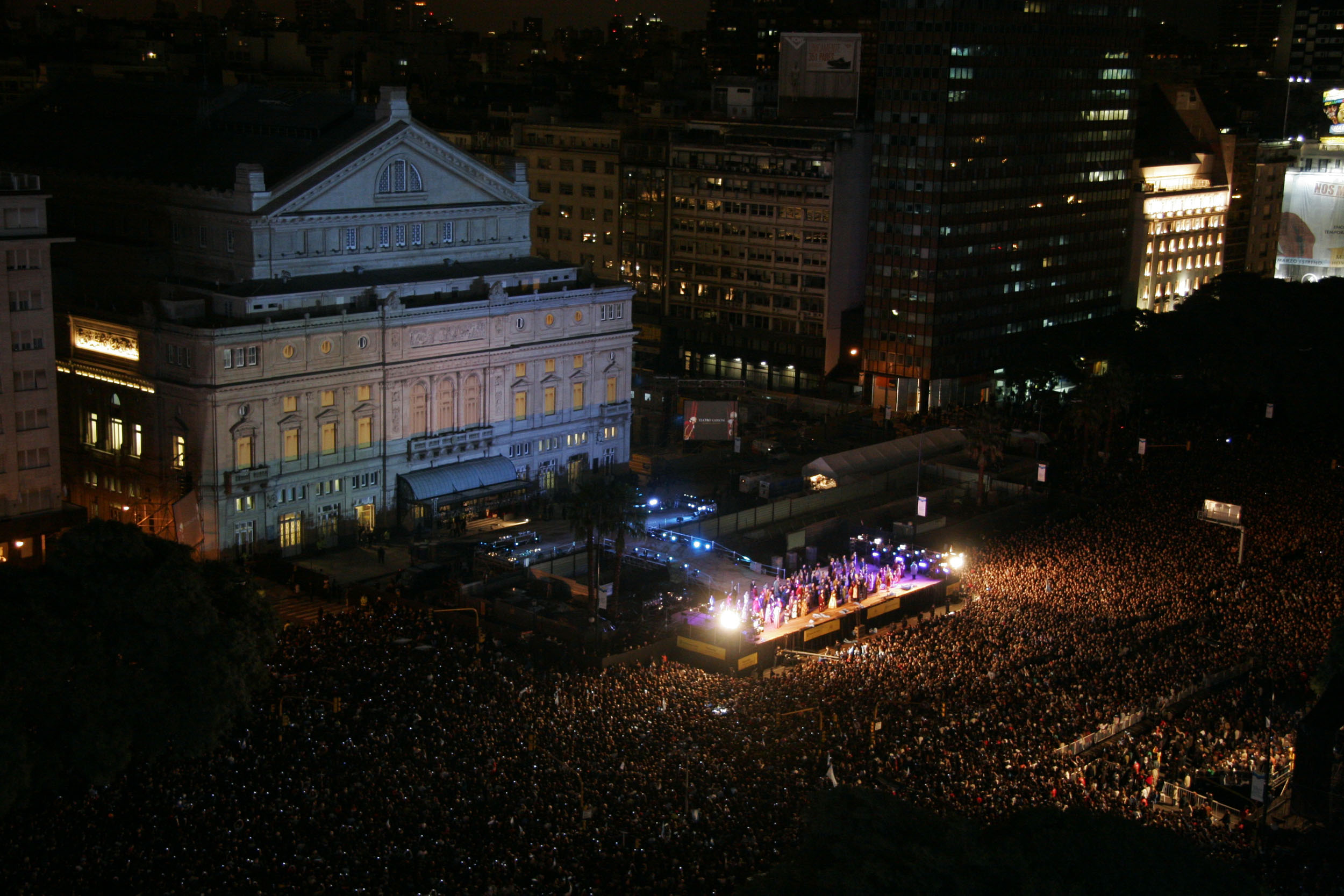
Celebraciones del Bicentenario en 2010.

En la ciudad de Buenos Aires, el gobierno nacional organizó el principal evento conmemorativo del aniversario de la Revolución de Mayo, que se desarrolló principalmente en la Avenida 9 de Julio. El festejo comenzó el 21 de mayo y finalizó el 25, «Día del Bicentenario». Este evento representó a todas las provincias y países invitados. El desfile más largo fue realizado por los artistas de Fuerza Bruta con una longitud de cerca de 5 km, donde las escenas se repetían cada quince minutos y el despliegue de la bandera más larga del mundo con una longitud aproximada de 20 km.
La convocatoria fue masiva con tres millones de personas reunidas. Con tres millones de personas reunidas en la Avenida 9 de Julio para cantar el Himno Nacional, constituyendo la mayor concentración de personas en la historia nacional Al evento asistieron varios gobernantes latinoamericanos: Hugo Chávez de Venezuela, Rafael Correa de Ecuador; Evo Morales de Bolivia; Sebastián Piñera de Chile; José Mujica, de Uruguay; Fernando Lugo de Paraguay, y Luiz Inácio Lula da Silva, de Brasil.

### Consumos culturales
Según datos de la Cámara Argentina del Libro, la industria editorial argentina había producido en el 2007 más de 380 nuevos títulos por semana, al lanzar al mercado 19.791 novedades entre enero y diciembre de ese año, aumentando en 2011 al terminar su primer mandato a 26.676 novedades anuales publicadas. Respecto del origen de la impresión, el 94% de los registros son declarados como impresos dentro del país mientras que solo el 6% se registra en el exterior. Para 2014, —último año de mandato anual completo—, la cantidad de novedades de libros impresas se había elevado a 28.010. Asimismo también creció la producción y consumo de libros, pasando de 68.52 millones de libros vendidos en 2007, a 128.92 millones en 2014. Espacios INCAA” es un programa creado propósito de garantizar la exhibición de las producciones cinematográficas argentinas, incluidas las de estreno comercial, paso digital o menores y cortometrajes.
Se impulsó la restauración, después de casi veinte años del edificio de la Confitería el Molino que se encontraba en fuerte riesgo edilicio, donde se habían invertido más de 270 mil dólares para repararla. En julio de 2012 se concluyeron las obras de recuperación del templo que fueron iniciadas en 2009. También se llevó a cabo la restauración respetando el estilo original de las Iglesias históricas de Buenos Aires. En 2015 se aprobó la exención para espectáculos musicales.

### Cinematrografía
Durante la gestión de Fernández de Kirchner el INCAA recuperó la autarquía, se implantó la Cuota de Pantalla, se inauguraron salas (Espacios INCAA) en todo el país y en el exterior y se firmaron convenios de coproducción y distribución con España, Francia e Italia como parte del Programa Raíces. También se suscribieron convenios de coproducción y distribución cinematografica con países de América Latina y Europa.
En 2012 se creó el UNASUR Cine,un festival internacional de cine de los países miembros de UNASUR, pensado como un espacio de encuentro cultural entre los países que la integran, con la participación de 11 países. con el apoyo de la Secretaría de Cultura de la Nación y del Instituto Nacional de Cine y Artes Audiovisuales de Argentina (INCAA). En 2013 el histórico espacio Gaumont fue comprado por el INCAA Las obras de remodelación fueron inauguradas el 16 de julio de ese año por la presidenta Cristina Fernández, incluyendo el reemplazo de su techo, que ahora sostiene la antena satelital de Arsat, actualización técnica, habilitación de su escenario y camarines, decoración y butacas; en un evento en el cual además anunció la reglamentación de la Ley de Doblaje. llevando su capacidad a 1150 plateas.

### Turismo Social
El 28 de junio de 2010 se llevó a cabo la creación del Ministerio de Turismo de la Nación, enfatizando así la importancia del turismo como uno de los componentes fundamentales de los ingresos y de la generación de puestos de trabajo para la Argentina. Hasta ese entonces, Argentina junto con Chile eran los dos únicos países latinoamericanos que no poseían una entidad de este tipo. Durante su gestión mejoró la percepción de Argentina en el ámbito internacional turístico según el ranking de lugares más visitados en América Latina, Country Brand Index, el país es el segundo destino más visitado en América Latina y de Sudamérica, escalando al número 12 a nivel mundial entre los mejores destinos turísticos, ascendiendo desde el puesto 14 del año 2010. Durante su dos mandatos se dio impulso al turismo receptivo  con serie de medidas como el reintegro del IVA en alojamiento para visitantes extranjeros, la eliminación de la tasa de reciprocidad para mercados turísticos prioritarios y la implementación de visas electrónicas para facilitar los trámites migratorios. Esta línea fue complementada con la política aerocomercial lanzada por el Ministerio de Transporte y la empresa estatal Aerolíneas Argentinas que promovió el ingreso de millones de turistas mediante la creación de decenas de corredores aéreos federales para potenciar el turismo en pequeñas ciudades del interior en el marco de la implementación del Plan Federal Estratégico de Turismo Sustentable. También se privilegió la aplicación de las nuevas tecnologías mediante el desarrollo de sitios web y aplicaciones destinadas a publicitar al país, junto con fuertes campañas  publicitarias para atraer a los mercados de alto gasto, como Estados Unidos y Canadá, Europa y Medio y Lejano Oriente. En el 2007, la Argentina se ubicó en el séptimo lugar, en el ranking de llegadas internacionales a la región, ocupando el tercer puesto en 2015 tras Brasil y México. 
Debido al proceso expansión económica el turismo interno ha crecido significativamente con 5,80 millones de turistas en el año 2011 de acuerdo a la Organización Mundial del Turismo, siendo el primer país más visitado de Sudamérica y el segundo más visitado de toda América Latina, después de México. El crecimiento del turismo fue muy importante en los últimos años, la llegada de turistas extranjeros se duplicó entre 2003 y 2011. En 2011 Argentina se destacó como el país con mayor crecimiento del turismo a nivel mundial. En 2010, el país recibió unos 4930 millones de dólares de ingreso de divisas. triplicando en 2014  el crecimiento mundial del rubro. Como consecuencia, los ingresos en dólares debido al turismo registraron se incrementaron un 270 %. En 2012 ingresaron al país 5211 millones de dólares gracias al turismo.
Mientras que el turismo interno movilizó a más de 25.6 millones de viajeros, generando ingresos por 35 228 millones de pesos en las economías regionales. A través de la empresa nacional Aerolíneas Argentinas se promovió el turismo social con descuentos especiales para jubilados y pensionados alcanzados por los acuerdos.En 2014 Argentina pasó a formar parte del WTTC (World Travel & Tourism Council - 2018) Con el objetivo de atraer turistas e incrementar el desarrollo de competencias automovilísticas en el año 2009, llegó por primera vez al país el Rally Dakar, uno de los eventos de competencia automovilística más importante del mundo, se registraron un total de casi 2,5 millones de turistas que recorrieron las 11 provincias argentinas por las que pasó el rally, generando ingresos por 200 millones de dólares en su estadía en Argentina.
En 2012 se envió al Congreso la ley para eximir de impuestos a traducciones y adaptaciones teatrales hechas por argentinos,  adaptadores argentinos -o extranjeros con no menos de 5 años de residencia en el país,conocida como Ley 14.467 de la Dra Kirchner.
En marzo de 2015 se envió al Congreso el proyecto de Ley del Actores e intérpretes, que apuntaba a reconocer los derechos laborales, previsionales y de seguridad social de los trabajadores del sector.
Con el nuevo régimen alrededor de 14.000 actores estarán protegidos, pidiendo obtener cobertura previsional a un colectivo que se caracterizaba por su discontinuidad laboral y enmarcar a sus trabajadores dentro de los convenios colectivos accediendo a todos los derechos laborales. El objetivo de la ley era garantizar derechos laborales a los trabajadores del rubro artístico, reconocer los derechos laborales, previsionales y de seguridad social de los trabajadores del rubro y a los actores. La ley fue elaborada en conjunto con la Asociación Argentina de Actores y varios artistas que peleaban hace años por una ley que reconozca sus derechos laborales. El proyecto de ley este proyecto le garantizara a los trabajadores del sector artístico la posibilidad de contar con una jubilación, vacaciones pagas, aguinaldo y acceder a las asignaciones familiares, baja por enfermedad, etc.El sistema integrado previsional argentino incorporará a las personas que se dedican a la actividad actoral y pasará a recibir los aportes previsionales patronales. El proyecto fue reglamentado y presentado en Casa Rosada junto a reconocidos actores cómo Alejandra Darín y de Luis Alí, Jorge Marrale y Osvaldo Santoro, de Nora Cárpena y Andrea Del Boca, de Gerardo Chendo y Carolina Peleritti, de Pepe Novoa y Patricio Contreras, de Susú Pecoraro y Jean-Pierre Nohe En octubre del 2015 se sancionó la iniciativa Incorporándose cómo la ley 27.203 que se aprobó de manera unánime en el Senado, impulsada por la Asociación Argentina de Actores, presidida por Alejandra Darín. En el texto de la reglamentación intervinieron los ministerios de Trabajo, Cultura y Desarrollo Social, junto a la ANSES y la AFIP. Mediante esta ley todo actor o trabajador del rubro del teatro o la televisión se asegura la cobertura de todos los subsistemas de seguridad social: Salud, Asignaciones Familiares, Desempleo, Riesgos de Trabajo y el derecho a la jubilación, también retiro por invalidez y pensión. La ley no sólo contempla a los actores sino también a "aquellas personas encargadas de la dirección, los apuntadores, así como los asistentes de cualquiera de ellos, coristas y cuerpos de baile".
En abril de 2008 tras más de 73 años de demora, finalmente los actores y bailarines argentinos lograron la Ley del Intérprete que fue reglamentado ese mismo mes por Fernández de Kirchner. Gracias a la ley los actores y bailarines pasarán a percibi un pago por la emisión y repetición de cada programa o película en la que hayan participado, ya sea por medio de la TV abierta, TV por cable, TV satelital, en empresas de transporte aéreo y terrestre y en hoteles. La reglamentación del artículo 56 de la Ley 11.723 de propiedad intelectual termina por reconocer los derechos de imagen de los actores, que hasta el momento no percibían pago alguno de parte de productores o programadores por la repetición de programas o películas en los que trabajaron.
 En 2008p inauguró la terminación de la primer etapa de las obras de renovación de la Casa del Teatro, centro cultural y teatral histórico inaugurado por actores en 1938 junto a reconocidos actores cómo China Zorrilla, Jorge Luz, Nelly Omar, Nacha Guevara, Lydia Lamaison, Juan Palomino, Claribel Medina y el actor Lito Cruz entre otras decenas de actores en

Durante su gestión diferentes festivales internacionales, competencias y eventos deportivos de renombre llegaron al país entre ellos el Rally Dakar abandonó África, después de que las negociaciones con Argentina para trasladar la competencia internacional lo que significó desde 2008 un importante fuente de ingreso no solo de turistas, sino también de dinero para el país y las provincias. Desde 2014 se instaló también el festival Lollapalooza cuya primera edición se llevó en abril de 2014 en la localidad de San Isidro y desde entonces, se ha realizado casi de forma anual, siendo el primer país Latinoamericano en albergar dicho festival. Al mismo tiempo la capital argentina se convirtió en la principal sede para congresos y convenciones de América Latina, desde 2006 ocupa el primer lugar de América Latina por 13° año consecutivo y fue la 16° ciudad con más eventos en el mundo, convirtiéndose en la única del de la región en el top 20 a nivel global.

## Política deportiva

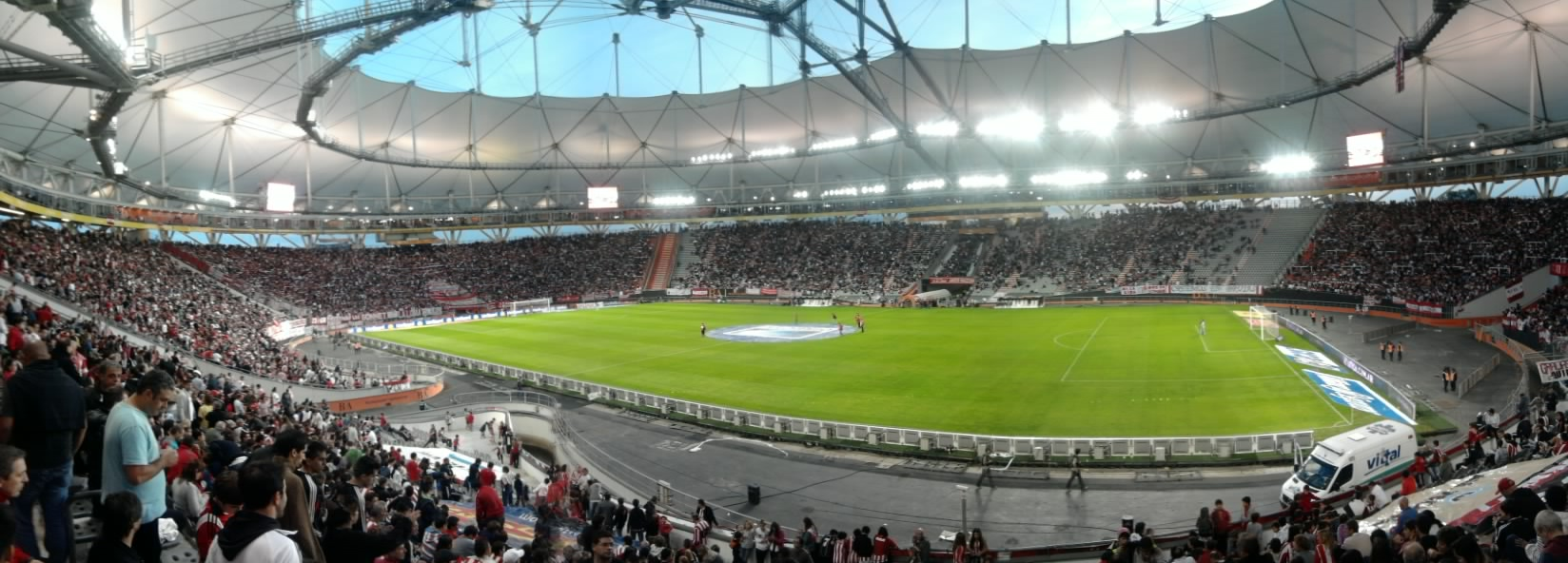
Estadio Único de La Plata, completamente restaurado.

Se dio una marcada impronta en la gestión deportiva argentina. El presupuesto del deporte se incrementó hasta finales de 2009 en casi un 400 %. Con la creación del Enard se buscó generar recursos para las becas de los atletas de alta competencia. Además se apuntó específicamente al deporte social como política central de su acción. En 2010 se creó el Ente Nacional de Desarrollo Deportivo del que dependen cinco programas: la Asignación universal al deporte, el empoderamiento de la mujer en el deporte, la comisión antidopaje, y la profundización y jerarquización de competencias juveniles. Paralelamente se estableció un cupo joven y femenino para que aquellas personas que tengan entre 18 y 29 años y las mujeres ocupen el 40 por ciento de la representación en las comisiones directivas de instituciones deportivas. Se estableció además el cupo femenino y el límite a las reelecciones indefinidas en clubes y federaciones, que habilitaban que los dirigentes permanecieran en el cargo durante plazos indeterminables, al establecer mandatos de 4 años, con una única posibilidad de reelección. A partir de 2009 y de manera ininterrumpida, Rally Dakar se realizó cada año en el continente y Argentina siempre formó parte del recorrido. Durante estos años Argentina ganó más medallas en los JJOO que en los 44 años anteriores.
Hacia fines del 2015 se creó el Instituto Nacional del Deporte y la Actividad Física. A partir de las obras realizadas y los diferentes avances, el país fue sede de los Sudamericanos Escolares y los Parapanamericanos y logró en conjunto con el gobierno de la Ciudad de Buenos Aires ser la sede de los Juegos Olímpicos Juveniles 2018. Se instituyeron las bases de la ley 27.201 que crea el Enaded para la implementación de la asignación universal por deporte y la ley 27.202 que actualiza la Ley del Deporte. Entre tras obras de infraestructura deportiva se destaca la construcción del Polo deportivo de la Ciudad de Córdoba, con una pileta olímpica inaugurada en 2014 y una pista de atletismo.
A partir del año 2014 se establecieron siete tipos de becas, según que el o la deportista hubiera ganado una medalla o un diploma, en los niveles olímpico/paralímpico, panamericano/parapanamericano, suramericanos/parasuramericanos y jóvenes talentos. Las becas están ligadas al rendimiento deportivo acreditado, así como al compromiso de completar los estudios secundarios, estar afiliado a la federación deportiva correspondiente y representar al país cuando sea requerido. Entre 2010 y 2015 el ENARD otorgó unas 7.000 becas deportivas. A partir de las obras realizadas y los diferentes avances, el país fue sede de los Sudamericanos Escolares y los Parapanamericanos y logró en conjunto con el gobierno de la Ciudad de Buenos Aires ser la sede de los Juegos Olímpicos Juveniles 2018. Se instituyeron las bases de la ley 27.201 que crea el Enaded para la implementación de la asignación universal por deporte y la ley 27.202 que actualiza la Ley del Deporte.

### Creación del ENARD
El ENARD fue creado mediante la Ley N° 26.573 sancionada el 2 de diciembre de 2009. La iniciativa fue aprobada por amplia mayoría en el Congreso de la Nación.  La ley define al ente como una persona jurídica de derecho público no estatal conformada por la Secretaría de Deporte de la Nación y el Comité Olímpico Argentino.
La ley establece que los recursos financieros del ente provengan de un cargo del uno por ciento (1%) aplicado sobre el abono que las empresas de telefonía celular facturaron a sus clientes por los servicios de comunicaciones brindados (Artículo 39, inciso a de la Ley 26.573). El ENARD comenzó a funcionar en agosto de 2010. Los ingresos entre 2010 y 2014, como resultado del aporte del 1% de las facturas de telefonía móvil habían sido hasta entonces los siguientes:
| Ingresos del ENARD 2010-2014 | Ingresos del ENARD 2010-2014 | Ingresos del ENARD 2010-2014 |
| Año                          | Monto en pesos               | Monto dólar oficial          |
| ---------------------------- | ---------------------------- | ---------------------------- |
| 2010                         | 57.773.735                   | 14.443.433                   |
| 2011                         | 146.315.158                  | 34.026.780                   |
| 2012                         | 189.267.488                  | 38.626.017                   |
| 2013                         | 246.972.419                  | 37.995.756                   |
| 2014                         | 321.000.000                  | 37.764.705                   |
| Fuente: ONDAF.               |                              |                              |

Con dicho fondo el ENARD sostiene becas para deportistas, entrenadores y técnicos, cobertura médica para los mismos, infraestructura deportiva, un laboratorio de control de dopaje y los gastos que demanden las competencias.
A partir de la puesta en marcha del ENARD, unos 1.659 deportistas fueron becados, entre los que se encuentran 894 de alto rendimiento. Una de las actividades principales del ENARD ha sido la asignación de becas a deportistas, entrenadores y técnicos. Debido al escaso aporte privado para sostener la actividad deportiva en la Argentina, las becas del Enard han adquirido una importancia de primer orden para el apoyo al deporte de alto rendimiento. Entre 2010 y 2015 el ENARD otorgó unas 7.000 becas deportivas.

### Fútbol para Todos y trasmisiones de otros deportes
El 24 de febrero de 2011 la presidenta, a través del Consejo Federal de Comunicación Audiovisual, firmó un convenio por el cual se liberó la transmisión de todos los eventos deportivos de interés masivo. Entre los eventos acordados se destacan la participación argentina en campeonatos mundiales, olímpicos y panamericanos, todas las instancias finales de esos torneos, torneos de fútbol organizados por la Confederación Sudamericana. Encuentros de fútbol Nacional B, Argentino A, Argentino B y torneo del Interior donde el equipo participante tenga relevancia. Turismo Carretera, TC2000 y Top Race. Liga Nacional de Básquet y los torneos locales de rugby y vóley para la zona donde el equipo tenga relevancia. Ese mismo año el país organizó la Copa América 2011 con una inversión del gobierno nacional en la construcción y la remodelación de estadios. Cristina acompañó a Daniel Scioli en la reinauguración del estadio Único de la Plata, se estima que la inversión en la copa fue cercana a los 100 millones de dólares. Ese mismo año se sanciona la Ley que instituye el Ente Nacional del Deporte y otra que actualiza la Ley Nacional del Deporte, dando lugar así a la creación de la Asignación Universal por Hijo en el Deporte, un suplemento adicional para cada persona menor de edad o persona con discapacidad, entre los seis y dieciséis años de edad, que perciba la Asignación Universal por Hijo para protección social y será destinado directamente al pago de la cuota en los clubes o asociaciones civiles deportivas donde el beneficiario practique deportes. Durante su gestión la Televisión Pública también compró los derechos a las distintas federaciones para trasmitir la Copa América, el Preolímpico de Básquet, el Mundial de Rugby y los Juegos Olímpicos.

## Política judicial
Durante su gestión se produjo la unificación del Código Civil y el Código Comercial de la Nación, así como la generación del Digesto Jurídico Argentino que simplificó el conjunto de leyes vigentes hasta el momento. También se aprobó una reforma judicial en 2013. Desde el Ministerio Público fueron creadas cinco procuradurías para combatir el crimen organizado desde distintas áreas especializadas, como el lavado de dinero, el narcotráfico, la violencia institucional, crímenes contra la humanidad, trata de persona. Fue aprobada la Ley 26.364 de Prevención y Sanción de la Trata de Personas y Asistencia a sus Víctimas.
En diciembre de 2012 se crea la unidad especial de investigación Procelac dedicada a realizar y recibir denuncias, investigar y recuperar activos relacionados con crímenes económicos como el lavado de dinero, la evasión tributaria, el fraude bancario, el financiamiento del terrorismo, el contrabando y otros delitos contra la administración pública.
Creó la Comisión de Acceso a la Justicia integrada por jueces y fiscales con el objeto de agilizar la solución de conflictos por medios no judiciales. 

### Reforma y unificación del Código Civil y Comercial
Durante el último año de su primer mandato propició la reforma y unificación del Código Civil y Comercial, ambos redactado por Dalmacio Vélez Sársfield en 1869. A principios de 2011, mediante el decreto presidencial 191/2011, se constituyó la "Comisión para la Elaboración del Proyecto de Ley de Reforma, Actualización y Unificación de los Códigos Civil y Comercial de la Nación", integrada por el presidente de la Corte Suprema de la Nación Argentina, Ricardo Lorenzetti, la Vicepresidente de ese cuerpo (Elena Highton de Nolasco) y la exmiembro de la Suprema Corte de Justicia de la Provincia de Mendoza, Aída Kemelmajer de Carlucci. El 8 de agosto del año 2012 se forma una comisión adjunta con miembros de ambas cámaras para analizar la reforma y actualizar ambos códigos tras más de 140 años en vigencia. El nuevo código tiene 2671 artículos.
Se realizaron diferentes audiencias públicas en varias provincias con el objetivo de democratizar y ampliar el debate sobre los cambios. Entre los cambios presentados más relevantes se encuentran la incorporación de la unión convivencial, sumada a la figura del matrimonio igualitario, que otorga a sus partes derechos similares a los del matrimonio. El nuevo Código determinó que el matrimonio no deberá cumplir un plazo mínimo para deshacerse mediante divorcio, y bastará con que uno de los cónyuges solicite el divorcio para que éste se pueda llevar a cabo. Entre otras reformas introdujo el Divorcio simplificado, la habilitación de contrato prenupcial, la legalización de la fertilización asistida: la posibilidad de que una mujer acuda a un procedimiento de fertilización asistida estará contemplada en el nuevo código, así como el acuerdo de vientre para aquellas mujeres que no puedan concebir, la mejora en los procesos de adopción.
La incorporación de acuerdos prenupciales contemplando la posibilidad de que las parejas puedan acordar, antes del matrimonio, el modo en que se repartirán los bienes en caso de divorcio. Además los hijos podrán llevar como apellido tanto el de su madre como el de su padre. 
También se aceleró a 90 días el trámite de la adopción, el nuevo código modifica el estatuto de la adopción, permitiendo el acceso al derecho de personas solas o que no estén legalmente casadas. También incorporó en la ley de Responsabilidad parental, que establece que la relación entre padres e hijos debe someterse al interés superior del niño. Consagra la participación progresiva del menor en las decisiones sobre su persona.
En cuanto a la parte comercial con las nuevas normas, será posible formar una sociedad unipersonal, integrada por una sola persona, para favorecer a las pymes y microemprendedores. Incorpora la Reproducción humana asistida, donde los hijos nacidos por dichas técnicas serán también hijos de quien haya prestado su consentimiento previo, también se prevé que las tareas de cuidado personal que realiza el progenitor que ha asumido el cuidado personal del hijo tienen un valor económico. Derechos personalísimos: Se reconoce expresamente los derechos a la dignidad, intimidad, honor e imagen, entre otros. el nuevo Código Civil introdujo fuertes cambios para que se pueda dejar a quien se prefiera una porción de la herencia independientemente del vínculo. Además de simplificar la compra-venta de autos
con la gradual la eliminación de los registros de propiedad del automotor hasta digitalizar todos los trámites
También legaliza la subrogación de vientre, por primera vez en Argentina se permitirá la maternidad por subrogación altruista prohibiendose su carácter comercial estableciendo derechos y deberes de una mujer lleva en su vientre un bebé, en lugar de otra persona que no puede tener hijos, hasta dar a luz. Incorpora la Propiedad comunitaria indígena, nuevas normas con un régimen específico de defensa del consumidor. Se incorporan modernas formas de contratación, como los contratos de arbitraje, agencia comercial, concesión comercial, franquicias y leasing.

### Digesto Jurídico Argentino
El Digesto Jurídico Argentino (DJA), o Ley 24.967,  es un compendio de leyes argentinas vigentes y de normas supranacionales a las que el país adhiere. Fue impulsado por la entonces presidenta Cristina Fernández de Kirchner con el objetivo depurar y ordenar la legislación del país que en ese momento contaba con cerca de 30 mil leyes. Fue el primero de su tipo en Latinoamérica. Otro de los objetivos era democratizar las leyes mediante su sistematización y simplificación, facilitar a todo ciudadano el conocimiento directo del derecho vigente, y reducir la proliferación normativa que llevaba a casos donde diferentes normas y leyes se contradecían entre sí. 
El ordenamiento fue realizado entre los años 2005 y 2011 por un grupo de 200 juristas de diferentes universidades nacionales y luego controlado por una comisión bicameral del congreso. Su elaboración contó con la participación de más de 60.000 personas distribuidas en 20 grupos de trabajo en cada provincia incluyendo expertos en derecho, jueces, fiscales, abogados, organizaciones de la sociedad civil y colegios profesionales.

### Reforma judicial
En abril de 2013 seis proyectos enviados al Congreso. Uno de los puntos reformados era el Consejo de la Magistratura, donde se proponía que sus miembros pasen a ser elegidos por el voto universal; las elecciones tendrían lugar durante las Primarias Abiertas Simultáneas y Obligatorias (PASO) y los consejeros debían ser académicos y profesionales de alguna disciplina o ciencia (no solo abogados). Los requisitos para postularse al cargo de consejero iban a ser los mismos exigidos para ser la postulación de un candidato a diputado de la Nación. El Ingreso Democrático al Poder Judicial, al ministerio Público Fiscal y a la Defensa a través de la realización de exámenes de ingresos previos y, de aprobarlos, los aspirantes serán incluidos en una nómina de ingresantes para participar de un sorteo anual por la Lotería Nacional para el ingreso como empleado del Poder Judicial. Se respetará todo el escalafón de la carrera judicial para llegar a cargos de mayor responsabilidad y a los puestos de secretarios y prosecretarios se accederá por examen. La publicidad de los actos del Poder Judicial a través del proyecto contemplaba que se publiquen en Internet, de modo a que estén disponibles a la ciudadanía, el estado y las sentencias de todas las causas en los distintos tribunales en todo el país. Además, prevé la creación de un registro público de causas y es válido para la Corte Suprema de Justicia y para las demás cámaras. Una de las normas es la que obliga a la publicación de las decisiones de la Corte Suprema, de los tribunales orales y cámaras y una lista de causas en trámite de todas las instancias. La difusión debe realizarse a través de algún diario digital que sea de acceso gratuito y del sitio web del alto tribunal. Además de hacer obligatoria la presentación de declaraciones juradas de los funcionarios de los tres poderes del Estado. Estas declaraciones juradas tendrán carácter público y libre accesibilidad por Internet.
En materia penal se comenzó a reemplazar el sistema penal actual argentino, que tiene un proceso escrito y otro oral, por uno acusatorio completamente oral y con jurados, para acelerar los juicios más simples, modernizar y reestructurar las instituciones judiciales (juzgados, fiscalías, defensorías), para hacerlas más eficientes y digitalizar los expedientes, así como realizar trámites y entregar escritos a través de Internet y democratizar el ingreso a la carrera judicial mediante la aplicación de concurso público. Además de estas propuestas, también se planteó el aumento en la cantidad de cámaras de casación para descongestionar el trabajo de la Corte Suprema de Justicia. También se estimuló la publicidad de los actos judiciales, incentivando a que cada fallo y resolución se publiquen en Internet, de modo a que estén disponibles a la ciudadanía, el estado y las sentencias de todas las causas en los distintos tribunales en todo el país, la publicación de las decisiones de la Corte Suprema, de los tribunales orales y cámaras y una lista de causas en trámite de todas las instancias. La difusión debe realizarse a través de algún diario digital que sea de acceso gratuito y del sitio web del alto tribunal. En 2011 se produce la anulación de la Ley N° 20.959 que otorga a senadores y diputados de la Nación el libre estación en cualquier parte del territorio, siendo visto como un privilegio. La derogación también alcanzó a jueces federales, sin embargo está última parte fue dejada sin efecto por  acordada de la Corte Suprema que mantuvo el privilegio sobre sus miembros. En paralelo se eliminaron las patentes preferenciales para jueces y personal diplomático.
2014

### Proyecto de Reforma, Actualización e Integración del Código Penal
En 2012 se convoca a la oposición, la sociedad civil y a especialistas del derecho a formar parte de la Comisión para la Elaboración del Proyecto de Ley de Reforma, Actualización e Integración del Código Penal de la Nación, que buscó actualizar y reformar el Código Penal de 1921, que a lo largo de las décadas habia sido modificado en numerosas ocasiones, perdiendo coherencia interna y proporcionalidad. Buscó lograr una adecuada sistematización y ordenamiento de toda la normativa penal.
La elaboración de un nuevo código penal tenía por finalidad producir un único cuerpo normativo que concentre toda la normativa penal, sistematizar y unificar las diferentes medidas penales provinciales, generar equilibrio y proporcionalidad que entre sí de las las escalas penales de los distintos delitos.
Fija criterios claros para la determinación de la pena y achica el margen de discrecionalidad de los jueces, al tiempo que proyecta la implementación de juicios orales y públicos.
Incorporar nuevas tipologías de delitos. También protege el ambiente y agrega los delitos genéticos y cibernéticos, entre otras destacadas reformas. Incorpora nuevos delitos de lesa humanidad, los delitos ambientales, los delitos genéticos y cibernéticos, y los relacionados con la violencia contra las mujeres. 
Incluye los delitos de lesa humanidad, tipifica nuevas conductas punibles en el marco de los siniestros viales.
Reforzar la persecución de delitos graves: Endurecer las penas por delitos relacionados con el narcotráfico, la corrupción, el terrorismo y su financiación. Proteger los derechos de las víctimas: Darles participación en el proceso penal y ampliar sus derechos. Establecer criterios claros para la determinación de la pena. Reducir la discrecionalidad judicial y asegurar una aplicación más homogénea de la ley.
El proyecto incorporó entre otras modificaciones:
Nuevos tipos de delitos:
Se incorporan los delitos de lesa humanidad, los delitos contra el medio ambiente, los delitos cibernéticos, los delitos relacionados con la violencia de género y los delitos relacionados con la actividad sexual no consentida.
Mayor protección de las víctimas:
Se establecen mecanismos para la protección de las víctimas de delitos y se amplían sus derechos y su participación en el proceso judicial, junto a la posibilidad de seguimiento del cumplimiento de la condena de sus victimarios.
Se garantiza la participación de las víctimas en el proceso penal.
Responsabilidad de las personas jurídicas: Se incorpora la responsabilidad de las personas jurídicas -empresas, ongs -por los delitos cometidos en su nombre o en su beneficio.
En noviembre de 2015 logro que el Congreso sancione la La Ley 27.210 que crea el Cuerpo de Abogadas y Abogados para Víctimas de Violencia de Género fue promulgada por el Poder Ejecutivo dos días después.

### Implementación del sistema procesal penal acusatorio
Desde 2010 se brindó apoyo técnico y financiero a 14 de las 23 jurisdicciones provinciales, para implementar reformas como la oralidad en procesos civiles, la incorporación de expediente electrónico, la videograbación de audiencias penales y la adopción del sistema procesal penal acusatorio, que implicó la transición a un sistema acusatorio y adversarial, buscando mayor celeridad, oralidad, publicidad y desformalización en los procesos judiciales. El Código Procesal Penal de la Nación, aprobado por la Ley N° 27.063, entró en vigencia de forma progresiva.
La implementación del sistema acusatorio representaba un cambio radical en la justicia penal, pasando de un sistema inquisitivo a uno donde las partes Fiscalía y defensa se enfrentan en igualdad de condiciones ante un juez imparcial. El nuevo sistema se caracteriza por la oralidad de las audiencias, la inmediación judicial y la separación entre el juez y las partes acusadoras y defensoras. 
Con la sanción legislativa, el sistema judicial debe adoptar el modelo acusatorio, donde el fiscal dirige el proceso penal, investiga, acusa y produce pruebas, mientras el juez se convierte en un garante imparcial del proceso. Esta transformación busca garantizar mayor transparencia y celeridad en las causas.
Esta reforma reemplazó el viejo sistema inquisitivo y escrito que operaba en Argentina desde mediados del siglo XlX, por un sistema acusatorio y oral.

### Implementación de juicios por jurados
Si bien la administración de la justicia corresponde a las provincias, el gobierno nacional presto ayuda y fomento la aplicación de juicios por jurados. 
El apoyo a la implementación de juicio por jurados fue concebida por el gobierno como una forma de devolver a la sociedad la confianza en el sistema judicial, como parte de de democratización  de la justicia y para promover el acercamiento de la administración de justicia a la comunidad, otorgándole a ésta un rol fundamental en la misma, alcanzar una mayor transparencia a las decisiones judiciales y volver a la justicia más accesibles para la ciudadanía.
La primera provincia en implementar la modalidad de juicios por jurados fue Córdoba, 
Neuquén en 2011, Buenos Aires en el 2015, y Río Negro, sumándose posteriormente  Chaco, Santa Fe, Entre Ríos, Catamarca, Chubut, Mendoza, San Juan,  Santa Fe, CAba, La Rioja, Jujuy, Salta, entre otras, con un total de 15 provincias en 2025.

### Justicia previsional
En 2011 se formó una comisión especial entre fuero de la seguridad social y el Anses para informatizar datos y agilizar los juicios de los jubilados para obtener una mayor celeridad en los procesos previsionales. El acuerdo establece un sistema de inicio de demandas y notificaciones electrónicas, la digitalización de documentos judiciales y previsionales.
En 1994 tras privatizar la seguridad social el ministro neoliberal Domingo Cavallo congelo las jubilaciones durante el resto de la década de los 90, adicionalmente durante el gobierno de Fernando de la Rúa en 2001 la ministro de seguridad social Bullrich establecería una poda de las jubilaciones del 13 por ciento lo que llevaría a la apertura de más de 2.3 millones de juicios previosionales que se acumularían durante la década de los 90 y el 2001. En 2005 se lanzó el primer plan para regularizar los juicios de los jubilados logrando regularizar la situación de 1.37 millones, en 2008 volvería a lanzarse un nuevo plan de regularización de juicios provisionales logrando regularizar otros 900 mil juicios 

En 2007 se abrió la oficina de violencia doméstica. Un año después se constituye la Línea 137, de atención telefónica para personas víctimas de violencia sexual, grooming y familiar; la Línea 149, creada con el fin de asistir a personas víctimas de delitos y sus grupos familiares con la Ley N° 27.372.
Con el objetivo de combatir la violencia de género se crearon diferentes programas entre ellos Asistencia Integral a las Víctimas de Violencia por Razones de Género; de Refugios y Hogares de Protección Integral, de Abordaje Integral de Casos de Femicidios, Travesticidios, Transfemicidios y Delitos contra la Integridad Sexual.
En el 2007 crea el Programa de Atención de Mujeres víctimas de violencia, con línea telefónica articulada el Ministerio de Seguridad y DDHH. Durante el 2013 promueve el Programa de Acompañantes en Red para Víctimas de Violencia de Género. En 2009 se lanza la Dirección del Observatorio de las Violencias y Desigualdades por Razones de Género y en 2010 la Dirección Nacional de Políticas de Prevención de las Violencias por Razones de Género.

## Política electoral
El 9 de julio de 2009, Cristina Fernández de Kirchner convocó a un amplio proceso de diálogo político, meses después producto de estos encuentros, se elaboró un proyecto de Ley que sirvió para el tratamiento de más de cien proyectos vinculados, de los que fueron incorporados numerosos aportes, procediéndose a la sanción de la Ley N.º 26.571 de Democratización de la Representación. Esta ley implementó el sistema de primarias abiertas, simultáneas y obligatorias. Fue sancionada el 2 de diciembre de 2009. La ley establecía elecciones primarias en las que cada agrupación política presenta sus candidatos, pudiendo tener una o más líneas internas. La ciudadanía elegirá entre los candidatos de orden nacional (presidente, senadores y diputados) de las agrupaciones del partido que desee. Los partidos políticos presentan a todos sus pre-candidatos a todos sus cargos a elegir y los ciudadanos votan a sus pre-candidatos preferidos para competir por dicho cargo. La nueva estableció la bancarización obligatoria de todos los aportes destinados a grupos políticos y para campañas electorales para garantizar su trazabilidad de sus aportes y la transparencia.
Asimismo se estableció la distribución gratuita de publicidad electoral de forma equitativa, que serán sorteados públicamente y la Dirección Nacional Electoral del Ministerio del Interior los distribuirá entre los partidos políticos, dirtrubuyendo el 50% de los espacios entre todos los partidos políticos y el 50% restante en forma proporcional a la cantidad de votos obtenidos en la elección general anterior. la ley tuvo un total de 110 artículos y perseguía los objetivos de generar una mayor democratización al interior de los partidos políticos y su apertura a la sociedad, proveer de mecanismos y reglas institucionales que contribuyan a la estabilidad y representatividad de los partidos políticos, reducir las asimetrías entre fuerzas políticas por medio de la regulación de los mecanismos de financiamiento de los partidos y las campañas electorales, y racionalizar y modernizar algunos aspectos de la administración electoral.
El 2 de noviembre de 2012 Cristina Kirchner firmó el decreto de promulgación de las modificaciones a la ley 26.774 de Ciudadanía Argentina.  El proyecto aprobado, impulsado por la Presidenta, modificó siete leyes: las número 346, 17.671, 19.945, 23.298, 25.432, 26.215 y 26.571 en pos de habilitar a los jóvenes de 16 y 17 años a votar en elecciones nacionales, establece que el voto para esos nuevos electores será optativo, dicha ley permitió ampliar el derecho a voto para 500.000 jóvenes que fueron habilitados a ejercer su voto, representando alrededor del 3 por ciento del padrón electoral. La aprobación de la ley 26.774 puso a Argentina en el selecto grupo de países y regiones que permiten votar a los ciudadanos de 16 y 17 años. Brasil, desde 1988, y Ecuador, desde 2007, Austria, Bolivia, Chile, el Reino Unido, Venezuela. Grecia, y España. Esta ley fue aprobada con 131 votos a favor, 2 en contra y 1 abstención.
En 2015 se lanzaron entre otras medidas para agilizar el conteo y garantizar una mayor transparencia la aplicación de sobres inviolables para trasladar los telegramas, mayor participación de los fiscales y seguimiento por GPS en tiempo real de camiones en el repliegue de urnas son algunas de las medidas que se adoptarán por primera vez para asegurar la transparencia y "reafirmar la legitimidad" de la elección presidencial de ese año. Se estableció que los fiscales partidarios tengan acceso a los equipos necesarios para poder seguir en tiempo real todo el proceso, y que puedan estar presentes en los centros de recepción, digitalización y transmisión de los telegramas de escrutinio. En ese sentido, se avanzó en la aprobación de leyes fundamentales tales como: Ley de Acceso a la Información Pública; Ley de Financiamiento de partidos políticos. Se aprobó además la rendición de cuentas de los Partidos Políticos que fijo la periodicidad en la presentación de balances financieros de los mismos y volver público el registro de donantes de los mismos.

## Política de desburocratización y digitalización
Con el objetivo de modernizar el Estado, reducir la burocracia y simplificar tramites administrativos se crea en 2010 la Secretaría de Simplificación del Estado cuyo trabajo estaba en el diseño de la política de simplificación y desburocratización de los trámites y procesos del Sector Público Nacional. En un contexto de diversificación y generalización del uso de internet y dispositivos móviles, se instituyó desde diversas dependencias la innovación tecnológica, canales de comunicación que previamente no existían: optimización en el acceso a gestiones y trámites en línea, huella digital, Programa de Visita Segura para identificar la identidad de agentes del estado que visiten los domicilios, entre otros. En 2012 se aprobó la Ley sobre Marca Colectiva. También se digitalizaron trámites en registros oficiales como los de propiedad automotor, inmueble y de reincidencia penal.
A través de la Secretaria de la Gestión Pública de la Nación Argentina se impulsó como la sanción del Convenio Colectivo de Trabajo General de la Administración Pública Nacional, la implementación del sistema electrónico de compras públicas,  y la utilización de la Firma Digital en la administración pública.
En diciembre de 2008 se llevó a cabo la introducción y la generalización del uso de la factura electrónica, cuyos beneficios radican en evitar la facturación apócrifa y "beneficia la recaudación para las arcas del Estado dada la mayor transparencia. También implementó la auditoría informática, servicios de autenticación mediante Clave Fiscal; Firma Digital en diferentes ciudades, en la modernización y simplificación de procesos. Queremos que la AFIP sea una verdadera autopista del Gobierno Electrónico y que puedan utilizarlas todas las estructuras del Estado nacional como las dependencias provinciales y municipales para simplificarle la vida a los ciudadanos”. Se llevaron a cabo modificaciones en el diseño del pasaporte, que incluyó la novedad de un chip, transformándose la Argentina en uno de los primeros países latinoamericanos en implementar el pasaporte biométrico.
En 2008 se decidió retirar el DNI librillo y se lanzó una nueva modificación; con la nueva versión del DNI cada persona podrá tener incorporados los datos de su historia clínica, de ANSES, de PAMI y de la tarjeta SUBE, lo que simplificará y mejorará los trámites evitando papeles y múltiples identificaciones. Según el entonces ministro de Interior se hicieron casi 38 millones de documentos, 4 millones de pasaportes, llegando a los estándares de los países más desarrollados del mundo en materia de identidad. Un año después se incorporó el número de CUIL (Código Único de Identificación Laboral) al dorso, lo que simplifica trámites y ahorra tiempo. Además se resolvió modificar la resolución que fija las pautas que debe tener la fotografía del Documento Nacional de Identidad con el objetivo de garantizar el respeto por la libertad de género, religión y cultura de las personas. El nuevo sistema terminó con el sistema de sellos en el DNI y fue reemplazado por un código de barras, además sirve para evitar los cambios de identidad y defraudaciones y para el esclarecimiento de delitos porque se identifica con las huellas dactilares y sus impresiones faciales. El nuevo DNI es íntegramente elaborado por el Estado, incorporó 30 medidas de seguridad digital e informática y redujo el tiempo de obtención a cinco días. Como medida de seguridad, en los nuevos DNI la fotografía no está pegada sobre el papel, sino impresa. Además, las libretas tienen una marca holográfica y fibras sensibles a rayos infrarrojos, al estilo de los pasaportes.
En 2010 se anunció un nuevo régimen de modernización de controladores fiscales, la incorporación de información digitalizada y permitirá un ahorro promedio de hasta 3 millones de pesos anuales para los grandes contribuyentes, reduciendo notoriamente los costos de papel, almacenamiento e insumos, agilizando la operatoria comercial. Durante su gestión la AFIP resultó ganadora del premio a "Mejor Prestación de Servicios Digitales en el Sector Público", otorgado por el Datacenter Dynamics en el marco del concurso internacional "DCD Latin América Awards 2015. En la Aduana con el fin de acotar la discrecionalidad y reducir las gestiones personales, se lanzó en 2014 la ventanilla Electrónica del Comercio Exterior. Existen 319 trámites que corresponden a operaciones de comercio exterior de 30 dependencias gubernamentales de distintos organismos. De esa cifra, 301 ya se han digitalizado para fines de 2015 agilizando controles.La automatización facilitó la trazabilidad de los procesos, al tiempo que permite auditar y medir la gestión, incluso en tiempo real. También disminuye la posibilidad de que se apliquen criterios dispares en casos similares y la eventual alteración de turnos y órdenes preestablecidos.
Desde 2014 se incorpora el uso de un Precinto Electrónico de Monitoreo Aduanero (PEMA) en los tránsitos de mercadería por el territorio nacional. Este dispositivo permitía al servicio aduanero y empresarios conocer en tiempo real  los desvíos, las detenciones, contingencias o alarmas del transporte de la mercadería a fin de evitar el contrabando. A partir del primero de enero de 2010 Argentina adquirió todo el equipamiento informático para que 200 agencias de la DGI puedan sacar fotos y escanear las huellas y la firma de 7 millones de contribuyentes, lanzando un DNI impositivo totalmente digital.
Desde 2014 se implementó un nuevo sistema informático para evitar uso de papel en trámites aduaneros, que tenía como fin facilitar el comercio exterior seguro y transparente simplificando los trámites sin que ello signifique disminuir el control. El software del Malvina es un desarrollo propio de la AFIP y la Argentina es el primer país en Sudamérica en contar con un sistema de estas características que, entre otras innovaciones, permitir tener disponible la imagen del escaneo de la carga junto con la declaración de exportación e importación. También se incorporaron avances tecnológicos implementandos orientados a dotar de mayor transparencia al comercio exterior y que se encuentran enmarcados dentro del plan estratégico de Gobierno Electrónico como el Código de Barra a la Declaración Aduanera, para fortalecer la trazabilidad del comercio exterior, y la autogestión de Clave Fiscal mediante el sistema captura de huella digital, un circuito cerrado de TV en línea en Aduanas y Pasos Fronterizos, el “Certificado de Origen digitalizado” y la digitalización de documentos bajo el esquema de “Depositario Fiel”. Se establecieron las modalidades a través de la cuales se deberán emitir los comprobantes electrónicos a fin de respaldar las operaciones de compraventa de cosas muebles, locaciones y prestaciones de servicios, locaciones de cosas y obras y las señas o anticipos que congelen el precio, en pos de una tendencia hacia un régimen más moderno enfocado en la implementación de facturas electrónicas, y que actualmente alcanza a buena parte de los contribuyentes. No obstante, los plazos fijados para la incorporación de este tipo de facturas. Ese mismo año se incorpora la posibilidad de presentar la Libreta de la Asignación Universal por Hijo y el certificado escolar para el cobro de la Ayuda Escolar Anual, con solo sacar una foto y subirla a través de un teléfono celular, la implementación de la "Gestión Documental Electrónica (GDE) y Firma Digital", ya se crearon 24 millones de documentos digitales y 2 millones de expedientes electrónicos.
En junio de 2015 comenzó la sustitución de la hoja móvil papel por una sistematización digital sobre la liquidación de remuneraciones a su personal. Buenos Aires es la primera jurisdicción en implementar este sistema. Al respecto echegaray afirmó que Trabajamos todos los días en la simplificación de procesos porque creemos que la AFIP es una verdadera autopista del Gobierno Electrónico para que pueda ser utilizada por y todas las estructuras del Estado nacional y las dependencias provinciales para simplificarle la vida a los ciudadanos" En agosto de 2015 Argentina ganó un premio internacional de lucha contra la evasión, el diario británico The Telegraph destacaba a la Argentina como el segundo país en el mundo que más luchaba contra la evasión fiscal. En la Anses se reorganizó y logró mejorar la eficiencia del sistema de seguridad social incorporando medios modernos de gestión.
El 12 de junio de 2012 se  anunció nuevas modificaciones en diseño del pasaporte, que incluiría la novedad de un chip electrónico, transformándose la Argentina en uno de los primeros países latinoamericanos en implementar el pasaporte biométrico y al pasaporte argentino en  uno de los más poderosos del mundo. Gracias a la modernización en el año 2015 el Registro Nacional de las Personas,  organismo encargado de la producción del DNI y pasaportes, fue certificado internacionalmente en su sistema de gestión de calidad bajo los criterios de la Norma ISO 9001.
En 2013 se lanzó un plan para modernizar unos 400.000 controladores fiscales, reduciendo notoriamente los costos de papel, almacenamiento e insumos, agilizando la operatoria comercial y  resguardo de los duplicados de los comprobantes. En 2015 comenzó el proceso de digitalización de los Registros del Automotor junto con el DNI 24hs, donde una persona lo tramita en 15 minutos, y lo retira al día siguiente. En 2015 se inauguraron las primeras puertas automáticas de ingreso y egreso al país equipadas con tecnología biométrica en el aeropuerto de Ezeiza que facilitabasn aún más el ingreso y egreso del país, ya que se tarda menos de 30 segundos en hacer el trámite,  con los máximos parámetros de seguridad biométrica, como   la etapa final de modernización del trámite migratorio iniciado con la eliminación de las Tarjetas de Entrada y Salida (TES) manuales, y su reemplazó por tecnología biométrica mucho más segura y cómoda. En 2014 se aprobó un marco regulatorio para la operatoria de transporte de valores, que contempla un régimen de supervisión y control.
En diciembre de 2011, durante la presidencia de Cristina Fernández de Kirchner el Ministerio del Interior llamó a un concurso para la nueva sede en el predio de la ex Cárcel de Caseros, en Parque Patricios. Con apoyo de la Sociedad Central de Arquitectos y FADEA, que comenzó a construirse a mediados del año 2012.
En materia de simplificación administrativa, mejora en la eficiencia del Estado y racionalización se implementaron los trámites digitales, lo que permitió que desde diciembre de 2009 la AFIP que tenía 23.269 empleados,pasará a contar en noviembre de 2015 con 22.732 trabajadores, lo que representaba una racionalización de 537 puestos.

## Política en seguridad
En 2010 se crea el Ministerio de Seguridad siendo su primera titular Nilda Garré, quien fue sucedida por Arturo Puricelli (junio - diciembre de 2013) y luego por María Cecilia Rodríguez (diciembre de 2013-diciembre de 2015). 
En 2010 con el objetivo de patrullar el espacio aéreo se desarrolló el Radar Primario Argentino 3D  que permite realizar tareas de detección, vigilancia, identificación y control en el espacio aéreo, con un radio de cobertura 400 kilómetros. en 2015 se estableció un nuevo radar en Las Lomitas, Formosa, que aumentaron a cinco hacia finales de 2015.
En 2012 el informe de la Oficina de la ONU contra la Droga y el Delito (Unodc) reveló  que Argentina se encontraba entre los tres países de América latina con menor tasa de homicidios dolosos. Segúnel informe, “en la subregión de América del Sur, las tasas de homicidio en el Cono Sur (Argentina, Chile y Uruguay) se acercan a las tasas relativamente bajas que se registran en Europa”. El país con menor tasa en la región en Latinoamérica es Chile y Argentina con 5,5 homicidios por cada 100 mil habitantes.
En 2013 se lanza un plan de control en las principales estaciones de autobús del país, en las estaciones de trenes y aeropuerto un sistema de seguridad y vigilancia con 630 agentes suplementarios de la Gendarmería Nacional Argentina y 140 de Policía de Seguridad Aeroportuaria, escáneres de rayos X, perros detectores de drogas, domos y cámaras fijas de alta definición. A partir de octubre de 2013 se reforzó con unos 4.500 efectivos el operativo escudo norte, el Fortín II para operaciones de vigilancia y control del área geográfica de interés nacional, y de operaciones de ayuda humanitaria y apoyo a la comunidad". También se inició un despliegue radárico que cubre la vigilancia y el control de todo el espacio aéreo norteño con equipos nuevos fabricados por el Invap y se firmó un contrato de 1.000 millones de pesos para desarrollar otros 6 cubriendo la totalidad de la frontera norte. Lanzó el Programa Federal de Colaboración y Asistencia para la Seguridad, cuyo principal objetivo es poner a disposición de las jurisdicciones provinciales y de la ciudad de Buenos Aires aquellas herramientas y recursos que coadyuven al combate del delito y la criminalidad y permitan asimismo generar ámbitos de coordinación y relación interjurisdiccional.
En la segunda gestión de la Presidenta Cristina Fernández de Kirchner, se lanzó el Programa Federal de Colaboración y Asistencia para la Seguridad, cuyo principal objetivo es poner a disposición de las jurisdicciones provinciales y de la ciudad de Buenos Aires aquellas herramientas y recursos que coadyuven al combate del delito y la criminalidad y permitan asimismo generar ámbitos de coordinación y relación interjurisdiccional. En 2009 se dispone el despliegue de seis mil efectivos de la Gendarmería Nacional en el conurbano bonaerense para profundizar las actividades de prevención para resguardar la seguridad ciudadana, con una inversión de 150 millones de pesos. En 2013, lanzó el Programa Federal de Colaboración y Asistencia para la Seguridad, cuyo principal objetivo era poner a disposición de las jurisdicciones provinciales y de la Ciudad de Buenos Aires aquellas herramientas y recursos que coadyuven al combate del delito y la criminalidad, y permitan asimismo generar ámbitos de coordinación y relación interjurisdiccionales. Se lanzaron los radares RASIT, que se desplegaron en las provincias de Jujuy, Salta, Formosa, Chaco, Corrientes y Misiones, cubriendo la frontera y las principales avenidas de aproximación de Tránsitos Aéreos Irregulares. Los relevos de escuadrones aeromóviles se realizan aproximadamente cada 30 días para la vigilancia del territorio y la lucha contra las incursiones ilegales en el país, con motivo de atacar el tráfico de drogas en las fronteras. >Fernández de Kirchner promulga el Plan Nacional de Radarización y crea el Sistema Nacional de Vigilancia y Control Aeroespacial (SINVICA). Para cumplir con este objetivo el Ministerio de Defensa y la Fuerza Aérea le encargaron a INVAP el desarrollo y la instalación de 13 radares en la frontera norte. En 2011 se lanza la línea 137 para denunciar el acoso, que funcionaba para todo el país, las 24 horas los 365 días del año, que asiste y acompaña a personas que sufrieron violencia familiar y/o sexual que se encuentran en una situación crítica. En noviembre de ese año se lanza la Unidad Fiscal Especializada en ciberdelincuencia.
En 2011, el gobierno nacional adquiere para la policía Federal el H11 LQ-BXI Airbus Eurocopter EC135, primer helicóptero de este modelo adquirido a Eurocopter en 2009 y H12 LQ-CQN Airbus Eurocopter EC135 T2+. El segundo EC135 fue adquirido en 2009. Un tercer helicóptero EC135 fue adquirido a fines de 2009 equipada con sistemas de visión nocturna, cámara giro-estabilizada y faro de búsqueda, sistemas de Piloto Automático "Full IFR - Single Pilot" que le permiten volar con un solo piloto sin ninguna visibilidad y aterrizar en forma automática con los sistemas ILS de los aeropuertos, de la misma forma que un avión de aerolínea. Además está dotado con grúa de rescate, bamby buckett para la lucha contra incendios y transporte externo de cargas. Posteriormente nuevas aeronaves adquiridas en 2014 con capacidad multifunción como los H15 LQ-FQH Airbus Eurocopter EC145.
A mediados del año 2012, el gobierno nacional puso en circulación el AFA plus, un sistema biométrico de acceso de público a los estadios, con el objetivo de identificar a violentos para que no puedan ingresar a los estadios y disminuir así los episodios de violencia. Para asistir a un partido de fútbol de Primera División y del seleccionado argentino, cada aficionado deberá estar inscrito previamente en un Padrón Nacional de Aficionados. El empadronamiento se realizará como un trámite personal en las sedes de los clubes, donde cada persona que desee ir a la cancha deberá registrarse con su nombre, foto, domicilio, número de Documento Nacional de Identidad y sus huellas digitales. Se empadronaron 111 000 personas. A pocos días de asumir encabezó la negociación con España para adquirir cuatro radares tridimensionales AN-FPS 113/90 con un alcance de vigilancia de 400 kilómetros y 30 mil pies de altura, con el objetivo  mayor seguridad aérea y control de vuelos furtivos en el NOA y NEA. En noviembre de 2015, continuando con el programa de completa radarización de las fronteras Fernández de Kirchner inauguró el tercer Radar Primario Argentino 3D de largo alcance y la construcción de seis nuevos radares argentinos. La inversión acumulada para la radarización del país alcanzó los mil millones pesos, con radares de tecnología nacional, con un ochenta por ciento de componentes argentinos. Los radares primarios, de uso en defensa y seguridad. En el año 2004 solo cuatro aeropuertos argentinos contaban con radares, al año 27 aeropuertos cuentan con equipos que son radaresque fabrica el Invap, logrando cubrir el 95% de las rutas comerciales.
En cuanto a ciber seguridad en julio de 2011 se creó, el Programa Nacional de Infraestructuras Críticas de Información y Ciberseguridad, que tiene como finalidad impulsar la creación y adopción de un marco regulatorio específico que propicie la identificación y protección de las infraestructuras estratégicas y críticas del Sector Público Nacional, los organismos interjurisdiccionales y las organizaciones civiles y del sector privado.
Según cifras del diario británico BBC, de 2015 hubo 6,6 homicidios cada 100 000 habitantes, una reducción del 12% desde 2003, cuando la violencia llegó a tope, en medio de una fuerte crisis económica. En 2011 comenzó la instalación de radares 3D construidos por el Invap y la incorporación de tres aviones de combate Pucará que patrullarán el Norte Argentino para detectar vuelos irregulares.

### Seguridad urbana
Durante la gestión de Nilda Garré al frente del Ministerio de Seguridad, se crearon las mesas barriales y mesas zonales de participación comunitaria en seguridad, que apuntan a crear una instancia en la que los vecinos contribuyan a la elaboración de un mapa del delito, formulando necesidades que agregan medidas y contribuyen el desempeño de la Policía Federal Argentina, en el marco del Plan Nacional de Participación Comunitaria. El objetivo, según precisó la propia ministra Garré, es darle institucionalidad a los aportes y reclamos de los ciudadanos en la seguridad. En 2011, la policía Federal se adquiriò el H11 LQ-BXI Airbus Eurocopter EC135, primer helicóptero de este modelo adquirido a Eurocopter en 2009 y H12 LQ-CQN Airbus Eurocopter EC135 T2+. equipados con sistemas de visión nocturna, cámara giro-estabilizada y faro de búsqueda, sistemas de Piloto Automático "Full IFR - Single Pilot" que le permiten volar con un solo piloto sin ninguna visibilidad y aterrizar en forma automática con los sistemas ILS de los aeropuertos, de la misma forma que un avión de aerolínea. Además está dotado con grúa de rescate, bamby buckett para la lucha contra incendios y transporte externo de cargas. Posteriormente nuevas aeronaves adquiridas en 2014 con capacidad multifunción como los H15 LQ-FQH Airbus Eurocopter EC145.
También se implementó el Plan Buenos Aires Ciudad Segura, que tiene por objetivo lograr una mejor respuesta policial ante el delito mediante la actualización de la operación y a la incorporación de nuevas tecnologías que permiten una distribución más eficiente de las fuerzas de seguridad a lo largo de toda la jurisdicción porteña. El Plan permite monitorear la ciudad a través de 200 patrulleros tecnológicos y 1200 cámaras de vigilancia (el Plan prevé la instalación de un total de 2000 cámaras). Además incluye la modernización completa del servicio de urgencias policiales 911.
En 2013 se lanza el Programa Federal de Colaboración y Asistencia para la Seguridad, con el que se puso a disposición de las jurisdicciones provinciales nuevas herramientas y recursos para combatir el delito y la criminalidad, incluyendo programas de coordinación y relación interjurisdiccional. el programa permitió dotar de profesionalidad a los recursos humanos que integren las diversas unidades organizativas relacionadas con las fuerzas de Seguridad y para el desarrollo e implementación de sistemas de información respecto a los diversos fenómenos complejos sobre el delito, la violencia, la trata de personas y/o estupefacientes. En diciembre de 2007 se lanzó el programa educativo en las cárceles y penales federales, logrando que el numero de privados de la libertad con la instrucción primaria completa aumente del 23 por ciento de la población reclusa al 78 por ciento, y el numero de personas privadas de la libertad con titulo secundario aprobado pasase del 34 por ciento al 59. Junto a ello más de 7300 presos comenzaron una carrera terciaria y universitaria.

### Política penitenciaria
En cuanto a la política penitenciaria se busco la modernización del sistema penitenciario, mediante la construcción de nuevas unidades y la extensión de tecnología como tobilleras electrónicas, la digitalización de los archivos penitenciarios, mayor capacitación para los guardias penales y control y auditoría externas de los penales federales. Desde 2007 se implementaron cambios en el sistema carcelario, enfocados en mejorar la rehabilitación de los reclusos, reducir la reincidencia y mejorar las condiciones de vida y convivencia dentro de los penales federales. Esto incluyó modificaciones y modernización en la legislación, las prácticas de detención, nuevos programas de rehabilitación y mejoras y extensión de la formación del personal penitenciario.
La reforma penitenciaria de 2008 incluyó la construcción de nuevas prisiones, la mejora de las instalaciones existentes, la reducción a la mitad de la sobrepoblación carcelaria entre 2008 y 2011, y mejorar el acceso de la población penal a la salud y educación mediante la inauguración de siete centros educativos al interior de penales federales y 16 salas de primeros auxilios. Se buscó promover la reinserción social de los reclusos a través de nuevos programas de educación y formación profesional mediante el desarrollo de talleres de mecánica, chapa y pintura, electricidad, carpintería .etc en todas los penales del país.
Al mismo tiempo se buscó involucrar a las organizaciones de la sociedad civil y la justicia para garantizar la transparencia en la gestión del sistema carcelario. 

### Gendarmería y Prefectura Naval
Durante este período se lanzó el programa de radarización de las fronteras. Se habilitó una serie de radares 3D, fabricado por la empresa estatal INVAP, destinado a detectar vuelos ilegales y al control del movimientos de aeronaves que ingresen o salgan del espacio aéreo. También durante su gestión se desarrollaron cuatro coheteras que han sido desarrolladas íntegramente por Fabricaciones Militares y CITEDEF. Los radares RASIT se desplegaron en las provincias de Jujuy, Salta, Formosa, Chaco, Corrientes y Misiones, cubriendo la frontera y las principales avenidas de aproximación identificadas por Gendarmería Nacional Argentina de Tránsitos Aéreos Irregulares. Los relevos de escuadrones aeromóviles se realizan aproximadamente cada 30 días para la vigilancia del territorio y de lucha contra las incursiones ilegales en el país para atacar el tráfico de drogas en las fronteras.
Además, gendarmería colaboró con la seguridad en el courbano bonaerense mediante los siguientes operativos:
- Operativo Escudo Norte: lanzado en 2007 como parte del plan del Estado argentino para combatir el narcotráfico, la trata de personas y el contrabando en el norte de Argentina.[1492] Con el propósito de controlar los espacios aéreos, terrestres y fluviales de las provincias del norte argentino, las fuerzas de seguridad y armadas despliegan sus aviones, helicópteros y radares.[1493]  Para ello, se planificó la instalación de 20 radares terrestres del Ejército, patrullajes con aviones Pucará y la colocación, en Santiago del Estero, del primer radar 3D cuya fabricación ha sido encargada por el Ministerio de Planificación.[1494]
- Operativo Cinturón Sur: tiene por objetivo optimizar el servicio de seguridad ciudadana en la Capital Federal mediante la intervención y cooperación entre los cuerpos policiales y las fuerzas de seguridad federales. La Gendarmería Nacional y la Prefectura Naval Argentina ejercen funciones de policía y ejecutan las tareas de prevención e investigación de los delitos en los puntos de mayor incidencia en la geografía porteña.[1495] Se sumarón 1250 efectivos de Prefectura Naval Argentina con 26 camionetas, 24 cuatriciclos y 10 patrulleros, a las zonas de La Boca, Barracas y Parque Patricios.[1496]
- Operativo Centinela: Se realiza mediante el despliegue de seis mil efectivos de la Gendarmería Nacional en el conurbano. El decreto 2099/2010 instruye a las fuerzas de seguridad de la Nación a «profundizar las actividades de prevención para resguardar la seguridad ciudadana» con una inversión de 150 millones de pesos.[1497]
- Operativo Vigía: Impone nuevos controles de personas, cargas y encomiendas en el transporte público de pasajeros de larga distancia. Mediante este operativo, se agregan a los dispositivos de seguridad ya existentes 630 agentes suplementarios de la Gendarmería Nacional y 140 de Policía de Seguridad Aeroportuaria, escáneres de rayos X, perros detectores de drogas, domos y cámaras fijas de alta definición.[1498]

Para proteger los ríos internos se adquirieron nuevas embarcaciones para la Prefectura Naval Argentina, entre ellos el buque SB-15 Tango, un Cúter de salvamento y el DF-19 Recalada adquirido en 2011. Convertido en Buenos Aires en una estación de simulación de pilotaje.
A raíz de una revuelta de efectivos de Prefectura Naval Argentina y de Gendarmería Nacional Argentina, De este modo, en paralelo se renovó el equipamiento de Gendarmería. Héctor Schenone (Gendarmería) y Oscar Arce (Prefectura) fueron reemplazados por el comandante general Enrique Alberto Zach y el prefecto general Luis Alberto Heiler. Además de estos jerarcas, fueron pasados también a retiro diez altos oficiales de cada una de las fuerzas, quedó así «normalizada la situación» tanto en Gendarmería como en Prefectura, según aseguró la ministra Garré en un comunicado a la prensa.
Con el objetivo de combatir el narcotráfico en la frontera se incorporaron helicópteros, aviones, lanchas rápidas, camionetas y motos, el Ministerio de Defensa bajo el mandato de Nilda Garre instaló dos radares en Las Lomitas, Formosa y Santiago del Estero sumando otros a Chaco, Salta y Misiones que ayudan a detectar aviones que están por aterrizar y 18 camiones-scanners de última generación, radios mochila para grupo de radares; radares terrestres PPS-15; tableros inteligentes; equipos meteorológicos; sistemas de transmisión GPS; etc.

### Policía Federal
Plantilla:Extracto

### Igualdad de género e identidad sexual
#invoke:Excerpt
En noviembre de 2014 el gobierno nacional anunció la entrega de 1000 botones antipánico a disposición de la justicia para mujeres víctimas de la violencia de género. También se aprobó en noviembre de 2012 una ley que castiga con cadena perpetua los crímenes considerados de género, ello también que incluye tanto a mujeres como personas trans. Se creó así el femicidio como una nueva figura penal, y no como un agravante a un simple Así mismo se impulso el Régimen Reparatorio para Víctimas de Violencia Institucional por motivos de Identidad de Género y se jerarquía constitucional a la Convención Interamericana para Prevenir, Sancionar y Erradicar la Violencia contra la Mujer, "Convención de Belem do Pará", aprobada por la Asamblea General de la Organización de Estados Americanos en su vigésimo cuarto período ordinario y además la creación de la Defensoría de la Equidad de Género. En 2014, se votó eliminar la posibilidad de que se extinga la pena a un violador si su víctima acepta casarse con él, figura conocida como avenimiento.

### Programa de desarme
En 2007 se declaró la emergencia nacional en materia de compraventa de armas de fuego y se puso en práctica un Programa Nacional de Entrega Voluntaria de Armas de Fuego. El objetivo del Programa fue la entrega anónima de armas -legales e ilegales- por parte de los ciudadanos a cambio de un incentivo económico para inutilizarlas y luego destruirlas a través de su fundición. Desde 2003 hasta 2014 en la Argentina se destruyeron 292 mil armas de fuego,  frente a las 40 mil destruidas entre 1993 y 2002, Paralelamente se destruyeron 1.175.896 municiones, lo que "ubica al país en líder mundial en materia de desarme de la población civil".
Desde que asumió su gobierno se destruyeron 151.174 armas y 1.201.086 municiones entregadas de forma anónima por ciudadanos argentinos desde el año 2007, Según Diego Fleitas, director de la Asociación de Políticas Públicas (APP) y autor del documento “Los planes de recolección de armas en Latinoamérica” publicado por el Banco Interamericano de Desarrollo (BID). “el Gobierno tuvo una política más clara en el tema en comparación con los anteriores, que adoptaron acciones muy limitadas”. En 2013, la Argentina fue premiada por la Oficina de las Naciones Unidas para Asuntos de Desarme por esta política.

### Agencia Federal de Inteligencia
En marzo de 2015 se promulgó la Ley de Inteligencia Nacional (Ley N° 25 520) que entró en vigencia 120 días después. La reforma  creó la Agencia Federal de Inteligencia (AFI).Se convocó mediante la universidad UNICEN a nuevos agentes tanto estudiantes como graduados de distintas carreras para sumarse a la nueva agencia. La nueva Ley de Inteligencia implementó la centralización de los bancos de datos mediante la creación del Banco de Protección de Datos y Archivos de Inteligencia. De esta forma, se incorporó la figura de un funcionario responsable en el tratamiento de esta información. Por un lado se busco profesionalizar la agencia con la incorporación de agentes que cuenten con carrera universitaria, por primera vez incorporo un sistema meritocratico para designación de agentes que pasó a ser mediante concurso, se limitaron las actividades de Inteligencia interior solamente a la investigación en materia de delitos federales complejos, Inteligencia criminal compleja o atentados contra el orden institucional y el sistema democrático, se limito la duración del mandato del director y subdirector de la agencia, ambos puestos serán designados por el Poder Ejecutivo pero deberán tener aval del senado. La reforma también crea un Banco de Protección de Datos y establece penas para aquellos agentes que realicen actividades indebidas. Ésta fue creada por la Ley 27.126 que modifica la Ley de Inteligencia Nacional estableciendo que todo empleado de Secretaría de Inteligencia, debiendo éstos realizar declaraciones juradas sin distinción de grados, eliminando los llamados fondos reservados de la misma. Estableciendo como su función específica, se encuentra la producción de inteligencia nacional e inteligencia criminal referida a delitos federales complejos, enmarcado en el respeto a los derechos y garantías de los ciudadanos consagrados en la Constitución Nacional y tratados internacionales.
Según la Ley de Inteligencia, reformada en febrero de 2015, se creó una comisión bicameral de Fiscalización de Organismos y Actividades de Inteligencia que tiene como finalidad fiscalizar las actividades, el personal, la documentación y los bancos de datos de la Agencia Nacional de Inteligencia (AFI). Además de supervisar y controlar la totalidad de los gastos que fueren asignados a los componentes del Sistema de Inteligencia Nacional, la evaluación de la ejecución del Plan de Inteligencia Nacional», la «consideración del Informe Anual de las Actividades de Inteligencia», entre otras tareas
Se establecieron la separación entre la seguridad interior y la defensa nacional, precisó los límites generales que regulan la actividad de inteligencia, entre otras cuestiones impidió que los componentes del sistema de inteligencia realicen tareas represivas, a su vez prohibió cualquier tipo de investigación criminal no autorizada por la justicia y prohibió que se  produzca inteligencia sobre los datos de raza, religión, opinión política o pertenencia social del investigado.

### SIBIOS
#invoke:Excerpt

### Trata de personas
En junio de 2008, siendo ministro de Justicia, Seguridad y Derechos Humanos Aníbal Fernández se creó las unidades específicas en las Fuerzas de Seguridad Nacionales, a los fines de ejercer las acciones tendientes a la prevención e investigación del delito de trata de personas, y se creó asimismo un equipo interdisciplinario integrado por psicólogos, abogados y asistentes sociales, que desde un principio es coordinado por la licenciada Zaida Gatti, que actuaran en conjunto con las Fuerzas de Seguridad.
En 2013 se iniciaron las obras del programa de Refuncionalización Integral del Complejo Médico Hospitalario Churruca-Visca de la Policía Federal con el objetivo de ampliar y mejorar el hospital que utiliza la policía federal.
La Dra. Eva Giberti, quien formaba parte del Ministerio del Interior desde 2006, trabajó en la redacción de la Ley contra la Trata de Personas, que busca conseguir que las víctimas sean activas y exijan al Estado la detención del violador. El 9 de abril de 2008 el Congreso sancionó la Ley 26.364 de Prevención y Sanción de la Trata de Personas y Asistencia a sus Víctimas. En agosto de 2008 se creó la Oficina de Rescate y Acompañamiento a las personas damnificadas por el Delito de Trata. No existían hasta 2008 en la Argentina cifras estadísticas oficiales sobre este delito, por lo que se creó una oficina estadística.
En 2011 Cristina Fernández de Kirchner lanzó el número telefónico gratuito de denuncia que funciona todo el año y las 24 horas del día, el número 145, dependiente de la Oficina de Rescate y Acompañamiento a las Personas Damnificadas por el Delito de Trata. Esta línea no solo sirve para la denuncia sobre casos de trata de personas y de menores, sino también para denunciar a medios y portales de Internet que publiciten la oferta sexual. Es una línea directa y sin el intermedio de la policía y la denuncia puede realizarse de forma anónima. El operativo Escudo Norte abarcó las provincias de Jujuy, Salta, Tucumán, Santiago del Estero, Formosa, Chaco, Misiones, Corrientes, La Rioja, Catamarca, Córdoba y Santa Fe, y se focalizó en la prevención y conjuración de las problemáticas relativas al «tráfico ilícito de drogas, la trata de personas y el contrabando de bienes». Para ello se inscribió dentro del «sistema de seguridad interior», se comprometió el uso de radares y medios militares, así como de personal militar, en coordinación con las instituciones policiales y, especialmente, con las fuerzas de seguridad federales.
En el 2011, a través de un decreto, el Gobierno Nacional creó la Oficina de Monitoreo de Publicación de Avisos de Oferta de Comercio Sexual (OM), en la órbita del Ministerio de Justicia y Derechos Humanos. EEn julio de 2011 el gobierno sancionó un decreto que prohibió la publicación de avisos gráficos de oferta sexual en los medios de información como una medida para prevenir la trata. También se aprobó la norma que agravó la pena del homicidio de una mujer o persona trans cuando esté motivado por su condición de género.
En diciembre de 2012 se reformó de la Ley de Trata, que elevó las penas para los explotadores. A finales de 2012 se amplió y mejoró la ley del 2008 a la Ley 26842. Esta ley fija penas de 3 a 15 años de prisión, aunque pueden existir agravantes que amplíen las condenas.  La reforma incorporó que las penas por violación u abuso sexual sean de cumplimiento efectivo sin importar el caso. Ese mismo año se creó el Consejo Federal contra la Trata de Personas y el Ministerio de Justicia y Derechos Humanos de la Nación que habilitó la línea gratuita 145 para recibir denuncias desde cualquier punto del territorio nacional las 24 horas del día. Desde la primera sanción de la ley 26.364 en 2008 a principios del 2014 se rescató 6.339 víctimas de explotación laboral y sexual en el país. En 2015 promulgó la ley 27.046, que obliga a colocar en aeropuertos, terminales de micros, pasos fronterizos y medios de transporte público una leyenda contra la trata.
En 2015 se aprueba la modificación de la ley de Flagrancia, que habilitó juicios penales abreviados en casos de detención infraganti para casos relacionados a trata de personas, tráfico de drogas y robos a mano armada.
En 2014 se aprueba la Ley de Cibercrimenque penaliza los delitos informáticos e incorporó al sistema legal los estándares de la Convención de Budapest.

### Violencia de género
En 2011 fue creado el Centro Integral de Género en las fuerzas de seguridad de Argentina. Se aceptó la llegada de oficiales transexuales y transgénero a las fuerzas de seguridad, se instruyó a las fuerzas policiales y de seguridad federales a respetar la identidad de género, tanto de los agentes de los distintos organismos como de los detenidos y de cualquier ciudadano que realice un trámite en sus dependencias. El objetivo de esta medida fue la de combatir conductas transfóbicas y homofóbicas, a fin de concienciar acerca de cuestiones de género e integrar a las personas transgénero, travestis y transexuales en el ámbito laboral.
Para 2015 se incorporaron 1000 nuevos patrulleros con tecnología de punta para la Policía Federal que custodia la ciudad de Buenos Aires.

### Seguridad vial
En 2008 se crea la Agencia Nacional de Seguridad Vial (ANSV) por la presidenta de la Nación, Cristina Fernández de Kirchner, a través de la Ley N° 26.363 la cual complemento modernizó la Ley de tránsito N° 24.449. Desde ese año se lanzaron múltiples campañas de prevención, de forma complementaria se puso en marcha en el año 2010 el Centro de Formación en Política y Gestión de la Seguridad Vial. Se implementó la fiscalización electrónica, campañas educativas, y mejoras del diseño vial.
Desde la creación de la Agencia  por iniciativa de la presidenta de la Nación Argentina, Cristina Fernández de Kirchner, según datos oficiales y de organizaciones no gubernamentales, se redujo la siniestralidad vidal de un 9% entre 2008 y 2009 el primer año de la misma. Adjudicando la mejora en las cifras viales al incremento de los controles y la inversión en concientización llevadas adelante por el organismo.
En 2010 la Agencia Nacional de Seguridad Vial junto con el desarrollo del CONICET lanzaron el mapa interactivo sobre las estadísticas de seguridad vial, que incluían la utilización de los elementos de seguridad,  incidentes de tránsito y las zonas de mayor siniestralidad de cada municipio y provincia argentina, logrando unificar en una sola base federal todas las estadísticas dispersas de ciudades y municipios.
En 2010 se Plan Estratégico Nacional de Seguridad Vial 2010–2015, estableció las políticas prioritarias de Argentina para reducir las muertes y lesiones graves por siniestros viales. El plan se enmarcó en el enfoque de Sistema Seguro y promueve la filosofía de Visión Cero, que sostiene que ninguna muerte en el tránsito es aceptable, establece el trabajo conjunto entre el Estado nacional, las provincias, los municipios, la sociedad civil y los ciudadanos.
Se llevó a cabo el fortalecimiento de los Centros de Emisión de Licencias, la actualización de la formación específica, uso de elementos de protección y certificación de instructores. Se estableció como obligatorio usar casco para poder cargar combustible en estaciones de servicio. Esta medida, conocida como "Sin casco no hay nafta", buscó garantizar la seguridad de los motociclistas. Se estableció un fondo de 120 millones de pesos destinados a los municipios para crear planes locales de seguridad vial, redes colaborativas interjurisdiccionales.Se estableció el Observatorio Vial de la Agencia Nacional de Seguridad Vial (ANSV), que presenta los datos consolidados sobre los siniestros viales fatales ocurridos en Argentina durante cada año.
En diciembre de 2015 se aprueba una ley promovida por familiares de víctimas de accidentes de tránsito, endurece las penas de 3 a 6 años de prisión para los conductores que provocan una o más muertes por exceso de velocidad, o por manejar bajo los efectos del alcohol o de estupefaciente, está ley sería promulgada en el boletín oficial dos años más tarde.

### Delitos informáticos
Se sancionó la Ley 26.388, de Delitos Informáticos y Ciberseguridad, que incorpora por primera vez los ciberdelitos en Argentina. Esta ley incorporó al sistema penal las modalidades delictivas como el fraude informático, el daño informático, la violación de la privacidad y los secretos, y los delitos contra la seguridad pública.

### Control de armas
A través de la  Agencia Nacional de Materiales Controlados (ANMaC) se endurecieron los requisito y controles que debían cumplir los fabricantes y comerciantes de armas y municiones para ingresar o permanecer en el rubro, estableciendo controles e inspecciones periódicas por parte de la policía a usuarios comerciales minoristas, talleres de reparación de armas y fábricas de armas de diferentes tipos. Al mismo tiempo se creó un registro
recarga comercial de municiones, talleres de reparación  y de armado de materiales para vehículos blindados, plantas de destrucción de materiales de usos especiales y depósito de armas y/o municiones y entidades de tiro con instalaciones propias, se establece además que no podrán ser titular de las mismas ni trabajar allí personas con antecedentes penales, llevar un registro de cada arma vendida con número de serie obligatorio.
En 2008 se estableció nuevos requisitos para portadores de armas entre ellos un carnet obligatorio, no presentar anormalidades psíquicas o físicas que incapaciten al peticionante" y la "acreditación de identidad, domicilio real y medios de vida lícitos, que no cuenten con antecedentes penales y se elevó de 18 a 21 años la edad mínima para comprar armas.

### Normativa contra el lavado de dinero
En 2008 se creó el “Programa de Coordinación Nacional para el Combate del Lavado de Activos y la Financiación del Terrorismo”, en el ámbito del Ministerio de Justicia y Derechos Humanos. Dicho decreto estableció también que el referido Ministerio sea la autoridad central del Estado Nacional para realizar funciones de coordinación interinstitucional entre todos los organismos y entidades del sector público y privado, con competencia en Lavado de Activos y Financiación del Terrorismo En 2010 la AFIP estableció el intercambio de información y a efectuar colaboración recíproca con las agencias de los Estados Unidos de América (FinCEN), la República de Colombia (UIAF), la República del Paraguay (SEPRELAD), la República de Chile (UAF), la República de Panamá (UAF), la República Federativa de Brasil (COAF) y la República Oriental del Uruguay (UIAF).
En 2010 el Banco Central ajustó sus controles sobre la apertura de cuentas de corresponsalías que entidades financieras pueden abrir en el país y en el exterior, siguiendo las recomendaciones del GAFI. Se adaptó y modernizó las normativas diseñando una política estricta para la regulación, prevención, detección, y sanción del delito; para pasar a ser miembro del Grupo de Acción Financiera (GAFI). El GAFI es un organismo que promueve políticas para la prevención y represión del lavado dedinero a nivel internacional. En 2014 se incrementaron las penas para los  Delitos relacionados con el tráfico y comercialización ilícita de estupefacientes. los Delitos de contrabando de armas (Delitos relacionados con las actividades de una asociación ilícita organizadas para cometer delitos por fines políticos o raciales; y se duplico la pena para los Delitos de fraude contra la Administración Pública. En 2008 mediante varias resoluciones el Ministerio Público Fiscal y la UIF dispuso habilitar el congelamiento de bienes y dinero a represores prófugos juzgados por delitos de lesa humanidad.
En 2011 se lanzó el Plan de Acción presentado en febrero de 2011 y que permitió que GAFI reconociera que nuestro país comenzó a cumplir con los estándares internacionales en la materia,. Hasta 2010, la Argentina respetaba solo 2 de las 40 normas de recomendaciones contra el lavado de activos incluidos en las instituciones de control financiero a nivel global dos años después cumplía con el 100 % de los requisitos.
En el año 2007, se tipificó el delito de Financiamiento de la Asociación Ilícita Terrorista en el Art. 213 quáter del Código Penal bajo el Título VIII “de los delitos contra el orden público”. Sin embargo, en el año 2011, en cumplimiento con el requerimiento de convenciones y estándares internacionales, la Ley Plantilla:Esd modificó el delito de Lavado de Activos tipificándolo esta vez como delito autónomo en el Art. 303 del Código Penal bajo un nuevo Título XIII «contra el orden económico y financiero». En el mismo año 2011, por razones similares, la Ley Plantilla:Esd modificó también el delito de Financiamiento del Terrorismo tipificándolo como delito autónomo en el Art. 306 del Código Penal bajo el mismo Título XIII “contra el orden económico y financiero”
En 2011 Cristina Fernández envió al Congreso una ley de reforma del Código Penal sancionada por el Congreso Argentino el 13 de junio de 2007 en el marco de las recomendaciones del GAFI para evitar el lavado de dinero como fuente de financiamiento del terrorismo internacional. Fue modificada el 22 de diciembre de 2011. a los efectos de prevenir e impedir: 1- El delito de lavado de activos".A fines de 2010 la Presidenta de la Nación dictó el decreto N° 1936/2010, que dispuso la reorganización de todo el sistema de prevención en materia antilavado, asignando a la Unidad de Información Financiera la representación de nuestro país ante el Grupo de Acción Financiera Internacional (FATF/GAFI), el Grupo de Acción Financiera de América del Sud (GAFISUD) y la Comisión Interamericana Contra el Abuso de Drogas de la Organización de los Estados Americanos (LAVEX-CICAD-OEA). Asimismo se otorgaron a dicha Unidad facultades de dirección en esta temática respecto de los organismos públicos en los órdenes nacional, provincial y municipal.
En junio de 2011, se sancionó la ley 26.683, que modificó el tipo penal de lavado de activos, creando un título especial a nuestro Código Penal, referido a los delitos contra el orden económico y financiero. Dicha norma también introdujo cambios novedosos, como el establecimiento de la responsabilidad penal de las personas jurídicas y la fijación de nuevas reglas para el decomiso de bienes sin necesidad de sentencia condenatoria, herramientas por completo innovadoras para nuestra legislación. Ese mismo año la Presidenta de la Nación envió al Parlamento dos proyectos de reforma del Código Penal, los cuales fueron sancionados en el mes de diciembre: uno en materia de delitos con finalidad terrorista y financiamiento del terrorismo (ley 26.734), y otro que incorpora las figuras de manipulación de mercado y uso indebido de información privilegiada, creado para el nuevo tipo penal de lavado de activos (ley 26.733). Ello se refiere a que investigará los siguientes delitos:
- Tráfico y comercialización ilícita de estupefacientes (Ley 23.737);
- Contrabando de armas (Ley 22.415);
- Actividades de asociación ilícita calificada (Art. 210 bis Código Penal) o asociación ilícita terrorista (Art. 213 ter Código Penal);
- de asociaciones ilícitas delictivas con fines políticos o raciales (Art. 210 Código Penal);
- Fraude contra la administración pública (Art. 174, inc 5°, Código Penal);
- Delitos contra la administración pública (Cáp. del VI al IX bis del Título XI, Libro II, Código Penal);
- Delitos de prostitución de menores y pornografía infantil (Art. 125, 125 bis, 127 bis y 128 Código Penal);.[1536]'[1537]

Se llevó a cabo el Proyecto UBACYT: “Diseño de nuevos mecanismos jurídicos e institucionales de recuperación de fondos económicos para el Estado: búsqueda de un modelo integrado para neutralizar la criminalidad económica”. En 2014 a Unidad de Información Financiera (UFI) informó que los bienes de 17 personas acusadas de crímenes de lesa humanidad y que se encuentran fugados, serán congelados y cualquier movimiento de estos deberá ser informado a los organismos correspondientes, sin embargo dicha medida fue anulada por el juez Claudio Bonadio. De Marchi y Olivera, condenados por delitos de lesa humanidad cometidos en San Juan durante la última dictadura, se fugaron en julio del Hospital Militar quedando a cargo de la investigación el cuestionado jueza, la UIF congeló los bienes de varias personas allegadas a los prófugos por considerar que podían darles cobertura a los exmilitares, pero Bonadío anuló esa decisión argumentando que los abogados de la UIF, a cargo de José Sbatella, "no entienden el concepto de división de poderes" y dijo que le "asombra la ignorancia del derecho positivo" En 2014 se firmaron acuerdos con Hong Kong y Jamaica. Los convenios negociados por Echegaray comprometen a los países firmantes a intercambiar información tributaria. En el caso del acuerdo con Jamaica, el convenio incluye a todos los impuestos gravados o administrados por ese país mientras que en el caso de la Argentina, el pacto alcanza al Impuesto a las Ganancias, Impuesto al Valor Agregado, Impuesto sobre los Bienes Personales e Impuesto a la Ganancia Mínima Presunta.

#### Otras normativas
En 2009 se sanciona la ley que otorga autarquía financiera a la UIF Unidad de Información Financiera y a la OA Oficina Anticorrupción. en el 2008 tuvo un presupuesto de 6 millones de pesos con 6.911 casos abiertos abiertos. Su presupuesto en el año 2010 fue de 15 millones de pesos con 7.563 casos abiertos en el año

En 2010 se crea el Observatorio Argentino de Drogas (OAD) que tiene como función básica el estudio y evaluación de la problemática del uso indebido de las drogas y el tráfico de estupefacientes. Supone también la existencia de un instrumento eficaz en la toma de decisiones por los responsables del Plan Federal de Prevención Integral de la Drogadicción y de Control del Tráfico Ilícito de Drogas.

## Política de defensa
Durante su presidencia se fortaleció el rol institucional del Ministerio de Defensa y ajustaron la doctrina de defensa a las transformaciones del escenario regional e internacional y sentaron las bases para la modernización integral del sector. Las autoridades civiles comenzaron a participar activamente de la definición, análisis y supervisión de los criterios que orientan la organización y el funcionamiento de las Fuerzas Armadas. Para el año 2015 el presupuesto militar de Argentina subió un 43% en comparación con el año 2013.
Basada en la premisa del gobierno civil de la Defensa como principio fundamental  la política de defensa fue acompañada por una  distinción entre las esferas de la Defensa y la seguridad interior y se busco afianzar en control civil sobre las fuerzas armadas. Durante su presidencia se fortaleció el rol institucional del Ministerio de Defensa y ajustaron la doctrina de defensa a las transformaciones del escenario regional e internacional y sentaron las bases para la modernización integral del sector. Las autoridades civiles comenzaron a participar activamente de la definición, análisis y supervisión de los criterios que orientan la organización y el funcionamiento de las Fuerzas Armadas. Basada en la idea de gobierno civil de la Defensa como principio fundamental la política de defensa fue acompañada por una  distinción entre las esferas de la Defensa y la seguridad interior y se busco afianzar en control civil sobre las Fuerzas Armadas.
Durante su gestión tuvo como eje la modernización del ejército, llevando adelante la entrega de más de setenta vehículos nuevos y equipamiento modernizado al Ejército Argentino.
En primer lugar, se modifica el sistema de justicia militar a través de la Ley 26.394 de 2009 que derogó el Código de Justicia Militar. En el ámbito educativo, se estableció una la conducción civil del subsistema educativo de Defensa. A través de la Ley 26.396, de agosto del año 2008, se eliminó el fuero militar, donde los militares se juzgaban a sí mismos y se eliminó la pena de muerte cómo castigo militar, se rediseñó integralmente el sistema disciplinario militar adoptándolo a la Constitución y a los tratados internacionales, en materia de derechos humanos. 10La reforma en el sistema de justicia y disciplina militar argentina que estaba de 1951 se inscribio en procesos internacionales más amplios, que avanzan en el mismo sentido y llevaron a la supresión del fuero penal militar en países como Francia y Alemania entre otros. El Proyecto de Ley de Reforma Integral del Sistema de Justicia Militar, establecía entre otras reformas
“[…] abandonar definitivamente una legislación de raíz tan autoritaria que cae en el escándalo de que el militar argentino en tiempo de paz tiene menos garantías que el prisionero enemigo en tiempo de guerra; ya que el militar tiene derecho a defensor letrado.
También se procedió a la desmilitarización de organismos dependientes de las Fuerzas que pasaron a la órbita del Ministerio de Defensa en 2008: (Servicio Meteorológico Nacional, Servicio de Hidrografía Naval, Instituto Geográfico Nacional y la Administración Nacional de Aviación Civil). Asimismo, se creó la Policía de Seguridad Aeroportuaria en 2005, dependiente del Ministerio de Seguridad. En 2011 se adquirió dos helicópteros MI 17 rusos con el fin de ser utilizados para la campaña antártica y otros fines con una inversión que demandó al Estado 15 millones de dólares, capaces de trasportar hasta 27 personas sentadas y cinco toneladas de peso, adaptado a climas polares.
En 2008 el Congreso aprobó la Ley N.º 26 394 derogando el Código de Justicia Militar y creó el Código de Disciplina de las Fuerzas Armadas. también se sancionó la ley para ampliar las competencias del Defensor del Pueblo sobre al área militar apuntando a mejorar la capacidad de reclamo y el respeto por los derechos humanos entre los miembros de la institución castrense. En 2008 se reglamenta dejar sin efecto los tribunales militares marciales a favor a los juicios civiles, ya que los tribunales marciales privaban a hombres y mujeres del debido proceso.
A partir del año 2009 Argentina a través del Regimiento mecanizado número 12 conformó el núcleo del Batallón de Infantería Mecanizado de la Fuerza de Paz Binacional Conjunta Combinada "Cruz del Sur" que junto a la República de Chile, se constituye la única Fuerza Combinada de la Región dispuesta para desplegar en misiones de paz donde la Organización de las Naciones Unidas lo requiera.

### Formación
En 2011 se incluyó una cátedra de Derechos Humanos en los planes de estudio de la Escuela Militar y de las otras escuelas de oficiales de los institutos armados en 2008 en materia de defensa y derechos humanos. El Ministerio de Defensa en lo que respecta a la educación militar llevó adelante la inclusión de contenidos relacionados con los derechos humanos en las currículas de formación básica y, en el ámbito de la Escuela Superior de Guerra Conjunta, en la formación de oficiales del Ejército Mayor Conjunto. Con el objetivo de favorecer el ingreso y permanencia de las mujeres en las Fuerzas Armadas se crearon el Observatorio sobre la Integración de la Mujer y el Consejo de Políticas de Género, la promoción de políticas de género para operaciones de paz, la eliminación de restricciones en el acceso de mujeres con hijos y la reducción de guardias obligatorias para embarazadas y mujeres lactantes.
A partir de 2008 se trazo el objetivo de democratizar el acceso a las fuerzas armadas y pasarlo en el merito. En 2008 el ejército federalizó el ingreso en sus escuelas de oficiales y de suboficiales para que el lugar de residencia de los aspirantes no impida su formación, se agrego además la posibilidad de los aspirantes de poder alojarse en las unidades militares durante el tiempo que se extiendan los exámenes académicos y físicos obligatorios para su ingreso. Los exámenes que debían rendirse hasta 2008 en la Ciudad de Buenos Aires  fueron federalizados pudiendo rendirse en liceos militares y otras dependencias en el Salta Litoral, Jujuy, Tucumán, Misiones, Corrientes, Entre Ríos, Córdoba, Santa Fe, Buenos Aires, Gran Buenos Aires y la Capital Federal.
 En 2015 fue incorporada a la Armada el ARA Islas Malvinas (A-24) un aviso de la Armada Argentina de la clase Project V92/I Neftegaz, para cumplir funciones de patrullaje y abastecimiento de las naves que se dirigen a las bases científicas de la Antártida. Fue adquirido por el gobierno argentino en 2014 tras un acuerdo con el gobierno ruso y una empresa estatal rusa con el ministerio de Defensa argentino, que llevó a la adquisición del ARA Puerto Argentino, junto con los actuales ARA Bahía Agradable, ARA Islas Malvinas y ARA Estrecho de San Carlos. Asimismo se llevó a cabo una reparación y modernización del buque ARA Irizar adjudicado a Sener, este incluyó el cambio de motores y generadores por otros nuevos de mayor potencia, aumento de la capacidad de transporte de personal de 245 a 313 plazas y aumento del área dedicada a laboratorios de investigación, de 74 a 415 m²
Con el objetivo de mejorar la protección de las fronteras y su vigilancia continuo la política de modernizar e incorporar más efectivos entre 2004 y 2014,la cantidad efectivos de gendarmería se incrementó de 17.000 a 34.000 efectivos.Plantilla:Harvnp El 14 de diciembre de 2010, se creó el Ministerio de Seguridad, al cual fue asignado la Gendarmería, entre otras fuerzas.

#### Creación de la Universidad de la Defensa Nacional
Plantilla:Extracto

### Desarrollo científico-tecnológico
En 2009 sustituyó el nombre del Instituto Geográfico Militar por Instituto Geográfico Nacional. A partir de 2013 incorporar a las Fuerzas Armadas a la tarea de desarrollo integral en la infraestructura del país con la recuperación de los astilleros Tandanor y Domeq, y el convenio de cooperación entre el ministerio del Interior y Transporte y el ministerio de Defensa, que es el objeto de renovación de vías y obras de la traza del Belgrano Cargas y logística de la Sociedad Anónima Belgrano Cargas.

#### Desarrollo de radares militares y civiles
Fernández de Kirchner creó el Plan Nacional de Radarización y el Sistema Nacional de Vigilancia y Control Aeroespacial (SINVICA). El INVAP produjo el Radar Secundario Monopulso Argentino (RSMA) capaz de controlar tránsito aéreo. El desarrollo finalizó en 2007 y se instalaron unidades en Bariloche, Neuquén, Santa Rosa, Quilmes y Córdoba, a los que posteriormente se agregaron Bahía Blanca, Morteros, La Rioja y San Luis.
En 2011 en el aeropuerto de Posadas se instalaron un radar AN-FPS-113/90 y la Estación de Control Aeroespacial Posadas. En 2014 se instaló en Las Lomitas el primer radar de fabricación nacional RPA3DLA, operado por la Estación de Vigilancia Aeroespacial Las Lomitas. Se instaló otro RPA3DLA en Ingeniero Juárez. También, las FF. AA. proporcionaron seguridad a la XLIII Cumbre del Mercosur —Mendoza, 2012— y la XLVII Cumbre Presidencia del Mercosur —Paraná, 2014—. En 2014 el Ministerio de Defensa creó el Comando Aeroespacial del EMCFFAA, a cargo de un oficial superior de la Fuerza Aérea. A partir de octubre de 2013 se reforzó con unos 4500 efectivos el operativo escudo norte, el Fortín II para operaciones de vigilancia y control del área geográfica de interés nacional, y de operaciones de ayuda humanitaria y apoyo a la comunidad. También se inició un despliegue radárico que cubre la vigilancia y el control de todo el espacio aéreo norteño con algunos equipos nuevos fabricados por el Invap y se firmó un contrato de 1000 millones de pesos para desarrollar otros seis radares que cubrían el 70 por ciento de la frontera norte.

#### Modernización y nuevo armamento
A través de la empresa estatal DGFM comenzó a renovar el armamento de las fuerzas armadas para proveer desde 2009 los tipos básicos 7,62 mm (para FAL) y 9 mm (para pistola) para armas portátiles destinadas al entrenamiento anual de las Fuerzas Armadas. La facturación de la Dirección pasó de 78 millones de pesos en 2006 a 125 millones en 2009. Entre 2011 y 2015 Fabricaciones Militares, a partir del Plan Estratégico 2012-2016, creció de forma significativa en inversiones, producción y ventas y desarrolló nuevos proyectos, productos, plantas y líneas de producción.
Con base en las cuatro fábricas existentes se impulsaron cinco unidades de negocios, centradas tanto en la demanda militar como civil: Defensa y Seguridad; Minería y petróleo; Químicos y fertilizantes; Metalmecánica y transporte; y Energía. La estrategia de negocios se basó en desarrollar actividades que, a partir de la demanda militar, tuvieran asimismo impacto en el mercado civil. Por otra parte, Fabricaciones Militares atravesó un proceso de reestructuración integral y de modernización en cada una de sus áreas lo que permitió generar exportaciones por más de 50 millones de dólares en material militar.
En 2013 se desarrolló por primera vez los llamados “chalecos multiamenaza” RB2 y RB3 con protección antibala y anti punzante, de diseño propio, en la fábrica «Fray Luis Beltrán», provincia de Buenos Aires. Mediante un convenio con el Consejo Federal de Seguridad, en 2014 abasteció a las fuerzas policiales y de seguridad federales y a la policía de once provincias.

#### Reestatización de la Fábrica Militar de Aviones

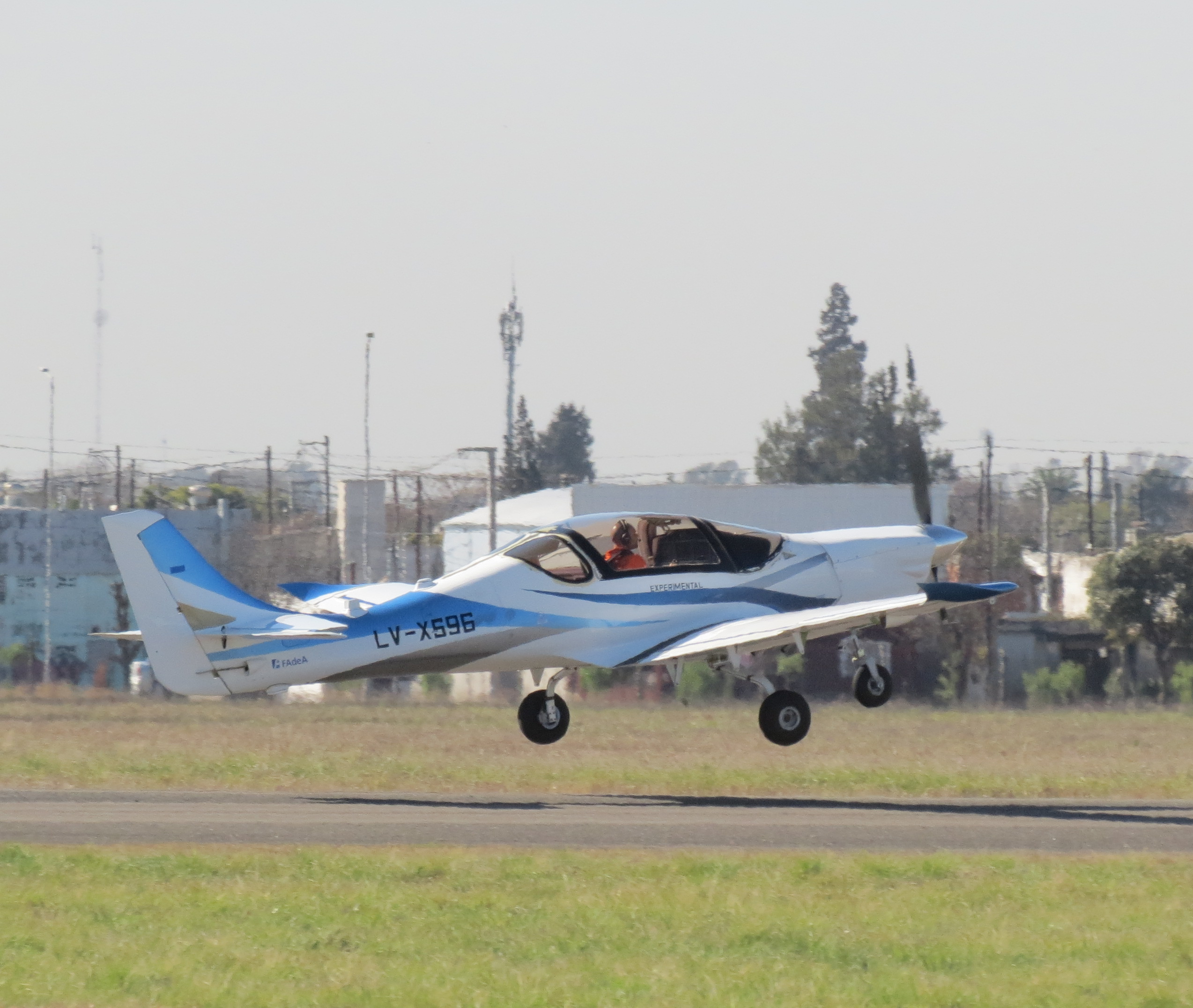
IA-100 despegando.

En 2009 el Gobierno reestatizo la Fábrica Militar de Aviones de Córdoba. Durante este periodo se desarrolló el IA-100, un avión de entrenamiento biplaza que se orienta al segmento de aviones de entrenamiento civil y militar y se caracteriza por estar fabricado íntegramente en materiales compuestos (composites). En 2015 se presentó al público un demostrador tecnológico.3
En 2010 el Ministerio de Defensa creó por Resolución N.º 1.484/2010 el proyecto SARA (Sistema Aéreo Robótico Argentino), cuyo contrato se firmó en el 10 de diciembre de 2014 entre el Ministerio de Defensa y la empresa INVAP y contó con la participación de FAdeA y Fabricaciones Militares.
Se lanzó el proyecto Pampa III que permitió la generación de 400 puestos de trabajo directos en FADEA (para ingenieros, técnicos y operarios) y otros 150 nuevos en las 25 pymes que participaron. En 2009 se produjo la incorporación de nuevos aviones Saab 340, que disponen de la máxima actualización tecnológica disponible en el mercado para aeronaves de su tipo, en una ceremonia presidida por la ministra de Defensa, Nilda Garré.

### Plan de obras
En 2008 se lanzó un plan por un total de 4500 millones de pesos con el objetivo de modernizar la infraestructura del Ejército entre ellas en la Base Córdoba III Cuerpo y IV Brigada; Villa Martelli el Comando de la V Brigada de Salta, Compañía Inteligencia V; Batallón de Ingeniero V, Regimiento de Ingeniería V; Hospital Militar Salta, Compañía de Comunicaciones.
En Cuyo la Base de Apoyo Logístico Salta; Mendoza: Comando de Brigada de Montaña 8; Compañía de Comunicaciones de Montaña 8; Compañía de  Inteligencia 8; BAL Mendoza, Hospital Militar Mendoza, Liceo Militar Gral. Espejo. En la Armada:  Posadas; Zarate; Río Santiago; Punta Indio; Río Grande y Ushuaia, y en la Fuerza Aérea las Guarnición Aérea Córdoba y la  Base Aérea Río Gallegos.

### Presencia de los mujeres en las FF.AA.
En 2006 la ministra de Defensa Nilda Garré creó el Observatorio sobre la Integración de la Mujer en las Fuerzas Armadas y en 2007 creó el Consejo de Políticas de Género, institución única en el mundo debido al hecho de la incorporación al mismo de las mujeres militares. También se crearon Oficinas de Género en las unidades militares, se derogaron las normas que prohibían el ingreso y permanencia en el Colegio Militar de las alumnas que quedaran embarazadas, así como militares varones que reconocieran su paternidad y la obligación de solicitar autorización al superior para casarse. A fines de 2007 En 
En el Viaje de Instrucción del año 2007 embarcaron, por primera vez, cadetes mujeres de la Escuela Naval, En 2008 con el objetivo de impulsar el rol de las mujeres en las Fuerzas Armada se crea el Observatorio sobre la integración de la mujer en las Fuerzas Armadas, para fomentar la integración de las mujeres a la carrera militar, y las intervenciones administrativas vinculadas a las primeras medidas tendientes a la equidad de género que se concretaron a través de Resoluciones Ministeriales. Ese mismo año se produce la derogación del inciso b del artículo 8° de la Reglamentación del  Servicio Militar Voluntario que impedía a aquellas personas que tuvieran hijos o personas a cargo accedieran al Servicio Militar Voluntario, lo que afectaba principalmente a mujeres militares. Se se derogaron las normas que impedían el ingreso y/o la permanencia, en el Colegio Militar y la Escuela de Aviación, de las alumnas que quedaran embarazadas adecuándose la reglamentación de las Fuerzas a lo dispuesto por la Ley N° 25.808, que establece que no se podrán adoptar acciones institucionales que impidan la prosecución normal de los estudios a estudiantes en estado de gravidez o durante el período 
de lactancia, y a los estudiantes en carácter de progenitores, en ningún tipo de establecimiento educativo del país. En junio de 2008 modificó el Reglamento 
para la Administración del Personal de la Armada, anulando la disposición de octubre de 1955 que obligaba a someter a consideración disciplina la situación de concubinato, la existencia de hijos no matrimoniales o embarazos fuera del matrimonio por parte de personal militar.
En cuanto a los roles desarrollados por las mujeres fueron incluidas en misione internacionales entre ellas la Misión Argentina en Chipre y en el Batallón Conjunto Argentino en Haití.
Con el objetivo de evitar que las mujeres en el ejército abandonen su carrera, en el marco del Plan Nacional de jardines maternales y paternidad responsable -Resolución MD Nº 198/08- se puso en funcionamiento el jardín maternal ubicado en el barrio de San Telmo, para trabajadores/as del Ministerio de Defensa y del Estado Mayor General del Ejército.  
En 2009 la fallecida militar y heroína de la lucha por la Independencia Juana Azurduy fue ascendida post mortem a generala, convirtiéndose así en la primera mujer en alcanzar ese grado en el Ejército Argentino. En 2015 la coronel María Isabel Pansa fue ascendida a general de brigada, convirtiéndose en la primera mujer en alcanzar ese grado en vida. También en 2015 María Inés Uriarte fue ascendida a contraalmirante, convirtiéndose en la primera mujer en alcanzar ese grado. A diferencia de las otras dos armas, hasta 2017 ninguna mujer había ascendido en la Fuerza Aérea al grado de brigadier, equivalente a los de contralmirante y general de brigada.
En 2010 el Ejército ya registraba un total de 4974 mujeres, equivalentes al 11,15 % del total, contando los institutos de formación, pero ese porcentaje se reducía a un 2 % de los oficiales y suboficiales del Cuerpo Comando, debido a la prohibición existente en ese momento de que las mujeres ingresaran a las armas de Infantería y Caballería. Ese año la Armada registraba un total de 1799 mujeres, equivalentes al 8,5 % del total, contando los institutos de formación, pero ese porcentaje se reducía a un 2 % de los oficiales del Cuerpo Comando. La Fuerza Aérea registraba un total de 2562 mujeres, equivalentes al 17 % del total, contando los institutos de formación, resultando un porcentaje considerablemente más alto que las otras dos fuerzas, aunque ese porcentaje se reducía al 0,76 % de los oficiales del Cuerpo Comando, el más bajo de las tres fuerzas.
En 2011 la presidenta Cristina Fernández de Kirchner se quejó públicamente por el hecho de que el Ejército no permitiera el ingreso de mujeres a las armas de Infantería y Caballería, orientadas al combate cercano. Finalmente dos años después, el Ejército eliminó por la Resolución N.º 1143/2013 la prohibición de que las mujeres ingresaran a las armas de Infantería y Caballería, razón por la cual meses después se logró por primera vez en la historia que seis mujeres ingresaron al arma de Caballería y cinco al arma de Infantería.
En abril de 2014 por resolución del MD fue creado el Comando Conjunto Aeroespacial (COCAES), con asiento en el Centro de Vigilancia Aeroespacial y con dependencia del Estado Mayor Conjunto (EMCO), para ejercer la coordinación de todas las operaciones aéreas en tiempos de paz.

### Ejército
En el año 2010 junto con el ministro de Defensa, Agustín Rossi, llevó a cabo el programa de equipamiento logístico con una inversión de 930 millones de pesos. Se reequiparon 120 000 uniformes multicamuflaje, 50 000 correajes modulares, 23 000 cascos de kevlar, 30 camiones tractores REO M931 con semirremolque de 25 toneladas, 18 vehículos de combate M113, 5 vehículos de la familia TAM, totalmente repotenciados y reequipados, 10 camiones REO 2,5 TON, más de 100 acoplados remolques para transporte de agua, combustible, motos y cuatriciclos, más de 100 camionetas 4×4 Ford Ranger y F350, 5 vehículos todo terreno Humvee, la modernización del fusil FAL, el TAM 2C, sistemas de simulación, radares de observación, se incorporaron a la fuerza, además, un helicóptero Bell Huey II con accesorios y equipamiento de última generación, y como parte de la reparación integral y modernización del parque de vehículos, se sumaron 40 Unimog 416 totalmente repotenciados y 5 jeep Mercedes Benz 230G.
En 2012 Argentina adquirió componentes militares para helicópteros, barcos de guerra, aviones, pistolas y radares, como así también de otro tipo de equipo para comunicaciones fortaleciendo el estado operativo de sus FF.AA. En el período 2007-2015, el Ejército adquirió lanzacohetes AT4, vehículos VLEGA Gaucho y Humvee, blindados WZ551, equipos de comunicaciones, pontones de ingenieros M4T6, lanzacohetes múltiples CP-30, módulos PPCC, el equipo SEMIL y helicópteros Bell 206. Se modernizaron tanques TAM, blindados M113 —A1 a A2—, cañones CITER 155 mm, y fusiles FN FAL.

### Fuerza Aérea
La Fuerza Aérea adquirió  en 2011 cuatro aviones Saab 340B, un Learjet 35A, dos helicópteros Mi-171E, dos helicópteros Bell 412EP y los radares autóctonos además de AN-FPS-113/90. Por medio de un decreto se comenzó a recomponer el salario de las Fuerzas Armadas, eliminando los componentes no remunerativos, transformarlos en remunerativos.
En 2015 llevó adelante la incorporación de aviones supersónicos Kfir Block 60 para reemplazar a los antiguos Mirage III de la década del 70, con una inversión de 360 millones de dólares.

### Armada
La Armada incorporó el buque oceanográfico ARA Austral (Q-21) y los avisos ARA Puerto Argentino (A-21), ARA Estrecho de San Carlos (A-22), ARA Bahía Agradable (A-23) y ARA Islas Malvinas (A-24) además de helicópteros UH-3H Sea King. Se actualizaron los vehículos Panhard, la lancha ARA Indómita (P-86), el rompehielos ARA Almirante Irízar (Q-5) y se realizó el mantenimiento de media vida del submarino ARA San Juan (S-42).
El ARA Puerto Deseado (Q-20) investigó la plataforma continental del mar argentino que finalmente fue entregada el 22 de abril de 2009 a la Organización de las Naciones Unidas, con un territorio oceánico de Plantilla:Esd cuadrados para ser reconocidos como parte de Argentina, como se rige por la Convención sobre la Plataforma Continental y la Convención sobre el Derecho del Mar.
En 2009 la Presidenta encabezó la inauguración de la nueva sede de la Escuela Nacional Fluvial, dependiente de la Armada nacional, un instituto de formación en el barrio porteño de Puerto Madero, acompañada de la ministra de Defensa, Nilda Garre.

También se realizaron obras para modernizar y ampliar la Base Naval Puerto Belgrano, concentrándose los trabajos en los Diques N.º 1 y N.º 2 que integran el Arsenal y permiten alojar para su mantenimiento y reparación diversas embarcaciones pertenecientes a la Armada. Tres años después finalizó la primera etapa de reparación y modernización del Dique de Carena N.º 2 con una inversión de 100 millones de pesos. Se modernizaron otros elementos que hacen al funcionamiento del Dique N.º 2. A fines de 2011 la ARA Espora (P-41) entró en reparaciones en el Astillero Río Santiago. Con el objetivo de modernizarla la corbeta Granville fue sometida a reparaciones en el Arsenal Naval Puerto Belgrano. Durante 2014 el buque ARA Patagonia (B-1) fue modernizado en el Dique de Carena N.º 2 del Arsenal Naval Puerto Belgrano, las cuales le permitieron mantener el nivel operativo. En 2007 se reorganizaron los astilleros que quedaban en manos de la Armada para pasar a manos civiles, a través de Astilleros Río Santiago se 
se construyeron dos buques y una serie de 5 unidades de Patrulleros Oceánicos Multipropósito (POM). Además de doce barcazas para transportar carga a granel. El 18 de enero de 2008 comenzaron los trabajos de construcción del primer bloque “Eva Perón”, uno de los dos petroleros contratados por Pdvsa. El "Eva Perón" se convirtió en el buque de doble casco más grande construido en Argentina en los últimos 30 años, y fue botado en 2012, con una capacidad de 47.000 toneladas de porte bruto (TPB).Así mismo se llevó a cabo una reparación y modernización del buque ARA Irizar que lo realizó en el astillero Tandanor de Buenos Aires, con inicio de las obras previsto para noviembre de 2009, para finalizar con pruebas en hielo en octubre de 2011.
Durante su mandato se inició un plan de fuerte inversión en la Armada con diferentes proyectos que abarcan la modernización y construcción en el país de nuevos buques, entre ellos como modernización del rompehielos ARA “Almirante Irizar” y la lancha rápida ARA “Indómita” a cargo de la empresa estatal TANDANOR y Astillero Río Santiago, la reparación mayor del patrullero ARA “King”, unidad de patrulla de la Marina.
En mayo de 2015 se dispuso el plan de modernización del buque Fragata Libertad en los Astilleros Río Santiago donde se iniciaron trabajos de restauración y modernización de la nave en dique seco. que incluyeron pintado de casco, sellado del buque, renovación de ánodos, anclas y cadenas (14 grilletes por banda), trabajos en líneas de ejes y timón, reparaciones en calderas y soldadura, etc.
En 2010 se llevó a cabo la modernización del Sistema Guardacostas incluyó la incorporación de nueva tecnología satelital lo que elevó notablemente la eficacia en la vigilancia del mar. Mediante el nuevo sistema se integró datos provenientes de múltiples fuentes, entre ellas posicionamiento de embarcaciones, registros sobre las tripulaciones  cartas náuticas electrónicas para la detección y control de actividades ilegales en su jurisdicción marítima argentina. 

### Operaciones conjuntas
Las Fuerzas Armadas argentinas desarrollaron operaciones militares específicas, conjuntas, específico-combinadas y conjunto-combinadas. La presidenta Kirchner lanzó la Operación Escudo Norte con el fin de incrementar la vigilancia de los espacios terrestre, fluvial y aéreo en las fronteras del noroeste y nordeste argentinos. El Estado Mayor Conjunto creó la Fuerza de Tareas Conjuntas para el Control del Aeroespacio «Fortín II».
En 2013 se realizó la modernización del Centro de Experimentación y Lanzamiento de Proyectiles Autopropulsados (CELPA) Mar Chiquita, un sitio militar de lanzamientos de vuelos suborbitales argentino operado por la Fuerza Aérea Argentina.
Como consecuencia del terremoto de 2010 se derrumbaron los tres hospitales de la capital haitiana el establecimiento argentino quedó inicialmente como el único complejo sanitario que funcionaba. En la primera mañana del día después del temblor, se hicieron allí 85 operaciones de alta complejidad y atendieron a 800 heridos. Dado que los insumos se agotaron, el 14 de enero de 2010 Argentina envió un C-130 Hércules con médicos, expertos y unas 12 toneladas de carga compuesta entre otros insumos por teléfonos satelitales, carpas y plantas potabilizadoras. Desde un primer momento, el hospital móvil montado por la Fuerza Aérea fue uno de los únicos centros de atención disponibles en Puerto Príncipe, mientras los soldados argentinos de la MINUSTAH y los Cascos Blancos extremaron sus capacidades para socorrer a los sobrevivientes y heridos. Tres años después Fernández inauguró un hospital en Haití, con capacidad para atender a Plantilla:Formatnum pacientes.
Entre 2003 y 2015, durante los gobiernos de Néstor y Cristina Kirchner, se reafirmaron los derechos argentinos sobre las Islas Malvinas, uno de los pilares de las políticas en la materia fue el apoyo y reconocimiento a los Veteranos de la Guerra de Malvinas, la implementación medidas para mejorar la calidad de vida de los veteranos, brindando asistencia médica, psicológica y económica.
También se ampliaron beneficios y pensiones. se realizó el primer censo nacional de veteranos, se decretó el otorgamiento de pensiones honoríficas, se ampliaron los beneficios a familiares de soldados caídos, se declaró el 2 de abril como feriado nacional inamovible, entre otras medidas. Durante el segundo gobierno de Fernández de Kirchner se inauguró el Cenotafio en el Cementerio Argentino en las islas Malvinas y el 6 de junio 2014 se creó el Museo Malvinas en la ciudad de Buenos Aires teniendo como promover la reivindicación del reclamo de soberanía argentino sobre las Malvinas y las islas del Atlántico Sur.

### Antártida
En diez años, la cantidad de científicos que participaron de las Campañas Antárticas se multiplicó por tres, pasando de 117 profesionales en el período 2003-2004 a más de 320 en 2015, lo que se tradujo en un aumento constante de la producción de material especializado e investigaciones para el país. Esto puso a la ciencia argentina en la vanguardia de otras naciones. De los 254 artículos científicos sobre la Antártida publicados por países de América Latina, 146 fueron producidos en Argentina.
En 2008 fueron adquiridos 4 aviones SAAB 340B operativos adquiridos durante la gestión en Defensa de Nilda Garré con una inversión de 30 millones de dólares con el objetivo de conectar el continente y las bases en la Antártida. En 2009 Posteriormente el ministro de Defensa, Agustín Rossi, llevó a cabo la reactivación y refuncionalización de una nueva Base permanente con una actividad estratégica en la logística para la investigación.
En 2010 la política antártica se caracterizó por la construcción de nuevas instalaciones en la Base Belgrano II y completó la construcción del nuevo edificio principal de la Base Belgrano II, junto con mayor énfasis en la vigilancia de recursos marinos, y la firma de acuerdos con Uruguay para fomentar intercambios científicos en la Antártida.

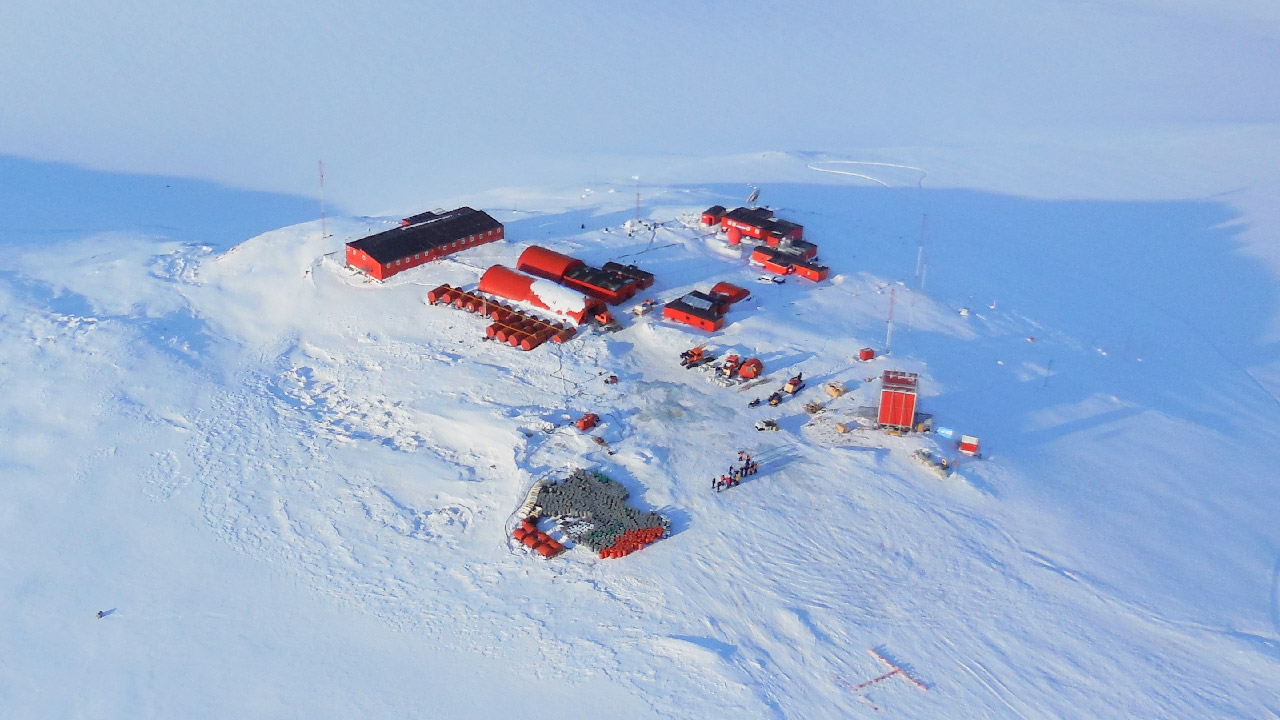
Vista de la Base Belgrano II.

Con el objetivo de sumar más medios para garantizar la seguridad de las bases antárticas en abril de 2010, se firma el contrato de adquisición de dos helicópteros Mi-171E con una inversión de 20 Millones de Euros, que además de la compra de estas máquinas, el mismo contempló el adiestramiento de tripulaciones y mecánicos. En 2011 se realizó un relevamiento aerofotogramétrico en la Base Marambio y alrededores, acción que no se ejecutaba desde 1978. Se actualizaron los planos cartográficos de ese sector. Ese mismo año se suman a los activos de defensa los siete helicópteros rusos Ka-32C, adquiridos meses antes para operar en la campaña antártica argentina 2011-2012 destinados a abastecer a las cinco bases antárticas argentinas permanentes a las seis transitorias y a los refugios científicos. En demostración de la solidaridad argentina y los fines pacíficos y cooperación internacional el gobierno dispuso brindar apoyo a la base española Gabriel de Castilla abasteciendo la con combustibles, generadores e insumos médicos; trasladar material a la base peruana Machu Picchu y cooperar con la base chilena Frei Montalva trasladando hasta allí a sus enviados y ayudar a la base cientifica ecuatoriana Maldonado. Durante la campaña 2012 renovó el buque de navegación polar y se presto ayuda a la base antártica polaca Henryk Arctowski, y prestar ayuda a la  base rusa Bellingshausen.

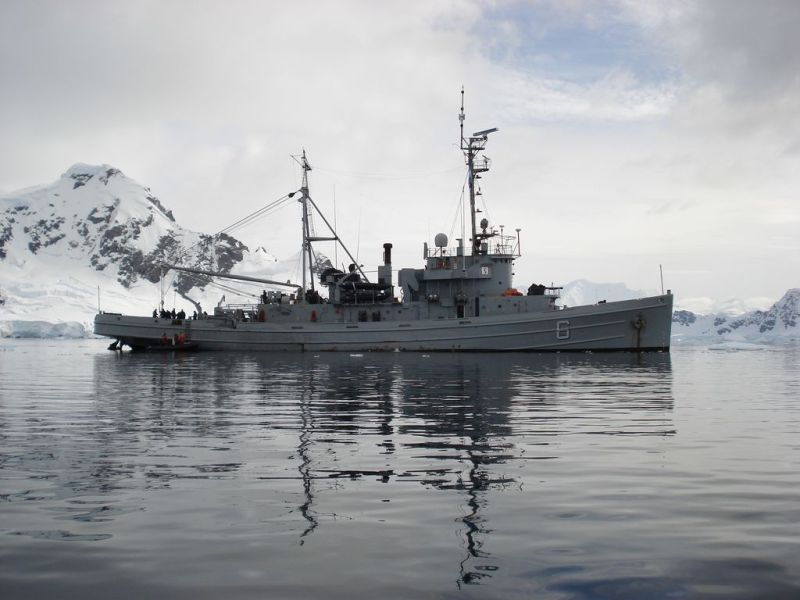
El ARA Suboficial Castillo en la Antártida en 2010.

En 2013 la Dra Fernández de Kirchner junto a su par Michelle Bachelet constituyeron la Patrulla Naval Combinada Antártica que custodia los recursos marinos de ambos países en los mares antárticos.
En 2014 se adquieren dos helicópteros MI-17 para operar en el sector antártico argentino. Se trata de aeronaves de transporte multipropósito con capacidad para transportar 26 pasajeros y hasta 5 toneladas de carga. En 2015 por impulso del Ministro de defensa Dr Agustín Rossi La base Petrel, que se encuentra en la Isla Dundee ubicada en la Antártida, fue convertida una base permanente, esto implicó que la base, que antes operaba solo en verano, paso desde 2015 a funcionar y estar operativa durante todo el año. La decisión  implica una ampliación de la presencia argentina en la Antártida y un mayor esfuerzo en la investigación y protección de la zona.
 Al mismo tiempo se reequiparon las seis bases argentinas: Orcadas,  Marambio, Carlini,  Esperanza,  San Martín y Belgrano II; y con siete bases de actividad temporaria: Brown, Matienzo, Primavera,  Cámara, Melchior, Decepción, y Petrel, está última permanente desde 2015.
A finales del 2014 el ministerio de Defensa de Argentina decide adquirir cuatro remolques marinos de clase Neftegaz invirtiendo 8 millones de dólares. Para el verano de 2015 estaban listas para usarse en aguas polares. En paralelo a la modernización de las Fuerzas Armadas se adquieren  bombarderos rusos Su-24. También se llevó a cabo los trabajos para la fijación del nuevo límite de la plataforma submarina del Mar Argentino. El ministerio de Defensa junto a la Comisión Nacional del Límite Exterior de la Plataforma Continental colaboraron según la ley N° 24.815 impulsada por el Frente para la Victoria, para establecer el límite exterior de la plataforma continental argentina de conformidad con la Convención de las Naciones Unidas sobre el Derecho del Mar y la Ley N° 23.968 de Espacios Marítimos. A mediados de 2015 se impulsó la aprobación de Ley N° 27.167, crea el Programa Nacional de Investigación e Innovación Productiva en Espacios Marítimos Argentinos (PROMAR) cuyo objetivo es fomentar el conocimiento científico del mar argentino como base para políticas de conservación y manejo, así como promover el desarrollo tecnológico e innovación en áreas marinas según el gobierno argentino.

## Política territorial

### Política antártica
Durante 2010/2011 se realizó un relevamiento aerofotogramétrico en la Base Marambio y alrededores, algo que no se hacía desde 1978, actualizando así los planos cartográficos de ese sector. En 2011 se llevó a cabo utilización de un C-130 en el lanzamiento de cargas para abastecer la Base Belgrano II, ñequipamiento científico, repuestos para vehículos antárticos, tubos de helio para el lanzamiento de sondas meteorológicas, y material para el laboratorio.
En 2013 desde Puerto Deseado realizó campañas de investigación de placas, monitoreo de especies y confección de cartografía digital, aprovechando sus navegaciones para trasladar científicos a la Base Orcadas y abastecer a las bases Decepción y Jubany. Aviones C-130 de la Fuerza Aérea trasladaron material a las bases Marambio y Frei.

### Expansión de la soberanía

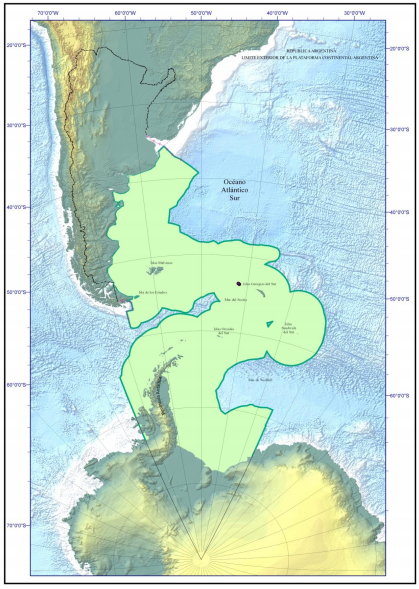
Mapa oficial de la plataforma continental argentina elaborado en 2009 por la Cancillería argentina, que formó parte del pedido de extensión de la frontera de la plataforma continental finalmente aprobado por las Naciones Unidas en febrero de 2016. En verde claro puede verse la plataforma continental bajo soberanía nacional.

Desde su nombramiento  Jorge Taiana, Canciller de los presidentes Dr. Néstor Kirchner y Cristina Fernández de Kirchner entre 2006 y 2010. Durante su gestión impulsó la  extensión de la plataforma continental argentina, donde se calcula que existen importantes recursos en el suelo y subsuelo. Finalmente el Canciller Taiana anuncio en diciembre de 2015 que ONU reconoce la soberanía argentina en 1,7 millones de km² más incorporados al territorio soberano, lo que convalido la ampliación de la plataforma continental argentina. En consecuencia, el país ganó 1.782.000 kilómetros cuadrados, que incluye las islas del Atlántico Sur y la Antártida, la superficie del lecho y subsuelo del mar sobre la que existe seguridad jurídica para que la Argentina pueda explorar y explotar sus recursos de forma exclusiva y excluyente

En 2009 presentó a las Naciones Unidas un pedido de expansión de la plataforma continental, que abarca un área de 1 782 500 km², equivalente a más de la mitad del territorio emergido, aplicando las reglas establecidas en la Convención de las Naciones Unidas sobre el Derecho del Mar (CONVEMAR), vigente para Argentina desde 1995. En las gestiones presidenciales desde 2006 el gobierno llevó a cabo cientos de estudios geológicos, geofísicos, cartográficos, y el 21 de abril de 2009 presento 40 tomos de documentación a la ONU para establecer ese límite exterior, que le da 1.700.000 km² más de territorio, y de derechos sobre el fondo marino y sus recursos. En el trabajo colaboraron varios organismos públicos y universidades, participaron profesionales de distintas disciplinas involucradas en el tema: geodestas, hidrógrafos, geólogos, geofísicos, cartógrafos, oceanógrafos, expertos en sistemas de información geográfica, abogados y expertos en derecho internacional. Finalmente, los grupos de trabajo de la Comisión Nacional del Límite Exterior de la Plataforma Continental (COPLA) formada en 2006, elaboraron el informe final tras unas 100.000 horas de trabajo conjunto. el trabajo de la comisión fue elogiado por varios sectores políticos incluyendo algunos de la oposición y criticado por el PRO y la Coalición Cívica que considero su trabajo innecesario y el gasto en estudios por parte la comisión superfluo.
 El nuevo territorio oficial amplió la plataforma continental y se extiende por dos continentes. El área se corresponde también con la zona en la que se encuentran las Islas Malvinas y demás islas del Atlántico Sur. En febrero de 2016 las Naciones Unidas aprobó tras años de gestiones la petición argentina por unanimidad duplicando la soberanía argentina sobre plataforma continental.

### Reafirmación soberania sobre las Islas Malvinas
Basado en el imperativo constitucional la defensa de la soberanía argentina en las Islas Malvinas  se convirtió en una cuestión de Estado. 
Ley de Hidrocarburos y su modificatoria, prohibieron la explotación ilegal de petróleo en plataforma continental argentina y establecen las sanciones pertinentes a empresas que operen sin permiso.
El 6 de diciembre de 2011, en un comunicado aprobado por unanimidad por todos los países de la CELAC en Caracas, las jefas y los jefes de Estado y de Gobierno de América Latina y el Caribe respaldaron la postura argentina sobre Malvinas y reiteraron "su más firme respaldo a los legítimos derechos de la República Argentina en la disputa de soberanía sobre las Islas Malvinas, Georgias del Sur y Sandwich del Sur y los espacios marítimos circundantes". </ref>Celac respalda el reclamo por Malvinas Argentina.ar - consultado el 6 de diciembre de 2011</ref>En 2011 el Grupo de los 77 conformado en la por 134 naciones- por su número el más importante bloque negociador de las Naciones Unidas- emitió por primera vez que en su Declaración Final dedica un párrafo exclusivo a la Cuestión Malvinas, apoyando al gobierno argentino. A finales de ese mismo año en el marco del la IX Cumbre del Mercosur, de forma unánime, los presidentes de la países miembros del Mercosur ratificaron "su respaldo a los legítimos derechos de la República Argentina en la disputa de soberanía". al mismo tiempo acordaron rechazar el paso de barcos militares con bandera británica.
Tras ser miembro fundador del mecanismo de integración regional y defensa de la democracia Unasur, Argentina recibió el respaldo del organismo. En marzo de 2012 en una declaración aprobada por unanimidad Unasur apoyo la soberania argentina en Malvinas e insto a Gran Bretaña a finalizar la "anacrónica situación colonial en suelo americano". Ese mismo año la Alianza Bolivariana de los pueblos de América manifestó su postura en apoyo a la Argentina y decidió estudiar la posibilidad de sancionar al Reino Unido. Ese mismo año Argentina recibió el apoyo en su postura respecto a la soberbia de las Malvinas. El secretario general de la Organización de los Estados Americanos (OEA), José Miguel Insulza, respaldó la postura y estrategia de la presidenta argentina. Posteriormente en 2013 la Organización de Estados Americanos -con excepción de Estados Unidos- emitieron una declaración conjunta de respaldo a la soberania argentina sobre las Islas del Atlántico Sur.
 La misma postura sostendría Luis Almagro, reconociendo el derecho de Argentina a su soberanía plena sobre las islas.

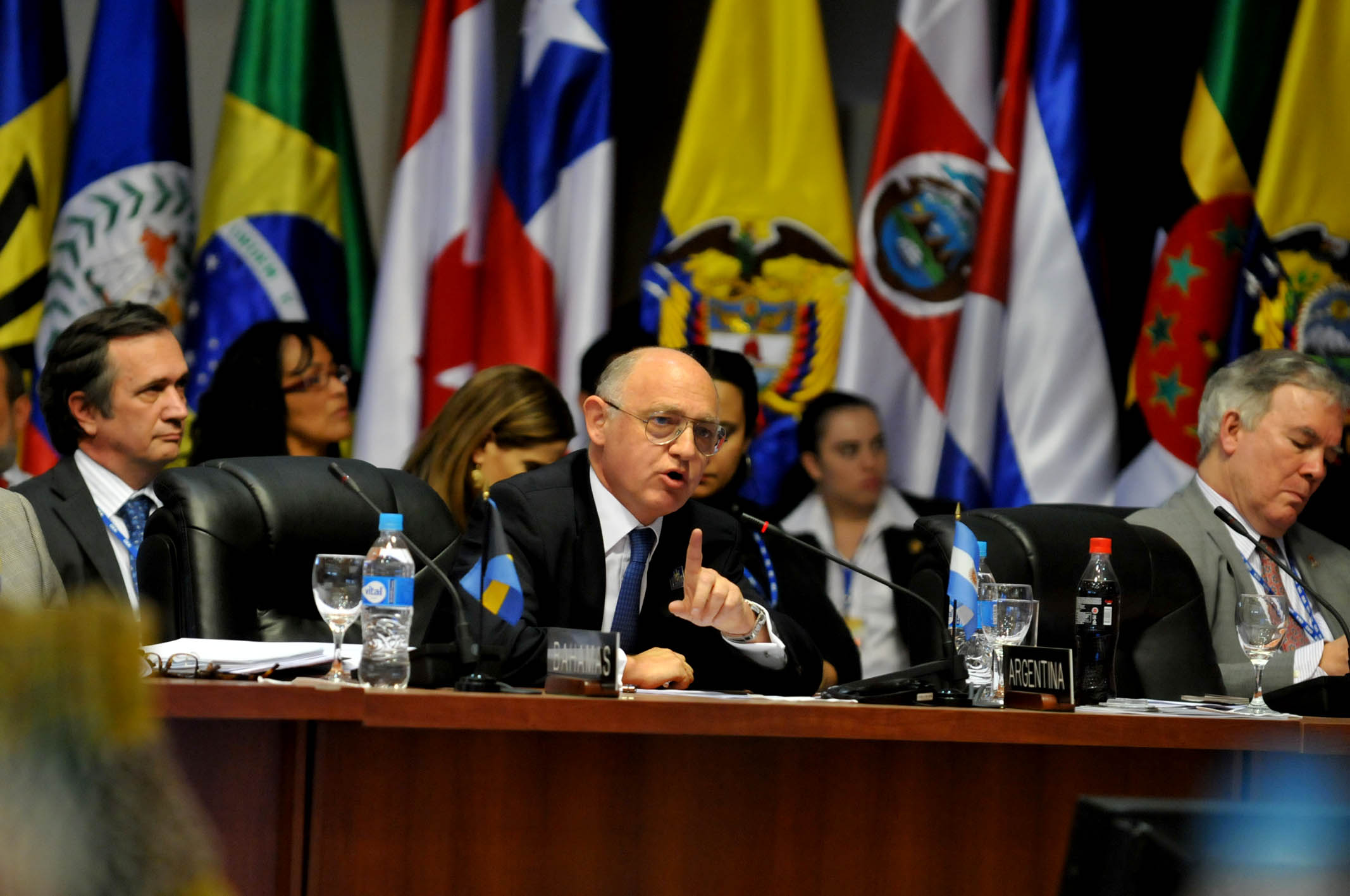
Timerman hablando ante la OEA en la 42° Asamblea General en Bolivia.

A fines tras gestiones de Fernández de Kirchner el vicepresidente del Comité Permanente de la Asamblea Popular Nacional de China, Jiang Shusheng, afirmó que la solidaridad con la Argentina respecto a las Malvinas «constituye una posición invariable para China», al tiempo que destacó el rol que ocupó la Argentina en la presidencia Pro Tempore del Grupo de los 77, en su «trabajo en pos de la integración y la paz mundial».
En marzo de 2014 tras una reunión entre la Dra Fernández de Kirchner y Vladimir Putin, Rusia país miembro del G7 y uno de los cinco países con poder de veto en en concejo de seguridad de la ONU otorgó el respaldo irrestricto a la soberania argentina sobre las Islas Malvinas y su apoyo diplomático. Ese mismo año 
En 2014 el Parlasur- parlamento de los países de América del Sur-votó de forma unánime respaldar el reclamo argentino de soberania sobre las Malvinas. Un día después la Parlamentaria venezolana Blanca Eckhout del PSUV presentó la declaración aprobada por unanimidad en la que se destaca el "más firme respaldo a los legítimos derechos de la República Argentina en la disputa de soberanía sobre las Islas Malvinas, Georgias del Sur y Sandwich del Sur y los espacios marítimos circundantes. A fines de ese añ los 54 países de la Unión Africana publicaron la "Declaración de Malabo" (Guinea Ecuatorial), aprobada por unanimidad que reconoce los legítimos derechos de soberanía de Argentina sobre las islas Malvinas, Georgias del Sur y Sandwich del Sur, y los espacios marítimos circundantes. 
En 2015 tras varios años de gestión del Canciller Héctor Timmerman en una declaración conjunta de los miembros de la Commonwealth del Caribe como Antigua y Barbuda, Bahamas, Barbados, Belice, Dominica, Guyana, Jamaica, Santa Lucía, Saint Kitts y Nevis, San Vicente y las Granadinas, Surinam y Trinidad y Tobago firmaron un documento y posteriormente una declaración en la que expresa pleno apoyo a los legítimos derechos de Argentina sobre las Islas Malvinas.

## Política internacional
Plantilla:Extracto
Durante su gestión tuvo una relación cercana con Merkel Canciller de Alemania, Michele Bachelet Presidenta de Chile, con Ségolène Royal Hillary Clinton formando grupos de trabajo para proponer cambios y un mayor rol de las mujeres en la ONU, junto a los derechos de la mujer y el niño en cómo políticas de Estado.
El 29 de julio, Fernández de Kirchner, acompañada por el Canciller De Héctor Timerman, inauguraron en Brasilia una nueva embajada argentina en Brasil.
En 2014 los 54 países de la Unión Africana  publicaron la "Declaración de Malabo" suscrita en la capital de (Guinea Ecuatorial), aprobada por unanimidad establece:
Plantilla:Cita

## Política demográfica
Durante su gestión Argentina continuó la tendencia de cambios demográficos acelerados en una transición demográfica este periodo se caracterizo por la fuerte baja en la mortalidad infantil y en el número de nacimientos.
El aumento del mercado interno, la baja de desempleo y el aumento de la capacidad instalada en la industria llevo a una aceleración en la incorporación de la mujer en el ámbito laboral, Argentina lideraba desde mediados de los años 40 está tendencia en América Latina. Un informe demográfico sobre la mujer argentina, destacó la acelerada disminución de la fecundidad y postergación de la maternidad. El aumento de la difusión de métodos anticonceptivos, la reducción del embarazo adolescente, los cambios sociales y la incorporación de mujeres al ámbito laboral y universitario llevo a que las mujeres argentinas sean madres a mayor edad y una tendencia a tener cada vez menos hijos Se produjeron cambios significativos en la estructura de la población argentina con una disminución marcada de la tasa de natalidad, la reducción del número de familias numerosas, el aumento de la esperanza de vida y el envejecimiento de la población, una marcada disminución de la fecundidad y, a la vez, una composición social más feminizada y de edad más envejecida. El Censo Nacional de Población, de 2010  mostró que el 92% de la población vivía en ciudades, una cifra que supera la media mundial convirtiendo al país en uno de los más urbanizados del mundo 
Durante su gobierno y en especial dede 2014 se produjo j a baja acentuada de la natalidad. Entre otros factores se destacan los cambios en el rol de la mujer, con mayor acceso a la educación y al mercado laboral, los mejores accesos a una carrera universitaria y la implementación de políticas públicas como la Educación Sexual Integral (ESI) y el Plan Federal de prevención del embarazo no intencional en la adolescencia, que contribuyeron a reducir significativamente el número de madres menores de 19 años.
La tasa de mortalidad se redujo hasta alcanzar mínimos históricos en paralelo, se produjo una caída de la  natalidad y las tasas de fecundidad, especialmente gracias al mayor acceso a métodos anticonceptivos y el inicio tardío de la maternidad. El crecimiento de la población se vio moderado por la baja en la tasa de fecundidad aunque compensado parcialmente por el aumento de la Inmigración hacia Argentina.

## Ministerios y Secretarías de Estado
El miércoles 14 de noviembre de 2007, se dio a conocer el gabinete de ministros para su primer gobierno. De los 12 elegidos, 7 ya ocupaban carteras en el gobierno de Néstor Kirchner y 5 asumieron por primera la cartera ministerial.

#### Otras políticas
En 2014 con el objetivo de reducir el gasto publico se eliminó la posibilidad de que funcionarios públicos acumularan para sí mismos millas en viajes realizados en vuelos oficiales. Asimismo, se impulsó una ley destinada a la obligatoriedad de la presentación de declaraciones juradas de magistrados y fiscales.
En 2010 el billete de más alta denominación $100 fue rediseñado con el rostro de Eva Perón, primera dama argentina e impulsora del voto femenino y de los derechos de la mujer, la niñez y la ancianidad. El diseño del billete de Eva Duarte fue premiado por la industria internacional durante la Segunda Conferencia Internacional de Impresiones de Alta Seguridad en Bogotá (Colombia). Diferentes asociaciones especializadas en nunimástica internacional, incluyeron al billete de 100 pesos con la imagen de Eva Perón en la tapa. Anteriormente, cuando había sido premiado, Martyn White, presidente de la entidad organizadora, indicó «la estética atractiva de la moneda papel», diciendo que el billete era de «primera clase» y que su presentación era «integrada y comprensiva». También se refirió al «contexto histórico de la materia con que que la población argentina se podría identificar fácilmente».
El 2 de abril de 2014, en el acto de conmemoración por el aniversario de la Guerra de las Malvinas, Cristina Fernández de Kirchner presentó el billete de $ 50 con motivo del aniversario reclamo argentino sobre aquellas islas, y en homenaje al Gaucho Rivero, en la Casa Rosada El billete fue diseñado en tonos azules y celestes y luce el contorno de las islas y un cormorán, típica ave de las costas atlánticas. En el reverso, está la figura del Gaucho Rivero a caballo levantando la bandera argentina. Rivero fue un peón de campo que lideró el alzamiento contra la ocupación británica en las Malvinas en 1833.
Meses más tarde, en junio de 2014, durante el acto de conmemoración del fallecimiento de Manuel Belgrano, Cristina Kirchner presentó el rediseño del billete de $ 10, centrando en la vida de Belgrano, rinde homenaje además a Juana Azurduy, Pedro Ríos (soldado conocido como Tambor de Tacuarí) y a los soldados que juraron por primera vez a la bandera argentina a orillas del río Paraná en Rosario.
En abril de 2015 el gobierno creó una comisión de expertos junto a senadores y diputados nacionales con el objetivo de investigar el origen, la evolución y las irregularidades en la toma de deuda externa desde el inicio de la dictadura en 1976. En 2015 Argentina ganó un premio internacional de lucha contra la evasión, el diario británico The Telegraph destacaba a la Argentina como el segundo país que más luchaba contra la evasión fiscal.
En 2014 el gobierno impulsó 
y logró la sanción de la ley que estableció la obligatoriedad de la sala de cuatro años. La sanción de la Ley Nº 27.045 favoreció un aumento de la matrícula y las tasas de asistencia La normativa nacional, que obligó al Estado a ampliar la oferta, permitió avanzar con la inclusión del núcleo duro de estudiantes que seguían fuera del sistema, logrando en pocos años que Argentina el 91% de los chicos de 4 años asistan al jardín de infantes, hasta la sanción de la ley solo asistía el 83%: desde 2014 se sumaron 100.000 alumnos. El incremento de la cobertura se vio acompañado de una reducción de las brechas de asistencia por nivel socioeconómico y por provincia. En paralelo la inversión nacional y provincial fueron fundamentales para aumentar la cobertura del jardín de infantes sobre todo en las salas de 4 y 3 años.
Mientras que los niños de 5 años edad que están escolarizados alcanzó el 98%. La Ley Nº 27.045 también estableció que las provincias debían garantizar la universalización de la sala de 3, la cobertura creció de 38% en 2014 antes de la Ley a 53% una década más tarde.
El incremento en los niveles de asistencia en sala de 3 y de 4 fue traccionado por la expansión de la oferta educativa y el fortalecimiento a través de la inversión estatal en los equipos docentes de los jardines de infantes. Desde 2014 se observó un marcado incremento de secciones de salas de 3 y de secciones múltiples y la expansión de secciones en todo el jardín de infantes. La ley logró incorporar más de 100 mil alumnos nuevos y reduciendo en 60% la cantidad de niños que llegan a sala de 5 sin haber asistido a sala de 4. Para el año 2015 la situación escolar de esos 5.376.316 niños y niñas de entre 5 y 13 años  el 98,7 por ciento asistía regularmente a clase.
En 2008 impulsó la actualización de la Ley 25.188 sancionada durante le gobierno del Dr Carlos Menem sobre la Ética en el Ejercicio de la Función Pública establece que los funcionarios públicos no pueden recibir obsequios, donaciones o regalos. Esto aplica a cualquier tipo de bien, servicio o cosa, ya sea que se entreguen con motivo de su cargo o en ocasión de su desempeño, que antes abarcaba sólo al Presidente, vicepresidente, autoridades ministeriales, secretarios y subsecretarios fue extendida a todo funcionario público nacional.

## Imagen del Gobierno y la oposición

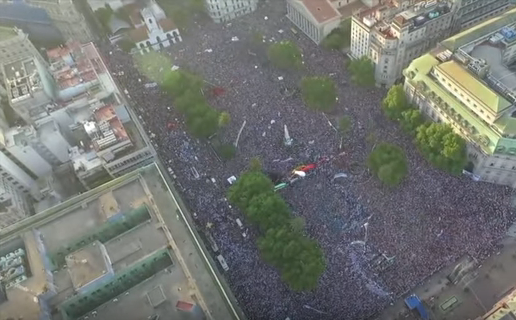
El último día de su mandato, una manifestación de apoyo reunió cientos de miles de manifestantes en la Plaza de Mayo.

Archivo:Cacerolazo en Avenida Santa Fe y Callao de Septiembre)
Durante su gestión, la imagen presidencial fue fluctuante.El jueves 19 de septiembre 2008, el jefe de redacción de Clarín Julio Blanck sostuvo que el kirchnerismo era «un cadáver político al que solamente faltaba ponerle fecha de entierro», esa misma semana el dictador Jorge Rafael Videla pidió a los militares de "58 a 68 años, que aún estén en aptitud física de combatir se preparen a luchar para combatir a la "presidenta Cristina (Kirchner) y sus secuaces". Videla afirmó que "lo hacía por la honestidad de mi conducta pública y privada, pero también por la prudencia de mis decisiones no carentes de firmeza." tras ello pidió un golpe de Estado contra Cristina. la oposición había alcanzado altas tasas de imagen negativa. A fines de noviembre de 2008, Cristina Kirchner era la candidata preferida por los argentinos ―según una encuesta del Canal 26. Un sondeo de la encuestadora CEOP publicado en noviembre de 2009 ubica la imagen positiva de la presidenta entre el 46 % y el 52 %. en tanto la encuestadora CEOP en su informe publicado en noviembre de 2009 ubicaba la imagen positiva de la presidenta entre el 46 % y el 52 %. Para 2010 su imagen positiva superaba el 70 por ciento. Para 2013 mantenía una imagen positiva del 63 por ciento.
En 2009, Fernández de Kirchner fue considerada por la revista Forbes como la undécima entre las cien mujeres más poderosas del mundo. Ascendió dos posiciones más con respecto al año anterior, 2008. En 2015 ocupó el puesto 16 en dicho ranking.
En marzo de 2011, una encuesta de Ipsos-Mora y Araujo, publicada en los diarios Perfil de Argentina y El Mundo de España, ubicó una Fernández con un 68 % de imagen positiva. Para 2014 la imagen superaba el 58 por ciento En las elecciones presidenciales de 2011 obtuvo el 54,11 % de los votos, accediendo a un segundo mandato presidencial en el período 2011-2015 siendo el presidente electo con el mayor porcentaje de votos desde 1983. y una ventaja histórica sobre el segundo clasificado, que alcanzó más de los 40 puntos de diferencia, la mayor desde la victoria del Presidente Juan Domingo Perón sobre el radical Ricardo Balbín, en 1973. Cristina Kirchner no sólo se convirtió en la primera presidenta mujer reelecta, sino que además marcó un hito en cuanto al mayor caudal de sufragios desde el retorno de la democracia y uno de los mayores de la historia argentina junto a Hipólito Yrigoyen en 1928 (57,4%) y Juan Domingo Perón en 1946 (52,4), nuevamente en su reelección en 1951 (62,5%) y en 1973 tras regresar de su exilio (61,8%). Las elecciones estuvieron marcadas por la fuerte diferencia de votos, ya que ningún candidato opositor obtuvo mas del 20 por ciento de los votos, el socialista Binner perdió en su provincia Santa Fe y una fuerte caída de Carrió, antigua competidora pasando de casi 22 puntos a menos del dos por ciento de los votos.
El final de su mandato, en 2015, representó el mayor nivel de adhesión a un mandatario saliente desde la vuelta de la democracia en 1983, con una masiva manifestación en su apoyo y con el 62% de imagen positiva.

El 18 de abril de 2013 el PRO, exhibió imágenes de funcionarios del gobierno colgando de una horca la manipulación.
Su gobierno fue catalogado de centro izquierda y como parte de la marea rosa, tendencia de gobiernos progresistas en la región de Latinoamérica desde inicios del siglo XXI que comparten una visión que enfatiza la mejora en la distribución del ingreso, el otorgamiento de nuevos derechos civiles -en varios casos con fuerte presencia del movimiento feminista-, la protección del medio ambiente y un papel fundamental del Estado.
Para 2019, tras cuatro años de finalización de su mandato Cristina Fernández de Kirchner figuraba en el primer lugar de la encuesta sobre los argentinos más influyentes según la encuesta realizada por Giacobbe & Asociados.

##### Fin del mandato
La gestión finalizaría el 10 de diciembre de 2015. Como gesto de cordialidad, una semana antes de dejar el poder mandó  plantar frente al chalet presidencial canteros de flores amarillas, el color preferido de su sucesor Mauricio Macri.
La tarde anterior al fin de su mandato, una multitud de 700.000 personas se congregó en la histórica Plaza de Mayo para homenajear y despedir al gobierno. Allí brindaría hacia medianoche un discurso. Los ciudadanos llevaron lirios blancos, la flor preferida de la presidenta, como muestra de agradecimiento. La alocución fue seguida desde diversas provincias por ciudadanos que se concentraron en las plazas principales para escuchar el discurso. En su despedida ante la multitud reunida en Plaza de Mayo, destacó acciones de su gobierno y pidió a la ciudadanía cuidar sus derechos obtenidos.